# Histoire de la caféiculture
Cet article devrait être scindé en plusieurs articles distincts (mars 2025).
Pour un article plus général, voir Caféiculture.

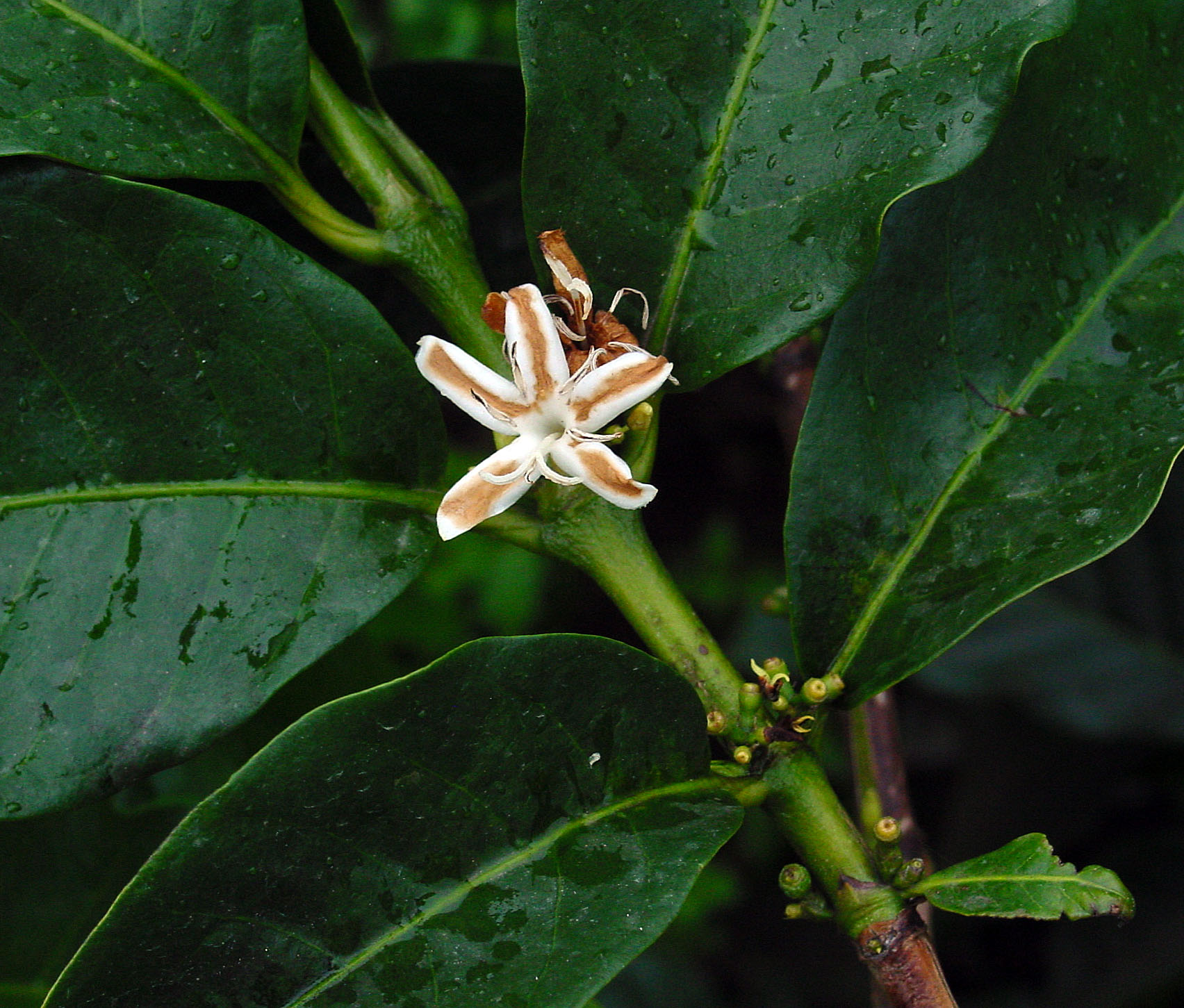
Fleur de caféier robusta.

Le caféier vient de la province de Kaffa, en Éthiopie. Sa culture se répand dans l'Arabie voisine, où sa popularité a profité de la prohibition de l'alcool par l'islam. Appelé K'hawah, qui signifie « revigorant », sa rareté l'a rendu très cher en Europe jusqu'au premier tiers du XVIIIe siècle. Puis sa culture déferle en quatre vagues, Java des années 1720, La Réunion des années 1730-1740, le Suriname des années 1750-1770 et Saint-Domingue des années 1770-1780.
Au siècle suivant, l'abolition progressive de l'esclavage puis du travail forcé marquent la caféiculture, dominée par sept grands producteurs, Venezuela, Ceylan, Cuba, Haïti, Jamaïque, Indonésie et Brésil. Les cinq premiers ont disparu du palmarès mondial 2015. L'offre mondiale est multipliée par 89 en deux siècles, de 100 000 tonnes en 1825 à 8,9 millions de tonnes en 2013. Entre-temps, la très faible diversité génétique de l'arabica et la dévastation par les maladies ont conduit les botanistes à explorer les profondes forêts africaines pour lui sélectionner des successeurs plus résistants.
Milliers de plantations en ruine ou restaurées, défrichements sur des centaines de kilomètres, chemin de fer tropical... la caféiculture forge les paysages et les identités culturelles montagnardes, des Mayas du Guatemala aux Chaggas de Tanzanie. Cultivé en altitude, sensible au gel, à la densité forestière et à l'épuisement de sols, le café a un prix imprévisible, car l'arbuste met 4 ans à donner et seulement deux décennies à s'épuiser. D'où un siècle de soutien des prix aux paysans, formation agronomique, et distribution d'engrais par des entreprises publiques et coopératives sans équivalent dans les autres cultures. En 1900, le café était la troisième marchandise la plus échangée au monde, derrière les céréales et le sucre. Au XXIe siècle, il est deuxième après le pétrole, avec 11,23 milliards d'euros, grâce à 400 milliards de tasses de café bues par an, soit 12 000 tasses par seconde. La caféiculture fait vivre 125 millions de personnes sur la planète, dans plus de 75 pays tropicaux, avec 5 millions d'exploitations et 25 millions de petits producteurs indépendants,, qui ont souvent fait et défait les majorités politiques, suscité des guerres et accéléré les décolonisations. Au XXIe siècle, le café est cultivé sur une surface de 10 millions d'hectares selon la FAO[réf. souhaitée], et représente 61 % des exportations au Burundi, 37 % en Éthiopie, 35 % au Rwanda, 21 % en Ouganda, 18 % au Nicaragua et 17 % au Honduras.

## Génétique fragile de l'arabica
Sur 90 espèces de caféiers inventoriées, moins d'une dizaine ont été cultivées, et deux seulement ont survécu au XXe siècle : l'arabica et le canephora (dont découle le cultivar robusta). L'arabica est né d'un incident chromosomique ancien qui a quadruplé son stock d'ADN. C'est la seule espèce caféière autogame : ses fleurs s'autofécondent, même s'il connait 10 à 20 % d'allofécondation, via des insectes pollinisateurs. Les autres caféiers ne peuvent s'autoféconder : ils échangent en permanence des gènes, par le pollen, ce qui les rend plus résistants aux parasites. Face à une consommation en forte hausse au XVIIIe siècle, l'arabica connait une croissance trop rapide, ce qui réduit à presque rien sa base génétique. Seuls quelques plants de chacune des deux variétés, « Typica » et « Café Bourbon », ont été exportés, puis dupliqués partout dans le monde :
- En 1706, un plant unique est ramené de Java à Amsterdam puis offert, en 1714, aux différents jardins botaniques européens, d'où il part vers l'Amérique. C'est la variété dite « Typica ».
- En 1715, la Compagnie française des Indes orientales installe le caféier du Yémen sur l'île de La Réunion, d'où il est vraiment cultivé en 1724 ou 1726. C'est la variété dite « Café Bourbon », qui part à son tour vers l'Amérique, mais en nombre réduit.

Ensuite, les caféiculteurs de chacune de ces deux variétés se contentent de sélectionner des mutants spontanés, car des croisements ne permettent pas d'obtenir assez de nouveaux génotypes, vu la faible diversité génétique. De ce fait, certains cafés sont restés « purs » depuis trois siècles :
- Issu du Café Bourbon, le Marogogype à gros grains, repérée dans la localité du même nom au Brésil, ou le Caturra, avec sa forte productivité et sa récolte plus facile.
- Issu du Typica, les variétés Kent en Inde et Blue Mountain à la Jamaïque, qui ont permis les premiers succès d'intensification de la culture.
- Parmi les rares hybrides Typica/Bourbon, la variété Mondo Nuovo au Brésil.

Par ailleurs, les hybrides entre robusta et l'un ou l'autre des deux arabicas, appelés « arabusta » sont rares dans la nature : on parle de « barrière chromosomique ». Plus tard, les botanistes apprendront à en créer artificiellement, par le doublement chromosomique du robusta via un traitement à la colchicine. Mais en attendant, la première étape a été la découverte, en 1917, dans l'archipel du Timor, d'une population d'arabusta naturels, appelée HdT, résistante à la « Rouille du caféier » qui avait ravagé les plantations des années 1870. Cette première source génétique autre que les cafés Typica et Bourbon a permis des croisements. Cette découverte induit alors le développement de la recherche dans les caféiers sauvages d'Afrique, menant au robusta des années 1930, plus résistant aux maladies, grâce à une base génétique plus diverse.
Les agronomes ont ensuite jugé indispensables de rajeunir et diversifier l'arabica. Entre 1960 et 1990, sous l'égide de la FAO, ils reviennent aux sources des populations sauvages d'Éthiopie, pour la création de variétés améliorées.

## Moyen Âge

### Un essor dans tout le monde arabe, puis en Europe

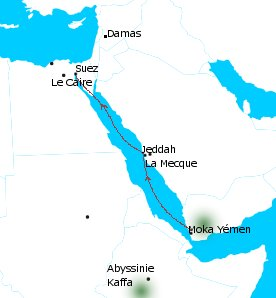
Zone d'origine du café.

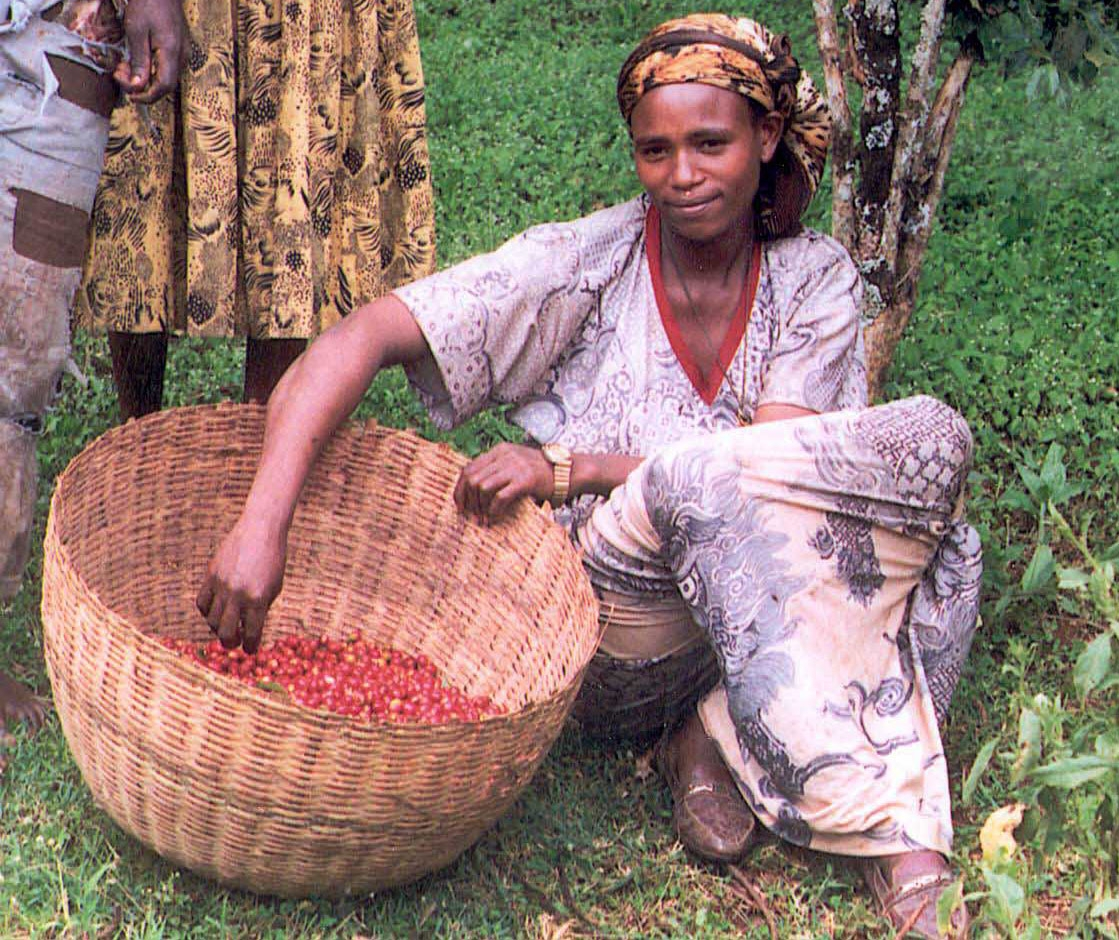
Femme récoltant le café en Éthiopie.

L'usage du café était très ancien en Abyssinie. Il est originaire de Kaffa, royaume de l'Éthiopie médiévale,,
Shehabeddin Ben dit qu'on l'employait depuis un temps immémorial. L'usage ne s'est cependant pas propagé lors des croisades, car les croisés n'en eurent pas connaissance et le célèbre médecin Ebn Baithar, qui parcourut le nord de l'Afrique et la Syrie au début de l'ère chrétienne, n'en dit pas un mot. Vers la fin du XVe siècle, l'arabica atteint le Yémen voisin, qui a des relations commerciales et culturelles anciennes et intenses avec l'Abyssinie,. Le café est exporté par le port de Moka.

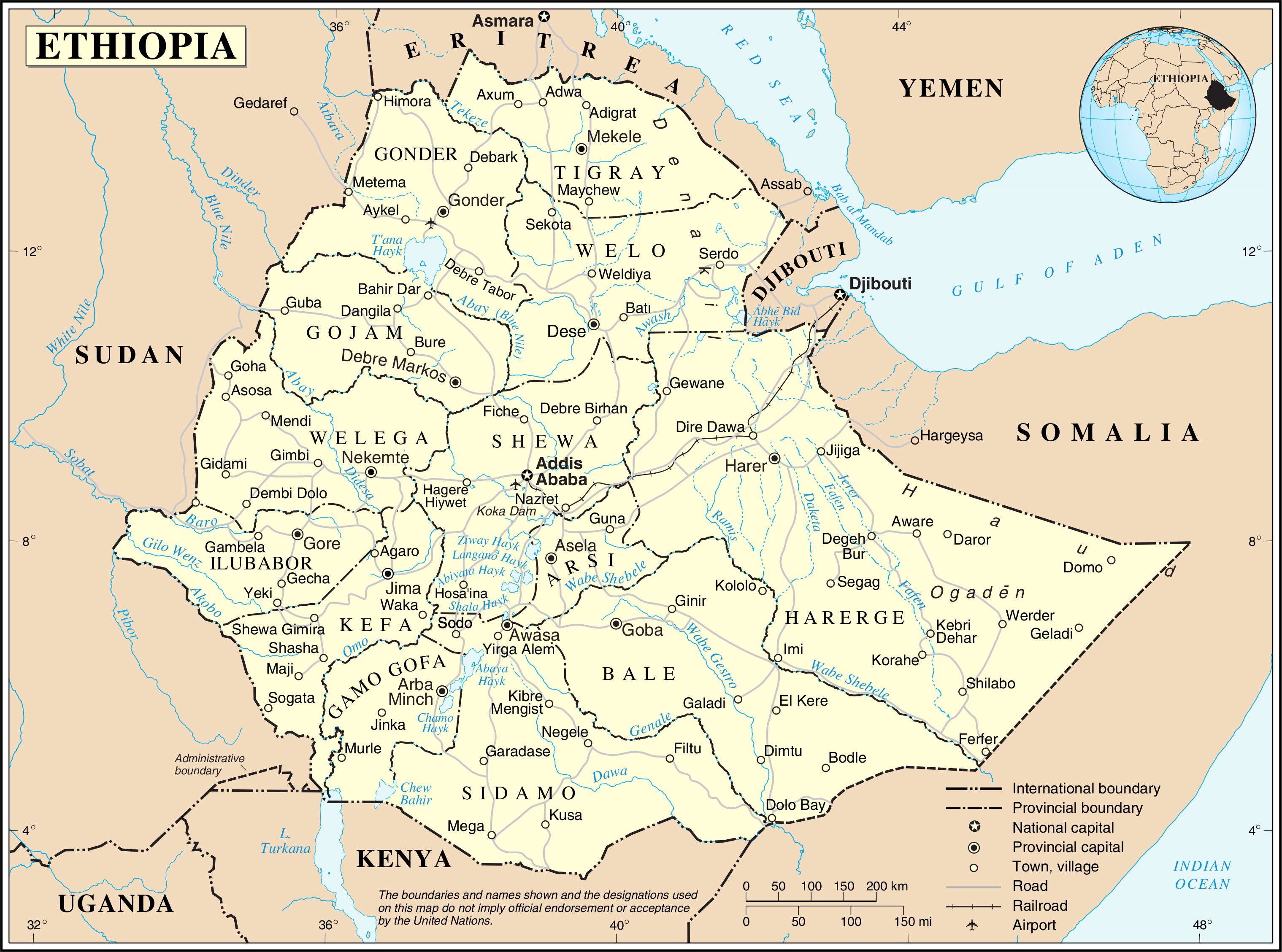
La province de Kaffa se situait au sud-ouest de l'Éthiopie.

Les arabes vendent leur café en Perse, Égypte, Afrique du Nord et en Turquie, où le premier café, Kiva Han, ouvre en 1475 à Constantinople. La consommation prend alors son essor dans tout le monde arabe : un millier de cafés sont dénombrés au Caire en 1630.
Environ 50 000 hectares de café sont cultivés au Yémen. Les 12 000 à 15 000 tonnes de café par an produites au Yémen viennent de petites exploitations sans vocation commerciale affirmée. Le Yémen conserve jusqu'en 1680 le monopole de la production du café, diffusé en Europe via Le Caire et Marseille : les Yéménites interdisent toute exportation de plantes et de grains verts fertiles. En 1680, pourtant, sans doute transportés par des pèlerins, quelques grains de café gagnent l'Inde, sur les côtes de Malabar et dans le royaume de Mysore, mais la culture y reste très marginale.

## XVIIesiècle

### Les Hollandais diffusent le moka du Yémen et plantent à Ceylan

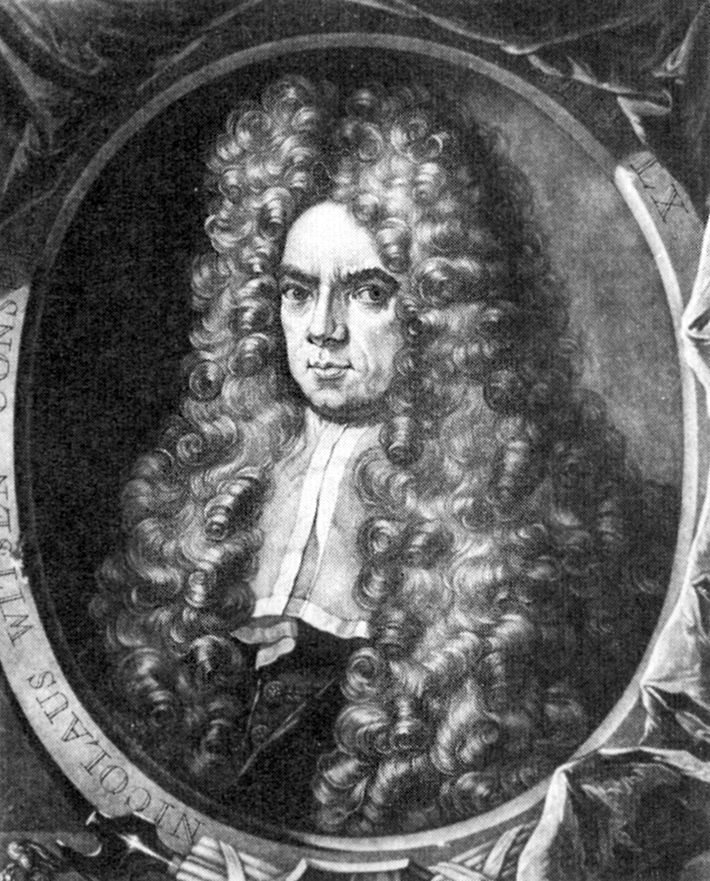
Nicolas Witsen, directeur de la Compagnie des Indes et fondateur du jardin botanique d'Amsterdam.

En 1614, une délégation de marchands hollandais et de spécialistes de l'horticulture visite Aden au Yémen afin d'étudier comment les Arabes ont transformé le café, puis en 1616, la Compagnie néerlandaise des Indes orientales s'y approvisionne. La culture du moka est étendue, timidement, par les Hollandais à Ceylan en 1658. Ils ne la tenteront en Indonésie, qu'en 1696, quarante ans après.
Nicolas Witsen, directeur de la Compagnie néerlandaise des Indes orientales et fondateur du jardin botanique d'Amsterdam, acclimate le café d'Éthiopie en Indonésie, à Batavia, démarche qui est poursuivie en 1718 au Suriname.

La place de Ceylan dans l'empire néerlandais aux XVIIe siècle-XVIIIe siècles, sous la direction de la compagnie des Indes.

En France, l'ambassadeur de Turquie à Paris offre en 1669 du café à Louis XIV, qui accorde un monopole du commerce du café en 1692 à maître François Damame, bourgeois de Paris. Pour l'importation, Marseille maintient, de fait, un monopole rentable, avant que ne survienne, au siècle suivant, la concurrence redoutable d'une Compagnie de commerce de Saint-Malo, partie chercher directement les cafés d'Arabie en mer Rouge, en doublant le cap de Bonne-Espérance.

### La mode du café arrive en Europe
Le café arrive en Europe aux alentours de 1600, via les marchands vénitiens. On conseille à Clément VIII de l'interdire, car il représente une menace d'infidèles. Après en avoir goûté, le pape baptise au contraire la nouvelle boisson, déclarant que la laisser aux seuls infidèles serait dommage. Son usage pénètre l'Europe occidentale seulement au dernier quart du XVIIe siècle. Jugées chères, les fèves d'Arabie reçoivent le nom de café de Moka, port de la mer Rouge qui les exporte, via Suez et Alexandrie. Des navires de Venise, Gênes ou Marseille les distribuent dans toute l'Europe.

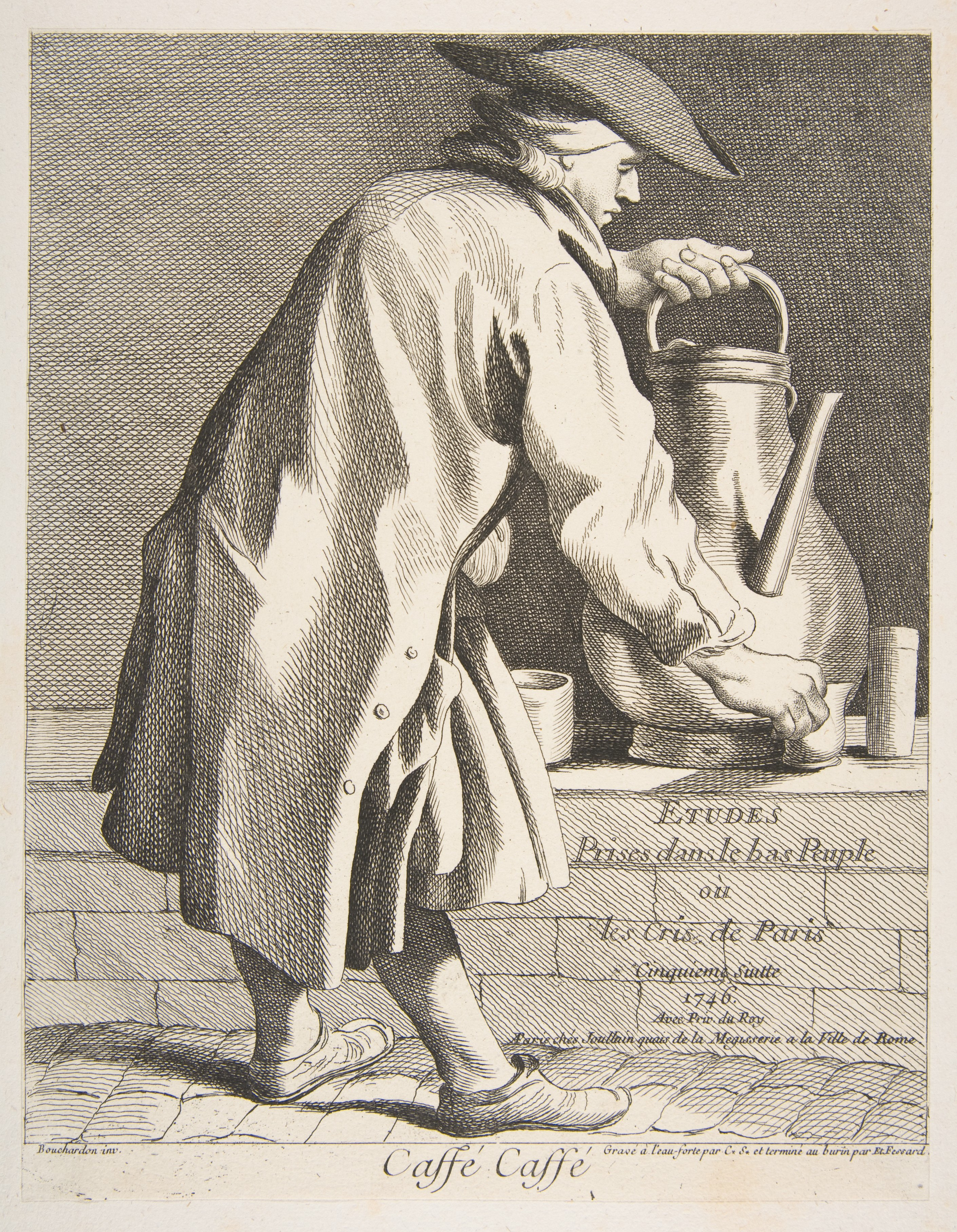
Marchand de café dans les rues de Paris dans la première moitié du XVIIIe siècle.

En 1614, le marchand anversois Pieter Van den Broecke (1585-1640), découvre un breuvage « noir et chaud » dans le port de Moka, sur la côte sud-est du Yémen, en naviguant pour le compte de la Compagnie hollandaise des Indes orientales. En 1615, des navires vénitiens rapportent un sac de grains de café de Constantinople, puis en 1660 près de 20 000 quintaux en provenance de Turquie arrivent à Marseille.

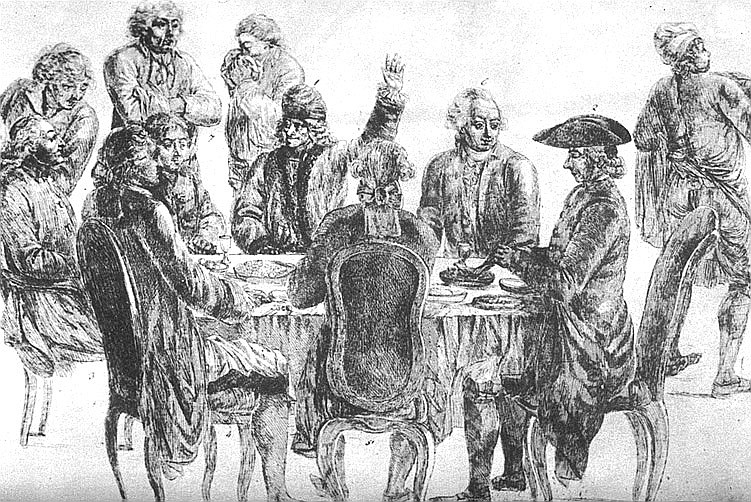
Le Café Procope, tel qu'il peut être imaginé au XVIIIe siècle (cette scène précise se passe à Ferney) :
au second plan, de gauche à droite : Condorcet, La Harpe, Voltaire et Diderot.

Dans les années 1650, des « cafés » ouvrent à Oxford et à Londres. Les philosophes et lettrés s'y retrouvent, autour de pamphlets et libelles. Les idées libérales s'y épanouissent. En 1676, ils sont brièvement interdits pour cause de crime de lèse-majesté contre le roi Charles II. Les réactions sont vives, l'édit de fermeture doit être révoqué. D'autres villes suivent :
- Venise en 1683, puis en 1720 (le Caffè Florian de la Place Saint-Marc) ;
- Paris en 1686 (le Café Procope, rue de l'Ancienne-Comédie, dans l'actuel quartier de la Monnaie) ;
- Boston en 1689 (le London Coffee House).

Au Café Procope, Jean de Thévenot invente une nouvelle manière de le préparer : en faisant percoler de l'eau chaude dans le café retenu par un filtre. On compte plus de deux mille cafés en 1700 au Royaume-Uni, en pleine révolution financière britannique. La célèbre compagnie d'assurances Lloyd's of London est à l'origine un café fondé en 1688 : le Lloyd's Coffee House. La Bourse de Londres, dans sa version moderne, naît aussi dans un café, le célèbre Jonathan's Coffee-House, où se retrouvent les courtiers hollandais. Le huguenot John Castaing y publie la première liste d'actions de l'histoire des bourses de valeurs.

## XVIIIesiècle

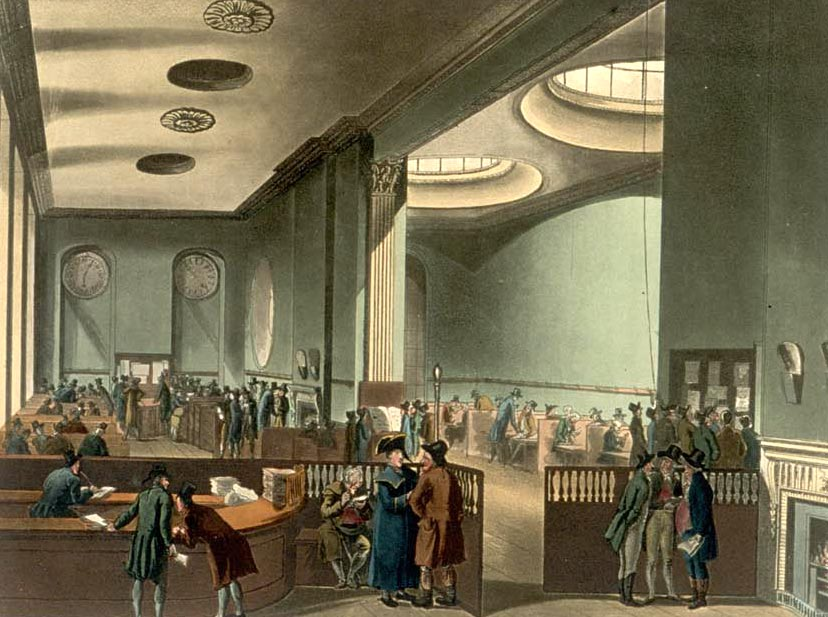
La salle de souscription de la Lloyd's Coffee House au début du XIX, l'un des 2000 cafés existant en Angleterre dès le XVIII.

Le premier quart du XVIIIe siècle est marqué par des années de pénurie, quand la mode du café en Europe dope la demande. Environ 2 000 cafés ouvrent rien qu'en Angleterre. La France parvient à s'en procurer de force lors de la première expédition de Moka en 1708 et les Hollandais cherchent plus tard à l'apaiser. Le marché mondial ne compte alors que trois grandes appellations : « Java », « Moka » du Yemen, et « Bourbon pointu » de La Réunion, un café donné en 1715 par le Yémen aux Français, et qui percera à la fin du siècle à Saint-Domingue. Une exception royale, car le Yémen interdit toute exportation de plants ou de café vert, tandis qu'Amsterdam privilégie un monopole ultra-rentable. Les rares plants de café transférés à la va-vite vers l'Europe puis les Antilles voyagent sans sécurité ni souci de la diversité génétique.
Le prix du « café de Java » est ainsi très élevé au début du siècle, 3 guilders la livre, beaucoup plus que dans les zones productrices d'où il vient, ce qui procure des marges très élevées à la Compagnie néerlandaise des Indes orientales. Cet écart disparaît un demi-siècle plus tard, quand le café de Saint-Domingue inonde tous les ports d'Europe.
Les marchands d'Amsterdam confrontent les différentes origines: en 1721 ils importent à 90 % du Moka mais dès 1726, c'est à 90 % du café de Java, dont la production vient de décoller. Le prix du café sera ainsi divisé par six au cours du siècle. Le Java devient moins cher que celui du Yémen dès les années 1720 et l'écart se creuse après cinq décennies: 10,75 pièces de 5 cents par livre en 1774 contre 14,5 pièces de 5 cents. Le café javanais est alors lui-même battu par celui du Suriname, qui ne coûte plus que 6 pièces de 5 cents.
Entre-temps, La Réunion a brisé en 1735 le monopole de la Compagnie néerlandaise des Indes orientales, avant d'être elle-même évincée vers 1750 par le Suriname, passé du sucre au café, qui exporte autant que Java dès 1750 et profite d'une première vague de remontée des cours mondiaux à la fin des années 1760.
Une seconde vague de hausse des cours, à la fin des années 1770, permet au café de Saint-Domingue de distancer celui du Surinam, miné par une crise financière dès 1771.
La guerre d'indépendance des États-Unis déclenche en effet un emballement des prix coloniaux, de 1774 à 1785, dont le café est le grand gagnant:
- 70 % pour les cafés ;
- 25 % pour les sucres bruts ;
- 30 % pour l'indigo ;
- un seul produit, le cacao, y échappe, voyant au contraire son prix baisser de 38 %.

La révolution du café de Saint-Domingue qui l'accompagne entraîne un quintuplement de la récolte dans la partie française de l'île. En 1789, plus de 80 % du café mondial vient des Amériques. Saint-Domingue produit alors cinq fois plus que le Suriname deux décennies plus tôt, quand ce dernier récoltait lui-même 7 615 tonnes par an sur la période 1772-76, soit autant que Java et La Réunion réunis, à leurs pics de production.

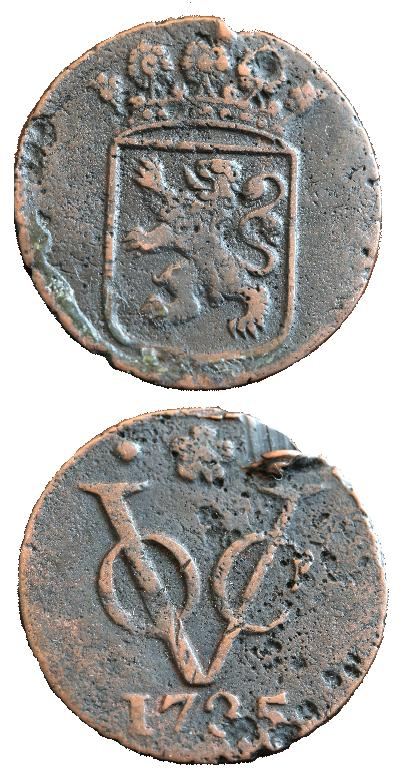
Une pièces de 1735 de la Compagnie néerlandaise des Indes orientales, dont le monopole caféier est bousculé dès 1735.

Le café au 1er quart du siècle, chronologie des années de pénurie :
- 1704 : prise de Gibraltar par les Anglo-Hollandais lors de Guerre de Succession d'Espagne.
- 1706 : les Hollandais implantent le café à Java, un plant déposé au jardin d'Amsterdam.
- 1708 : 1re expédition de Moka, 1 500 tonnes de café ramené à Saint-Malo.
- janvier 1711 : 2e expédition de Moka par Antoine Crozat.
- 1712 : Amsterdam offre à Louis XIV un pied de café, qui meurt rapidement[16].
- 1712 : le colonel d'artillerie de Ressons a ramené un autre pied d'Amsterdam.
- 1714 : un second pied de café arrive de Hollande, placé au jardin de Marly-le-Roi.
- 1713 : Antoine de Jussieu publie une description du café[8].
- 1713 : avant de mourir Louis XIV multiplie les pieds de caféier dans ses serres.
- 27 juin 1715 : ordre à la 3e des expéditions de Moka.
- 1er septembre 1715 : décès de Louis XIV, qui voulait plus de caféiers.
- septembre 1715 : six plants de Moka, offerts par le sultan du Yémen, ensemencés à Saint-Paul de la Réunion.
- 1718 : un plant hollandais arrive au Suriname.
- 1720 : Gabriel de Clieu importe en Martinique deux des quatre plants hérités d'Amsterdam. Un seul arrive à destination.
- 1725 : des plants hollandais du Suriname arrivent en cachette en Guyane, ou gouverne depuis 1724 Claude Guillouet d'Orvilliers, qui colonise l’Oyapock et le Maroni, via tabac et café.
- 1726 : la Martinique ne compte toujours que 200 pieds de café, six ans après l'introduction.
- 1727 : décollage de la récolte de Java.
- 1727 : décollage de la récolte à La Réunion.

### Bourbon et Typica: les deux parcours de l'arabica au début du siècle

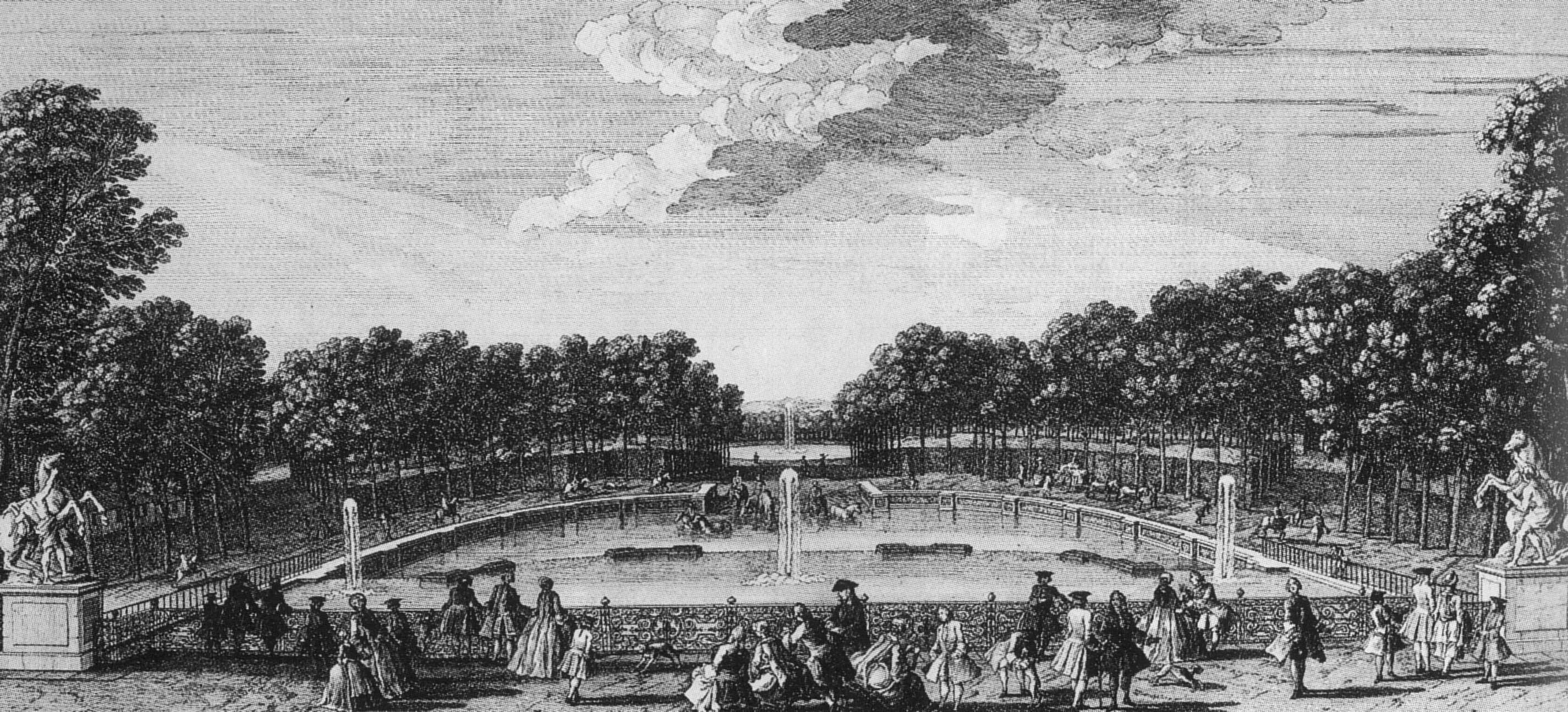
L'Abreuvoir de Marly, gravure de Jacques Rigaud. L'un des plants envoyés par Amsterdam à Louis XIX est conservé au Parc de Marly.

Face à une consommation en forte hausse dès le début du XVIIIe siècle, la culture de l'arabica s'est déplacée très rapidement, vers Java puis vers l'Amérique, via un passage précipité par l'Europe, sur une base génétique très limitée. Seuls quelques plants de chacune des deux variétés, Café Typica et Café Bourbon, sont exportés, puis dupliqués partout dans le monde.

#### Le "Typica" passe par les jardins botaniques et la Martinique

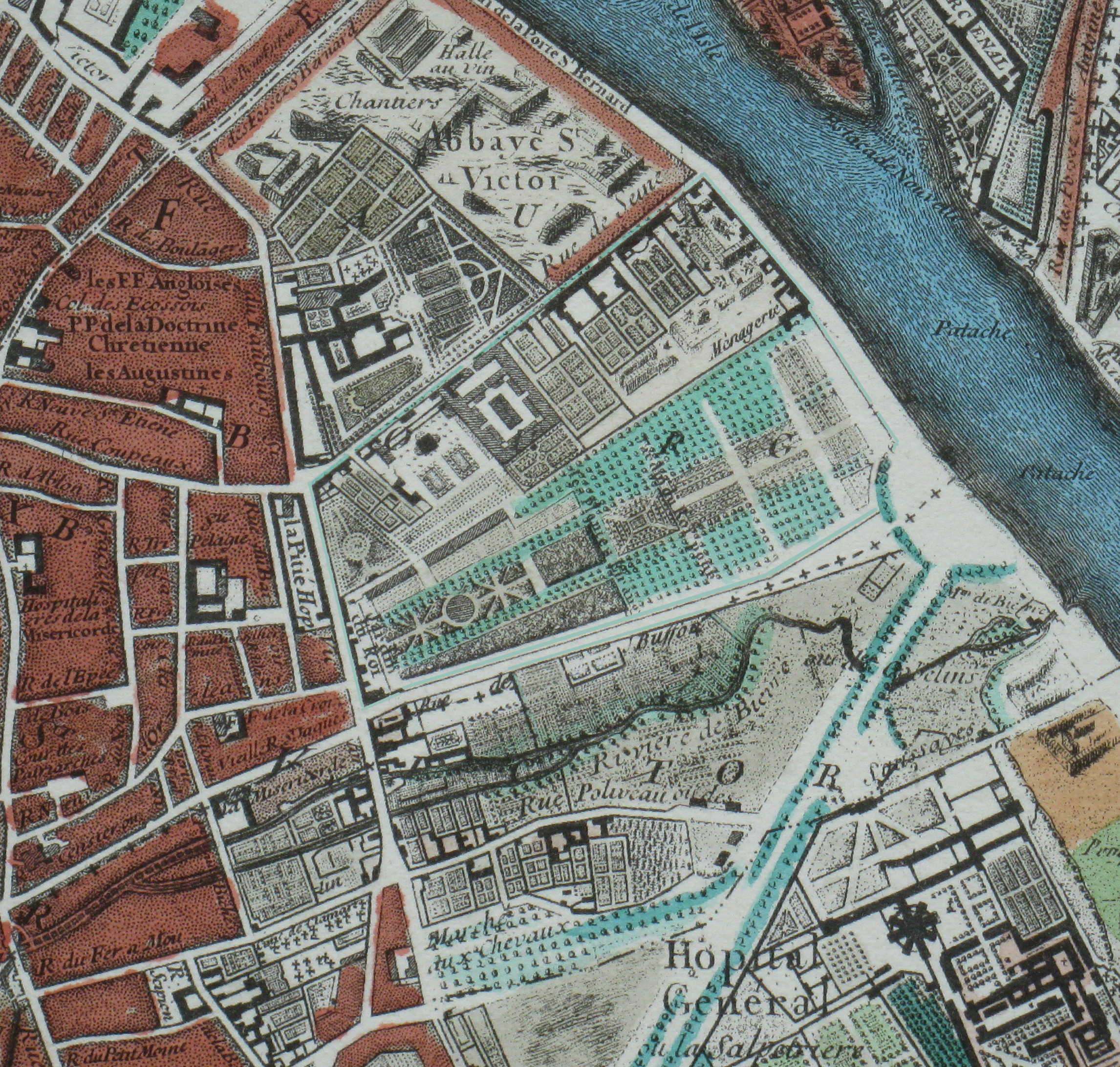
Le Jardin des plantes de Paris en 1730, appelé Jardin du Roi. Jussieu y a publié en 1713 une description du café dans les Mémoires de l'Académie des sciences.

En 1706, quatre plants sont ramenés par les Hollandais de Java à Amsterdam puis offerts, en 1714, aux différents jardins botaniques européens. C'est la variété dite Typica. En 1720, le capitaine d'infanterie Gabriel de Clieu est autorisé à revenir à la Martinique avec deux des quatre plants d'Amsterdam. Après un voyage épouvantable, un seul plant arrive à destination. Dix-huit mois plus tard, un kilogramme de cerises est récolté, puis replanté à la Guadeloupe et à Saint-Domingue. En 1723, de Clieu en confie aussi un au colonel Claude de la Garrigue de Survilliers. Cependant, la Martinique ne compte toujours que 200 pieds de café en 1726, selon les écrits du père Labat. La terrible tempête du 7 novembre 1727 détruit les cacaoyers, laissant des terres disponibles pour les caféiers de Martinique, d'où il gagne les colonies française et espagnoles: Saint-Domingue, Cuba, Mexique, Amérique centrale, entre 1748 et 1790. En 1727, le Brésil reçut de Guyane française ses premiers caféiers.
Entre-temps, en 1725, gouverneur de Cayenne par intérim entre 1720 et 1722 s'est rendu au Suriname hollandais, où il obtient des pieds de café en cachette, puis en plante mille à douze cents pieds dans ses habitations. Mais en Guyane comme en Martinique, la culture du café est vite concurrencée par l'expansion sur l'île de La Réunion via un autre circuit.

#### Le «Bourbon» passe par les «expéditions de Moka» des corsaires malouins
Le « Café Bourbon » a lui aussi voyagé de manière très contingentée : seulement 4 plants. Les corsaires malouins organisent, entre 1708 et 1715, trois « expéditions de Moka », en contournant l'Afrique. La première leur permet de ramener 1 500 tonnes de café à Saint-Malo en 1708.

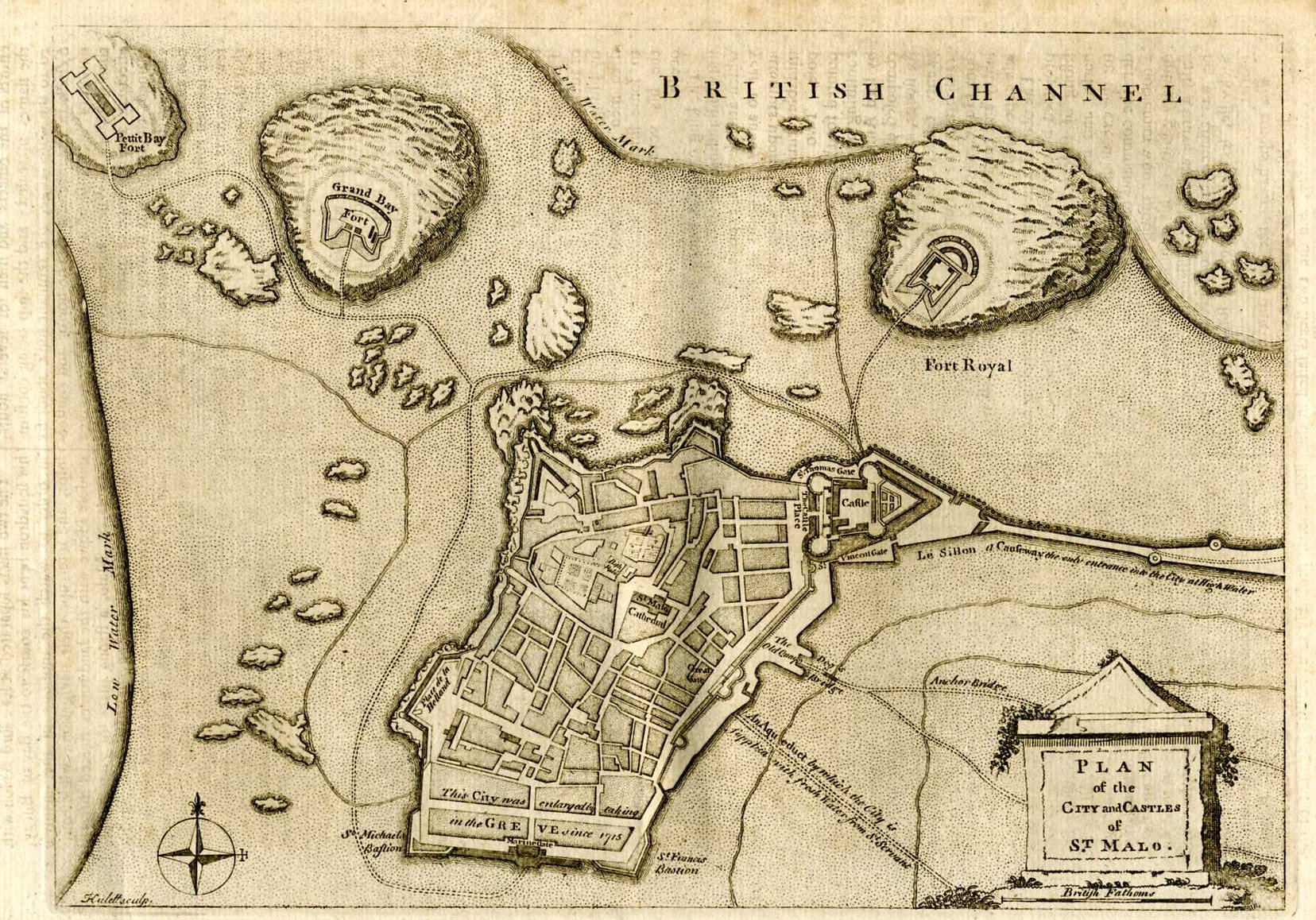
Carte de Saint-Malo probablement du XVIIIe siècle. Les expéditions corsaires pour ramener en France du café de Moka partent du port breton.

En 1712, la France et la Hollande préparent la paix qui sera signée lors des Traités d'Utrecht (1713). Le bourgmestre d'Amsterdam De Brancas, successeur de Nicolas Witsen, offre à Louis XIV un pied de café, qui meurt rapidement. Les Hollandais lui en envoient un second en 1714. Le roi de France le fait soigner dans son jardin de Marly-le-Roi. Il demande à Guillaume Dufresne d'Arsel de participer à la deuxième des expéditions de Moka, pour lui en ramener d'autres. Antoine de Jussieu, professeur aux serres du Jardin du roi, futur Jardin des plantes de Paris, publie en 1713 une description intéressante de la plante dans les Mémoires de l'Académie des sciences. Avant de mourir, Louis XIV multiplie les pieds de caféier dans ses serres.
La Cour de Paris ayant apprécié le goût du café, la Compagnie des Indes orientales charge Guillaume Dufresne d'Arsel d’implanter à La Réunion des plants de moka, via la troisième des expéditions de Moka. Il reçoit l'ordre royal par le navire L'Auguste de M. de la Boissière, le 27 juin 1715,. Dès septembre 1715, six plants de Moka, offerts cette fois par le sultan du Yémen, sont ensemencés à Saint-Paul de la Réunion, sous l'autorité du gouverneur de La Réunion Antoine Desforges-Boucher. La Compagnie des Indes orientales organise la production, l'achat de graines, construit des greniers et des routes. Elle offre des concessions gratuites à tout colon de 15 à 60 ans acceptant d'entretenir 100 plants de café.
L'île de La Réunion ne comptant encore que 734 habitants en 1704, le café n'est cultivé en quantités significative qu'à partir de 1726. Dans une lettre au ministre de la Marine du 27 avril 1728, le gouverneur de La Réunion Pierre-Benoît Dumas s'enthousiasme : « On ne peut rien voir de plus beau que les plantations de café qui se multiplient à l'infini. Cette île sera, dans peu (de temps), capable d'en fournir au-delà de la consommation du royaume ». La « variété Bourbon », ou Bourbon pointu, est alors jugée la meilleure au monde.

### Arbitrages des marchés d'Amsterdam, Le Caire, Le Havre et Bordeaux

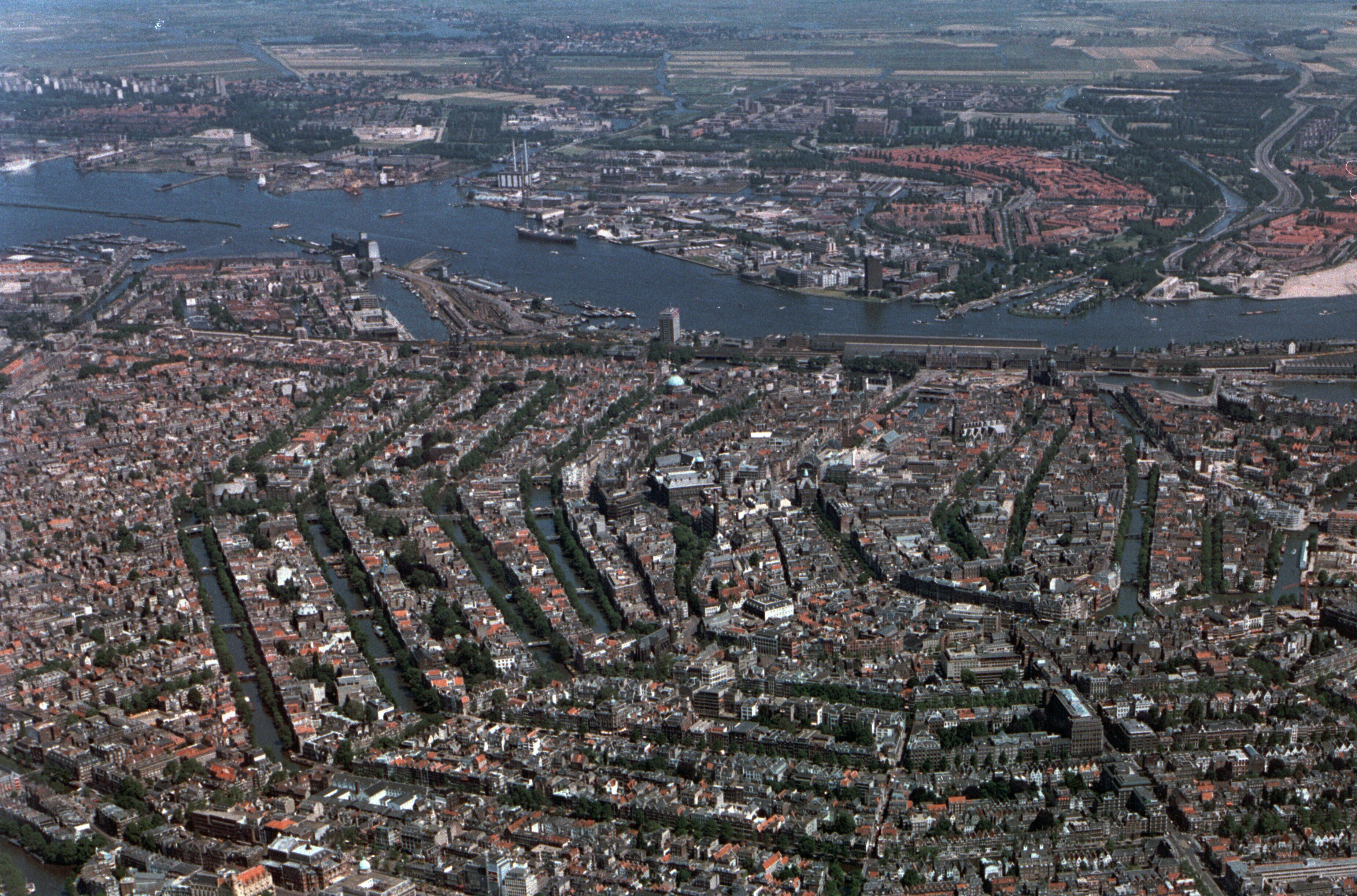
Vue aérienne du Grachtengordel, quartier historique d'Amsterdam. On y voit clairement les quatre canaux concentriques, ainsi que les jardins situés au cœur des grachtenpanden.

Sur le marché d'Amsterdam, le café est vendu aux enchères tous les semestres, puis trimestres, puis tous les mois, l'offre et la demande décollant dès le 2e quart du siècle. Le café java" d'Amsterdam ne concurrence que partiellement Le Caire et Marseille, par où arrive le café du Yémen, tous trois souffrant ensuite des arrivages massifs de La Réunion puis de Saint-Domingue. Les monopoles hollandais et yéménites doivent alors s'adapter et renoncer à leurs marges élevées.
Ainsi, dès la deuxième moitié du siècle, les prix à Amsterdam, ne fluctuent plus en fonction de l'arrivée de chaque bateau chargé de café rare comme au siècle précédent. Ils deviennent assez comparables entre Java et les Amériques, l'économie mondiale du café étant devenue plus intégrée. Les prix yéménites ont suivi, moins régulièrement, mais se montrent proches de ceux d'Amsterdam vers la fin du siècle. Dans le dernier tiers du siècle, le coût de production plus bas du café de Saint-Domingue le rend plus séduisant, même sur le marché ottoman de Caire. Dès les années 1770, il y remplace les concurrents yéménites
| Années                       | 1736       | 1766         | 1777         | 1790          |
| Arrivages de café au Havre : | 220 tonnes | 2 600 tonnes | 6 605 tonnes | 15 000 tonnes |

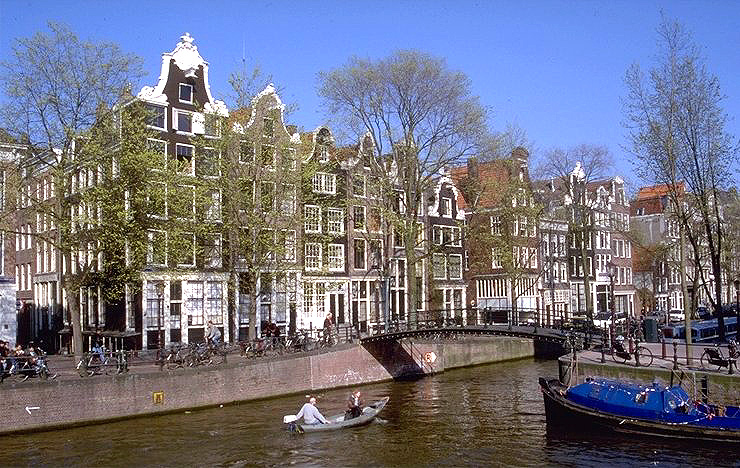
Le Brouwersgracht, quartier historique d'Amsterdam.

À la fin du siècle, ce café de Saint-Domingue est majoritairement réexporté, en Europe mais aussi en Orient, aux dépens de celui de Java. À Marseille, 90 % de ce café réexporté part en Turquie.
Le trafic de café au Havre passe de 2 600 tonnes en 1766 à 6 605 tonnes en 1777, et 15 000 tonnes à la fin du XVIIIe siècle, plus d'un tiers des importations françaises. Mais le grand gagnant de la révolution du café de Saint-Domingue est Bordeaux, où la réexportation des cafés croît de 300 %, entre 1778 et 1786. Les exportations de café du port aquitain sont supérieures de 400 % à celles du Havre, de 300 % à celles de Nantes, de 200 % à celles de Marseille. Il importe en 1786 environ 28 000 tonnes de café pour 24,3 millions de livres tournois. À Nantes, à l'origine port sucrier, l'une des deux premières fortunes de la fin du siècle est l'armateur et négociant Louis Drouin, actif dans le café de Saint-Domingue, où il possède des entrepôts et des plantations.
La révolution du café de Saint-Domingue alimente aussi les ports nord-américains en contrebande, battant le rival de Jamaïque. En 1790, la caféiculture de Saint-Domingue, intensive, sans ombrage forestier et artificiellement dopée par le recours massif aux traites négrières, s'impose en réalité dans tous les ports: New York, Londres, Amsterdam, Trieste, Hambourg, Le Caire, Bordeaux et le Havre.

### En 1724, la caféiculture décolle à Java, imposée par les Hollandais
En 1696, les premières graines sont plantées sur le domaine du gouverneur général de Java, Willem van Outshoorn, rapidement dévasté par une inondation. L'expérience n'est répétée qu'en 1706, quand la Compagnie néerlandaise des Indes orientales reçoit en 1705 les hautes terres du Priangan, au pays Sunda, dans la province indonésienne de Java occidental, le royaume de Mataram, en remboursement des services rendus lors de la première guerre de Succession javanaise qui a mis que le trône le sunan Pakubuwana Ier. Un des plants de café est alors sauvegardé, par précaution, au jardin botanique d'Amsterdam. C'est le grand-père de la plupart des futurs Arabica du Brésil et des Caraïbes.
Les Hollandais ont imposé la culture du café « Java » à la population de ces montagnes du Priangan. Les chefs de district sont priés, par contrat, de livrer chaque année une certaine quantité de grains de café. Ils doivent entretenir les jardins et fournir la quantité requise de café. Alors que les volumes demandés sont livrés à temps dans la région de Batavia, à Rijswijk, proche du palais présidentiel, et Meester Cornelis, la population du Priangan s'est montrée plus réticente. Il a fallu des incitations financières. Les régents ont reçu une pièce de cinq cents par livre collectée, qui devait couvrir l'achat et le transport du café vers l'entrepôt. L'achat à la ferme a été effectué par les chefs de village, le prix payé aux agriculteurs n'étant qu'une fraction de celui reçu par le régent.
La production caféière de Java passe d'environ un million à 6 millions de livres en douze ans, entre 1724 et 1736 :
| Années     | 1724                 | 1727                 | 1736                 |
| Production | un million de livres | 4 millions de livres | 6 millions de livres |

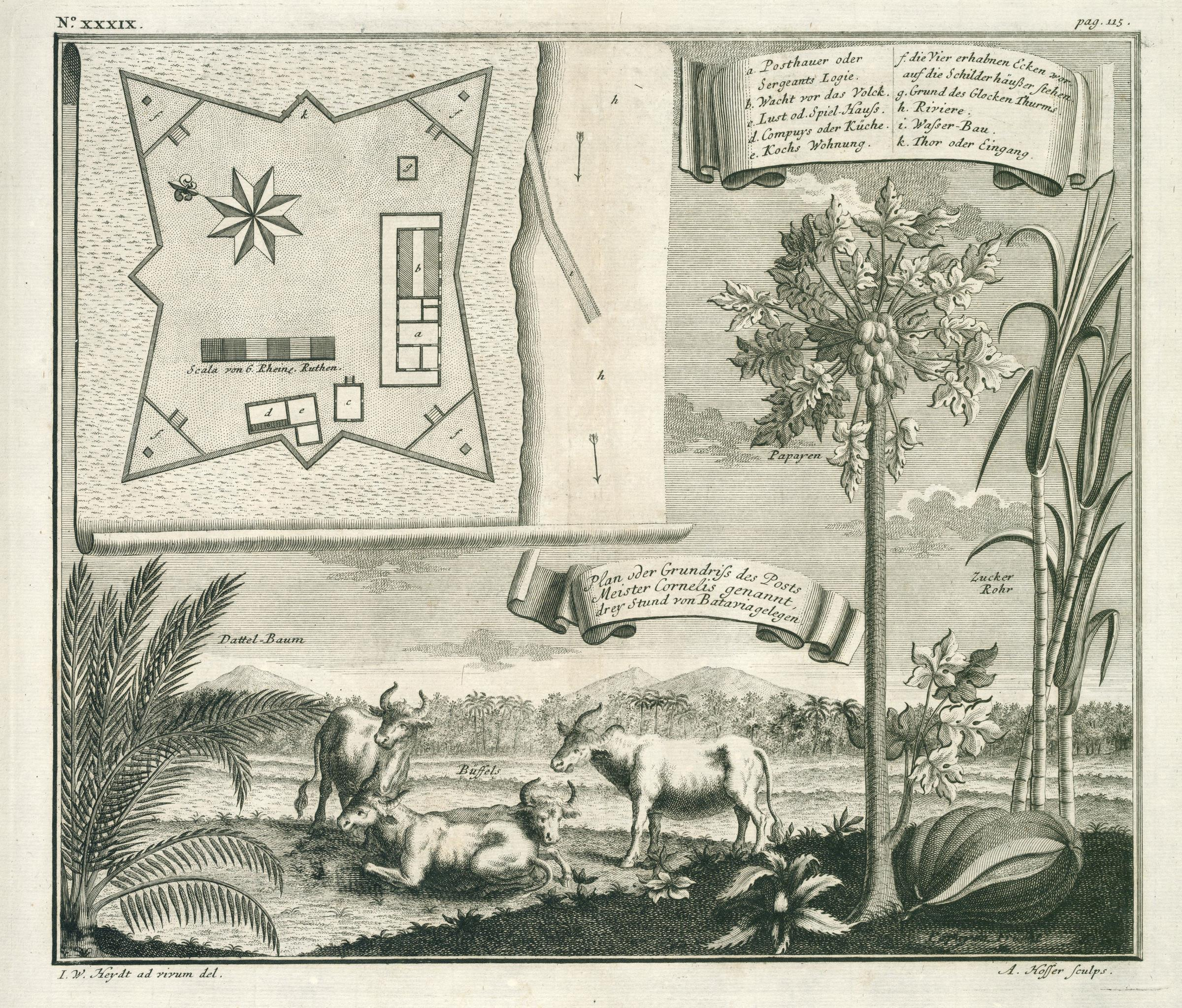
Plan de Meester Cornelis de 1744.

Ce sera seulement dans la seconde moitié du XVIIIe siècle, que la culture du café sera étendue au centre de Java, à une échelle plus limitée. La poussée vers le reste de Java et les autres îles sera lancée bien plus tard par le gouverneur général Daendels (1808-1811) et les administrateurs suivants.

### De 1735 à 1747, La Réunion brise le monopole hollandais
La caféiculture à La Réunion, où la récolte sera multipliée par 25 en huit ans, décolle en 1735, à la fin du monopole de l'importation du café par la Compagnie néerlandaise des Indes orientales, le flux de café Bourbon atteint 100 000 livres annuelles, puis passe à 2,5 millions de livres en 1744.

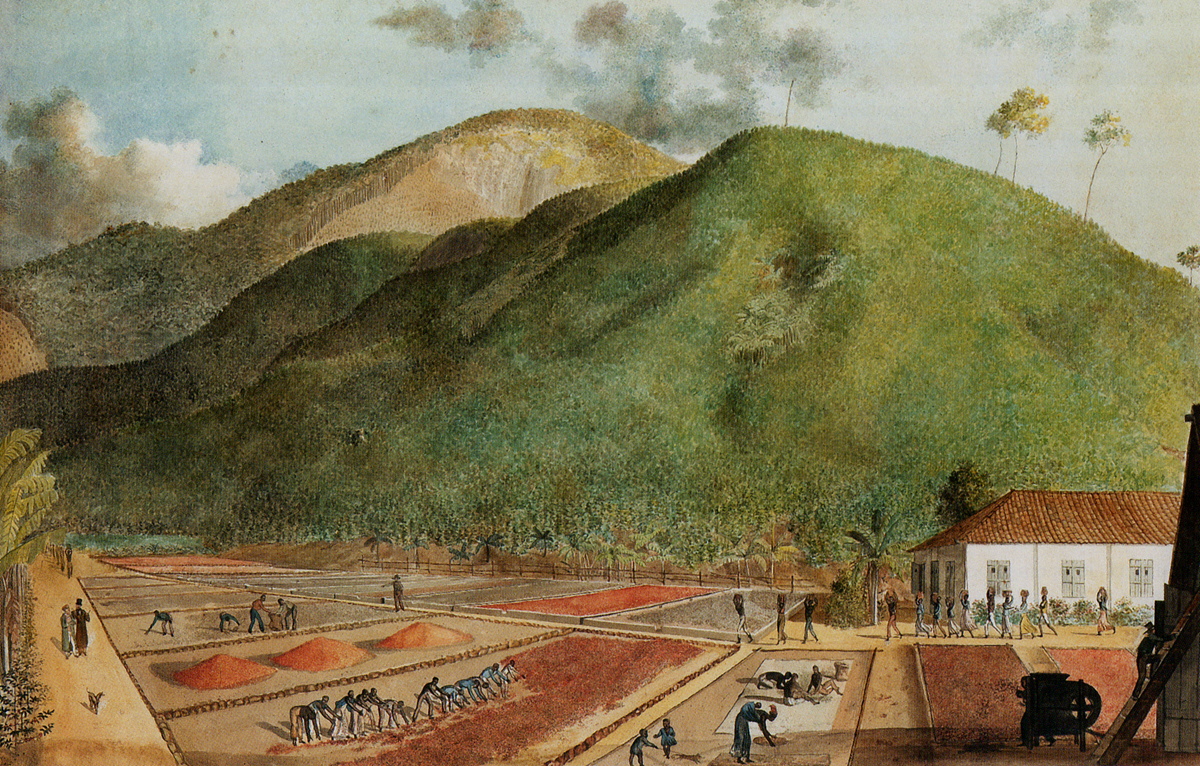
Esclaves au travail dans une plantation de café de La Réunion, vers 1800.

L'île « accueille » parallèlement 1 500 esclaves par an via les traites négrières. La production caféière est multipliée par vingt en deux décennies, pour atteindre 2,5 million de livres en 1744, l'année record. Le prix du café acheté aux colons, d'abord élevé pour favoriser la culture du caféier, est ramené progressivement à 6 sols en 1731, 5 sols en l735, puis 4 sols en 1744, alors que la livre de café est revendue en France 11 à 12 sols la livre. En 1754, 17 000 esclaves habitent dans l'île, quasi déserte un demi-siècle plus tôt.
| Années                             | 1728         | 1734        | 1740        | 1744         |
| Production de La Réunion (livres): | 0,12 million | 0,9 million | 1,5 million | 2,5 millions |

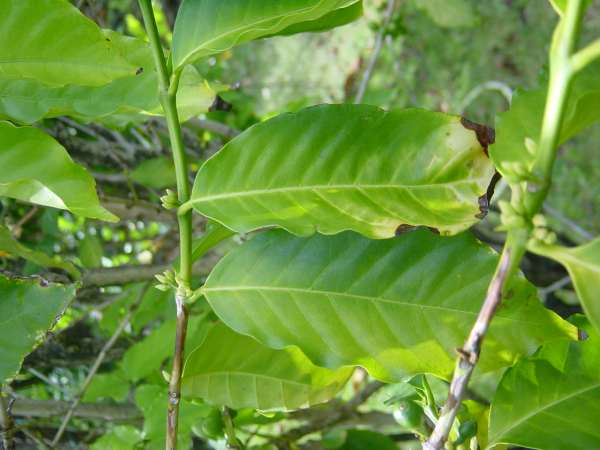
Feuilles du café Bourbon, originaire de La Réunion.

Le café de la Réunion était loin d'avoir l'arôme du café de Moka, et son prix dut baisser à partir de 1742 à cause de la concurrence de la Caraïbe. Les nouveaux débouchés recommandés par la Compagnie des Indes (Géda, Bassora, Pondichéry, Chandernagor, Patna) furent des échecs partiels malgré l'impulsion. Le Gouverneur conseilla alors de ne plus encourager la culture du café et d'amplifier les cultures vivrières (blé, maïs, manioc, pour ravitailler les escadres, et éviter les risques de disette.
De plus, des parasites naturels font tomber la production à presque rien pendant cinq ans. En 1747, ils « ravagent les caféiers, diminuent les récoltes, font même mourir les arbres" et en 1749 :"le progrès de la vermine est tel que vous n'oserez plus compter sur une cargaison de café chaque année". Les plantations spéculatives s'orientèrent désormais vers les épices, tandis que le Suriname hollandais passait du sucre au café.

### En 1770, le Suriname sombre dans la crise financière
Le Suriname avait été perdu par les Anglais dès 1667, par l'attaque d'une escadre zélandaise de l'amiral Abraham Crijnssen, contre une colonie abritant 175 plantations et plus de 4 000 personnes, nombre qui s'effondre à cinquante au moment de l'arrivée du gouverneur Cornelis Aerssen van Sommelsdijk, dont la famille détient un tiers des actions de la Société du Suriname, le reste se partageant entre la ville d'Amsterdam et la West Indische Compagnie (la compagnie sera repartagée en 1770 entre Amsterdam et la W.I.C).
L'année 1750 marque une rupture au Surinam: la courbe de la production sucrière, en hausse dans la première moitié du siècle, baisse dans la seconde, remplacée par celle du café. La récolte de cerises vertes représente environ les trois quarts des exportations de la colonie vers Amsterdam et Rotterdam sur la période 1772-76, quand elle culmine à 7 615 tonnes par an. Mais son rival, le leader mondial, Saint-Domingue, produit déjà cinq fois plus et lui dame le pion sur les marchés de Boston, Le Havre et Amsterdam dans le dernier quart de siècle.
Willem Gideon Deutz, banquier et bourgmestre d'Amsterdam, avait constitué le 1er mai 1753, une société de prêt pour un capital d'un million de florins, qui montera à 3,7 millions de florins. Ce système s'écroulera au bout d'une quarantaine d'années, après avoir suscité 187 négociations, portant sur un capital de 50,9 millions de florins. Il se heurte à la guerre de Sept Ans, la chute des prix du café de 1771, la crise financière d'Amsterdam de 1773 et la guerre d'Indépendance des États-Unis (1776-1784). La crise caféière intervient autour des années 1770, au terme d'une première vague de hausse des prix des cafés en 1766-1770, avant une rechute, qui sera suivie par une autre en 1779-1782.

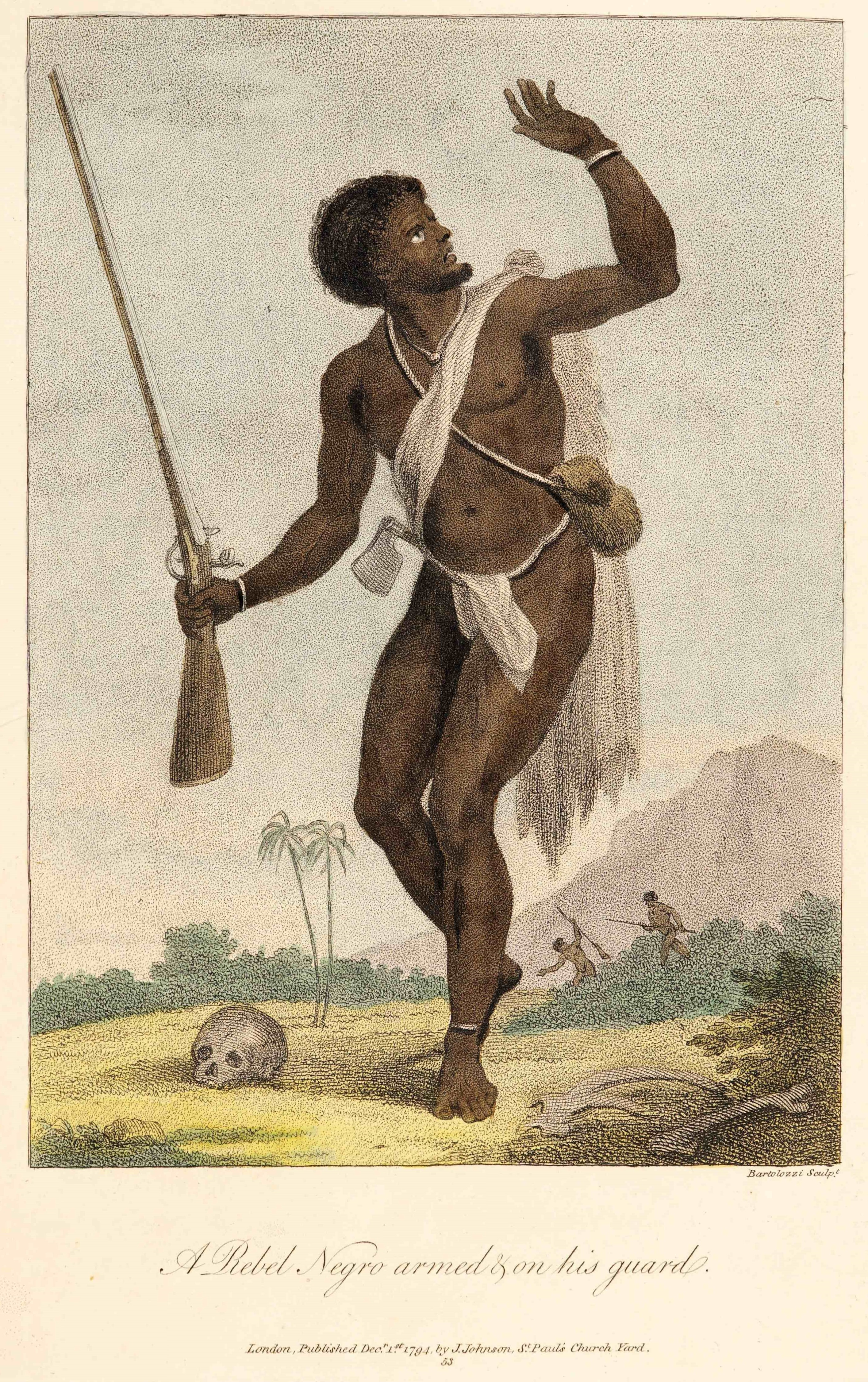
Esclave marron du Suriname, par Jean-Gabriel Stedman, 1796.

Lors de la Crise d'Amsterdam de 1772-1773, le 28 décembre 1772, la Banque Clifford sombre à Amsterdam, laissant 5 millions de florins de passif. Enrichie par ses plantations au Suriname, elle s'était diversifiée vers le négoce d'obligations russes. La Banque d'Amsterdam la renfloue de trois millions de florins, sans succès et la Banque d'Angleterre lui supprime tout escompte. Au Suriname, les planteurs ne sont plus capables de payer un intérêt élevé. Ils se font confisquer leurs plantations, "passées dans les mains de leurs créditeurs". Les nouveaux propriétaires, marchands à Amsterdam, ne se sont pas installés au Surinam. Ils effectuent très mauvaise administration, avec une dégradation du sort des esclaves, mieux traités par leurs propriétaires directs quand ils étaient dans la plantation. La révolte des « marrons » et des esclaves dans un grand nombre de plantations déclenche une répression des colons regroupés en milices, renforcée par un contingent de fusiliers-marins, placé sous l'autorité du colonel suisse Fourgeoud. La guerre contre les esclaves « marrons » coûte la vie à près de 1 100 soldats et dure quatre ans, perturbant sérieusement l'exploitation caféière.

### En 1780, des «renifleurs» de café en Prusse
À partir de 1780, Frédéric le Grand met en place un groupe d'environ 400 invalides de guerre, les Kaffeeriecher ou Kaffeeschnüffler, qui parcourent les communes prussiennes et « reniflent » pour trouver où l'on torréfie illégalement du café en grains. L'importation du café est en effet interdite suivant un modèle mercantile afin de conserver l'argent dans le pays et de protéger les fournisseurs et fabricants nationaux de café de malt.

### En 1789, Saint-Domingue contrôle la moitié de l'offre mondiale

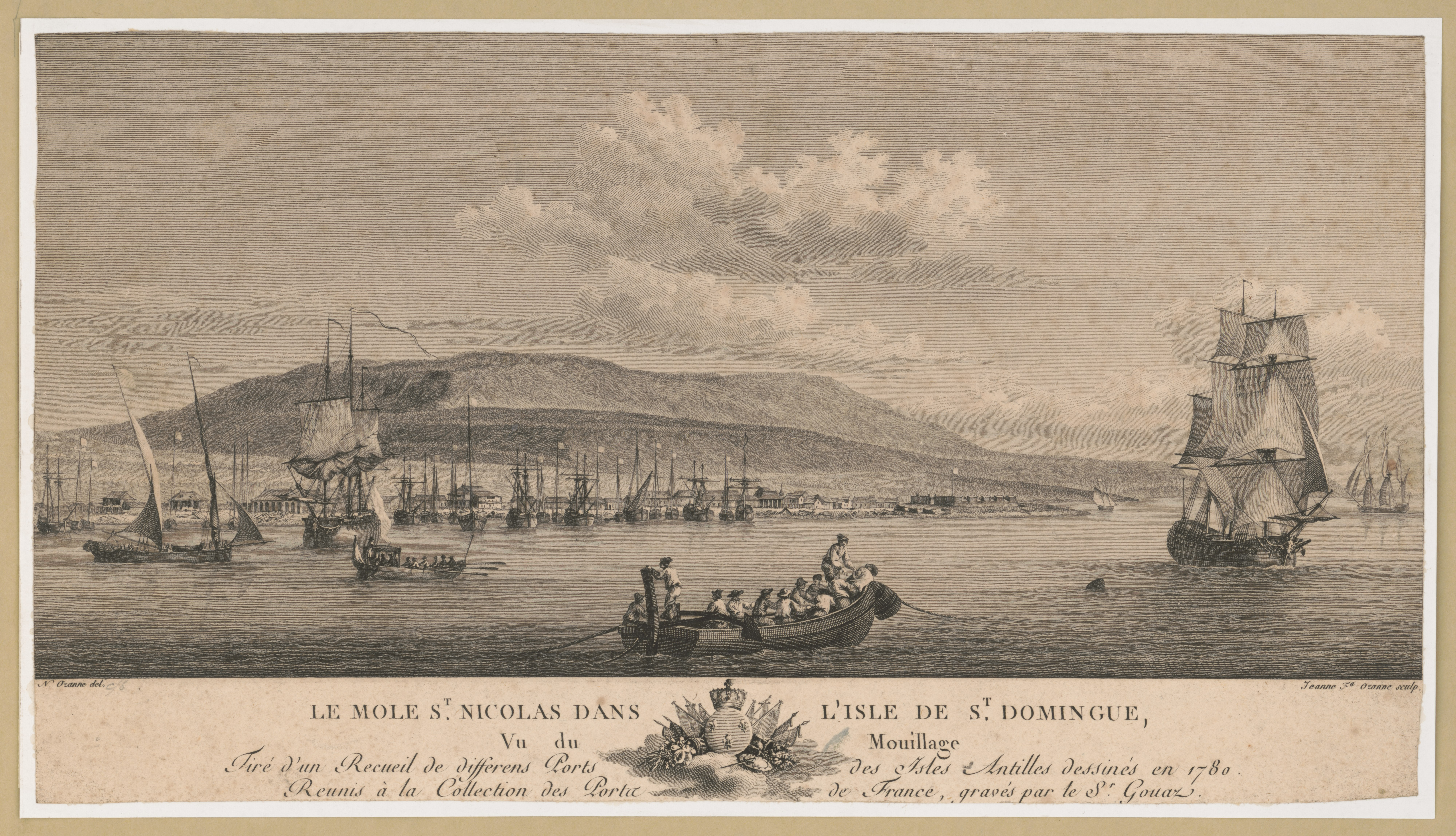
Saint Domingue en 1780, vue du mole Saint-Nicolas (Pierre Ozanne).

L'empire colonial français vécut une « révolution du café de Saint-Domingue » entre 1755 et 1789. En trois décennies, la production est multipliée par onze, passant de 7 à 77 millions de livres soit environ de 34 000 tonnes à 37 700 tonnes, certaines sources donnant 40 000 tonnes. Au cours de la seule année 1789, la production augmente de 15 %, pour atteindre la moitié de l'offre mondiale de café. L'explosion de la production vient des défrichements successifs de nouvelles terres, car au cours de la même période, de 1763 à 1789, la production sucrière de Saint-Domingue a doublé, pour atteindre 40 % de l'offre mondiale.
Le café est cultivé dès 1738, sur les collines éloignées des « mornes du Dondon » (quartier de Limonade), dans le département du Nord, puis à partir de 1743 dans la zone des mornes intérieurs depuis l'Artibonite jusqu'au fond du Mirebalais et à la frontière espagnole. Boudé par l'élite aristocratique, il fait l'affaire des affranchis, gens modestes de couleur, puis de riches commerçants gascons ou saintongeais comme les quatre frères Seguineau, arrivés en 1745,.
Au milieu du siècle, la production de café a pris une vocation exportatrice, axée sur le recours aux esclaves. Après la guerre de Sept Ans, les colons français vendent leurs plantations de sucre aux Espagnols, dans la partie plus centrale de Saint-Domingue, proche de la frontière. L'argent est recyclé pour acheter de nouvelles terres, moins chères car plus escarpées. Cette tendance s'accélère après le traité d'Aranjuez (1777), qui sécurise la frontière dans la haute et moyenne vallée de l'Artibonite. Les anciens sucriers défrichent le sommet des montagnes pour planter massivement des caféiers, ce qui appauvrit progressivement les sols et favorise le ruissellement.
Leur mode de culture est intensif : ils pratiquent l'irrigation des plantations, en monoculture et sans ombrage forestier, pour répondre sans tarder à des cours mondiaux élevés. Résultat, les exportations de café de Saint-Domingue en 1767 valaient à peine plus qu'un quart de celle de sucre mais les dépassaient en 1787-89. L'engouement pour le café fait exploser les chiffres de la traite négrière, dont une partie est masquée pour des raisons fiscales.

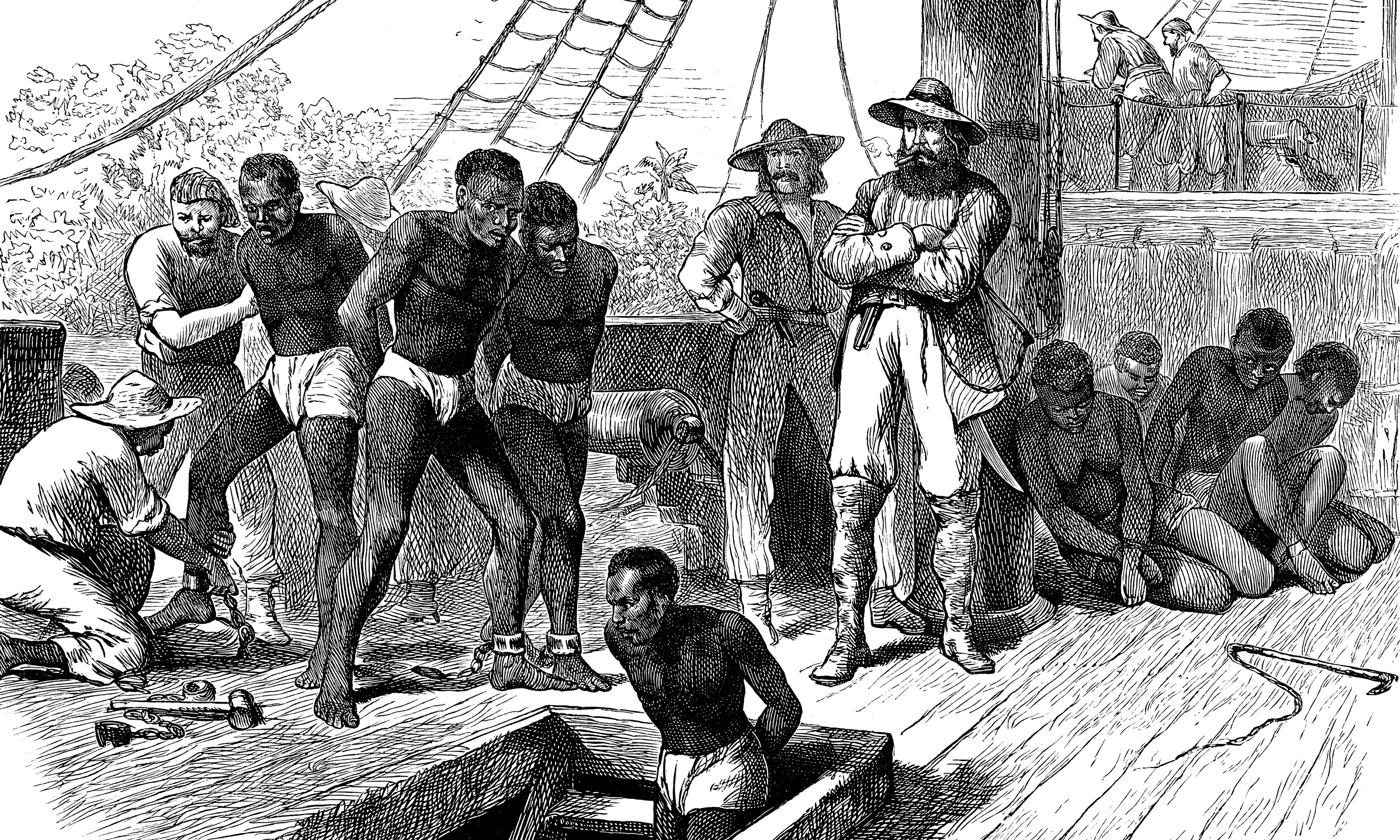
Esclaves africains embarqués à bord d'un navire négrier.

Sur 39 000 tonnes de café importé en France, les 5/6, soit 34 000 viennent de Saint-Domingue, dont la production caféière rapporte autant que celle du sucre. L'emballement du marché mondial du café amène Saint-Domingue à accélérer le trafic négrier et déporter d'Afrique 28 000 esclaves par an, au cours des cinq années précédant la Révolution française, deux fois plus que pendant la période 1766-1771. Pour faire face à la demande, les négriers asservissent de nombreux prisonniers de guerre du Congo, même s'ils sont réputés plus difficiles à maîtriser.
Après la révolte des esclaves de 1791 et les guerres qui la suivent, la production caféière d'Haïti chutera des trois-quarts, à 9 000 tonnes en 1818, faisant monter rapidement le prix du café.

### Les différences importantes entre culture du sucre et du café
La récolte de café de Saint-Domingue est dopée par les techniques d'irrigation et de transport que les colons français avaient déjà expérimentées pour le sucre. Elle se révèle plus efficace que celle de la colonie anglaise de la Jamaïque, où les historiens ont identifié des différences importantes entre culture du sucre et du café. La récolte de café ne nécessite pas des tâches ayant « la même rapidité ni la même intensité » ni les mêmes traitements immédiats des fruits récoltés que celle de canne à sucre, où le taux de sucrose chute après seulement une semaine et la température des ateliers est au maximum. Les cerises de café peuvent de leur côté attendre un an sans perdre de valeur et la période hors-récolte, bien plus longue, est consacrée à d'importants travaux d'entretiens, moins effectués en chaîne.
Elle s'effectue sur des parcelles plus grandes, adaptées à une forme de polyculture, qui permettaient aux esclaves d'entretenir des plants vivriers, ce qui est impossible sur les parcelles sucrières, d'où une surface moyenne supérieure en moyenne de 30 % à 40 % pour ces cultures dans les plantations caféières. Dans celle de sucre, la coupe de la canne à la chaîne était supervisée par une catégorie distincte d'esclaves, aux intérêts opposés, avec des rapports hiérarchiques très marqués.
En Jamaïque, l'historien Matthew Reeves a réalisé, avec l'aide d'une communauté de descendants d'esclaves et du Jamaica National Heritage Trust, une comparaison entre les parcours des esclaves travaillant dans les plantations sucrières du secteur de Thetford et ceux des plantations de café de la Montagne Juan de Bolas,, du nom d'un ancien leader des esclaves fugitifs devenu colonel de la milice et magistrat après un accord de paix en 1660. Elle a montré des différences importantes dans la longévité des esclaves, avec un âge moyen au décès plus élevé de deux décennies dans la zone caféière. Par ailleurs, le travail y a moins d'impact sur la fécondité des femmes, qui est retardé chez les esclaves du sucre et réservé parfois à des femmes qui n'ont pas d'autre activité.
Les descendants des esclaves des plantations de café vivent souvent sur le même lieu car, parmi leurs ancêtres, les esclaves affranchis s'installaient dans la plantation en rachetant une parcelle. Les affranchis des plantations de sucre préféraient s'installer au contraire à l'extérieur, et les cultures personnelles de complément se trouvaient déjà souvent à l'extérieur de l'espace sucrier.

## XIXesiècle

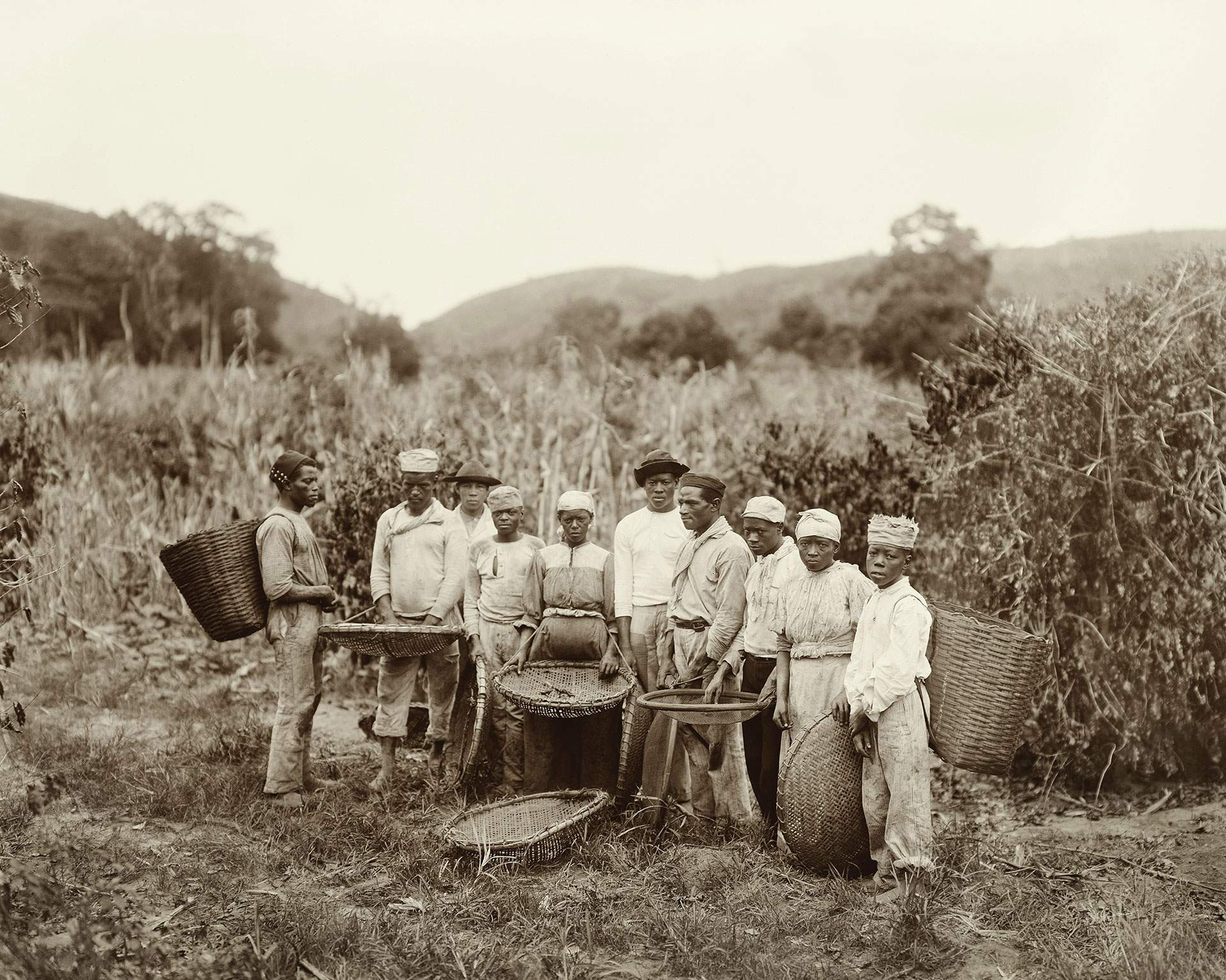
Esclaves brésiliens dans une plantation de café vers 1882.

Pendant les guerres et révolutions du premier quart du siècle, Londres devient le centre des enchères de café. En janvier 1813, le prix du quintal chute à 40 shillings alors qu'il se vendait avant au cours stratosphérique de 500 shillings à la Bourse de Hambourg, en raison de la pénurie. En 1820, Java ne fournit plus que 6 % de la consommation de l'Europe et en 1840 le Yémen seulement 2 % à 3 % de la consommation mondiale, tandis que les Antilles anglaises et françaises voient l'esclavage s'éteindre. Mais il perdure à Cuba et au Brésil, deux nouveaux géants du café, qui font baisser des cours.
Au cours de la première des grandes crises alimentaires de 1811-1812 et 1816-1817 en France, génératrice d'hyperinflation, les prix du café ont doublé, en raison de la difficulté à se procurer du café sur le marché international et des opérations spéculatives menées dans les ports français.
La production brésilienne dépasse celle de Cuba et des Antilles britanniques à partir de la fin des années 1820. Venezuela, Cuba et Brésil, n'aboliront l'esclavage qu'en 1854, 1886 et 1888, profitant d'un dumping social, qui suscite l'indignation du mouvement abolitionniste anglais, capable de mobiliser 1,5 million de signatures sur ses pétitions dès 1831.
| Années               | 1825                  | 1830                   | 1855-59               | 1880-84                | 1900-1904              |
| Production mondiale, | 0,1 million de tonnes | 0,15 million de tonnes | 0,3 million de tonnes | 0,57 million de tonnes | 1,02 million de tonnes |

Dès les années 1820, l'opinion publique anglaise obtient un contrôle plus strict des traités interdisant la traite négrière, via le droit de visite des navires étrangers par la Royal Navy. Des navires français ou du Rhode Island importent en effet à Cuba des esclaves pour les plantations de café des exilés français. L'île sert aussi de plaque tournante pour l'importation d'esclaves aux États-Unis, via l'île d'Amélia, ex-colons de Saint-Domingue. En 1823, l'Anti-Slavery Society anglaise passe à la revendication de l'abolition graduelle, ce qui permet de rallier la part des élites économiques la plus réticente puis de bénéficier de la réforme électorale de 1832 pour gagner les élections. L'Abolition bill est voté par le parlement britannique le 8 août 1833. Les planteurs de café de Jamaïque, anticipant cette décision, réduisent l'esclavagisme dès la fin des années 1820.
| Exportations en tonnes                    | 1821-1825 | 1826-1830 |
| Antilles britanniques (vers l'Angleterre) | 13300     | 12500     |
| Cuba                                      | 10200     | 19800     |
| Brésil                                    | 12500     | 25700     |

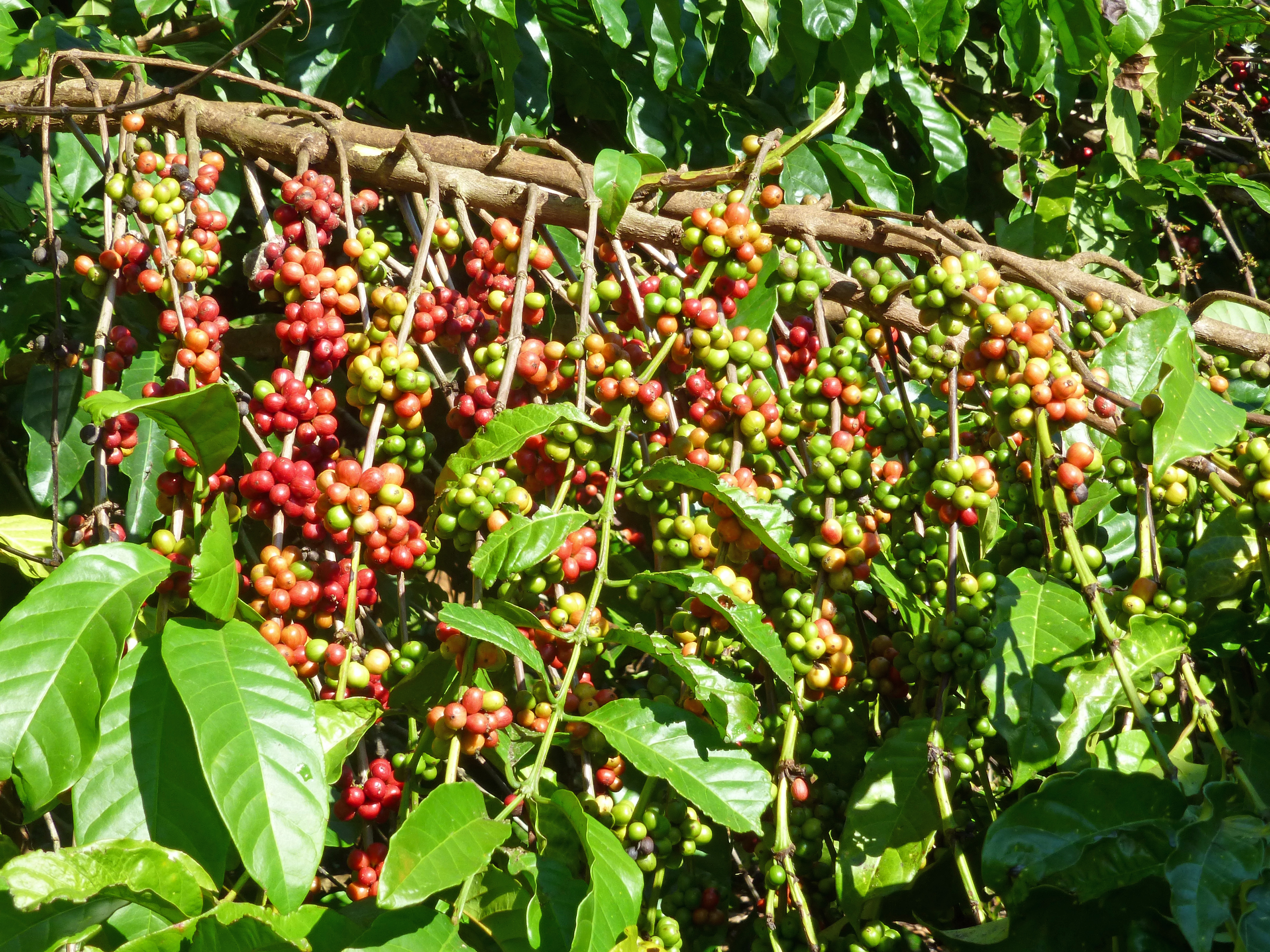
Les deux robusta (sur la photo) et de larabica sont produits à Cuba.

Dès 1850, le Brésil produit la moitié du café sur la planète, écartant peu à peu les autres régions à l'exception de l'Asie. En 1855 cependant, le Chemin de fer du Panama permet d'éviter le contournement du Cap Horn à l'Amérique centrale, dont les plantations accèdent plus souvent plus facilement au Pacifique, sur des terres volcaniques favorables à une caféiculture d'arabica doux et lavés, très recherchés. Les sociétés d'émigrations européennes, puis les négociants allemands, investissent le Guatemala, où le café est cultivé par les populations amérindiennes, d'où ils partiront ensuite vers le Mexique, la Colombie et le Burundi. La production africaine et asiatique a chuté pour tomber à 5 % seulement à la veille de la Première Guerre mondiale.
| Pays en 1879                | Production, en millier de tonnes |
| Caféiculture au Brésil      | 285                              |
| Caféiculture en Indonésie   | 79                               |
| Caféiculture au Sri Lanka   | 41,8                             |
| Caféiculture au Venezuela   | 31,3                             |
| Caféiculture en Haïti       | 30                               |
| Caféiculture en Inde        | 16,1                             |
| Caféiculture au Costa Rica  | 12                               |
| Caféiculture au Guatemala   | 11                               |
| Caféiculture à Porto Rico   | 10                               |
| Yémen et Éthiopie           | 6,4                              |
| Caféiculture en Colombie    | 5                                |
| Caféiculture en Jamaïque    | 5                                |
| Caféiculture à San Salvador | 4                                |

Viennent ensuite Cuba, le Nicaragua et le Honduras, avec chacun un millier de tonnes environ, devant la Guadeloupe (524 tonnes), La Réunion (374 tonnes), le Libéria (250 tonnes) et l'Équateur (132 tonnes).
En Asie, les caféiers ont été décimés par l'apparition en 1869 de la rouille du caféier, maladie causée par des champignons comme Hemileia vastatrix, rayant en partie de la carte mondiale le café de Ceylan et celui de Java. Le café indonésien avait continué à progresser malgré la publication en 1860 de Max Havelaar, le roman presque autobiographique de Multatuli qui eut un écho retentissant aux Pays-Bas, mais il est touché par cette maladie au milieu des années 1870 et décline avant la fin du siècle.

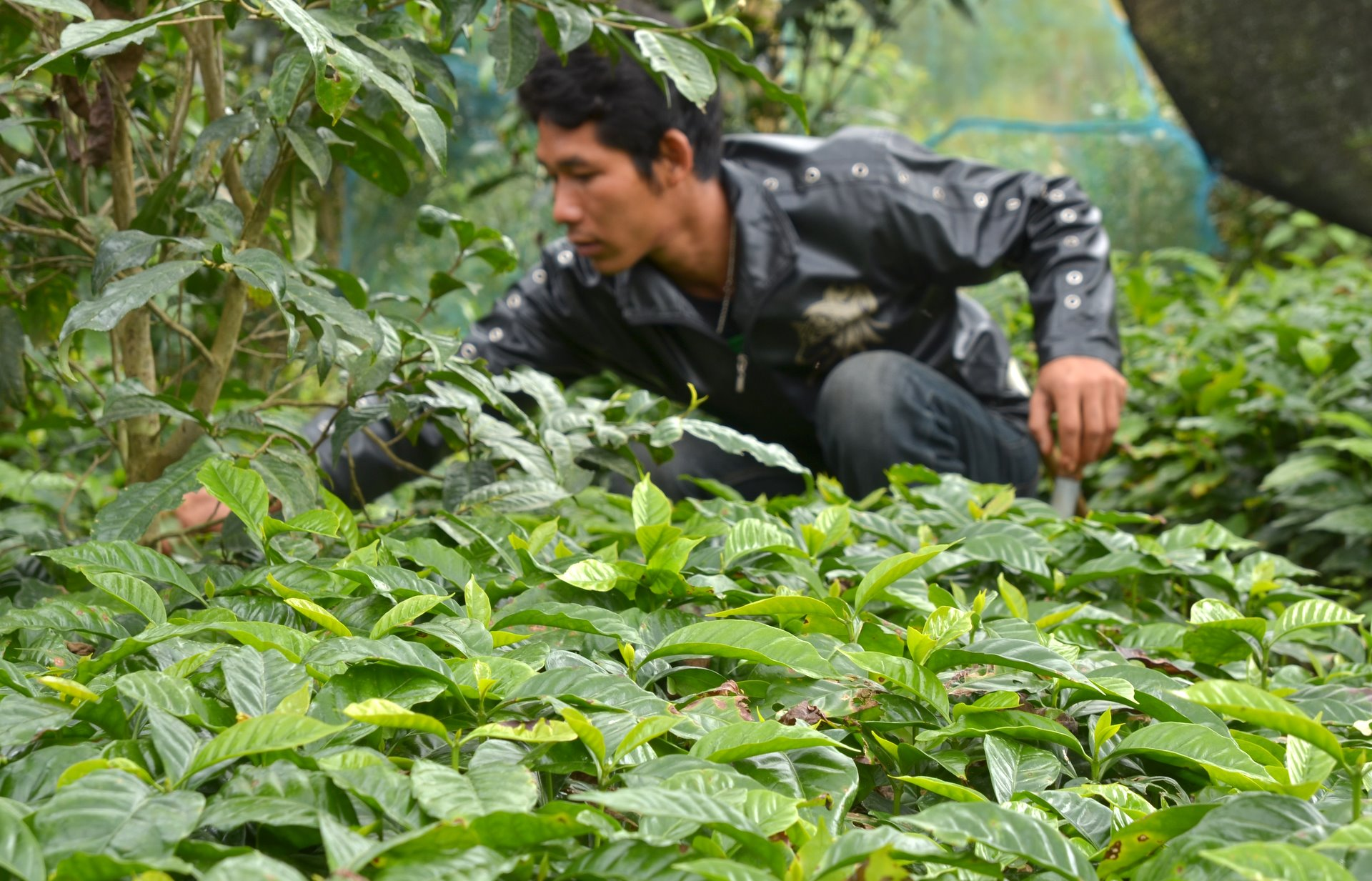
Pépinière de café, de Mae Chan, District, Province de Chiang Rai en Thaïlande.

La répartition géographique de l'offre mondiale de café tout au long du siècle :
| Années                           | 1830 | 1855-59 | 1880-84 | 1900-1904 |
| Antilles (Cuba, Haïti, Jamaïque) | 38 % | 5 %     | 6 %     | 4 %       |
| Indonésie + Sri Lanka            | 20 % | 34 %    | 21 %    | 3 %       |
| Autres pays d'Asie               | 8 %  | 3 %     | 5 %     | 1 %       |
| Brésil                           | 24 % | 32 %    | 56 %    | 73 %      |
| Colombie                         | 0 %  | 0 %     | 1 %     | 3 %       |
| Venezuela                        | 8 %  | 5 %     | 10 %    | 15 %      |
| Afrique                          | 1 %  | 0,5 %   | 1 %     | 1 %       |

### Années 1800 et 1810: les conséquences de la révolution haïtienne
La révolution haïtienne se traduit par trois décennies de conflits militaires, d'abord contre les armées coloniales françaises puis anglaises à la fin du XIXe siècle mais aussi au siècle suivant contre les espagnols et entre les différentes factions du nouvel État haïtien. Le 21 mars 1805, quand Jean-Jacques Dessalines, lieutenant de Toussaint Louverture, s'empare de Santo Domingo, les assiégés reçoivent en renfort un escadron français, mené par l'amiral Comte de Missiessy, et l'obligent à faire retraite vers Haïti, où le général noir Henri Christophe a été proclamé chef d'une insurrection menée aussi par le mulâtre Alexandre Pétion. Ils font assassiner, puis se déchirent et scinde le pays en deux royaumes: Henri Christophe dictateur du nord, avec de grands domaines pour ses proches et une guerre civile quasiment continue, Alexandre Pétion au sud, où il distribue de lopins de terres au plus grand nombre. À sa mort le 29 mars 1818, le commandant de sa garde, Jean Pierre Boyer, lui succède puis rattache le nord à la République d'Haïti le 26 octobre 1820, à la suite d'une insurrection contre Henri Christophe.

#### Le café, timide rescapé de la récolte des esclaves haïtiens

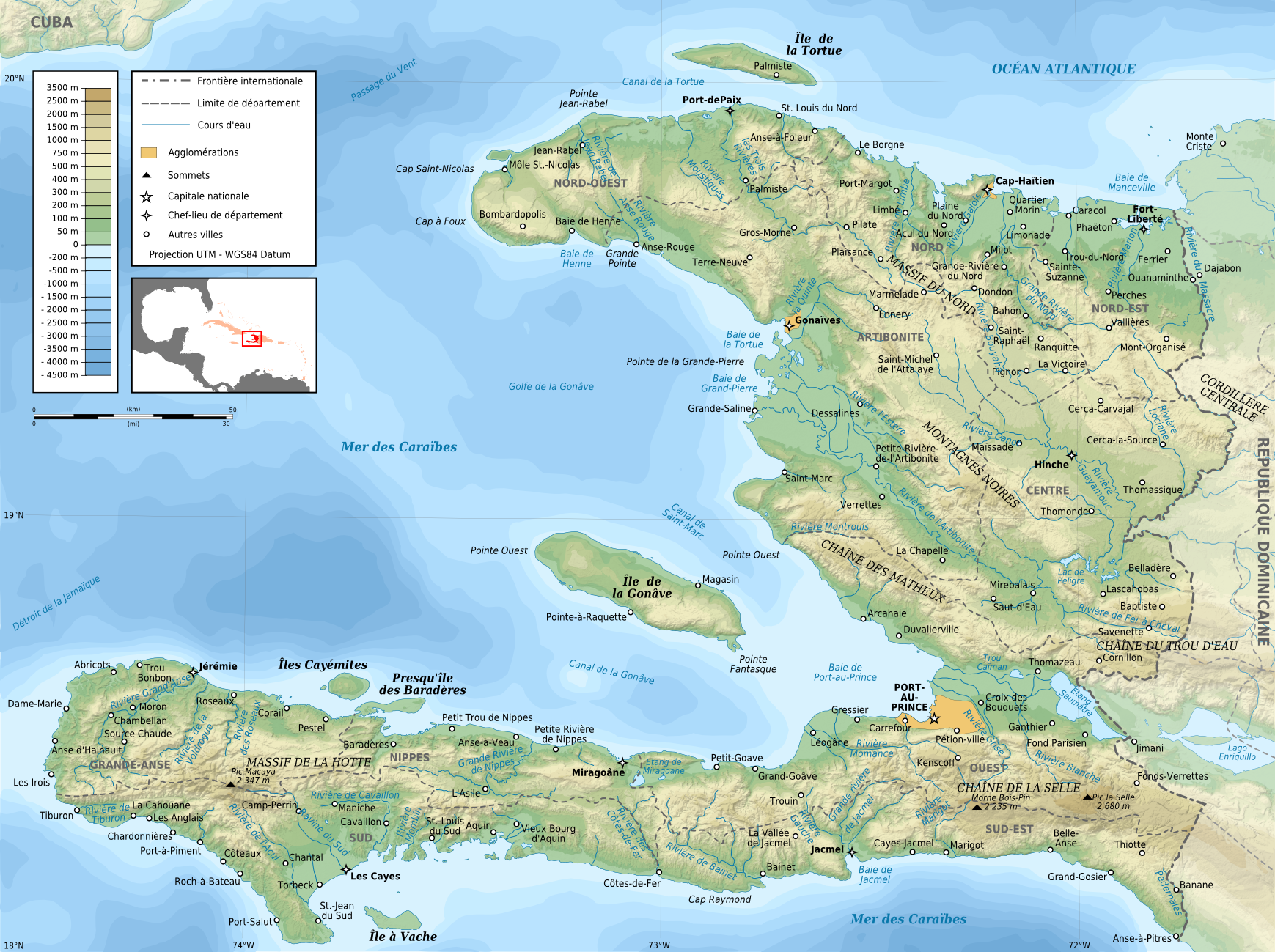
Carte topographique d'Haïti.

Dès 1801, le café supplante brutalement le sucre dans les exportations d'Haïti, en représentant un tonnage trois plus élevé. Avec 0,65 million de livres, le sucre disparaît quasiment d'Haïti dès 1822. Moins exigeante en capitaux et en main d'œuvre que celle du sucre, la caféiculture reprend après les conflits militaires qui ont suivi le départ des Français d'Haïti, mais les machines ont commencé à rouiller et les compétences ont été perdues. Privé de l'encadrement par l'irrigation des plantations, le café haïtien a changé de mode de culture, passant de l'intensif à l'extensif. Sauf exceptions comme Thiotte, le café est cultivé sous ombrage. Le Morne Puilboreau, à 798 mètres d'altitude, a une pluviométrie supérieure à un mètre par an et un versant nord aux sols profonds et riches, encourageant la caféiculture, qui reste cependant soumise aux variations de cours, bien plus fortes que pour les autres cultures d'Haïti.

#### La Jamaïque, boudée par l'Amérique du Nord, prend sa revanche lors de la pénurie haïtienne

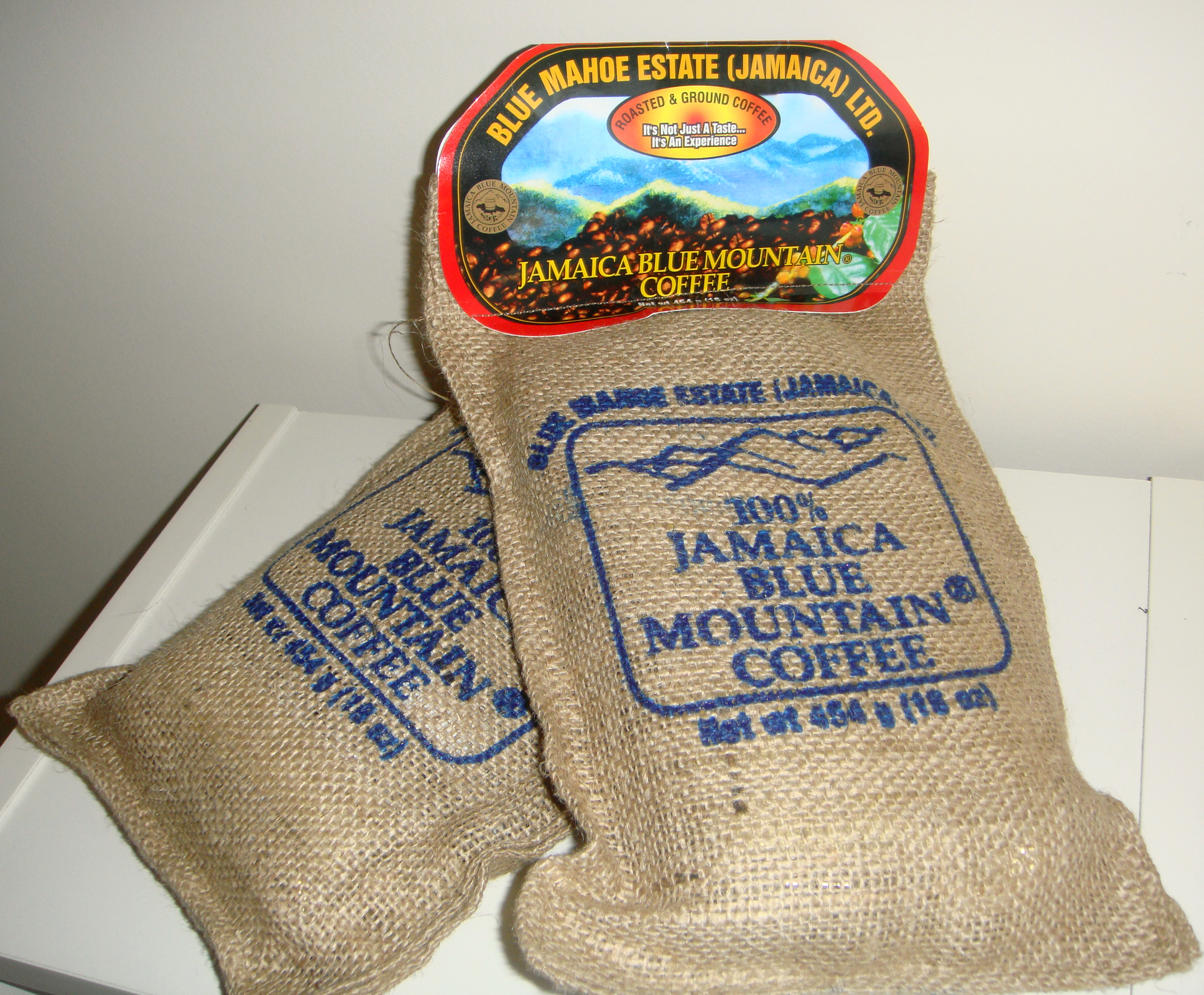
Sacs de café "Jamaica Blue Mountain".

En échec total à la fin du XVIIIe siècle, la production de café jamaïcaine est soudain multipliée par trente lors de la pénurie mondiale causée par la révolution haïtienne lors des quinze premières années du siècle suivant, avant d'être divisée par deux face à la montée de Cuba, du Brésil et du Costa Rica. La Jamaïque connaît le café depuis 1728, l'année où son gouverneur anglais Nicholas Lawes (1652-1731) l'a acclimaté dans l'île. Le gouvernement anglais cherche alors à activer la production de café, à l'aide d'avantages fiscaux, tout en taxant la culture du sucre, via le Sugar and Molasses Act, pour réduire le pouvoir des distilleurs de Rhum de la Nouvelle-Angleterre. Mais ces avantages fiscaux, relatifs, n'ont pas suffi à concurrencer le café de Saint-Domingue, meilleur marché et plus compétitif, suscitant la jalousie des planteurs de Jamaïque, qui reprochent à la Nouvelle-Angleterre de favoriser le café français et de leur nuire. Le débat dégénère. En 1770, leur assemblée déclare que l'utilisation par les marchands du Rhode Island de pièces trop légères est un acte de félonie, et diffuse des publicités dans les journaux de Boston pour s'en plaindre, tandis que Boston signe des pétitions contre une fiscalité qui favorise trop, selon elle, la Jamaïque.
En 1773, Frédéric II de Hesse-Cassel, landgrave de Hesse-Cassel interdit les débits de café, pénalisant ses principaux fournisseurs, les Antilles britanniques, parmi lesquelles la Grenade et la Dominique. Les marchands allemands, qui avaient traditionnellement acheté une grande partie de la récolte de la Grenade, ont été empêchés d'en prendre livraison. La Jamaïque devient elle-même dépendante du marché anglais à 90 % et ne vend plus que 10 % de son café dans les Treize colonies. La Boston Tea Party se produit la même année : le boycott de la Compagnie britannique des Indes orientales tourne au vinaigre, les marins qui tentèrent de débarquer le thé sont passés au supplice du goudron et des plumes. Le café devient la boisson symbole de la liberté, par opposition au thé... surtout s'il est acheté en dehors de l'empire anglais. Le thé et le café ont figuré en bonne place dans ces discussions du Premier Congrès continental sur les concessions commerciales, mais les délégués ont reconnu que tous deux « sont devenus des articles de première nécessité à toutes les classes. ». En 1774, ce Premier Congrès américain a créé une Commission de trois experts, John Jay, John Adams (futur président) et Benjamin Franklin pour superviser les négociations sur les traités commerciaux avec plusieurs pays européens.
L'exportation de café jamaïcain affiche alors une hausse modeste dans les années 1770, puis retombe dans les années 1780. En 1783, Londres réduit des deux-tiers les taxes sur le café, mesure qui ne produit son effet que cinq ou six ans après, le temps de replanter des arbres à café. Résultat, les exportations de café de la Jamaïque ne pèse que 2 % de celles de Saint-Domingue.
| Débuts de décennie en Jamaïque | 1761-1765 | 1771-1775 | 1781-1785 | 1791-1795 | 1801-1805 |
| Production moyenne,            | 49        | 52        | 26        | 114       | 337       |

Lors du Traité de septembre 1786, les Français font des concessions commerciales, acceptant le recours aux navires américains pour exporter leur café, dont les prix baissent encore. Ils fournissent ainsi plus de trois-quarts du café en Amérique du Nord en 1791, lorsque survient la révolution haïtienne. La plupart des planteurs de Saint-Domingue fuient les massacres et expropriations pour s'installer à Cuba et à la Jamaïque. Parmi eux, l'ex-planteur caféier Pierre-Joseph Laborie, secrétaire de la chambre d'agriculture et député, mort à Kingston en 1800, qui a publié en anglais en 1798 un manuel technique sur la caféiculture, qu'il juge encore trop peu développée en Jamaïque.
Dopée par l'arrivée de planteurs français, la Jamaïque voit sa production de café passer d'un million de livres en 1789 à 34 millions en 1814. Dès 1804, l'île anglaise pèse 22 millions de livres de café, très loin devant ses rivaux : Venezuela (1 million) et Cuba (2,5 millions), avant d'être freinée en 1807 par l'interdiction de la traite négrière dans les colonies anglaises.
La Jamaïque voit aussi sa production sucrière doubler en treize ans après 1792, ce qui place l'île anglaise, avec un pic 110 000 tonnes en 1805, au-dessus des tonnages en sucre qu'avait atteint Saint-Domingue, ex-leader mondial, juste avant la révolution haïtienne. Cependant, le retournement du marché du sucre en 1806 entraîne l'abandon d'un quart des plantations jamaïcaines.

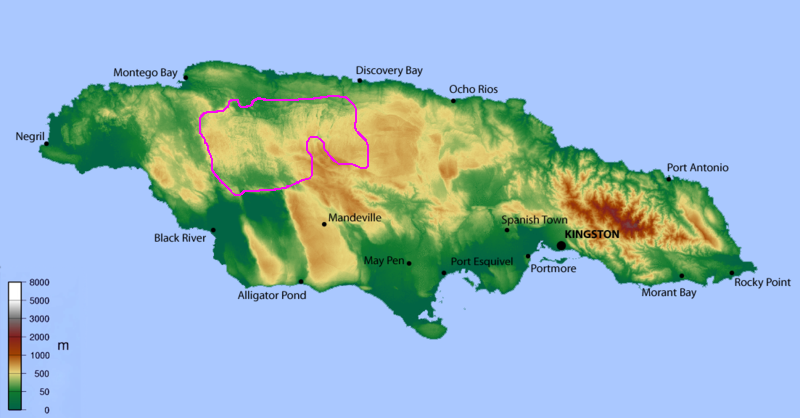
Localisation du pays Cockpit en Jamaïque.

Le prix des esclaves monte très fortement, d'autant que beaucoup sont revendus aux planteurs de coton américains et brésiliens, dopés par l'envolée des cours consécutive au Transfert de la cour portugaise au Brésil, qui prive de coton l'industrie française. Cuba parvient par ailleurs à faire venir beaucoup de ces exilés français, qui anticipent l'abolition de l'esclavage par l'Angleterre en 1825.
Peu compétitif, le café de Jamaïque voit alors ses exportations retomber, divisées par deux entre 1814 et 1834, pour revenir à 17 millions de livres par an, en raison de la concurrence cubaine et brésilienne et des dégâts causés par la déforestation massive des zones montagneuses de Jamaïque, qui s'est intensifiée lors de la pénurie mondiale de café des années 1800.
Le café de Jamaïque se raréfie progressivement et devient une appellation recherchée. Situées sur les flancs du Mont-bleu à 2 000 mètres d'altitude, dans la région du "pays Cockpit", les plantations donnent des cafés d'une qualité exquise, mais au coût démesuré, le célèbre Blue Mountain.

#### Cuba envahie par les réfugiés français de Saint-Domingue

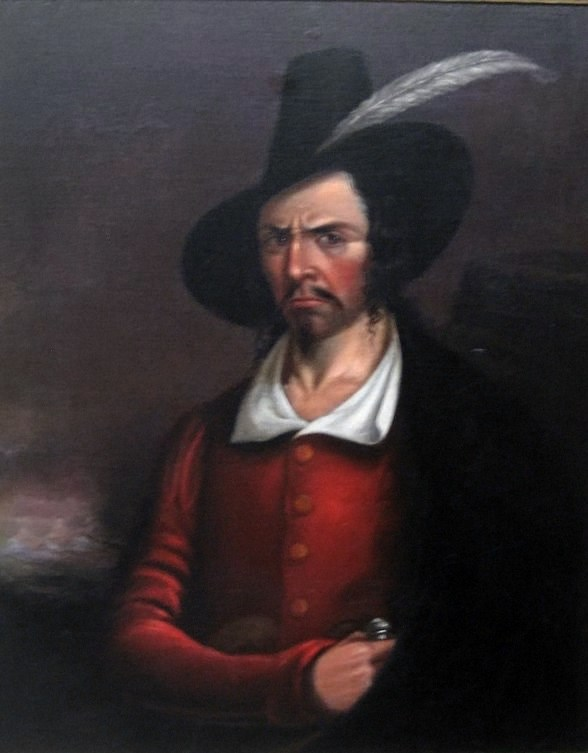
Portrait anonyme du début du XIXe siècle traditionnellement considéré comme représentant Jean Lafitte ; Rosenberg Library, Galveston

Cuba vit à son tour aussi une « révolution caféière » : les exportations passent de zéro en 1789 à 10 000 tonnes en 1810, puis 20 000 dans les années 1820. Juan Bautista Vaillant Berthier régisseur espagnol de Santiago de Cuba à la fin du XVIIIe siècle organise l'arrivée des réfugiés français de Saint-Domingue à Cuba dans la partie orientale de l'île, alors peu habitée. La culture du café est développée via un concours, annoncé par voie de presse le 12 mars 1796: Don Pablo Boloix, l'expert du Consulat Royal, visita tous les établissements. Des cinq meilleures caféières qu'il distingua, trois étaient FrançaisES.
Prudencio Casamayor fonde en 1800 la plus importante maison de négoce de café de la ville à Santiago de Cuba, qui devient un grand port d'exportation caféière, ainsi qu'une capitale de la piraterie des années 1800 dans la Caraïbe. Le recensement de 1800 dénombre 250 noms français de marins portant un prénom espagnol, dont un « Pedro Lafitta », alias Pierre Lafitte, frère du pirate français Jean Lafitte.
Les réfugiés français contribuent à une révolution du café à Cuba, sur les hauteurs de Santiago de Cuba, où on voit encore aujourd'hui les ruines imposantes de leurs caféières dans la Sierra Maestra. Une estimation de 1807, fait état de 192 exploitations caféières, qui emploient 1676 esclaves pour 4,3 millions de pieds de café. Avec 1 540 pieds à l'hectare, la densité de culture reste inférieure à celle de Saint-Domingue (2 000 pieds dans le quartier des Maheux). Les plantations de café françaises essaiment aussi vers la côte ouest, entre 1808 et 1810. Beaucoup d'immigrés français viennent alors du Sud-Ouest de la France, en particulier de Bordeaux. Ils s'implantent alors dans le secteur baptisé "Vuelta Abajo", dans la partie occidentale de Cuba, selon l'historien Bernard Lavallé. Ce succès est tellement éclatant qu'il déclenche les émeutes anti-françaises de mars 1809 à Cuba. Trois semaines après les troubles, le 11 avril, les autorités espagnoles décident l'expulsion des Français, surtout ceux de La Havane, et les citadins qui n'avaient pas de quoi se payer un voyage. Une "Junte de représailles" fut chargée de confisquer les biens des Français expulsés, mais les riches armateurs et planteurs de café de Santiago de Cuba y échappèrent.
| Quinquennats                     | 1804-1805 | 1806-1810 | 1811-1815 | 1816-1820 | 1821-1825 | 1826-1830 | 1831-1835 | 1836-1840 | 1841-1845 |
| Café cubain (millions de livres) | 1,5       | 4,8       | 11,5      | 16        | 21,7      | 40        | 50,1      | 47        | 42,2      |

L'offre de café cubain croît de 13 % par an sur les deux premières décennies du XIXe siècle, puis accélère à +20 % par an sur les années 1820, avant de culminer lors de la première partie des années 1820, puis de décliner rapidement, divisée par trois en vingt ans, sous l'effet de trois phénomènes nouveaux:
- le Brésil devient leader mondial dès le début de la très forte croissance économique mondiale des années 1830[62].
- la chute des cours mondiaux du café.
- à partir des années 1820, le rythme d'importation des esclaves se ralentit à 8 000 par an, en raison des l'action de la Royal Navy britanniques contre les négriers en Afrique, alors que 100 000 étaient arrivés pour la seule période 1817-1820, soit 4 fois et demie plus que sur les trois décennies précédentes 1792[63]. Lors de la guerre de 1812, 20 000 esclaves par an entrent aux États-Unis via une escale à Cuba, puis à l'île d'Amélia", un scandale qui force le président américain James Monroe à faire voter en 1818 une loi offrant une récompense à quiconque donne des informations permettant de faire saisir des navires négriers[64]. L'affaire suscite aussi la colère en Angleterre, qui finalise de traités internationaux dans les années 1820, incluant un "Droit de visite des navires étrangers". Cuba n'abolira l'esclavage qu'en 1886, mais le coût des esclaves augmente dès les années 1820.
- le passage des planteurs cubains au sucre : en 1827, un tiers de la population esclave cubaine travaille dans le café[65] et un quart dans le sucre, mais cette dernière culture l'emporte à partir de 1841[65]. Dans les vingt années qui suivent, la production sucrière de l'île quadruple.

| Moyenne annuelle       | 1841-1846 | 1855-1860 | 1862-1864 |
| Tonnes de sucre cubain | 148       | 266       | 500       |

#### Au Venezuela, la reconversion des planteurs de cacao
| |  |  |
| Le prêtre jésuite José Gumilla (à gauche) a introduit le café au Venezuela in 1732, tandis que dictateur Juan Vicente Gómez (à droite) utilisera les revenus caféiers puis pétroliers pour développer le pays. |  |  |

Carte du bassin du Lac Maracaibo, une des zones de caféiculture du Venezuela, proche de la Colombie.

Au XVIIIe siècle, le Venezuela a un quasi-monopole sur le marché du cacao et couvre encore au début du XIXe siècle la moitié de la demande mondiale,. La caféiculture n'est encore qu'un complément, à petite échelle, confinée à l'État de Táchira, concédée aux esclaves par de grands planteurs, à partir de 1793. Mais le pays devient le troisième exportateur de café au monde dans les années 1830, le café devançant la cacao dès 1830.
Dès 1810, la récolte caféière atteint 13 000 tonnes dans la seule province de Caracas, pour quatre raisons:
- Saint-Domingue produisait la moitié du café mondial et la  révolution haïtienne y a mis fin, générant une pénurie et une flambée des cours du café[70] ;
- le cacao exigeait un système complexe de drainage et d'irrigation pour faire venir ou expulser l'eau selon la saison, dans les petites plaines près des fleuves[47] ;
- le caféier ne demande que 3 ans pour grandir au lieu de 6 ans pour le cacao[47] ;
- les élites du Venezuela aspirent à des relations avec d'autres grands pays que l'Espagne, qui poussait à la production cacaoyère[70].

#### Les grands négociants allemands tirent profit de la révolution haïtienne

##### Trafic capté par les ports de Hambourg, Lübeck et Brème
Conséquence immédiate de la révolution haïtienne des années 1790, les négociants français ne peuvent plus approvisionner leurs clients européens en café, culture dont la moitié de l'offre mondiale venait de leur colonie de Saint-Domingue, qui produisait près de 40 000 tonnes par an. La marchandise, dont les prix s'envolent, est livrée par des navires américains et le trafic capté par les grands ports du nord de l'Allemagne, Hambourg, Lübeck et Brème, pour une valeur multipliée par 40 en dix ans, grâce à la combinaison de tonnages bien plus importants et de prix de vente qui ont flambé dans tous les ports, le total approchant les 18 millions de dollars en 1799. Les négociants français, comme l'armateur nantais Louis Drouin, qui profitait surtout d'excellents contacts commerciaux avec des planteurs de la partie sud de Saint-Domingue, ne peuvent faire face, car la révolution haïtienne les a déstabilisés. Le dernier navire que Louis Drouin envoie à la mer part le 31 décembre 1792.
Au cours de la décennie des années 1790, le nombre annuel de navires entrant à Hambourg augmente de 43 %, et les tonnages progressent de 42 % pour le coton, de 98 % pour le sucre et de 111 % pour le café. Une partie de ces navires américains étaient sous pavillon britannique jusqu'à la fin de la Guerre d'indépendance des États-Unis, en 1784, et l'autre issue d'un profond effort de construction navale de la jeune république américaine, financé par la dette publique.
Les négociants allemands attirent ces navires en acceptant de payer un tiers ou même deux, dès la livraison, et prennent l'habitude d'acheter la marchandise pour leur propre compte, afin de profiter de l'explosion de sa valeur. Ils se rémunéraient jusque-là essentiellement par des commissions. L'intense spéculation sur le sucre, le café et le coton créé un excès d'offre en 1799, qui fait chuter les spéculateurs les moins solides et favorise les négociants les plus importants. La maison de commerce de Caspar Voght et son partenaire d'affaires et ami Georg Heinrich Sieveking, bâtit en particulier une énorme fortune.
La variation du nombre de navires arrivés dans le port de Hambourg, en Allemagne du nord, au cours des années 1790, en fonction de la marchandise importée:
- Coton +42 %
- Sucre +98 %
- Café +111 %

##### Cinq ans d'occupation française de la Hollande
Même s'il commence avant l'occupation française de la Hollande en 1795, qui ferme le Rhin et déplace le commerce vers l'Allemagne, il est amplifié après. Entre 1795 et 1866, 39 marchands britanniques indépendants et 80 maisons de commerce anglaises deviennent bourgeois de Hambourg. Le port de Hambourg s'était spécialisé dans les cafés d'origine française dès le XVIIIe siècle, en important entre 1763 et 1776 environ 25 millions de livres pesant de café et de 22,5 millions de livres pesant de sucre, grâce au traité de commerce entre la France et les villes hanséatiques. Dès 1789, Hambourg avait absorbé 45 % des réexportations françaises de café, dont les deux-cinquièmes ont transité par Bordeaux, et 20 % des réexportations françaises de sucre. La même année, les tonnages de ces deux marchandises venues de l'empire britannique vers Hambourg ne sont que respectivement 6 % et 2 % le flux essentiellement venant de l'empire français. À partir de 1791, la révolution haïtienne incite Hambourg à trouver de nouveaux fournisseurs pour alimenter ses clients. Entre 1790 et 1795, le café venu de France dans le port allemand passe de 6 949 tonnes à 439 tonnes (15 fois moins), tandis que celui venu d'Angleterre passe de 121 tonnes à 8 912 tonnes: le café jamaïcain vient de s'ouvrir le grand marché allemand d'où il était absent.
| Pays d'origine                    | France       | Angleterre   |
| Cafés importés à Hambourg en 1790 | 6 949 tonnes | 121 tonnes   |
| Cafés importés à Hambourg en 1795 | 439 tonnes   | 8 912 tonnes |

Cette évolution et le boom du commerce américain des années 1790 amène Toussaint Louverture, leader de la révolution haïtienne à signer le 13 juin 1799, avec la jeune république américaine et l'Angleterre, sous les auspices du consul des États-Unis dans l'île, le docteur Edward Stevens, la convention commerciale tripartite de 1799, pour l'ouverture au commerce des ports de l'île. Il exige en contrepartie que les Anglais et les Américains fassent que la piraterie des années 1800 dans la Caraïbe n'ait plus la possibilité d'accoster à Haïti. Les haïtiens n'ont plus de navires mais les américains s'endettent pour reconstituer rapidement leur flotte, qui avait été rapatriée par les Anglais après l'indépendance.

##### Les armateurs allemands s'implantent au Havre

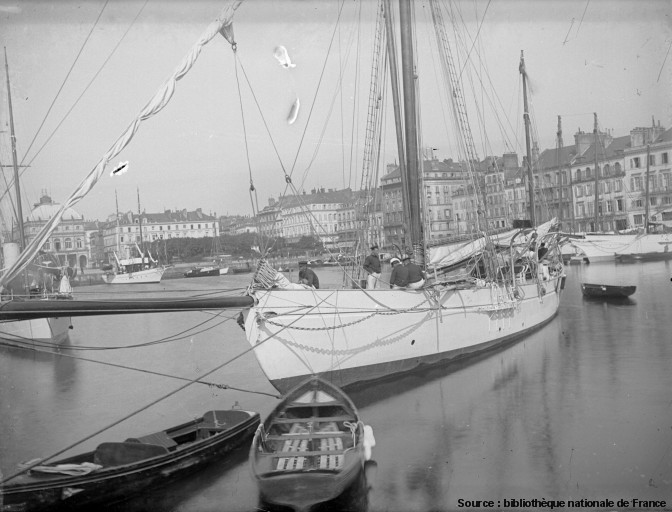
Le port du Havre au XIXe siècle, BNF.

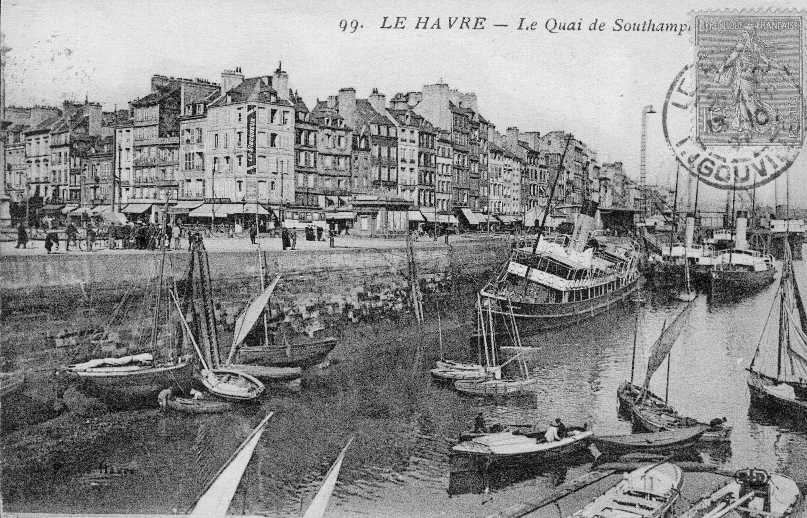
Le Havre, quai de Southampton, quartier des négociants.

Les négociants en café, des familles protestantes, venues pour la plupart d’Allemagne et d’Europe centrale, font ensuite, à partir de 1815 du Havre le principal importateur de café en France. Parmi eux, le bavarois Ferdinand Kronheimer, fondateur en 1840 de la Société commerciale interocéanique et arrière grand-père d'Antoine Rufenacht, maire du Havre. Les années 1830-40 voient Le Havre décoller, pour vivre son apogée de 1850 à 1914, comme 2e port européen pour le café, grâce à ses « hirondelles de Rio », navires légers spécialisés dans le transport du café. À partir de 1860, le café brésilien représente la moitié des arrivages havrais, grâce à un traité de commerce qui permet au Havre de confirmer son leadership européen pour l'importation de café. « La route du café », deux à trois mois, se raccourcit grâce à des bateaux plus rapides construits par l'Union des chargeurs, un groupement de négociants havrais: le 17 novembre 1866, le « Reine-du-Monde » accoste avec 10 000 sacs de café, acheminés depuis Rio en trente-sept jours, nouveau record.
Sur le chemin de l’exil aux États-Unis, ces familles allemandes se sont installés définitivement dans le plus actif des ports caféiers français. En 1900, Le Havre compte entre 170 et 359 négociants en café. En 1980, il y en a encore 35. En 1900, 600 femmes sont employées comme trieuses de café, surnommées les "dactylos du café", payées en 1900 de 4 à 6 francs par 100 kilos de café trié. Parmi ces grands noms du café, les Egloff, Rufenacht, Foerster puis Raoul-Duval, Loevenbruck, Langlois, Traumann, Jobin, Louis Delamare (café).

### Années 1820: la caféiculture, soutien des nouveaux pays indépendants
Après 1821-1822, l'Amérique latine libérée encourage la caféiculture : Brésil, Venezuela et Amérique centrale, les nouveaux états nés des guerres d'indépendance jouent un rôle important dans le lancement de la caféiculture, jusque-là très peu développée. Ils voient dans le café un produit d'exportation tourné vers les pays en forte croissance, Angleterre et États-Unis, qui leur permet de tourner le dos à leurs ex-empires coloniaux et se donner aussi une indépendance économique.

#### Au Venezuela, une substitution accélérée après le chaos de la guerre d'indépendance
Alors qu'en 1810-1820, un premier cycle du café remplace timidement le cycle du cacao au Venezuela. Ce mouvement de substitution bénéficie d'une accélération après les dégâts causés par la guerre de l'indépendance entre 1810 et 1821.

##### Plantations de cacao à l'abandon
La plus disputée des guerres d'indépendance en Amérique du Sud donne naissance au Venezuela en 1821 mais détruit les ex-régions cacoyères de Caracas, d'Aragua et de la côte de Barlovento, qui a vu ses plantations de cacao changer plusieurs fois de mains, puis être abandonnées, leurs esclaves ayant été recrutés à la fois par les armées royalistes et patriotes. De plus, après l'indépendance, trois sources de crédit se sont taries, l'église catholique, les grandes fortunes locales et la Métropole espagnole. Les spéculateurs étrangers et banques prennent le relais, avec des taux d'intérêt de 2 % à 3 % par mois à la fin des années 1820, revenus à 1 % en 1830. La "Sociedad Económica de Amigos del País", fondée en 1829, réussit à promouvoir la croissance économique des années 1830. L'abolition en 1834 de la loi espagnole protégeant les débiteurs de leurs créanciers accélère le processus d'endettement. Entre 1830 et 1842, les surfaces plantées en café triplent.

##### Protection des communautés indiennes par les nouvelles autorités
Une loi de 1836 institue le fractionnement des terres communes indigènes entre leurs familles, pour créer des petits propriétaires individuels, recevant des terrains en fonction du nombre de leurs enfants. Mais elle n'est pas appliquée, pas plus que la suivante, deux ans après, car les colons blancs s'y opposent, en arguant qu'ils ont été oubliés du partage.
Au début des années 1850, ce sont les indiens qui pétitionnent le gouvernement pour protester contre les blancs qui pénètrent sur leurs terres au motif d'en mesurer les distances. Plusieurs gouvernements provinciaux défendent les indiens, en particulier à Barquisimeto en 1828 et 1840, mais dans la plupart des cas, leurs droits sont usurpés.
Les élites vénézueliennes se méfient car elles ont conservé un mauvais souvenir du rôle des indigènes lors de la culture du cacao au siècle précédent. De 1730 à 1733, deux ans après sa création, la Compagnie royale Guipuzcoana avait subi une révolte des amérindiens et noirs de la rivière Yaracuy, menés par leur leader Andresote, soutenue par les Hollandais et petits planteurs blancs et matée avec difficulté. Dans les décennies qui ont suivi, la moitié du cacao de la vallée de la rivière Yaracuy continua à sortir via la contrebande hollandaise, contribuant à une division par deux du cours du cacao.

#### Au Brésil, les défrichages hâtifs des premiers barons du café

Esclaves récoltant le café au Brésil, 1835.

Après la révolution haïtienne des années 1790, les déportations d'esclaves augmentent vers les régions du Brésil qui produisaient comme Saint-Domingue coton, café et sucre, pour profiter du bond des prix. La caféiculture s'étend de l'île de Bananal à la vallée du Paraíba, puis à la région de Rio.
La Paix d'Amiens de mars 1802, répit dans les Guerres napoléoniennes permet l'approvisionnement par les Anglais et l'arrivée des esclaves s'accélère après leur fin en 1813. Le café enrichit rapidement l'oligarchie rurale et les cités comme Guaratinguetá, Bananal et Pindamonhangaba, reliée par des convois de mulets à Rio de Janeiro. Le café peut être cultivé dans de plus petites fermes, sans l'équipement industriel requis pour la canne à sucre, mais des grands domaines sont aussi créés de toutes pièces pour des militaires et gouverneurs anoblis, ou de vieilles familles de la cour arrivées lors du transfert de la cour portugaise au Brésil en 1808. Enrichis rapidement, ces barons du café, qui adoptent les us et coutumes de France,, sont de piètres paysans, appauvrissant rapidement les sols par la monoculture, d'où le défrichage frénétique des forêts pour plantations de 300 à 400 esclaves pouvant compter 400 000 à 500 000 pieds de café, aux coûts de production très bas, qui font chuter les cours mondiaux. À moitié ruinés par plusieurs années de sécheresse, plusieurs barons préfèrent revendre leurs propriétés.

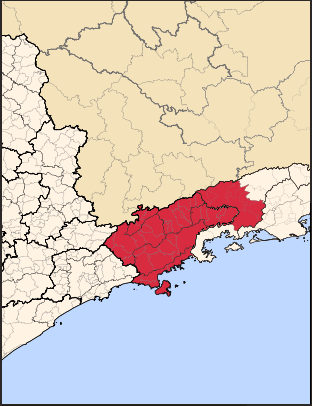
La mésorégion de la vallée du Paraíba Paulista et la microrégion de la Vallée de la Paraíba Fluminense, où ont lieu les premiers grands défrichements brésiliens liés à la caféiculture.

L'esclavage était déjà développé à grande échelle dans l'intérieur du Brésil depuis le boom minier de l'or, au cours duquel Rio de Janeiro a progressivement remplacé Salvador de Bahia comme entrepôt, faisant la jonction avec la région aurifère. Dès 1763, Rio est capitale et sa région dépasse ensuite celle de Bahia pour la production de sucre. Les arrivées d'esclaves noirs au Brésil culminent à 43 000 par an dans les années 1820. La culture du café en est la principale raison, selon l'étude détaillée de l'historien Herbert S. Klein.
Dès 1831, le Brésil devient premier exportateur mondial de café : 14 millions de livres, plus que les 25 millions d'Haïti en 1820,. Le café devance le sucre, en représentant 40 % de ses exportations, qui vont pour les trois-quarts aux États-Unis. La forte croissance économique mondiale des années 1830 accélère la spéculation foncière. Les défrichages se multiplient au sud-ouest, le long de la Vallée du Paraíba, vers les régions orientales de l'État de São Paulo puis ses plaines occidentales. Dans les années 1830, le café gagne aussi la "Mata de Zona", frontière densément boisée du Minas Gerais.

#### En Amérique centrale, le rôle pionnier du Costa Rica puis du Guatemala
Entre 1840 et 1880, l'Amérique centrale s'équipe avant les autres pays caféiculteurs de voies de communications modernes et mobilise, le plus souvent à cette fin, les sociétés d'émigrations européennes, puis les négociants allemands, qui investissent le Guatemala, d'où ils partiront ensuite vers le Mexique. Des Belges, Français, Argentins et Colombiens ont aussi contribué fortement aux progrès de la caféiculture au Costa Rica et au Guatemala, les deux pays précurseurs, sur des terres volcaniques favorables à une caféiculture d'arabica doux et lavés, très recherchés en Europe. Les populations indiennes des zones volcaniques en font une spécialité et en 1892, le Guatemala produit à lui seul 70 000 tonnes du café le plus cher au monde.

##### Au Costa Rica, incitations fiscales et partenaires anglais

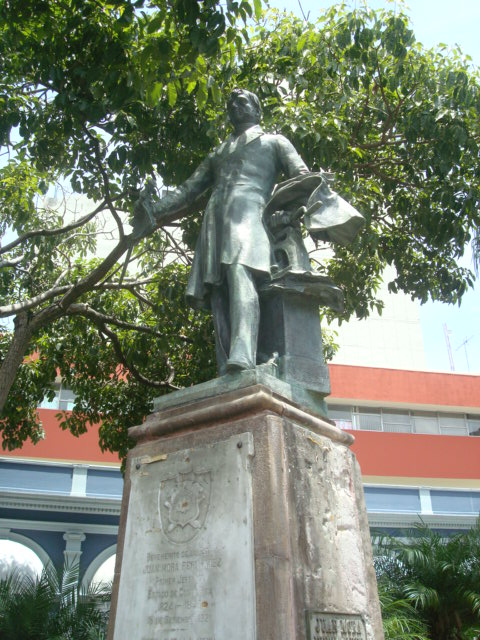
Statue à l’effigie de Juan Mora Fernández, à San José.

En 1821, le Costa Rica obtient son indépendance et fonde la République fédérale d'Amérique centrale. Juan Mora Fernández, président de 1825 à 1833, encourage la caféiculture par des exemptions fiscales. Il distribue gratuitement des terres aux personnes qui s'engagent à cultiver du café, certaines communes obligeant même à posséder un certain nombre de caféiers. Dès 1826-1827, l'inventeur gallois Richard Trevithick propose une voie ferrée entre Limon, sur la côte caraïbe, et le port de Puntarenas, sur l'autre versant, en passant par San José, avec des embranchements vers des sites miniers.
Dans les années 1830, George Frédéric Augustus Ier, roi de la Côte des Mosquitos, donne concession aux négociants jamaïcains William Hodgson et Samuel Shepherd. Ce dernier se lie avec Don George Stiepel, un ancien soldat, qui développe en 1832 le commerce du café avec l'Angleterre, via les ports du Chili. Dès 1839, il contrôle 11,5 % des exportations de Puntarenas. Les commerçants britanniques apprécient l'excellent café suave des volcans de la vallée centrale, aux conditions écologiques propices: altitude allant de 700 à 1 500 m, sols fertiles et bien drainés.
En 1839, le Costa Rica exporte déjà 9 000 tonnes de café. En 1843, le guernesiais William Le Lacheur met en place une route commerciale régulière et directe vers l’Europe, sous la marque Café de Valparaiso, le port chilien servant pour la réexpédition. C'est l'année où les caféiculteurs costa Ricains détenant plus de mille pesos sont déjà 101, plus nombreux que ceux qui ont moins de ce montant, et presque aussi nombreux que les 160 possédants détenant ce capital mais exerçant dans d'autres domaines. La récolte passe de 50 000 livres en 1832 à 8 millions en 1853 et 20,7 millions en 1868.

##### Sociétés d'immigration belges et allemandes
Le caféiculteur Juan Rafael Mora Porras assure 8 % des exportations de café du Costa Rica et 16 % de la transformation du café en 1849, l'année où il est élu président du Costa Rica. Depuis la révolution de 1848 en Europe, qui génère des exilés, de liens diplomatiques ont été établis entre l'Allemagne et le Costa Rica. Juan Rafael Mora Porras les renforce. Plusieurs colonies allemandes sont fondées :
- Dans la province de Heredia, 37 familles allemandes s'installent en 1851[89] pour créer la colonie de Míravalles[90]. Ils sont chargés de construire une route entre le site et le Golfe de Nicoya[89]. Ils ont quitté Brême le 15 avril 1850[89].

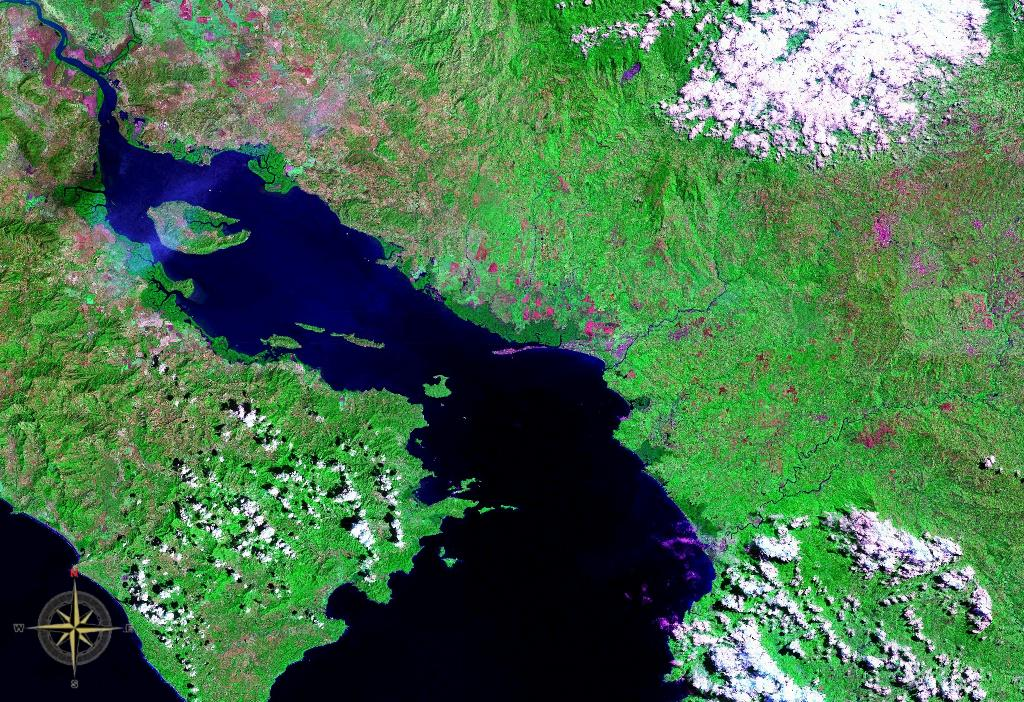
Image satellite du golfe de Nicoya, vers lequel les 37 familles allemandes de la colonie de Míravalles arrivées en 1851 doivent construire une route, pour désenclaver l'exploitation caféière de l'argentin Crisanto Medina.

- Dans la province de Cartago, s'installent en 1853 une centaine de familles de Brême[91], menées par le baron Alexander von Bülow, créater en 1849 la Berlin Colonial Association, qui coopère avec sa rivale l'Hamburg Association for Colonisation in Central America. Ils fondent la colonie d'Angostura (Costa Rica), à une altitude moyenne de 1 000 mètres, sur les flancs du Turrialba. L'ingénieur Franz Kurtze tente de tracer une route vers la côte atlantique, pour le transport des produits de la colonie vers l'Allemagne. Mais il a trop tôt épuisé la quasi-totalité du prêt destiné à la construction de routes, ruinant la colonie, qui doit exporter alors vers le Pacifique, par le chemin existant.

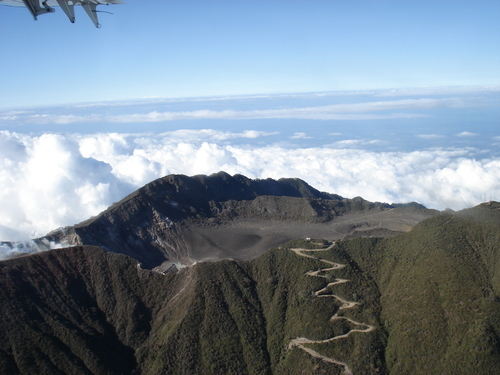
Vue aérienne du sommet du Volcan Turrialba. La colonie allemande d'Angostura s'est installée sur ses flancs.

- Toujours à Angostura, dans la province de Cartago, la Société d'émigration de la Poméranie, s'installe à l'automne 1853, menée par Herr Von Chamieux, de Koenigsberg, venu avec Von Bulow l'année précédente, et Franziska Bibend, une riche héritière, puis s'est déplacée au delta costaricien de Serapiqui
- dans le District de Pavas (San José), le président Juan Rafael Mora Porras a reçu en 1852-1853 le journaliste allemand Wilhelm Marr, reconverti dans le commerce, qui a amené entre 80 et 100 personnes au Costa Rica, en 1853, pour fonder une colonie. Mora Porras a fait don d'un ferme de café à son ami le consul britannique Richard Farrer, à Guadalupe (San José), dans le canton de Goicoechea, et d'une concession pour une voie ferrée opérationnelle sur 9 miles, dès 1854-1855, des bœufs tirant les wagons de café, faute de locomotive.

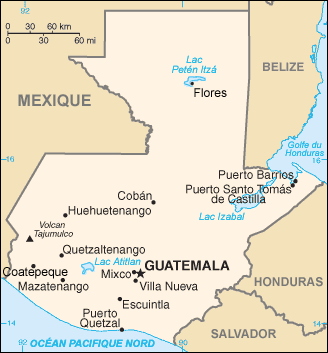
La colonie de Santo Tomás de Castilla, sur la côte nord-ouest du Guatemala avait pour mission de tracer une route jusqu'à l'océan.

Sur la côte atlantique du Guatemala, la Compagnie belge de colonisation, achète en 1843 la colonie de Santo Tomás de Castilla, avec l'aide de Léopold Ier de Belgique, pour « ouvrir un chemin et mettre le port en communication avec l'intérieur, mais les maladies ont décimé ces hommes, qui ne peuvent supporter un climat aussi rigoureux ». La colonie abandonne en 1854. La colonie disparaît rapidement mais 144 belges acceptent de rester dans le pays, en prenant sa nationalité, dont plusieurs dans la caféiculture et le négoce, tandis que 33 autres s'établissent dans d'autres pays d'Amérique centrale. Deux français colons de Santo Tomás de Castilla restent au Guatemala :
- son directeur scientifique le professeur de biologie Jules Rossignon, qui a créé une grande ferme à Las Victorias, site de la future ville de Cobán, dans le Département d'Alta Verapaz et publie en 1861 un rapport encourageant sur la culture du café, puis représente le café guatémaltèque à l'Exposition universelle de 1867 à Paris.
- le baron Oscar du Teil s'installe en 1854 et plante 110 000 caféiers de 1856 à 1859, avec son frère Javier, à Escuintla (Guatemala), sur la plaine côtière du Pacifique, puis fonde en 1867 la première compagnie de télégraphe du pays. L'amélioration des routes vers la côte Pacifique permet à ce versant de représenter plus des trois quarts des exportations guatemaltèques sur la période 1859-1864, au lieu d'un tiers sur la période 1853-1858[95]. Du coup, le rôle des Anglais dans les exportations par Belize diminue fortement[95].

Ancienne voie ferrée du Guatemala reliant les deux océans.

À la même époque, le Chemin de fer du Panama est achevé, en 1855. En 1858, la firme de négoce allemande Hockmeyer & Rittscher s'implante au Guatemala pour exporter vers Hambourg, comme Hapag, qui relie le port de Colon, sur l'Atlantique, aux ports européens. Le café guatemaltèque transite par la côte Pacifique puis traverse l'isthme du Panama par le train. Venu de Brème le négociant Rieper Augener" devient l'agent local du Norddeutscher Lloyd, fondé en 1857 à Brême par le négociant Eduard Crüsemann.

#### Madagascar et Haïti conservent quelques liens avec la France

##### Aventuriers français sur le sol malgache
Le traité de Paris de 1814, ne se prononce pas sur la possession de Madagascar par les puissances européennes. Robert T. Farquhar, gouverneur britannique de l’île Maurice veut contrecarrer l'influence française. Il convainc Radama Ier d'attaquer les principautés de la côte orientale, tenues par des Malato, des esclavagistes proches de la France, puis de signer le 23 octobre 1817 un accord qui reconnaît le désormais Royaume de Madagascar. Les Anglais aident Radama Ier à le moderniser en échange de l’abolition du commerce des esclaves. La France, l'Allemagne et les États-Unis le reconnaissent ensuite. Peu après, une plantation est créée en 1820 à l'Île Sainte-Marie par l'officier d'artillerie Jean-Louis Joseph Carayon, à une dizaine de km de Madagascar, avec 100 000 caféiers en 1824, époque où la culture commence aussi sur la grande île, par Julien Gaultier de Rontaunay un grand commerçant de Maurice, installé à Saint-Denis de La Réunion. Il plante 150 000 arbres à Manajanty, sur la côte orientale de Madagascar, où en association avec Jean-Joseph Arnoux et fonde des comptoirs sur la côte orientale. Pour les desservir, il crée une flotte de commerce qui en 1857 comprend 19 navires, plus 47 navires affrétés. Jean Laborde, influent sur la monarchie Merina implante le café sur les hauts plateaux de l'intérieur avec Julien Gaultier de Rontaunay, probablement vers 1840.
Napoléon de Lastelle, qui sera fait prince de la famille royale, a 1 500 esclaves pour la culture sucrière, en association avec la société de négoce de Rontaunay à Mahela, et 300 autres le long de la rivière, pour le café.

##### Haïti, le chantage à l'indemnisation des ex-esclavagistes
Dans l'espoir que l'indemnisation des colons soit versée, la France encourage la production haïtienne : 82 navires français assurent son importation dès 1821 contre 39 en 1817. En 1824, la moitié des 10 millions de tonnes de café importées par la France viennent d'Haïti, soit 45 % de plus que les 3,86 millions de tonnes 1821. Ce n'est pourtant qu'un tiers de la production haïtienne. L'Angleterre importe elle 35,1 millions de livres de café d'Haïti en 1822, deux fois plus qu'en provenance de Cuba. Mais Ceylan multiplie par vingt sa production entre 1820 et 1840, assurant la moitié des importations anglaises, tandis que le Brésil devient leader mondial.
Le cours de la livre de café haïtien à Philadelphie perd 75 % de sa valeur en vingt ans, passant de 26 cents en 1822 à 6 cents en 1843. Le prix d'achat tombe à seulement 75 francs le quintal en 1843, l'année de la révolution de 1843, grand soulèvement contre le président Jean-Pierre Boyer, qui avait rétabli le travail obligatoire. Charles X avait reconnu en 1825 la République d'Haïti sous condition d'une indemnisation des colons de Saint-Domingue pour 150 millions de francs-or. Boyer négocia la somme à 90 millions, mais dut instaurer de lourds impôts et restaurer la corvée dans l'économie agricole. Il facilita même la migration de 6 000 Noirs américains libres, sur des plantations caféières. Ces mesures suscitèrent un mouvement insurrectionnel mené par Charles Rivière Hérard, qui sera à son tour renversé par des révolutionnaires le 3 mai 1844 et devra s'exiler en Jamaïque.

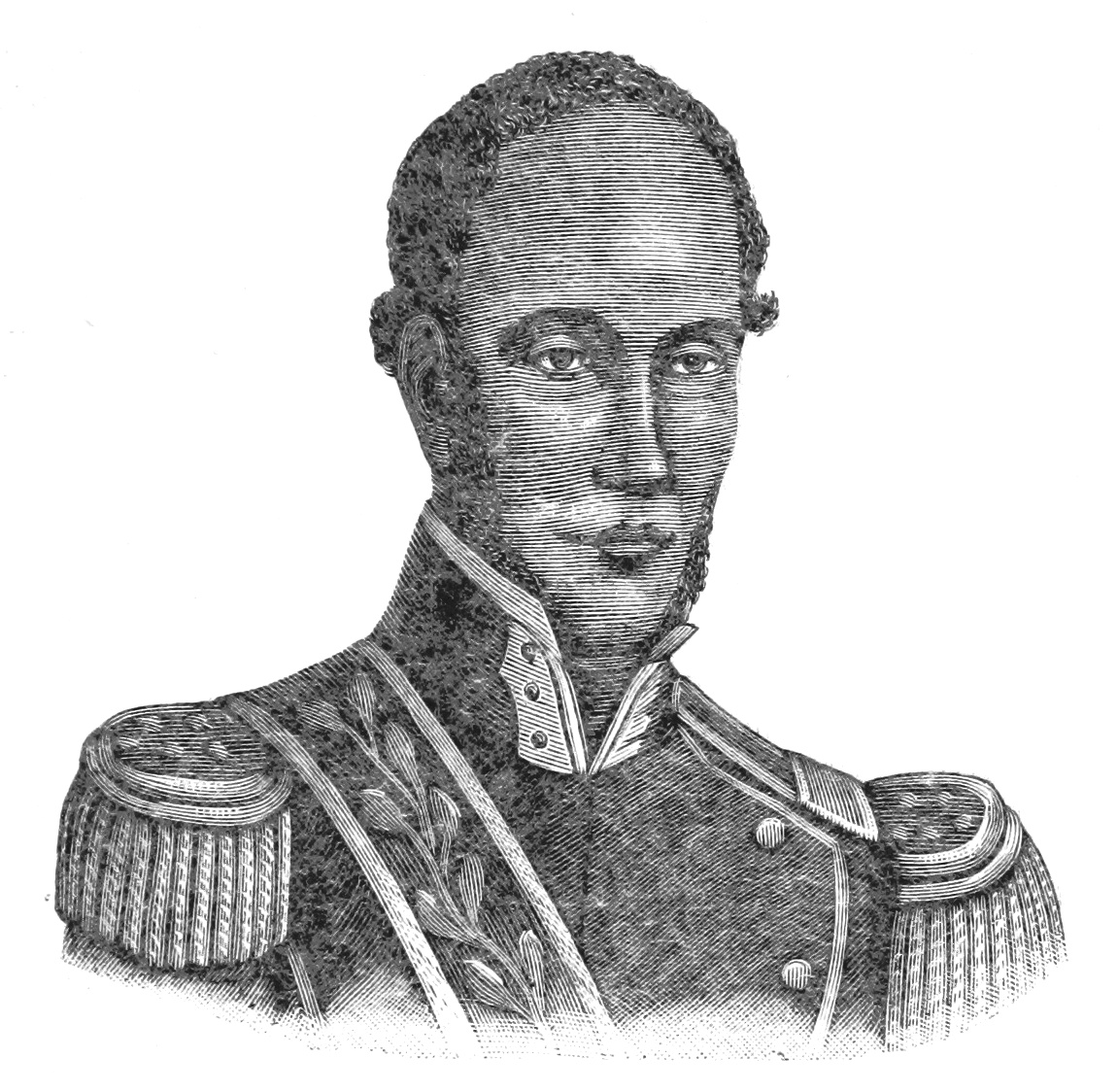
Charles Rivière Hérard, leader de l'insurrection de 1843 en Haïti.

Prix en francs du quintal de café à Haïti:
| Années | 1821  | 1822  | 1824  | 1830 | 1843 | 1858      | 1861      |
| Prix   | 291,2 | 263,7 | 160,6 | 83,7 | 75,4 | 116 à 135 | 160 à 162 |

Les cours mondiaux ont ensuite rebondi et les exportations haïtiennes aussi, passant de 15 000 tonnes à 30 000 tonnes entre 1824 et 1880, dont les deux-tiers vendus en France. En 1974, le café fournit encore la moitié des recettes d'exportation du pays puis ne cesse de chuter à cause du déboisement, certains Haïtiens préférant faire du charbon de bois, ce qui oblige à des opérations de opérations de correction des ravines et de conservation de sols. Haïti a du mal, dès le début des années 1980, à remplir son quota de 22 000 tonnes de café prévu par l'Accord international sur le café. La part de la population travaillant dans l'agriculture chute de 66 % sur la décennie,. Le terrible séisme de 2010 à Haïti a ensuite laissé le pays dans la désolation.

### Années 1830: course à la rentabilité dans les colonies anglaises, hollandaises et espagnoles
Dans les années 1830, la crise de succession provoquedes affrontements armés connus sous le nom de guerres carlistes, qui touchent le Nord de l'Espagne, mais ont des répercussions dans les colonies. Isabel II vient d'accéder au trône d'Espagne et n'a pas encore trois ans. Son oncle « Charles V » se déclare également roi et ses partisans, les carlistes, sont défenseurs des droits des provinces. Outre-Mer, les réformes réclamées par les milieux économiques locaux pour moderniser et ouvrir le commerce sont autorisés, en particulier le commerce du café à Cuba et aux Philippines.
En Angleterre, l'esclavage est aboli en 1833, face à la pression de l'opinion publique, et la fin du cycle caféier de la Jamaïque annoncé, ce qui incite à investir massivement dans une nouvelle colonie d'approvisionnement, l'île de Ceylan. Aux Pays-Bas, il faut trouver de nouvelles recettes coloniales pour financer le conflit contre la Belgique, indépendante depuis 1830 et avec elle le grand port caféier d'Anvers. Du coup les Hollandais relancent la caféiculture à Java, en se fixant des contraintes de rentabilité élevée.

#### Espagnols: modernisation et libéralisation à Cuba et aux Philippines

##### L'Espagne ouvre les Philippines aux investissements étrangers
Aux Philippines, le cacao est la culture officielle, empêchant le café de se développer, comme le note Tomás de Comyn, directeur de la "Real Compañia de Filipinas", dans son rapport de 1810. Malgré les efforts des Augustiniens Elias Nebreda et Benito Varas pour l'encourager, en 1830, les Philippines n'exportent que 160 tonnes, contre 16,620 tonnes pour Java. L'année 1835 voit la dissolution de la compagnie nationale et l'ouverture aux maisons de commerce étrangères anglaises puis américaines. Le 23 juin 1837, les travaux du français Paul de La Gironière dans le domaine de l'horticulture et de l'agriculture sont reconnus par un prix de la Real Sociedad Económica de Amigos del País (es) de Manila ; il reçoit cette récompense alors que sa plantation de 6 000 caféiers, est prête pour la deuxième récolte et reste vingt-cinq ans aux Philippines, visitant les sociétés traditionnelles de la cordillère du nord de la grande île de Luzon. Le prix est ensuite donné à des Espagnols, Vicente del Pino en 1838, Azaola en 1846 et Antonio Ortega en 1847, sur des plantations plus vastes.
Au milieu des années 1850, le café est exporté en Australie, en Angleterre, via Hong Kong et en France et 1859, et deux tiers de Lipa (Batangas) municipalité de la province de Batangas, aux Philippines, dans la partie ouest de Luzon, sont plantés en café, concentrant 97 % de l'exportation caféière de l'archipel et faisant la fortune de grands clans, les Aguilera, Solis, Katigbak. Un demi-million de livres de café par an sont exportés aux États-Unis entre 1860 et 1872.
La récolte culminera à 7 500 tonnes en 1884, le mythe d'un « monopole mondial » temporaire du café philippin à cette époque étant usurpé, car en trois ans, l'archipel ne produit qu'un tiers de ce que les États-Unis ont importent en une seule année.

##### Le chemin de fer développé à Cuba par les Anglais et les Français
Les Européens ont introduit le chemin de fer à Cuba, pour la culture du sucre et du café, qui s'étend vers l'ouest et se modernise. Le 12 octobre 1834, Isabel II autorise la première ligne, La Havane - Güines. Un emprunt de 2 millions de pesos est négocié en Angleterre et l'Américain Alfred Cruger recruté comme ingénieur principal. Le 10 novembre 1837 est inaugurée la ligne La Havane-Güines, première de l'empire espagnol, sur 27,5 kilomètres. Fin 1839, le chemin de fer atteint la ville de Güines, au cœur d'une riche région agricole et sucrière au sud-est de La Havane. Les réseaux ferroviaires locaux sont développés à Matanzas, région caféière, Cárdenas, Cienfuegos et Sagua La Grande, à l'ouest et au centre de l'île. Le 10 janvier 1837, un deuxième chemin de fer a obtenu sa concession pour relier Camagüey (alors appelé Port-au-Prince) au port de Nuevitas. Gaspar Betancourt Cisneros achève la première section en 1846, mais aller jusqu'à Camagüey prend 5 ans de plus. L'ingénieur français Jules Sagebien, également investi dans les chemins de fer de Cienfuegos, Guantánamo et celui de l'Ouest à La Havane, construit en 1844 un chemin de fer à voie étroite dans les mines d'El Cobre. Les investissements directs dans le chemin de fer émanent aussi de la «sugarocracy» créole.

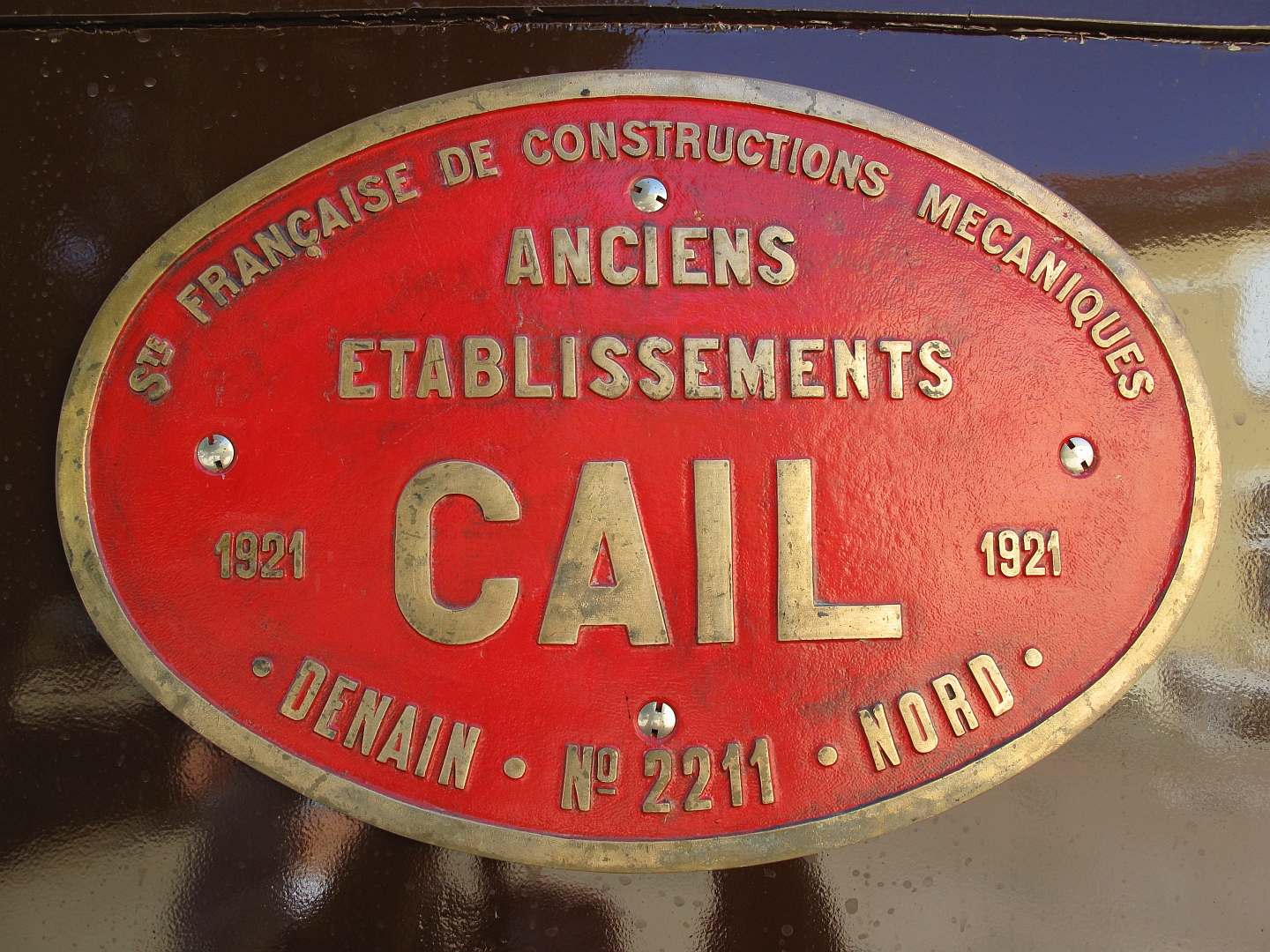
Plaque de constructeur de locomotive Cail.

La Société Ch.Derosne et Cail est créée le 4 mars 1836 pour succéder à l'atelier de Charles Derosne, l'un des premiers en France à fabriquer le sucre de betterave dès 1811.
Elle construit à Paris des machines à vapeur pour les sucreries et locomotives à Cuba, dans ses usines du quartier de Chaillot, 46 quai de Billy et rue des Batailles (avenue d'Iéna), avec plus de 1 200 ouvriers mécaniciens. Jean-François Cail, promoteur du concept d'agriculture industrielle, obtient une position dominante, car il a vendu des machines à Cuba et à Porto Rico dès 1830. Environ 500 usines à sucre seront équipées par la maison Cail dans le monde, encouragée par les militaires qui y voient la défense de l’île.

#### Anglais: les plantations anglaises ultra-productives de Ceylan
Les caféiers de Ceylan et ceux des Nilgherries avaient d'abord échoué. Dès 1740, les directeurs de la Compagnie néerlandaise des Indes orientales, Baron van Imhoff et ses successeurs van Gollenesse et Loten ont tenté de cultiver le café sans succès, à une altitude trop basse, et dans le souci ne pas trop concurrencer Java. En 1762, la production ne dépassait pas 50 tonnes
Ceylan passe sous contrôle anglais via la Convention de Kandy de 1815. Le café y est cultivé par le planteur George Bird à Singhapitiya dès 1823, quand une cargaison comptant du café de Ceylan arrive à Gibraltar à destination de Livourne dès 1823. Le premier ceylanais de souche à cultiver le thé à une échelle commerciale est Jeronis de Soysa, et un quart de la production émane tout d'abord de petits planteurs locaux, mais l'échec est aussi causé par une altitude trop faible.

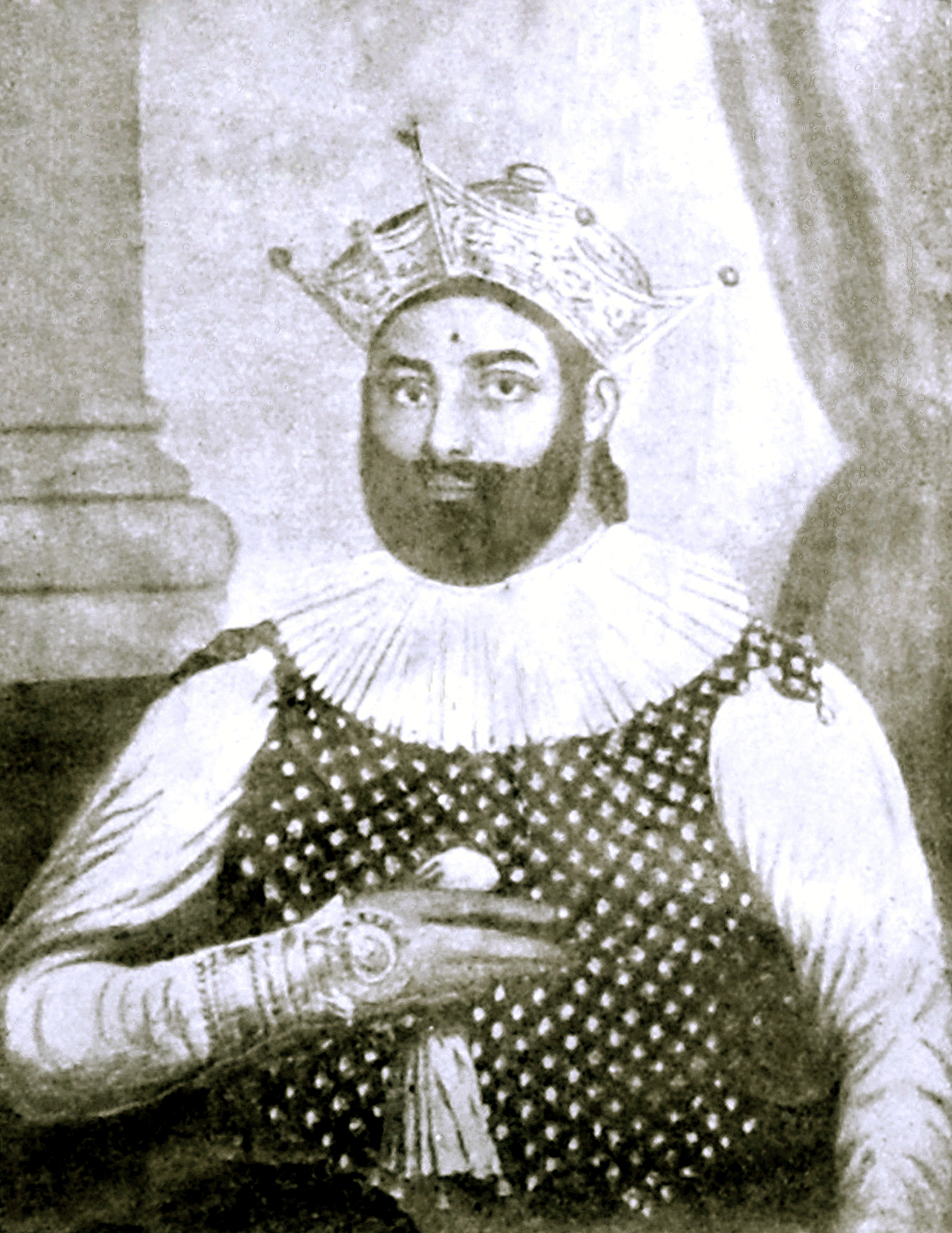
Sri Vikrama Rajasinha, dernier souverain du Royaume de Kandy.

##### Succès dans les zones semi-montagneuses après 1836
L'abolition de l'esclavage dans les Antilles anglaises en 1834 ouvre un boulevard au café de Ceylan. La production se développe à partir de 1836 par la distribution de terres domaniales. À partir de 1843, l'île assure la moitié des besoins anglais en café, grâce à une production décuplée en vingt ans. La main-d'œuvre est abondante : deux travailleurs environ à l'hectare. Sur chaque domaine naissent des villages nouveaux. Les rendements sont trois à quatre fois plus élevés qu'aux Antilles, dans des plantations européennes assurant les ¾ de la production, à côté d'une caféiculture plus modeste. Les fermes de café ont en moyenne 40 hectares. Les plantations européennes, dix à quinze fois plus étendues (en moyenne 80 hectares), appartiennent souvent à des sociétés, qui possèdent en moyenne plus de 100 hectares. Les petits planteurs représentaient encore 38 % de l'activité en 1850 mais leur part tombe à 6 % en 1885. Ils ont un moindre accès au crédit et plus cher. Un tiers des plantations sont détenues par des Ceylanais de souche, puis c'est seulement un huitième.

##### Financiers indiens et main d'œuvre tamoule

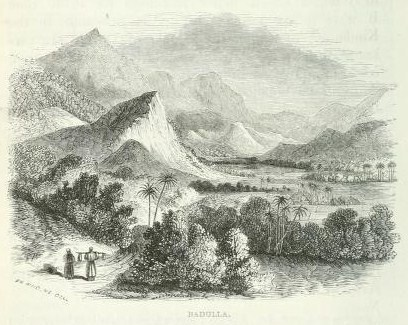
Plaque de Ceylan, Physiques, Historiques et Topographiques, intitulé Le Café des Régions. Badulla

Les indiens Chettiar financent et contribuent à la commercialisation, tandis qu'une main d'œuvre tamoule, est arrivée par dizaine de milliers à la fin des années 1830 et surtout en 1842. Même si l'esclavage est aboli en 1843 à Madras et en 1855 à Travancore (Thiruvitankur en malayalam), ancien royaume puis État princier des Indes britanniques, la plupart des paysans du Thanjavur restent liés par une dette qui empêche leur mobilité et les rend corvéables. Le surplus des revenus du café est utilisé pour créer une « Cooly Transport Company » et la « Ceylon Agency », chargés de s'implanter dans les ports d'Asie pour y recruter de la main d'œuvre.
Entre 1838 et 1843, pas moins de 130 plantations sont créées à Ceylan, où en 1845 la chute accentuée des cours du café ramène les planteurs à une perception plus réaliste de l'avenir. Après la dépression des prix du café de 1846, les conflits émergent car le travail obligatoire est introduit en 1848, causant une rébellion. La production décline, puis elle repart avec la hausse des cours.

#### Hollandais: le travail forcé en Indonésie

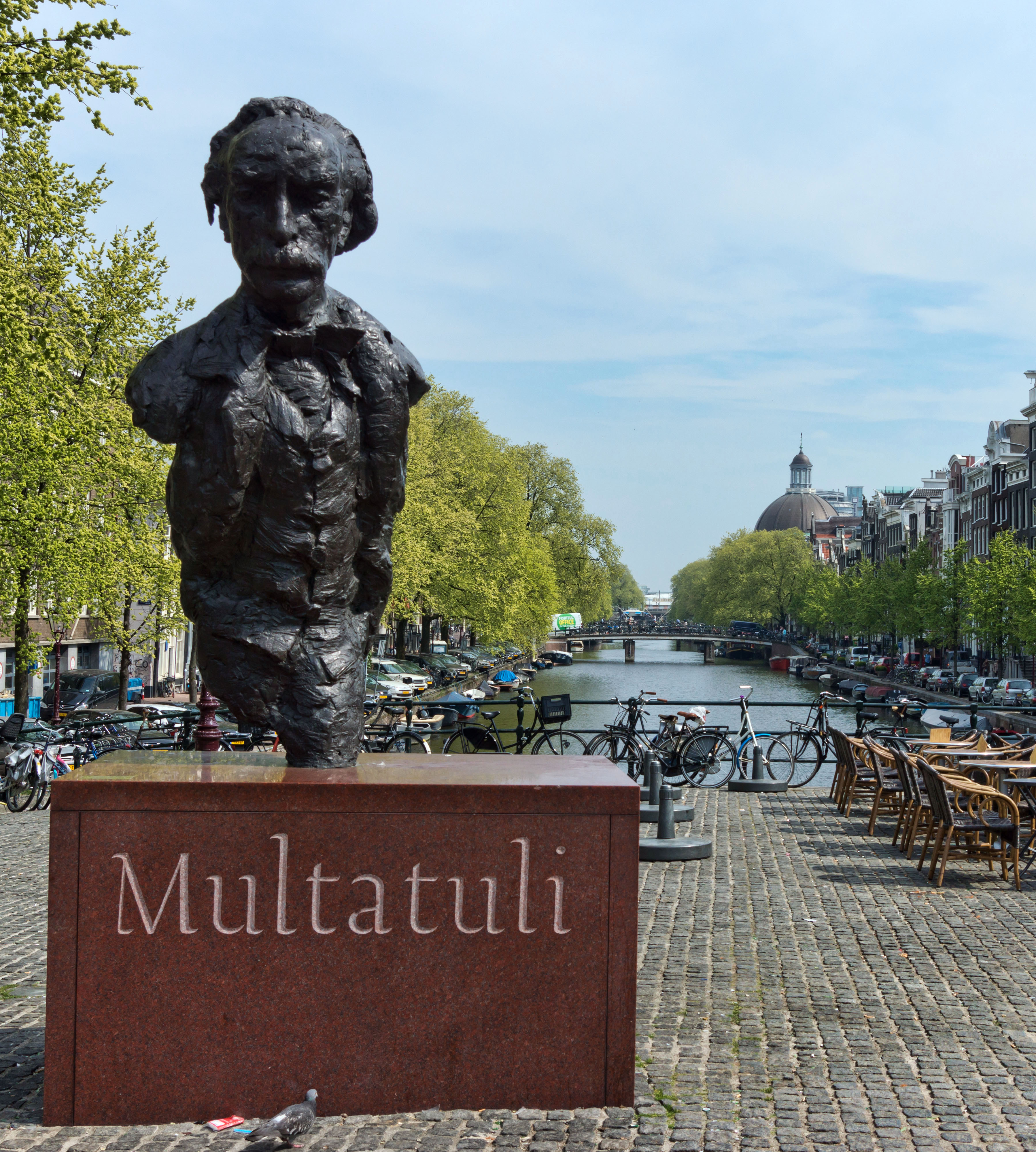
Statue de Multatuli à Amsterdam.

Peu après la restauration hollandaise, à partir de 1816, les plantations sont relancées dans le Priangan, au sud ouest de Java et dans le centre et le sud de Sumatra. L'exportation prit de l'importance en 1823, avec 2 000 tonnes puis monta encore, se maintenant pendant les années 1830, entre 20 000 et 30 000 tonnes. Les conflits militaires nés de l'indépendance de la Belgique en 1830 obligent à trouver des recettes pour les financer. Après de longs débats dans l'administration coloniale, qui argue des abus commis par commerçants privés auprès des planteurs, le travail obligatoire est institué en 1832 : les paysans doivent donner 20 % des terres aux cultures d'exportation ou 60 jours par an non rémunérés sur des projets publics. Les Hollandais créent en 1833, un monopole du commerce du café à Java, qui compte 187 000 caféiers en 1834, dont deux tiers récemment plantés.

##### La part des petits propriétaires en diminution régulière
La production d'Indonésie triple en dix ans, de 25 000 tonnes en 1832 à 76 000 tonnes en 1843 soit le quart du café mondial, dont les 3/4 par le gouvernement et 20 % par les grandes plantations indépendantes. Comme à Ceylan, la part des petits propriétaires, très faible, ne cesse de diminuer : 10 % en 1830 puis 5 % en 1845 et 1 % seulement en 1848. De 1835 à 1880, le nombre de caféiculteurs passe de 400 000 à 700 000, représentant 60 % du total des paysans de Java.
La caféiculture entraîne des migrations pour se placer sur les axes de collecte du café. Les Javanais doivent livrer un quota de café à un prix fixé : 25 guilders par "pikul" de 62 kilos, retranchés de 10 guilders pour le droit du sol et 3 guilders pour les coûts de transport. La perception des taxes est transférée aux agents de recouvrement, payés par commission. À l'export, le café javanais reste l'un des plus chers : 155 shillings le quintal à Londres, plus que le café du Brésil (129 shillings) mais moins que le Moka (200 shillings).

##### Le prix d'achat aux planteurs abaissé en 1844
Entre 1830 et 1860, les coffres de l'État néerlandais reçurent des colonies environ 800 millions de florins, réinvestis dans les infrastructures en métropole. La culture du café, la seule qui n'est pas libéralisée dans les années 1860, procure 65 % des ventes agricoles coloniales hollandaises mais elle subit une désertion après 1844.
Les 60 jours de travail non rémunérés sont souvent prolongés ou consacrés à des projets privés de l'officier colonial régional ou des régents. Le poids des produits achetés est souvent falsifié et les percepteurs intimident les fermiers pour augmenter leur commission, créant une insatisfaction généralisée, la pauvreté et la famine à Java, d'autant que le prix d'achat aux planteurs est abusivement abaissé à 8 guilders en 1844, lors de la dépression des cours mondiaux. Cette décision fait baisser les rendements, malgré des surfaces cultivées en forte hausse, via une frénésie de défrichage des grands propriétaires. Les paysans ne protègent pas les plantations contre les déprédations des animaux sauvages et ne tiennent pas compte du vieillissement des caféiers, en négligeant de les renouveler. En 1867, lors de l'ouverture du Canal de Suez, le prix aux planteurs est remonté à 13,5 guilders, et les récoltes s'accroissent à nouveau fortement, pour atteindre leur plus haut historique en 1879, à 113 000 tonnes. Ce sera cinq fois moins en 1893, à cause de la rouille du caféier.

#### Portugais: la bourgeoisie créole en Angola
Après le décret d'abolition de l'esclavage par le Portugal en 1836, l'Angola fait figure de terre d'accueil pour de nombreuses populations. Les Brésiliens initient la culture du café dans le Cazengo et les portugais chassés par les émeutes anti-brésiliennes de 1847 au Pernambouc s'y réfugient. Les plantations de cannes à sucre s'étendent dans les zones fertiles du littoral, tandis que le café part à la conquête du Cazengo. La variété Welwitschi est plus fréquente, tandis que la variété Gossweileri est cultivée dans la région d'Amboin, fait l'âge d'or de la bourgeoisie métisse.

### Années 1840 à 1860: les changements structurels de la caféiculture

#### S'adapter à une nouvelle carte mondiale de la consommation
En Angleterre et dans une partie nord des États-Unis, l'abolition de l'esclavage devient une grande cause nationale au cours de la première moitié du siècle, qui voit ces deux pays dominer l'espace maritime. L'Angleterre passe ensuite à la consommation du thé et l'énorme croissance démographique des États-Unis les amène à dominer en profondeur le marché mondial du café et de ses approvisionnements.
La course au café sud-américain change la donne : le rapport entre Marseille et Le Havre s'est inversé sur la période 1858-1862 pour les importations de café en France, passant d'une quasi-égalité à un volume deux fois et demie plus important au Havre, qui triple quasiment ses importations grâce à un apport important du café brésilien. De son côté, Hambourg passe de 28 000 tonnes en 1840 à 115 000 tonnes, cinq fois et demie plus, en 1876, puis 200 000 tonnes en 1903, en allant disputer les marchés d'Europe centrale au port italien de Trieste. Lors de la Première Guerre mondiale, les financiers new-yorkais dominent l'ouverture de crédits aux exportateurs brésiliens : les réexpéditions havraises tombent au-dessous de 10 000 tonnes par an, quart du montant de 1913.

##### Le succès du café en Angleterre se heurte au statut de "boisson nationale" du thé

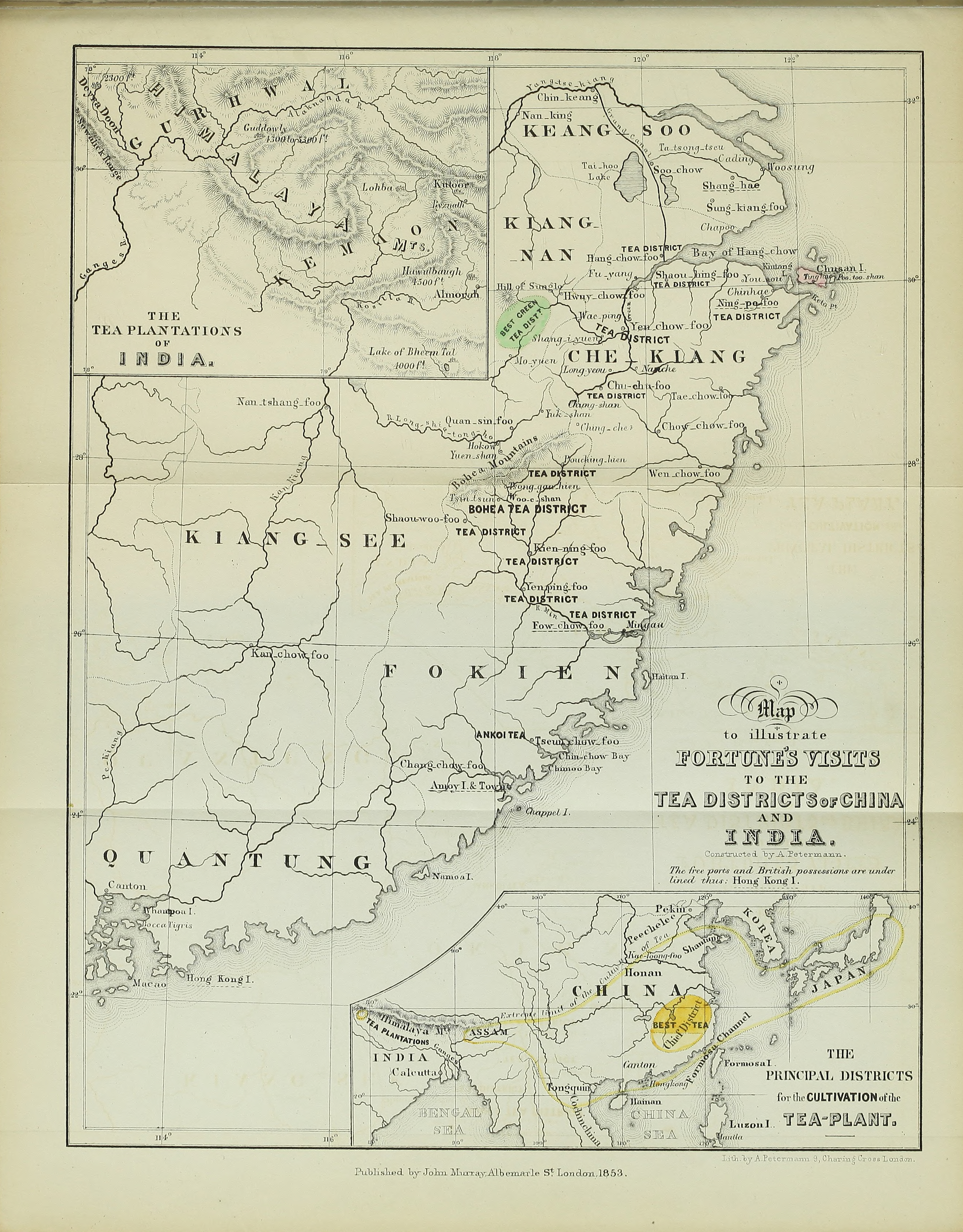
Map to illustrate Fortune's visits to the Tea districts of China and India, par August Petermann, publiée dans Two visits to the tea countries of China de Fortune, en 1853.

Dès les années 1700, le "Mouvement de tempérance" anglais idéalisait le thé, l'argument moral servant en faveur de son libre-échange, contre l'opium livré au chinois. En 1711, la Compagnie britannique des Indes orientales créé un comptoir à Canton, pour échanger du thé contre de l'argent, mais l'interdiction du trafic d'opium en Chine est réaffirmé en 1799, obligeant à une contrebande depuis le Bengale, via des négociants comme Jardine Matheson.
Au début du XIXe siècle, la chute de la production caféière à Haïti ouvre un boulevard aux plantations anglaises, en Jamaïque puis à Ceylan, tandis que la consommation de café en Angleterre triple lors des années 1820.
| Années                             | 1801                | 1808                 | 1825                  | 1851                  |
| Consommation de café en Angleterre | 1 million de livres | 8 millions de livres | 15 millions de livres | 55 millions de livres |

Le café y sera supplanté en 1865 par le thé, culture qui progresse à son tour dans l'Empire anglais, mais plus lentement : en 1823, le Major Robert Bruce découvre le théier indigène d'Assam, en Inde, où la Compagnie britannique des Indes orientales installe des fabriques de thé. En 1848 débute le voyage d'exploration et d'espionnage en Chine de Robert Fortune (botaniste), du Jardin botanique royal d'Édimbourg, après le traité de Nankin de 1842. Déguisé en Chinois, il envoie en Inde 20 000 plants de théiers chinois et recrute huit fabricants. Rapidement plantée en Inde et à Ceylan, la variété assamaise se révèle adaptée. Après 1857, le Royaume-Uni administre directement la majeure partie de l'Inde et introduit le thé à Ceylan, équipant l’île d'un réseau ferroviaire. Les districts producteurs de Nuwara Eliya, Uva, Dimbulla, Kandy et Galle, dans les zones montagneuses, sont ainsi très bien reliées aux ports. Ceylan passe ensuite entièrement à la théiculture dans le dernier tiers du siècle, sous le coup de la "rouille du caféier". La Seconde guerre de l'opium, de 1856 à 1860, voit de plus la Chine plier face à la France et au Royaume-Uni, où le thé est promu boisson nationale. Lipton a des chaînes d'approvisionnement "du jardin à la tasse", supervisées par des "Anglais éduqués". Les buveurs de thé portent un "grand projet noble, au service des causes de la famille, de la nation et de la civilisation". Résultat, la consommation anglaise de café a décliné dans la seconde moitié du XIXe siècle, passant de 1,25 livres par habitant en 1846-1860 à seulement 0,96 livres en 1880, tandis que celle de thé a doublé : de 3,42 livres à 8,51 livres par habitant, entre 1821 et 1886.

### Le café indien arrive en France par Pondichéry
En 1858, le café arrive de Salem, Nilgiris, Malabar, Coimbatore, Mysore, Bellary, Cuddapah mais ne représente encore que 6,5 % des importations à Pondichéry contre 11 % pour le riz et 40 % pour l’indigo originaire de Cuddapah, Salem, et la région de Pondichéry.

#### La consommation américaine de café multipliée par 24 en un siècle
L'explosion de la population américaine au XIXe siècle a signifié que les importations de café du pays ont été multipliées par 24 sur le siècle et ont représenté à elles seules la moitié de la croissance de la consommation mondiale de café. Le café devient dès l'indépendance la boisson nationale, par opposition au thé anglais. De plus, les États-Unis sont devenus le seul marché caféier libre de taxes, la fiscalité y passant de 10 cents par livre en 1812 à 5 cents en 1814 et plus rien après 1832.
| Année                                  | 1830        | 1850        | 1859               | 1900        |
| Consommation par jour et par américain | 3 livres    | 5,5 livres  | 8 livres           | 13 livres   |
| Population américaine                  | 16 millions | 23 millions | 32 millions (1861) | 76 millions |

Du coup, la consommation nord américaine décolle, passant d'un-dix-huitième de livre par personne et par jour en 1783 à 9 livres un siècle plus tard, puis 13 livres par personne à la fin du XIXe siècle, quand les États-Unis consomment 40 % du café du mondial, proportion passée à 60 % après la Seconde Guerre mondiale. L'accélération est particulièrement forte entre 1830 et 1859 : le pays importe 5,7 fois plus de café en seulement trois décennies. Le succès des cafés vendus torréfiés à partir de 1873 y contribue ensuite.
Dans les années 1860, le boom des chemins de fer donne sa chance au port de Baltimore, qui avait développé un service de clipper vers le Brésil. Mieux relié aux trains, Baltimore passe de 13 % à 29 % des importations américaines de café, au détriment de New York, confronté à un oligopole ferroviaire et à des problèmes de corruption dans le service d'admission des navires. Les prix du café ont ensuite doublé entre 1871 et 1874 et cet avantage joue moins: New York regagne le terrain perdu, puis marginalise Baltimore. Le chemin de fer permet à une nouvelle profession, les torréfacteurs new-yorkais, de multiplier stocks et entrepôts, à l'intérieur des terres, le long des voies ferrées.

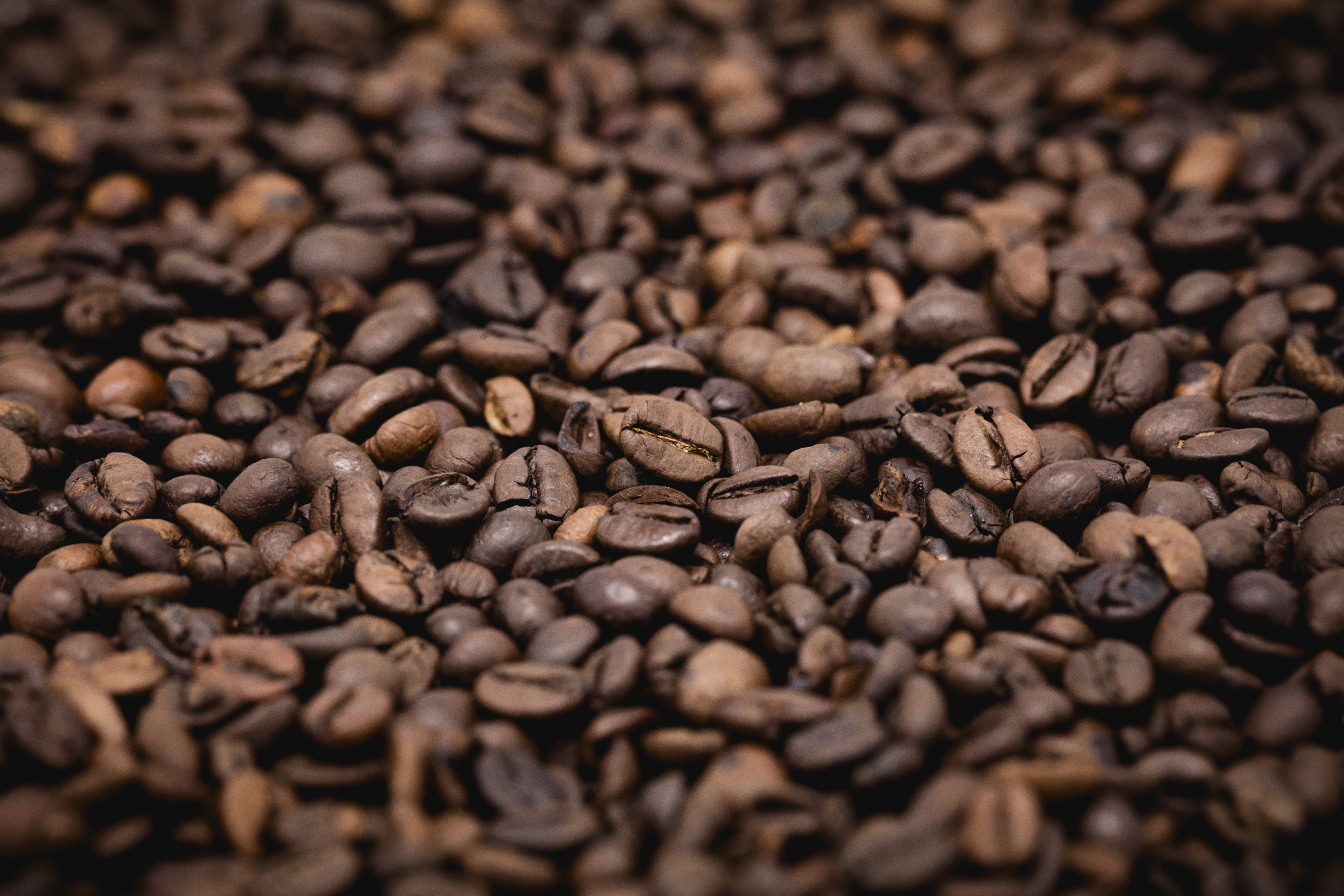
Grains de café torréfiés.

Parmi eux, John Arbuckle, fils d'un immigré écossais presbytérien, qui a fondé avec son frère et son oncle Duncan une épicerie à Pittsburgh en 1860 puis fait breveter en 1864 une nouvelle version de la machine à torréfier de Jabez Burns, le torréfacteur à cylindre. En 1871, il décide de se concentrer sur ce nouveau marché. Entre-temps, la taxe sur le café et le thé créée en 1861 pour financer la Guerre de Sécession, de respectivement 4 cents et 15 cents, puis portée à 5 et 20 cents revient à 3 cents et 15 cents en janvier 1871, avec un système de franchise. Alors que les américains achetaient jusqu'ici leur café vert à l'épicerie, John Arbuckle commercialise à partir de 1873 les premiers paquets de café torréfié, sous la marque ARIOSA,. Il a bientôt 85 usines réparties entre New York et Pittsburgh. Après l'échec du corner sur le café de 1880, il devient le premier négociant en café de New York, avec 127 000 sacs en 1881. Son avance est bien plus nette en 1894 - 688 726 sacs de café - loin devant le deuxième négociant de New-York,
W.H. Crossman (355 864 sacs de café).
| Port                                  | New York | San Francisco | Nouvelle-Orléans | Philadelphie |
| Nombre d'importateurs de café en 1900 | 99       | 28            | 12               | 6            |

De son côté, San Francisco devient le deuxième port caféier américain lors du peuplement de la Californie et des Montagnes Rocheuses, avec 28 importateurs de café en 1900, menés par les négociants Haas Bros et Otis McAllister, contre 99 à New York, seulement 12 à La Nouvelle-Orléans et 6 à Philadelphie. Les américains découvrent de nouveaux cafés plus savoureux et doux, venus d'Amérique centrale, plus accessibles par la côte pacifique. En juin 1915, un journaliste du Guatemala s'inquiète, car "l'Allemagne a toujours importé deux tiers de note café", avant de noter que la Californie a pris le relais.

#### Renoncer à la triple course au sucre, au café et aux esclaves: le cas cubain
Les planteurs cubains se recyclent vers le sucre dans les années 1840. Les grandes plantations de sucre achètent les esclaves de celles qui travaillaient le café. La production sucrière cubaine atteint 148 000 tonnes par an sur la période 1841 à 1846 puis 266 000 sur la période 1855 à 1860. C'est ensuite 500 000 tonnes entre 1862 et 1864 et plus de 600 000 tonnes vers 1867. Au XXe siècle, Cuba sera le premier exportateur mondial de sucre.
| Moyenne annuelle       | 1790 | 1841-1846 | 1855-1860 | 1862-1864 | 1867 |
| Tonnes de sucre cubain | 14   | 148       | 266       | 500       | 600  |

Le résultat de cette énorme expansion, couplée à la répression de plus en plus ferme des Traites négrières par les Britanniques, est que le prix des esclaves a augmenté de 150 % à Cuba entre 1836-1845 et 1856-1865, en dollars constants. Il devient près de quatre fois supérieur à ce qu'il était au Brésil quinze ans plus tôt.
Sur l'ensemble de la période 1831-1850, ces interventions britanniques contre les Traites négrières ont fait flamber le prix des esclaves à Cuba, à 300 dollars en moyenne, contre 193 dollars au Brésil (1826-1845), très au-dessus 230 dollars payés en moyenne en Jamaïque en 1790. Les planteurs de sucre doivent alors faire venir une autre main d'œuvre, des Indiens mayas du Yucatan que l’armée mexicaine avait fait prisonniers, des « Turcs » — en fait Égyptiens et Syriens — vers 1860 ; puis, en masse, des chinois, 150 000 entre 1847 et 1874, venus de Macao et de Canton
Le développement du réseau ferré reliant les régions sucrières aux côtés de l'île facilite cette évolution, de même que le prix plus élevé des esclaves, qui incite les planteurs de café à prendre acte de la baisse des cours mondiaux et à réaliser leur patrimoine, d'autant que les régions caféières de la moitié orientale de l'île, à l'est de Santa Clara et Caibarién, ne bénéficiera du développement du chemin de fer que beaucoup plus tard, vers 1898, contrairement à l'ouest et au centre, favorisés dès les années 1840, l'ouest captant même 80 % du réseau ferré. La production caféière décline alors rapidement :
| Quinquennats                                    | 1831-1835 | 1836-1840 | 1841-1845 | 1846-1850 | 1851-1855 | 1856-1859 |
| Production cubaine de café (millions de livres) | 50,1      | 47        | 42,2      | 19,2      | 13,7      | 5,1       |

#### Recycler la main d'œuvre et investir dans le rail: le cas brésilien

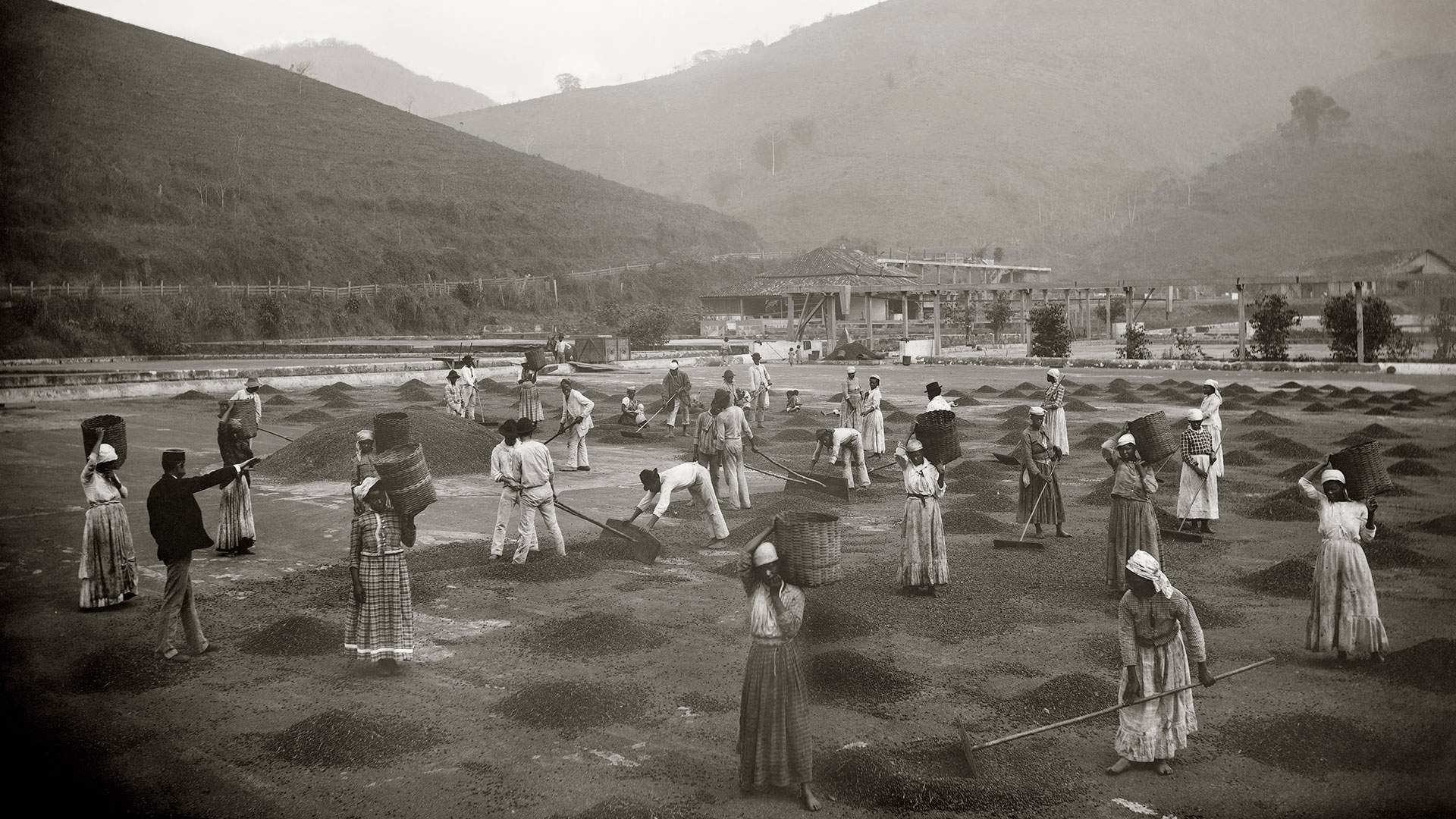
Esclaves dans une plantation de café au Brésil, vers 1882, quelques années avant son abolition en 1888.

Les historiens ont constaté une chute des prix des esclaves à partir 1823 lorsque les campagnes contre la traite négrière internationale montent en Angleterre, puis une forte hausse à la fin des années 1840, en anticipation de son abolition au Brésil, décidée en 1850, même si l'esclavage y perdure jusqu'en 1888.
L'Angleterre exerce une chasse aux trafiquants dès le milieu des années 1840 et fixe un dernier délai, mars 1845, pour leur disparition. En août, Lord Aberdeen fait voter le Bill Aberdeen, donnant à l’Amirauté britannique le droit d’arraisonner les navires négriers, même dans les eaux territoriales brésiliennes. Les riches planteurs ont anticipé cette abolition par une hausse d'un tiers du prix des esclaves lors de la décennie précédente. Le blocus naval des Britanniques en 1851 et 1852 pour stopper le commerce d'esclaves vers les plantations de palme du Dahomey élimine aussi le trafic d'escales.
Par conséquent, entre 1846 et 1864, la récolte brésilienne stagne, malgré la forte croissance économique mondiale des années 1850 qui fait monter les cours du café de 50 % :
| Années              | 1846                | 1854                | 1864                | 1867 |
| 1,5 million de sacs | 2,5 million de sacs | 1,4 million de sacs | 2,7 million de sacs | -    |

Le Brésil tente de rendre son café moins cher par des projets ferroviaires. Voulue en 1852 par le banquier Irineu Evangelista de Sousa, la Ligne ferroviaire de Mauá est inaugurée en 1854, dans l'État de Rio de Janeiro, pour relier le port de Mauá. En 1859, il convainc le gouvernement de débuter une ligne ferroviaire de 79 kilomètres reliant la plaine caféière de São Paulo au port de Santos, via la « cordilière de la mer », avec des passages à plus de 800 mètres d’altitude et des pentes de près de 10 %. Pendant sa construction, le port de Santos est agrandi. Le négociant brésilien Lacerda, fondé dans les années 1860, y devient rapidement le plus gros exportateur, avec 0,48 million de sacs par an, devant deux maisons allemandes, Zerrener Bülow (0,45 million de sacs) et Berla Cotrim (0,24 million de sacs). Au Brésil, le réseau ferroviaire se concentre très tôt sur les besoins des régions caféières du sud-ouest, quitte à emprunter des parcours difficiles Mais les planteurs les plus riches ont aussi investi dans des actions des compagnies chemin de fer, comme celles du São Paulo Railway, et se sont opposés à des remises sur les tarifs aux autres planteurs. Même au tournant du XXe siècle, le transport ferroviaire représentait encore en moyenne 15 à 22 % de coûts du café.
Le São Paulo Railway est liée à la politique de dons de terre initiée 1850 et son ouverture en 1967 entraîne un bond de la récolte brésilienne.
La délocalisation du pouvoir politique et financier vers le sud facilite celle de la production de café, vers les régions d'Itu et Campinas, près de Jundiaí, jusque-là consacrées à la canne à sucre. Voies ferrées, ports, routes et villes poussent comme des champignons. Villas somptueuses, théâtres, squares et commerces, suivent, sur le modèle de l'Europe d'où viennent des milliers d'immigrants. La hausse du prix des esclaves alimente aussi un marché interne, pour la main d'œuvre déplacée du Nordeste. Les études sur les mouvements d'esclaves brésiliens internes pendant les années 1850 ont monté un mouvement du nord vers la zone frontière du café Paulista, même si le premier recensement officiel n'a lieu qu'en 1872.

#### Fédérer les caféiculteurs après la crise financière: le cas du Venezuela
Les planteurs de café vénézuéliens, concentrés sur la cordillère centrale et la frontière colombienne, sont victimes de la crise économique de 1840 causée par la surproduction mondiale. en 17 ans, les cours du café chutent de 9 pesos à 6 pesos sur la saison 1848-49, Sur la même période, ceux du cacao montent de 13 pesos à 16 pesos la livre, :
| Années                            | 1831-32  | 1833-34  | 1837-38  | 1840-41  | 1842-43  | 1844-45  | 1848-49  |
| Café exporté (millier de livres)  | 11,5     | 11,6     | 17,5     | 25,6     | 29,6     | 39       | 39,3     |
| Livre de café                     | 9 cents  | 11 cents | 9 cents  | 9 cents  | 8 cents  | 8 cents  | 6 cents  |
| Cacao exporté (millier de livres) | 7,2      | 5,3      | 5,8      | 7,6      | 8,9      | 9,2      | 7,5      |
| Livre de cacao                    | 13 cents | 13 cents | 12 cents | 17 cents | 15 cents | 15 cents | 16 cents |

Le café passe de 37 % des exportations vénézuéliennes en 1831-32 à 22 % en 1848-49. Surendettés, les planteurs de café se regroupent sur le plan politique. Le 20 août 1840, le leader libéral Antonio Leocadio Guzmán fonde le journal “El Venezolano”, puis le "Gran Partido Liberal de Venezuela (GPLV)". Le pays renforce ses liens avec l'étranger et dispose d'un consulat actif à Bordeaux, premier port français pour l'importation du café, où le quotidien La Gironde, transmet fréquemment des nouvelles du Venezuela. Ce consulat est assuré par des vénézuéliens (José Antonio Carrillo y Navas, Manuel Vicente Montenegro, Pío Morales Marcano), ou des français liés au négoce.
Le Parti libéral du Venezuela arrive au pouvoir huit ans avant la Guerre fédérale des années 1859-1863, également appelée "Grande guerre", qui dure quatre ans (1859-1863). Les libéraux représentent les régions caféières de l'est du Venezuela, plus modernistes et connectées au commerce international. Ils sont aussi appelés aussi "fédéralistes" car ils veulent plus d'autonomie pour les provinces, s'opposent au parti conservateur, accusé de monopoliser les postes de gouvernement et la propriété foncière, et intransigeant à l'octroi de toute réforme.
Les deux fils de l'ancien président José Tadeo Monagas le devinrent à leur tour, tous deux pour le parti libéral. Cinq ans avant le début de la Guerre fédéraleJosé Ruperto Monagas, président du 5 février 1851 au 20 janvier 1855, fait voter la loi du 24 mars 1854 qui abolit l'esclavage. Son frère José Tadeo Monagas, président de 1869 à 1870, abolit la peine de mort, six ans après la fin de la Guerre fédérale, la plus sanglante des guerres civiles au Venezuela depuis l'indépendance, causant des centaines de milliers sont morts, souvent par la faim ou la maladie, dans un pays d'un million d'habitants. Le Venezuela ressemble alors à une addition de ports internationaux. Caracas détient celui de La Guaira, desservi par le chemin de fer, Valencia celui de Puerto Cabello, Maracaibo constitue elle-même une enclave, reliée par le réseau fluvial et le Lac Maracaibo aux régions caféières des Andes, comme Táchira, proche de la Colombie caféière.
En 1868, la production caféière vénézuélienne a stagné depuis une quinzaine d'années, à environ 7 000 tonnes par an. Elle retrouve l'expansion entre 1872 et 1893 faisant brièvement du Venezuela le 2e producteur mondial en 1900, les trois états andins, Tachira, Trujillo et Merida, qui représenteront à eux trois 45 % de la production du pays dans les années 1920.

#### Réformer le colonialisme hollandais, le cas "Max Havelaar" à Java

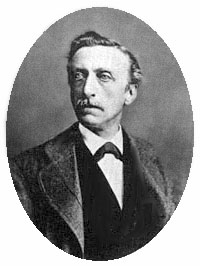
Eduard Douwes Dekker, alias Multatuli.

Eduard Douwes Dekker, fonctionnaire colonial depuis 1834 8, fut nommé en 1857 assistant-résident à Lebak, à l'ouest de Java, où il commença à protester ouvertement contre l'exploitation et les mauvais traitements infligés par les régents, et contre l'inconduite des autorités coloniales. Renvoyé aux Pays-Bas, il a continué ses protestations dans des articles de journaux, des brochures et, en 1860, a publié son livre Max Havelaar, sous le nom de Multatuli. Décrié par ses supérieurs de l'administration coloniale, il est maintenant inscrit comme un héros dans les annales indonésiennes, mais a aussi une statue sur les canaux d'Amsterdam.
En 1867, le prix d'achat du café aux javanais est fortement relevé, anticipant la hausse des cours mondiaux, et pour relancer des plantations en déhérence. Le désir de permettre aux intérêts commerciaux privés d'être impliqués dans la production des cultures d'exportation a conduit, en 1870, à l'abolition du Cultuurstelsel. Mais en raison de sa rentabilité, la culture du café est restée appliquée jusqu'au début des années 1900.

#### Combiner rail, ferry et immigration européenne, les cas brésilien et centro-américains
Entre 1850 et 1870, le tonnage mondial de la navigation à vapeur est multiplié par onze. Une foule de compagnies de bateaux à vapeur européennes a commencé un service régulier vers le Brésil où les installations portuaires ont été lentement améliorées.
Les navires importaient le café à Brême, Hambourg et Lübeck, et profitaient au retour de l'importance de l'immigration allemande au Brésil. Dans les cinquante premières années, 20 000 à 28 000 Allemands arrivent au Rio Grande do Sul, presque tous devenus agriculteurs.
La compagnie de navigation Hamburg America Line (Hapag), fondée en 1847 par Adolf Godefroy, lance un service du port de Colon (Panama), permettant au café arrivé par le chemin de fer du Panama, achevé en 1855, de gagner l'Europe sans contourner le cap Horn. Le négociant allemand Hockmeyer & Rittscher organise l'exportation caféière du Guatemala vers Hambourg dans les années 1850. Dès 1858, il représente la "Panama Railroad Company". Des compagnies maritimes anglaises se lancent aussi. "Rieper Augener", maison de négoce de Brème, est agent du North German Lloyd, fondée en 1857, à Brême, par le négociant Eduard Crüsemann, aidée par le financier Hermann Henrich Meier, fondateur de la nouvelle Bourse de Brême en 1861. Ils transportent des milliers d'émigrants de Bremerhaven vers les États-Unis puis au retour du tabac et du coton américain. La NDL utilise un réseau d'agents avec d'autres compagnies maritimes de Brême. Parmi elles, C. Melchers& Co., ouvre un bureau à Hong Kong en 1866 pour devenir son agent en Asie.

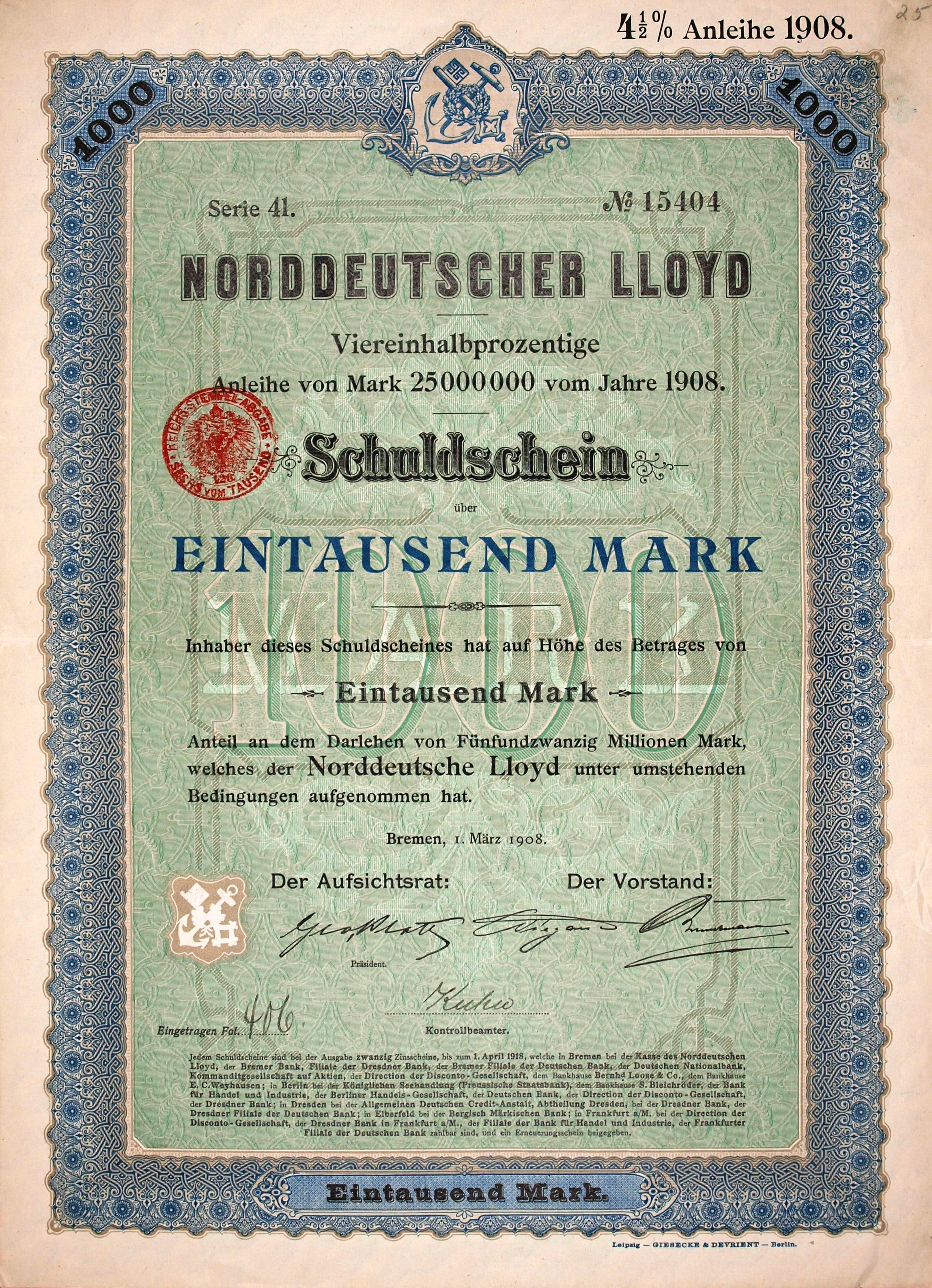
Obligation de la Norddeutscher Lloyd en date du 1er mars 1908.

En 1871, onze maisons de négoce de Hambourg fondent la compagnie de navigation Hamburg Süd (HSDG), dirigée par Heinrich Amsinck. Trois vapeurs de 4 000 tonneaux de jauge brute desservent mensuellement le Brésil, l'Uruguay et l'Argentine. La baisse des coûts de navigation a aussi augmenté la profitabilité des cultivateurs du Costa Rica.
La colonisation allemande du Guatemala est facilitée par les lettres de Rodolfo Dieseldorff, installé en 1862 dans l'Alta Verapaz et le Quetzaltenango. En 1876, la construction du premier chemin de fer du Guatemala a commencé. La première section connecte en 1880 San José (Guatemala), sur la côte pacifique, et Escuintla, où le Français Oscar du Teil avait planté 110 000 caféiers de 1856 à 1859,. Dans l'Alta Verapaz, dès 1890, deux tiers de la production de café seront entre les mains des Allemands. Au Nicaragua, les Allemands s'établissent à Matagalpa, Estelí et Jinotega où vivent leurs descendants.

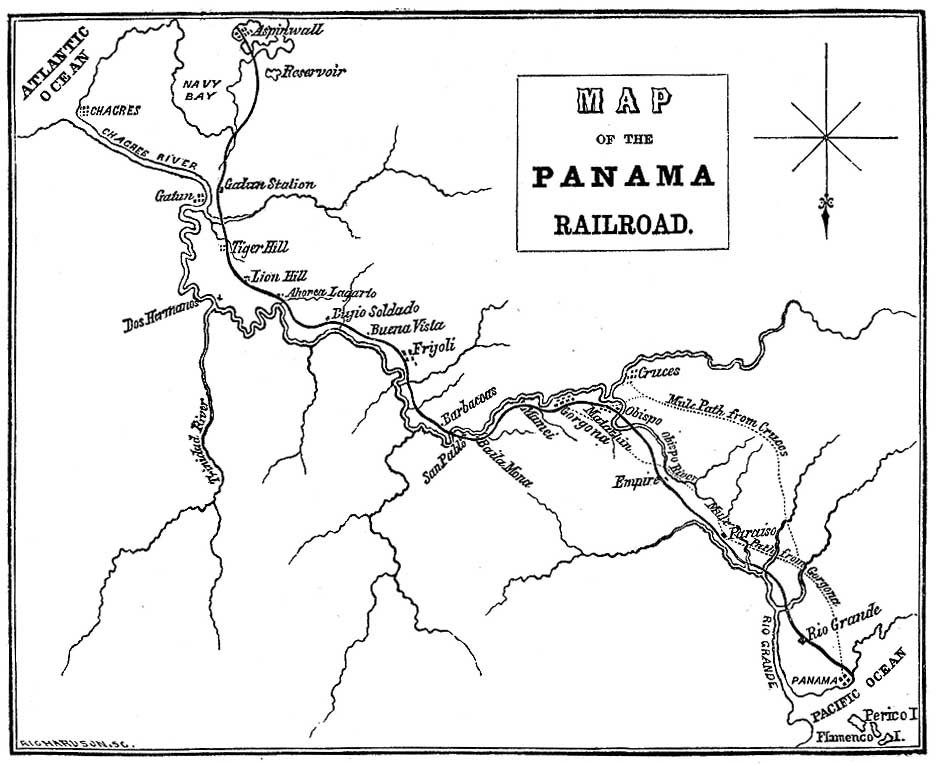
Carte du chemin de fer du Panama de 1861, tirée de l’Histoire illustrée du chemin de fer du Panama.
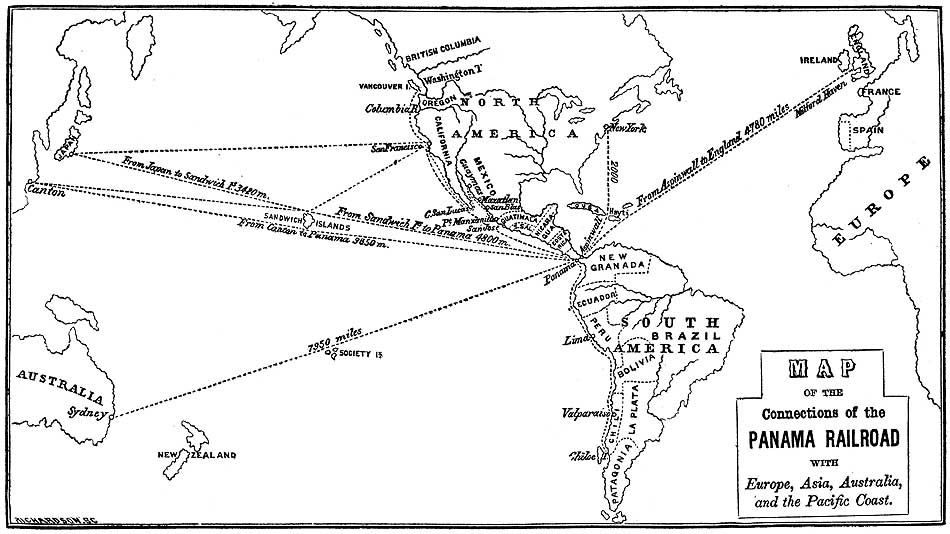
International conexions to the Panama Railroad, 1861 (The Cooper Collections)
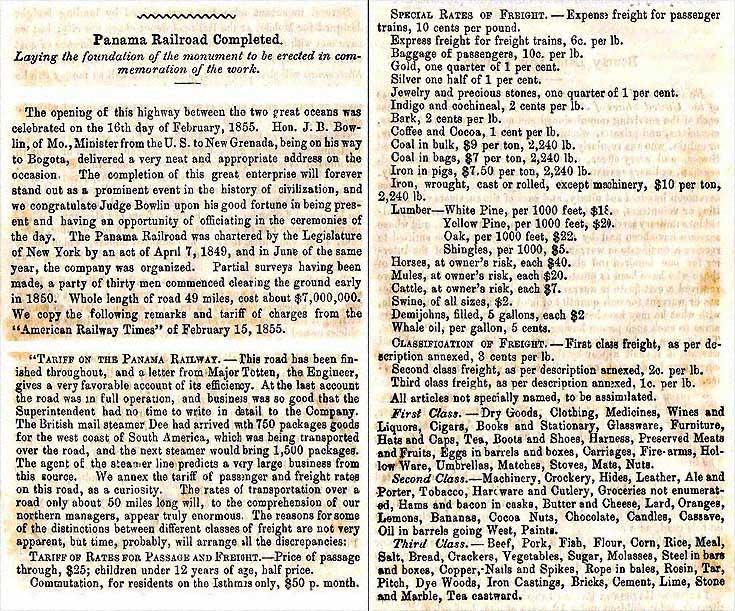
Panama Railroad opens; freight tariffs, 1855 (The Cooper Collections) [transcription available]
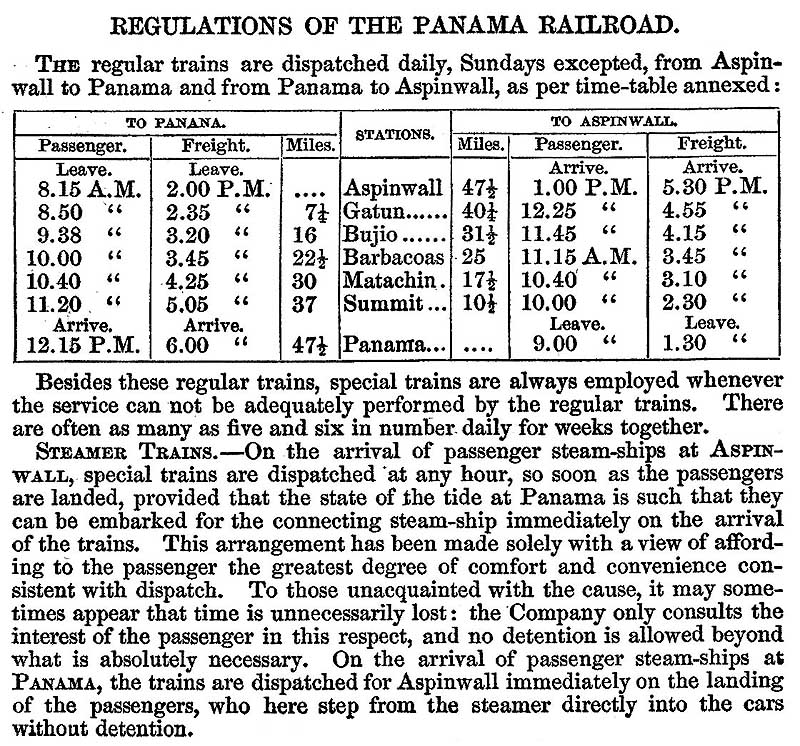
Panama Railroad Regulations & Schedule, 1861 (The Cooper Collections) [transcription available]

### Années 1870 à 1890: nouvelle carte mondiale de la caféiculture

#### Les Allemands au Guatemala, Mexique, en Afrique orientale et de l'ouest

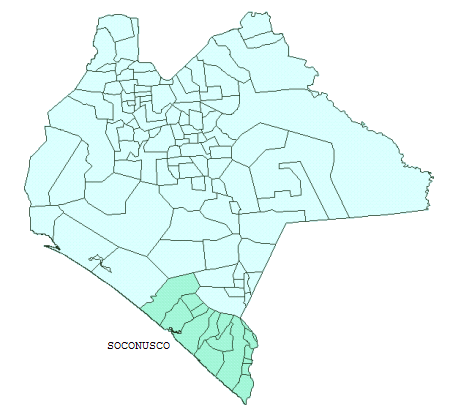
En bleu foncé, le Soconusco, au sud-ouest du Chiapas mexicain, à la frontière du Guatemala, sur la côte Pacifique.

Bismarck s'allie avec les gouvernements du Guatemala et du Mexique pour financer le chemin de fer puis à créer de grands domaines caféicoles privés sur la côte Pacifique. Dans les années 1880, l'Allemagne fonde ses propres colonies caféières en Afrique.
En 1866, Edward Delius, négociant de Brème propose que les Allemands financent le Chemin de fer du Costa Rica, avec des ingénieurs allemands comme Franz Kurtze, en échange d'une présence navale. La Prusse, en conflit avec l'Autriche, le soutient pour rallier les villes commerçantes allemandes du Nord. Ce projet ayant été coulé une décennie plus tôt par la guérilla du flibustier américain William Walker, le Costa Rica préfère faire appel à John Charles Frémont, ex-général de la Guerre de Sécession, qui lui donne une dimension spéculative. Il est repris par le général Tomás Guardia Gutiérrez, auteur du coup d'État d'avril 1870 au Costa-Rica. Mais il s'enlise à travers la jungle, les maladies et la topographie accidentée.
Au même moment, le général Justo Rufino Barrios participe en 1871 à un coup d'État au Guatemala. Élu président en 1873, il lance en 1876 la construction du premier Chemin de fer du Guatemala, reliant en 1880 le port pacifique de San José, à Escuintla (Guatemala), où le Français Oscar du Teil a planté 110 000 caféiers de 1856 à 1859. Le capital national s'étant asséché, Rufino Barrios a préféré que les capitaux allemands complètent, selon le diplomate allemand Von Erckert. Les négociants allemands sont les grands gagnants des privatisations lancées dans les années 1870 : ils acquièrent de grands domaines agricoles et consolident leur suprématie politique. En 1885, ils contrôlent 83,5 % du commerce d'importation. Dans l'Alta Verapaz, dès 1890, deux tiers de la production de café seront entre des mains allemandes.
Le Gabon intéresse aussi les Allemands, le professeur Oskar Lenz parcourant les bassins de l’Ogooué, tandis que l'explorateur et botaniste Hermann Soyaux (1852-1928), qui avait publié The Lost World et De l'Afrique de l'Ouest au retour de l'expédition de Paul Güßfeldt au royaume de Loango en 1873, y dirige une plantation de café de la maison de négoce Woermann. Le négociant Gustav Nachtigal signe des traités avec le chef du lac Togo et au Cameroun.
Bismarck vise ensuite une colonisation intégrale au Togo et au Cameroun, et vers les grand lacs et hauts volcans d'Afrique orientale, où des botanistes allemands qui ont étudié la « rouille du caféier » dans l'archipel indonésien rêvent d'une caféiculture à grand potentiel. Le comité économique colonial allemand est créé en 1896, qui fédère 1 120 firmes ou corps constitués en 1913, dont 144 abonnés au journal agricole Der Tropenpflanzer, et encaisse un demi-million de marks de cotisations.

##### Chronologie des implantations allemandes

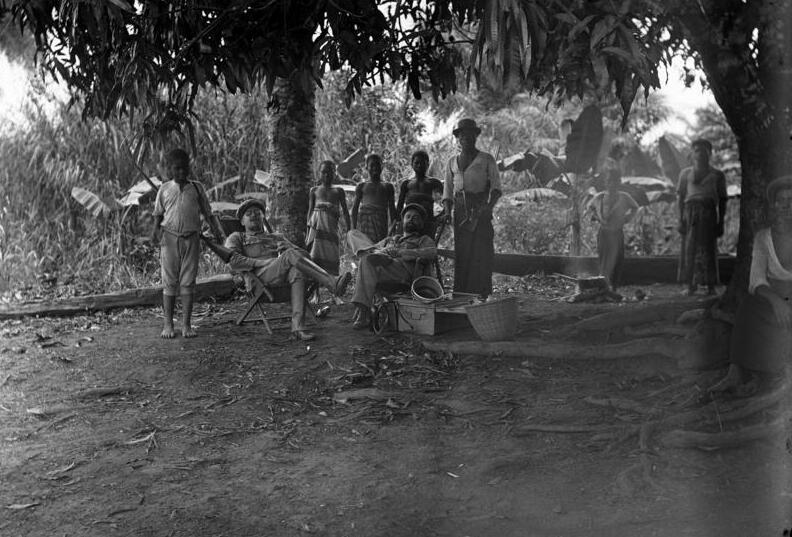
Des colons européens et des locaux sur le Moungo, 1901.

- 1866 : Edward Delius propose que les Allemands financent le Chemin de fer du Costa Rica.
- 1870 : putsch du général Tomás Guardia Gutiérrez au Costa Rica.
- 1876 : Justo Rufino Barrios lance avec des capitaux allemands la construction du Chemin de fer du Guatemala, reliant en 1880 San José à Escuintla.
- 1876 : loi favorisant les grands planteurs de café au Guatemala, les Allemands investissent massivement.
- 1882 : le Mexique prend le Soconusco au Guatemala.
- 1884 : Gustav Nachtigal signe des traités au Togo et au Cameroun.
- 1889 : projets caféicoles des botanistes berlinois dans les Monts Usambara.
- 1890 : Bismarck et Porfirio Diaz passent contrat pour l'immigration de familles au Soconusco.
- 1892 : lancement du chemin de fer de l'Usambara.
- 1892 : défrichages massifs des caféiculteurs allemands dans les Monts Usambara.
- 1907 : la « ligne du café et du cacao » achevée au Togo.

##### L'expropriation des communautés indiennes du Guatemala
Après avoir participé à un coup d'État en 1871, le général Rufino Barrios est élu président du Guatemala en 1873: lance des privatisations de terres à une échelle de plus en plus grande. Les immigrants allemands seront les grands gagnants. Il confisque en 1873 les biens ecclésiastiques puis supprime les baux de longue durée, concédés auparavant par les autorités indiennes et créé des terres "municipales" et "communales" par l’émission de titres de propriété, ensuite revendues aux planteurs de café, 370,000 hectares entre 1871 et 1883, dans les zones les plus fertiles: la Costa Cuca, qui servait aux mayas à une agriculture de subsistance. La production de café guatémaltèque atteint 24 000 tonnes en 1891. « L’insertion définitive de l’Amérique centrale dans l’économie de marché mondiale » repose alors sur l’exportation du café à grande échelle, selon le sociologue guatémaltèque, Edelberto Torres Rivas.
Au Salvador, les lois de 1881 et 1882 abolissent le régime des terres communautaires indiennes, accusé d'"empêcher le développement agricole" et "d'affaiblir les liens familiaux et l'autonomie des individus". Au Nicaragua, le gouvernement Zelaya (1893-1909) privatise également une partie des terres indigènes. Les forces militaires et policières sont placées au service des propriétaires terriens et des gouvernements locaux. Le processus est plus centralisé qu'au Salvador et au Nicaragua, où les exploitations privées, petites et moyennes, antérieures au boom du café, ont subsisté partiellement. Le développement du café a été plus limité au Nicaragua.
Les privatisations s'accélèrent entre 1896 et 1918 au Guatemala. Dans les sept départements à plus forte population indienne, 45 % des concessionnaires de lots de terres étaient de souche espagnole ou européenne et tiraient déjà profit du « boom du café » comme commerçants, vendeurs de liqueur et pourvoyeurs de main d’œuvre. La réforme de 1873 a fait du café le produit principal, démarche relayée par la création du "Banco de Occidente" en 1881. Les propriétés communales et municipales sont détruites.
La "Ley de Jornaleros", promulguée en 1877 créé le travail gratuit et obligatoire.
Elle oblige les travailleurs ruraux à porter et un document sur lequel figurent les obligations de leur contrat de travail, qui distingue trois catégories :
- les travailleurs résidents ;
- les travailleurs saisonniers ;
- les ouvriers agricoles libres, catégorie restant assez théorique.

Un décret prévoit la transmission héréditaire des dettes, soigneusement entretenues et gonflées par diverses pratiques comme l'avance sur salaire, l'achat de denrées à la boutique de la plantation, la manipulation des comptes. Dans la pratique, ce système permet d'embarquer de force les Indiens, selon l’institution coloniale du mandamiento qui conférait le pouvoir de recruter par la force au sein de chaque communauté indienne, des escouades de trente ou soixante ouvriers. La force militaire est utilisée dans les communautés de l'Altiplano, via une armée puissante et les milices « ladinas » des planteurs. Cette violence « saisonnière » sur des dizaines de milliers d'hommes, de femmes et d'enfants, entraine des migrations définitives des villages indiens vers les plantations de café du versant pacifique.
Au Salvador, plus densément peuplé, une « république caféière » s'installe, favorisant les intérêts de l'oligarchie des « 14 familles ». Le café remplace en quelques années l'indigo, balayé vers 1870-1880 par les teintures de synthèse, et des cultures vivrières plus importantes et diverses qu'ailleurs. La privatisation complète des terres a transformé de nombreux paysans salvadoriens en journaliers potentiels, fonctionnaires doivent établir par village, la police rurale et l'armée s'assurant de leur présence réelle dans les plantations, au prétexte d'empêcher les invasions de terres, et d interdire le vagabondage. Aucune frontière agricole ne leur permet d'échapper aux plantations.
Au milieu des années 1880, le café pèse 73 % de la valeur des exportations au Costa Rica, 85 % au Guatemala et 53 % au Salvador, avec de différences importantes sur les structures sociales. Deux types de sociétés s'opposent alors, fondées sur l'usage de la force au Guatemala (67 % d'indiens), au Salvador et au Nicaragua, sur l'autorité légitime, au Costa Rica petites exploitations et salariat non indien.
Dans son souci de modernisation, la seconde génération de libéraux guatemaltèque a promu des projets d’immigration, en 1868 et 1877. Dans l'Alta Verapaz guatemaltèque, dès 1890, les Allemands ont deux tiers de la production de café. De nombreux Nicaraguayens descendent des Allemands installés à Matagalpa, Estelí et Jinotega
L'agronome, économiste et historien guatemaltèque Julio Castellanos Cambranes a défini la notion d’« État oligarchique caféier » au Guatemala : alliés aux négociants et caféiculteurs allemands, les propriétaires terriens, commerçants et officiers ont réorganisé le pays par la promotion expéditive d'une modernité pliée à leurs intérêts. Dans un premier temps, ils sont freinés par des rivalités et tensions entre l’ancienne oligarchie créole de la capitale et "l'élite" provinciale de Los Altos (Quézaltèques et Marquisiens). La population indigène réussit alors à défendre la propriété commune des terres et à conserver des espaces de mémoire ou de culture populaire. Ensuite, dans les années 1870, la nouvelle "élite" provinciale s’impose au gouvernement central, s'alliant avec ses anciens rivaux pour développer une série de projets « civilisateurs » visant à "discipliner" les indigènes.
Ceux possédant les terres de la Bocacosta et de la Verapaz, très convoitées ont multiplié les protestations, actions en justice et rébellions. Les inégalités raciales héritées de l’époque coloniale se sont renforcées, en raison de discours pseudo-scientifiques sur la supériorité et la dégénérescence des races, partagés par une partie des immigrés européens. Les écrits, lettres, récits, rapports d’étude et mémoires des voyageurs, explorateurs, immigrants et investisseurs européens (surtout allemands) arrivés au Guatemala entre 1860 et 1920, expriment "un mépris intense envers la population indigène, considérée comme indolente et incapable d’exploiter ses richesses naturelles".
Être militaire dans les zones caféières donnait accès aux plus hauts postes du gouvernement régional et national ainsi qu’à la terre pour établir des exploitations caféières. Les garnisons et les milices locales surveillaient les travaux d’arpentage et les attributions des terres, freinant et réprimant les soulèvements indigènes. Les hauts gradés et leurs familles sont devenus propriétaires de grands domaines dans la Haute Verapaz et sur la Bocacosta, à Suchitepéquez, Quetzaltenango, aujourd'hui seconde ville du Guatemala, dont l'économie s'est développée par une ligne de train, et San Marcos (Guatemala). Les cadres moyens ont reçu, eux, des lots de terre dans le Piemont ou dans des villages indigènes qui résistaient. Pendant l’essor caféier, les élites métisses résidant dans les régions forestières de Los Altos ont occupé des postes dans l’armée ou les bureaux du gouvernement.

##### Les implantations allemandes au Soconusco, au sud-ouest du Chiapas
Sous l'impulsion de grands planteurs allemands, la culture du café s'étend dans les années 1880 depuis la côte nord-ouest du Guatemala vers le Soconusco, au sud-ouest du Mexique. Le Soconusco est mexicain depuis 1825, mais une élite dirigeante reste liée au Guatemala et la population exprime son souhait d'intégration au Guatemala lors des conflits qui entrainent les négociations de 1877 et en 1879, pour formaliser par un traité de 1882 une frontière, qui alloue au Mexique la plus grande part du Soconusco.
En 1847, le vénitien Don Gerónimo Manchinelli avait introduit la culture du café dans la partie mexicaine du Soconusco, dans la municipalité de Tuxtla Chico, à une échelle modeste, suivi par le diplomate et ministre mexicain Matías Romero Avendaño, retiré au Chiapas en mai 1872 pour se consacrer aux plantations de café sur lesquelles il a écrit une monographie, élu sénateur suppléant de cet État en 1875, avant de promouvoir une compagnie ferroviaire dans l'isthme de Tehuantepec. Les Allemands arrivent au Soconusco dans les années 1870 et 1880, directement d'Allemagne ou en provenance du Guatemala, où ils possèdent déjà des « fincas ». Ils investissent capitaux et technologie et contrôlent l'exportation. Les maisons de commerce de Hambourg, Brême ou Lübeck cherchent un plus grand contrôle de leur approvisionnement en monopolisant l'exportation du café. Parmi elles :
- Nöttebohm, de Königsberg ;
- Schröder, de Hambourg ;
- Melchers de Brême ;
- Wölhler Bartning, établie à Mazatlán, au Mexique ;
- les frères Oetling établis à Manzanillo[146].

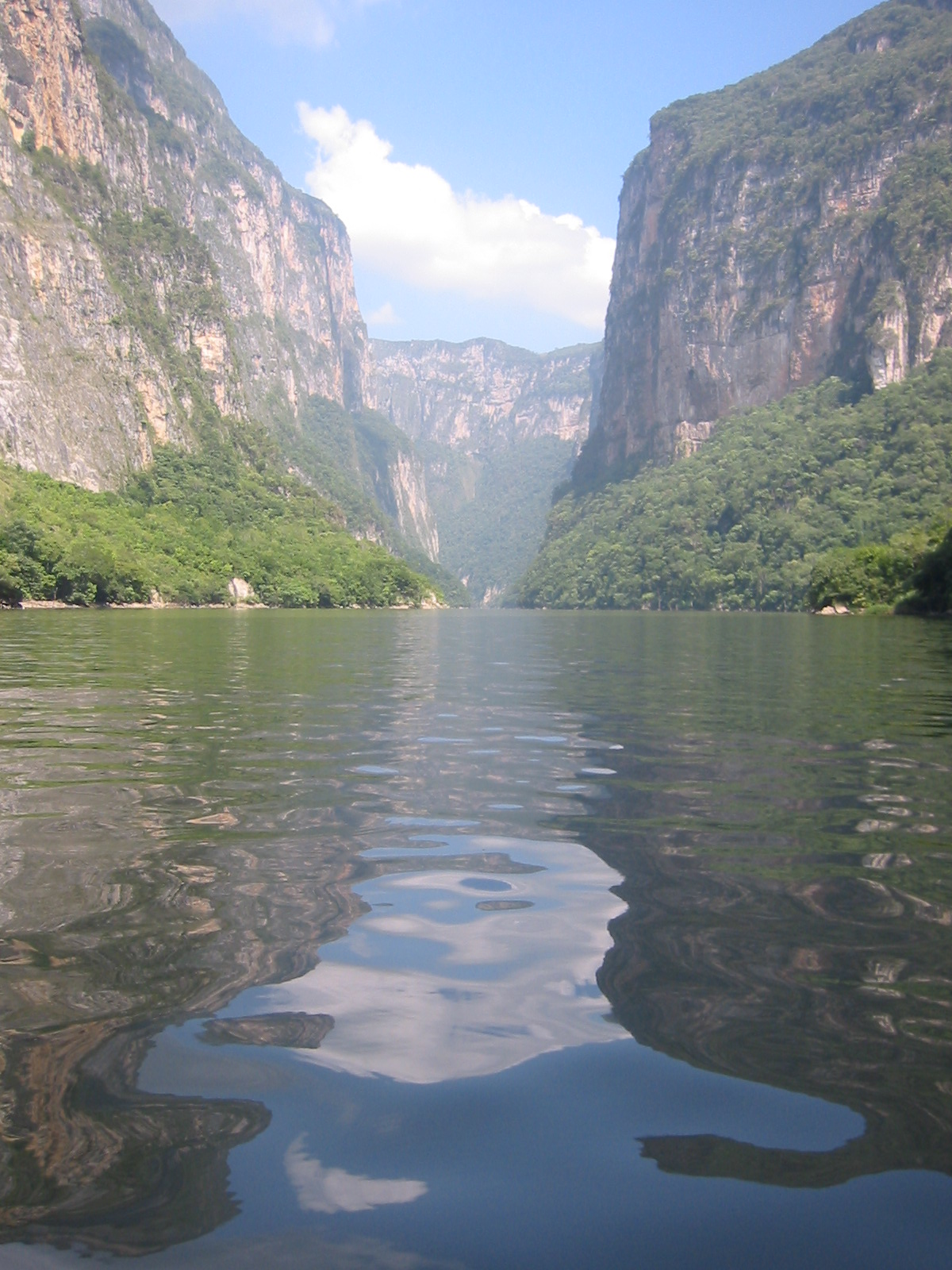
Le Canyon du Sumidero, dans le Chiapas.

Puis ce sont les planteurs allemands qui achètent des grands domaines. L'autocrate mexicain Porfirio Díaz a pris le pouvoir en 1876 et instaure immédiatement le « Porfiriat » pour faire du Mexique un pays « développé », aligné sur le modèle capitaliste occidental,, via l’écrasement de rébellions paysannes et indigènes.
Les flancs du volcan Tacaná, le deuxième plus haut d'Amérique centrale, à 4 061 mètres, à la frontière avec le Guatemala, outre leur extrême fertilité, sont considérés comme inexploités. Les Allemands y défrichent la forêt et plantent du café, grâce à une main d’œuvre majoritairement indigène, mais aussi constituée de Kanaks importés par les colons,.
En 1890, Porfirio Díaz et Bismarck ont collaboré pour envoyer 450 familles allemandes au Soconusco, près de Tapachula. Les fermes ont été érigées dans la jungle de Chiapaneco et ont donné des noms allemands tels que Hamburgo, Brême, Lübeck, Agrovia, Bismarck, Prusse et Hanovre. Des planteurs mexicains, anglais et japonais constituèrent aussi de grandes plantations, sur les parties les plus élevées, jusqu'à 1 800 mètres d'altitude, alors que le cacao est récolté entre 200 et 500 mètres.
Entre 1895 et 1900, 11 500 tonnes de café ont été récoltés dans le Soconusco. En moins de 20 ans, entre 1890 et 1910, la région est devenue le principal producteur de café du Mexique. La production caféière va ensuite se développer dans les montagnes du Veracruz et dans la jungle lacandone. L'une des deux voies ferrées du Chiapas suit la côte Pacifique au début du siècle, mais son tonnage est limité du fait de la vétusté des ponts porfiristes qui enjambent les cours d’eau.

##### Au Togo et au Cameroun, lent démarrage de la caféiculture
Ce sont les négociants comme Gustav Nachtigal qui poussent à la présence allemande sur le littoral à partir de 1868. Le 5 juillet 1884 il signe un «traité de protectorat» sur la plage de Baguida, avec le chef du lac Togo, Mlapa III de Togoville. Une semaine après, il négocie aussi la première colonie allemande : et le 14 juillet 1884, le « Kamerun ».
L'Allemagne fonde le port de Lomé et annexa en quelques années 85 000 km au Togo, où le café connut une croissance rapide, « de 130 kilos exportés en 1894 à 3 010 en 1897 », précédant le cacao sur vdes plantations dans la région de Kpalimé. Elle offrit des concessions à prix cassés et construisit un chemin de fer par les travaux forcés, la future « ligne du café et du cacao», de 1907, sur 119 km entre Lomé et Kpalimé.
Face à la résistance des Africains de l'intérieur, des accords sont signés avec certains royaumes et les révoltes des Kabyé (1890) et des Konkomba (1897-1898) furent réprimées violemment. La langue allemande ne fut pas imposée aux populations locales, mais vers 1910, le Togo comptait 163 écoles scolaires évangéliques et 196 catholiques, gérées par des missions.
Au Cameroun, la caféiculture démarre lentement au début du XXe siècle, à Douala puis à Buéa, au climat plus doux, quitté après une éruption du Mont Cameroun pour revenir à Douala, où la population s'est opposée, sans succès, à l’expropriation des terres, puis au sein d'un ensemble diversifié (cacao, banane, caoutchouc, huile de palme) sur les flancs du Mont Cameroun. Le protectorat allemand, du Lac Tchad, aux rives de la Sangha au sud-est, recourt aux travaux forcés et à la déportation vers les centres agricoles. Dès 1894, le major Hans Dominique établit un poste militaire à Yaoundé.
Le syndicat des chemins de fer du Cameroun, fondé en 1902, créé la ligne de Douala à Nkongsamba et commence celle de Douala à Yaoundé, ébauche du futur Transcamerounais (de Douala à Éséka). La culture du café s'étend dans les zones de Victoria, Ebolowa, Nkongsamba et Dschang et plus tard à Yokadouma, Abong-Mbang, Doumé, Lomié et Akonolinga.

##### L'Afrique orientale allemande, paradis perdu des botanistes
Dans la région de Grands Lacs (Afrique), les dix missionnaires Pères blancs arrivés en Ouganda et au Lac Tanganyka en février 1879 furent les premiers visiteurs blancs. Le 28 mars 1884, Carl Peters fonde à Berlin la Société pour la colonisation allemande, avec Friedrich Lange, éditeur du journal Tägliche Rundschau, puis le 2 avril 1885, avec l'appui de Bismarck, la "Compagnie de l'Afrique orientale allemande". Le journal agronomique Der Tropenpflanzer est fondé à Hambourg par Otto Warburg (botaniste), qui a ramené de ses voyages en Malaisie, entre 1885 et 1889, de nombreux spécimens offerts au Jardin botanique et musée botanique de Berlin-Dahlem fondé en 1887 par Adolf Engler, professeur à l'Université Humboldt de Berlin.

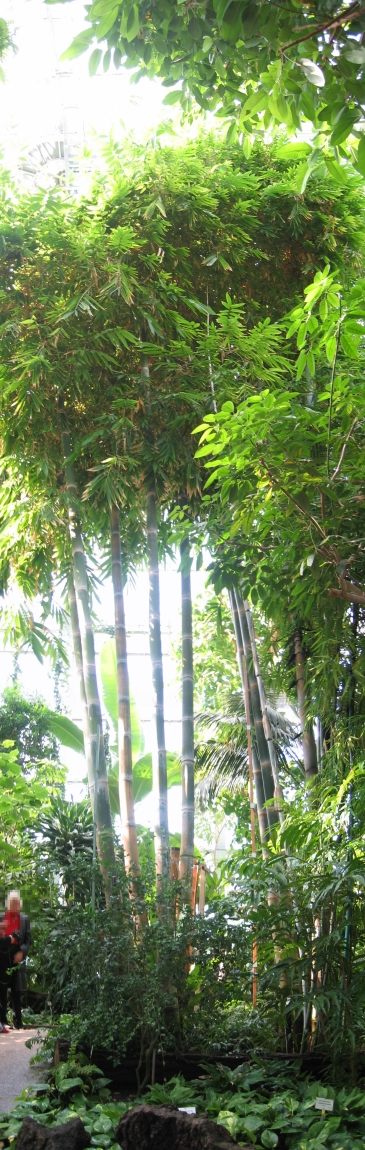
Bambou géant (Dendrocalamus giganteus) dans la serre du jardin botanique de Berlin.

Plusieurs autres chercheurs allemands en botanique contribuent à Der Tropenpflanzer. Parmi eux Albrecht Zimmerman et Franz Stuhlmann, liés à la maison de commerce hambourgeoise Hansing & Co, présente sur la côte d'Afrique orientale. Avec le soutien financier de l'Académie royale des sciences de Prusse, il visite en février 1888 l'Afrique orientale. Ces scientifiques ont étudié le café à Java et veulent implanter une grande station de recherche, le futur Institut de recherche botanique Amani, qui ne verra le jour qu'en 1901. Leur chef de file, Adolf Engler, est convaincu du grand potentiel agronomique des Monts Usambara.
À partir de 1890, des Allemands réclament un lien ferroviaire entre l'Océan Indien et les trois grands lacs africains (Victoria, Tanganika et Nyassa). La loi du 17 avril 1886 a placé les colonies sous l'autorité directe de l'empereur et celle du 30 mars 1892 exige l'accord du Reichstag pour toute mesure coloniale qui aurait une incidence budgétaire. Ce dernier refuse accorder la garantie d'intérêts. Le chemin de fer de l'Usambara, est commencée en 1892 par une compagnie privée qui mettra dix ans à ouvrir la ligne, sans la rentabiliser. Des défrichages massifs sont pourtant opérés par des planteurs allemands dès 1892 dans les Monts Usambara. Très vite, des conflits émergent entre les différents acteurs: les investisseurs veulent une rentabilité caféière rapide, mais les scientifiques rêvent de tracer une carte très complète des espèces végétales sur tout le territoire, dans la plus grande biodiversité possible, en étudiant leurs potentiels et leurs maladies, au carrefour de l'économie, de la géographie et de l'agronomie, à une époque où l'influence des travaux d'Alexander von Humboldt et Charles Darwin se fait sentir.
En 1899, les Monts Usambara comptent déjà 6,5 millions de pieds de café. Des plantations de parfois plusieurs milliers d'hectares. Mais des centaines de milliers de caféiers y sont malades en 1902. Le nouvel Institut de recherche botanique Amani, finalement installé dans le milieu chaud, humide, marécageux, exposé aux parasites de l'arabica, du Lac Tanganyika ne parvient pas à trouver la solution au problème : une trop grande acidité des sols. De plus, le prix du café chute, de 175 marks pour 200 kilos en 1990 à 54 marks en 1903, l'année où Adolf Engler fait le lien entre la rentabilité insuffisante et l'acidité des sols, puis demande l'arrêt des défrichages.
Le projet de budget du chemin de fer de l'Usambara pour 1903 évalue les recettes à seulement la moitié des frais d'exploitation. Le prolongement de la ligne sur 132 km, jusqu'à Tanga est cependant décidé, le Reichstag accordant en mars 1903 une première annuité d'un million de marks, car les milieux coloniaux allemands rêvent d'atteindre, par Tabora, le Lac Tanganyka, avec un embranchement vers le Lac Victoria. Un autre projet de voie ferrée est alors en suspens depuis deux ans, pour relier sur 230 km Dar es Salam à Morogoro au pied des monts Uluguru. Plus tard, la ligne de chemin de fer Usumbura-Kigoma-Dar-es-Salaam sera le lien principal, du Ruanda-Urundi à l'Océan indien.
La forêt étant très épaisse, seulement 2 000 hectares des Monts Usambara sont encore défrichés en 1906. Les planteurs ont fait venir de la main d'œuvre immigrée, sur des parcelles de 100 hectares en versant ouest, où le café se révèle fragile et succombe aux parasites et maladies, amenant Adolf Engler à demander l'arrêt de toute culture. Les sols volcaniques du Kilimandjaro et du Meru se révèleront plus propices au café que les sols acides des Monts Usambara.

#### La «rouille du café» redessine la géographie caféière et les modes de culture
Les cours du café ont doublé entre 1870 et 1876, passant de 12 à 23 cents la livre, puis ils chutent à partir de 1879, lorsque la récolte de Java atteint un historique pic à 120 000 tonnes. Dès 1868, la production diminue temporairement en Amérique centrale et au Brésil, mais la consommation continue à progresser fortement aux États-Unis. La spéculation vient ensuite s'emparer de la vague de gels qui déciment les plantations de la région de São Paulo en 1870, puis surtout de la rouille du caféier, maladie apparue en 1869, qui éteint peu à peu complètement la récolte de Ceylan puis les quatre-cinquièmes du verger indonésien (entre 1880 et 1893), même si la résistance des planteurs dure plus lentement que prévu.
Ce contexte de cours mondiaux d'abord très rémunérateurs permet à la production caféière de se reprendre et de progresser plus qu'attendu en Amérique centrale, en Colombie et surtout au Brésil, qui commence à bénéficier pleinement du chemin de fer. Même les exportations haïtiennes ont rebondi, à 30 000 tonnes entre 1824 et 1880, dont les deux-tiers vendus en France.
La spéculation à la hausse des cours s'effondre en 1880, causant des faillites en cascade chez les négociants, ce qui oblige le café à entrer dans l'ère moderne : des marchés à terme éclosent, la qualité des origines caféières de plus en plus codifiée, la monoculture totale évitée, et de nouvelles espèces résistantes aux champignons recherchées.

##### Le canal de Suez ouvre en 1867

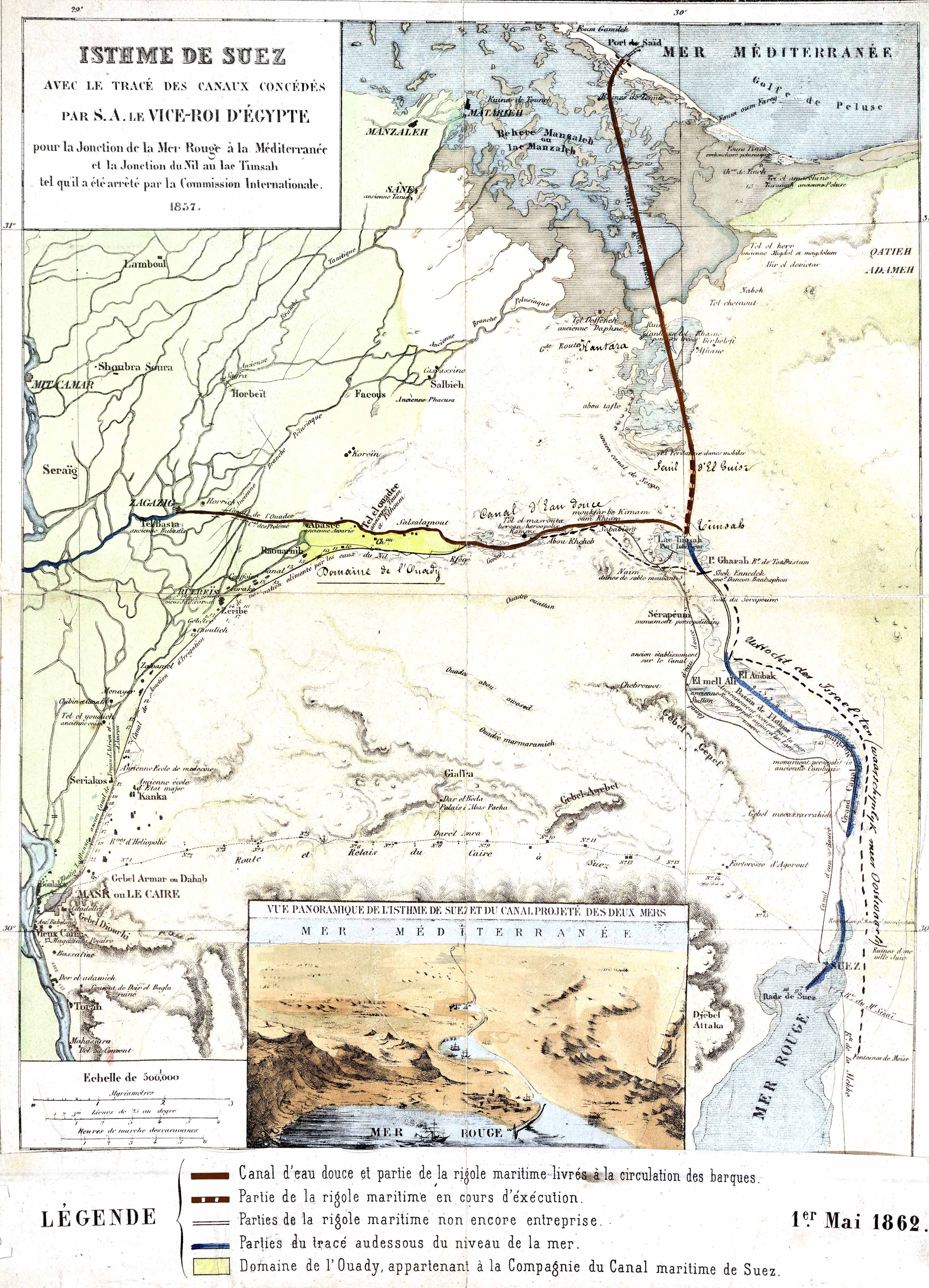
L'état des travaux du canal de Suez en mai 1862, cinq ans avant son ouverture.

L'ouverture de la São Paulo Railway se fait en 1867, la même année que celle du chemin de fer de Colombo à Kandy, poussé jusqu'à Nuwera-Elliya d'un côté, et à Matalé de l'autre, mais surtout celle du canal de Suez, un événement pour toute la caféiculture des pourtours de l'océan indien, qui va être soutenue par la forte baisse des coûts de transport pendant des années, sans prendre conscience tout de suite du drame agronomique qui se met en place à partir de 1869, seulement deux ans après l'entrée en fonction du canal de Suez.

###### Les Mascareignes enraient leur long déclin caféier
Le percement réussi du canal de Suez facilite une reprise de la surface cultivée dans les Mascareignes, en deux phases, de 1865 à 1871 où elle passe de 2 000 hectares à plus de 4000, puis de 1878 à 1881 où elle atteindra 6 000 hectares
Jusque-là, la production des Mascareignes n'avait cessé de décliner, d'environ 7 000 hectares de plantations dans les années 1817-1819 à 4000 en 1829-1830, et moins de 3 000 dans les années 1850, les contemporains ont tendance à mettre en cause la concurrence de pays où l'esclavage ne sera interdit que plus tard et des facteurs botaniques: épuisement des sols, abâtardissement des espèces, maladies agricoles.

###### L'Inde parvient à la moitié de la récolte de Ceylan

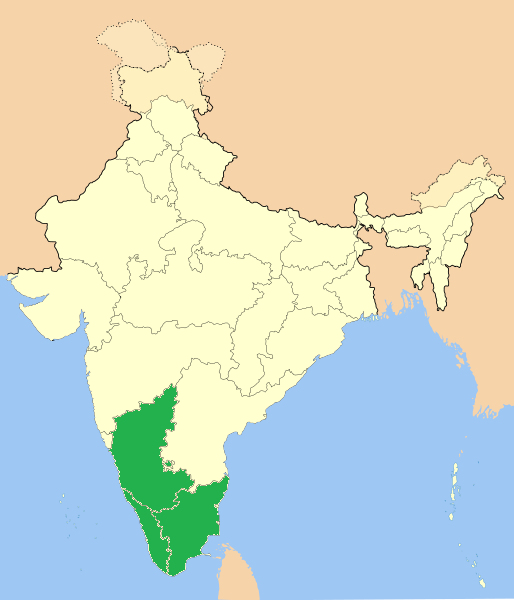
Les principales régions caféières de l'Inde.

L'Inde, longtemps restée un marché de redistribution des cafés de Ceylan ou de Batavia pour Calcutta et du Moka pour Bombay, décolle timidement, avec 62 tonnes en 1857 et 355 tonnes en 1866, mais bénéficie ensuite de gros investissements, largement européens, dans les grandes propriétés constituées dans les années 1850 en Inde du Sud, dans les collines de Hassan et Kuder de l'État de Mysore, aux rendements presque aussi élevés qu'à Ceylan, qui recrutant sur la période 1870-1875 environ 150 000 travailleurs des régions voisines; Dans les années 1870, les ventes de café se hissent au dixième rang des exportations de l'Inde. La récolte culminera à 25 000 tonnes, soit la moitié de celle de Ceylan la même année. La caféiculture indienne est ensuite emportée, comme à Ceylan, par les coûts de la lutte contre la rouille du caféier, à l'origine de la création dans les années 1920, de la variété d'arabica "Kent", adaptée au climat indien très humide, ce qui permet de rebondir la décennie suivante avec 13 000 à 18 000 tonnes, répartie en trois zones (Mysore 52 %, Madras : 24 % et Coorg 22 %).
Les petites régions caféières traditionnelles, Kerala et Tamil Nadu, sont rejointes par celles d'Andhra Pradesh et Odisha, sur la côte orientale, et des États d'Assam, Manipur, Meghalaya, Mizoram, Tripura, Nagaland et Arunachal Pradesh, au Nord-Est de l'Inde, connues populairement comme les « Seven Sister States of India » (littéralement depuis l'anglais les « sept États sœurs »).

###### Les nouveaux défrichement à Bali, Sumatra et aux Célèbes
Au milieu des années 1870, profitant du canal de Suez et de cinq ans de hausse des cours, la caféiculture s'est étendue au nord de Sumatra, sur les hautes terres près du lac Toba en 1888, mais aussi à Bali, au Sulawesi, où le café avait été planté autour dès 1850, et au Timor, partiellement portugais, d'abord sans s'inquiéter de la maladie qui décime les plantations de Ceylan. La production de café indonésien ne chutera vraiment qu'en 1885-1890: des deux tiers en 1887, à 43 000 tonnes. Elle diminue encore de moitié en 1893, à 24 000 tonnes.

##### Le parasite du caféier découvert en 1869 à Ceylan
Entre 1865 et 1880, les planteurs de Ceylan font venir des plants de café de Jamaïque, Guyana, Cuba, Liberia, et Java, en utilisant la Caisse de Ward, sorte de serre portable inventée vers 1829 à Londres par Nathaniel Bagshaw Ward, pour le transport sur longue distance. Des plants de caféiers sauvages sont en particulier amenés en 1866 du Liberia, où sévit probablement la rouille du caféier.
La récolte de Ceylan culmine à 50 000 tonnes vers 1875, profitant de l'ouverture du canal de Suez. Les plantations atteignent même 275 000 acres en 1878 (contre 4 700 pour le thé) car la rouille du caféier est d'abord sous-estimée. La régression du café est ensuite extrêmement rapide dans les années 1880 et s'accélère avec la concurrence des plantations brésiliennes. Ceylan n'aura pesé sur le marché du café que trois décennies.

###### Un parasite d'abord sous-estimé et mal connu
Les caféiers de Ceylan sont attaqués par des basidiomycètes, Hemileia vastatrix et Hemileia coffeicola, aimant l'humidité et une température entre 22 et 24 degrés, ce qui entraîne des pertes de rendement agricole et des baisses de qualité. La maladie est pour la première fois décrite par Berkley et Broom en novembre 1869 dans le Gardeners Chronicle après l'examen de caféiers de Ceylan:171. Entre 1870 et 1877, la production de l'île chute d'un tiers alors que les surfaces cultivées progressent de 52 000 acres. En 1880, pour aider le Jardin botanique de Peradeniya, Harry Marshall Ward, jeune botaniste anglais, est envoyé à Ceylan. Il conduit plusieurs séries d'études montrant que c'est bien cette maladie qui a détruit les caféiers. Le journal Tropical Agriculturist, fondé en 1881, se fait l'écho des débats et questionnements des planteurs, qui cherchent une solution, croient pouvoir détecter les arbres malades à l’œil nu, et investissent dans la bouillie bordelaise d'Alexis Millardet, qui a servi à combattre les maladies de la vigne ou de la pomme de terre.
Mais dans son rapport de 1882, Harry Marshall Ward dément toute relation entre la présence de cils et de cires à la surface d'une feuille et son infection, en fait liée à la présence d'enzymes, de toxines et d'antitoxines chez le parasite et l'hôte. La relation entre une plante et son parasite pendant l'infection fait l'objet de sa Croonian Lecture en 1890. Mais ses propositions, passer de la monoculture à la polyculture pour empêcher la dissémination des spores par le vent, et créer des "écrans biologiques" en diversifiant les cultures, sont formulées trop tard : le champignon s'est déjà trop répandu. Les planteurs de Ceylan abandonnent la caféiculture pour celle du thé.

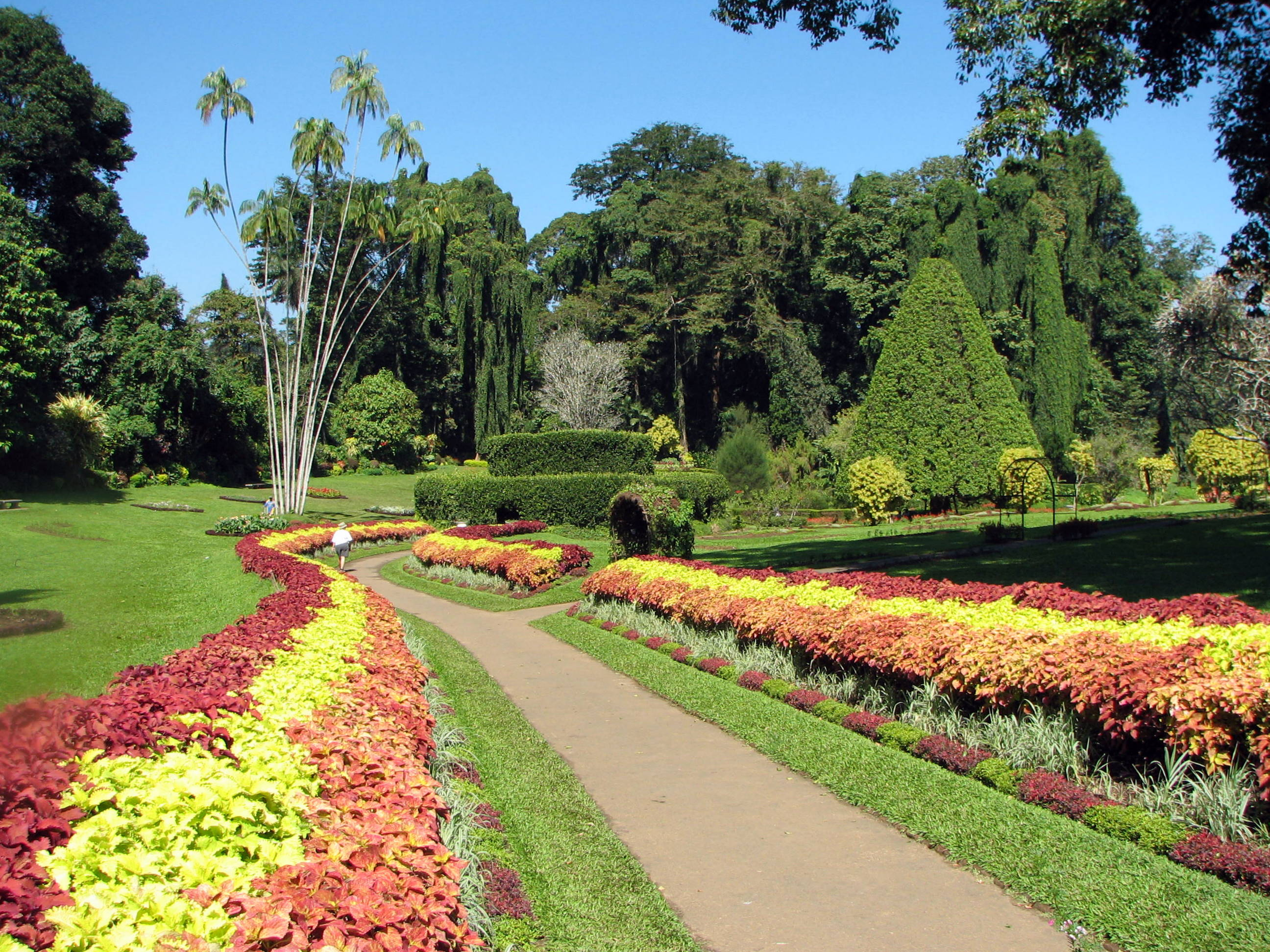
Jardin botanique de Peradeniya.
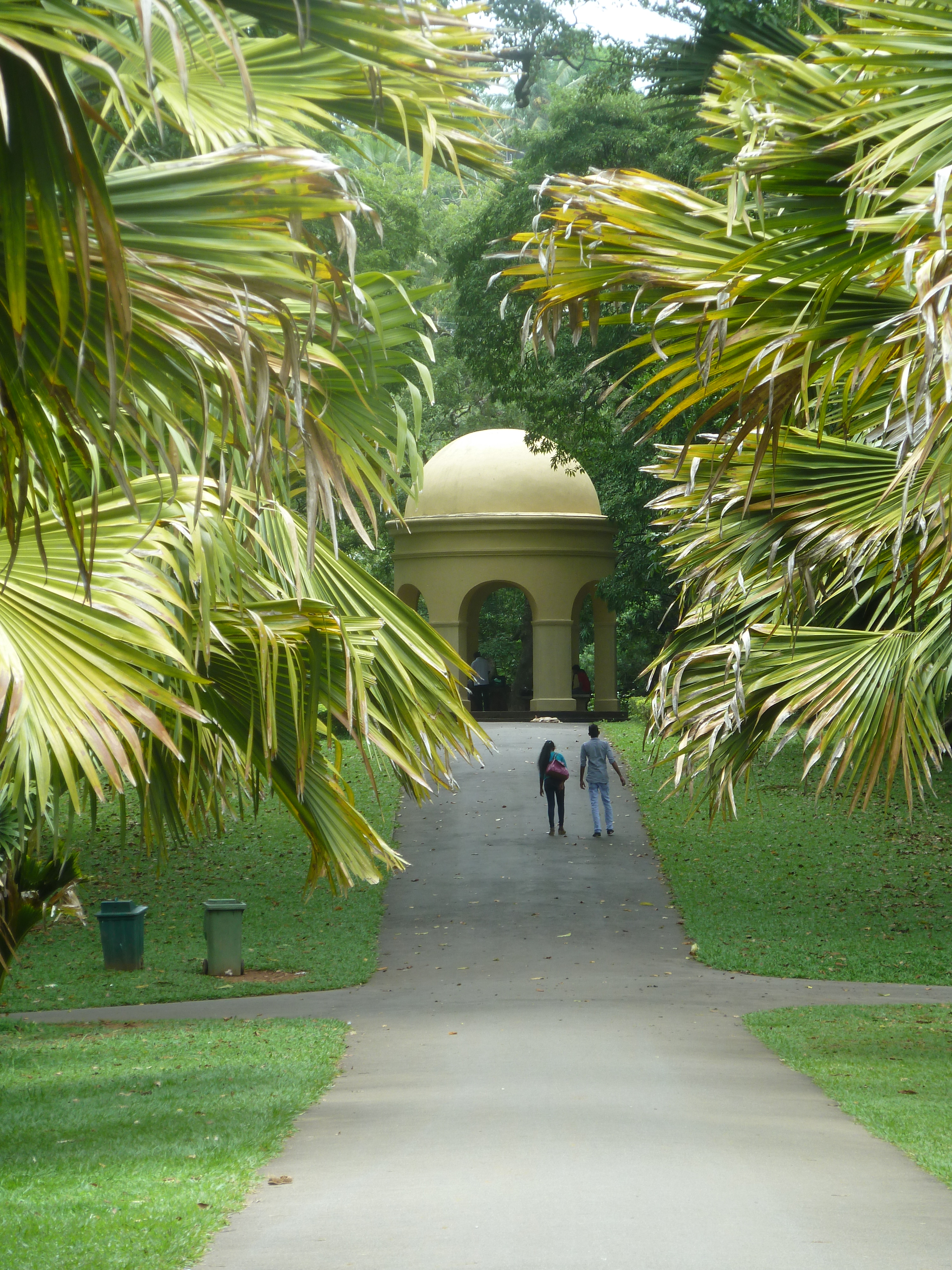
Jardin botanique de Peradeniya.
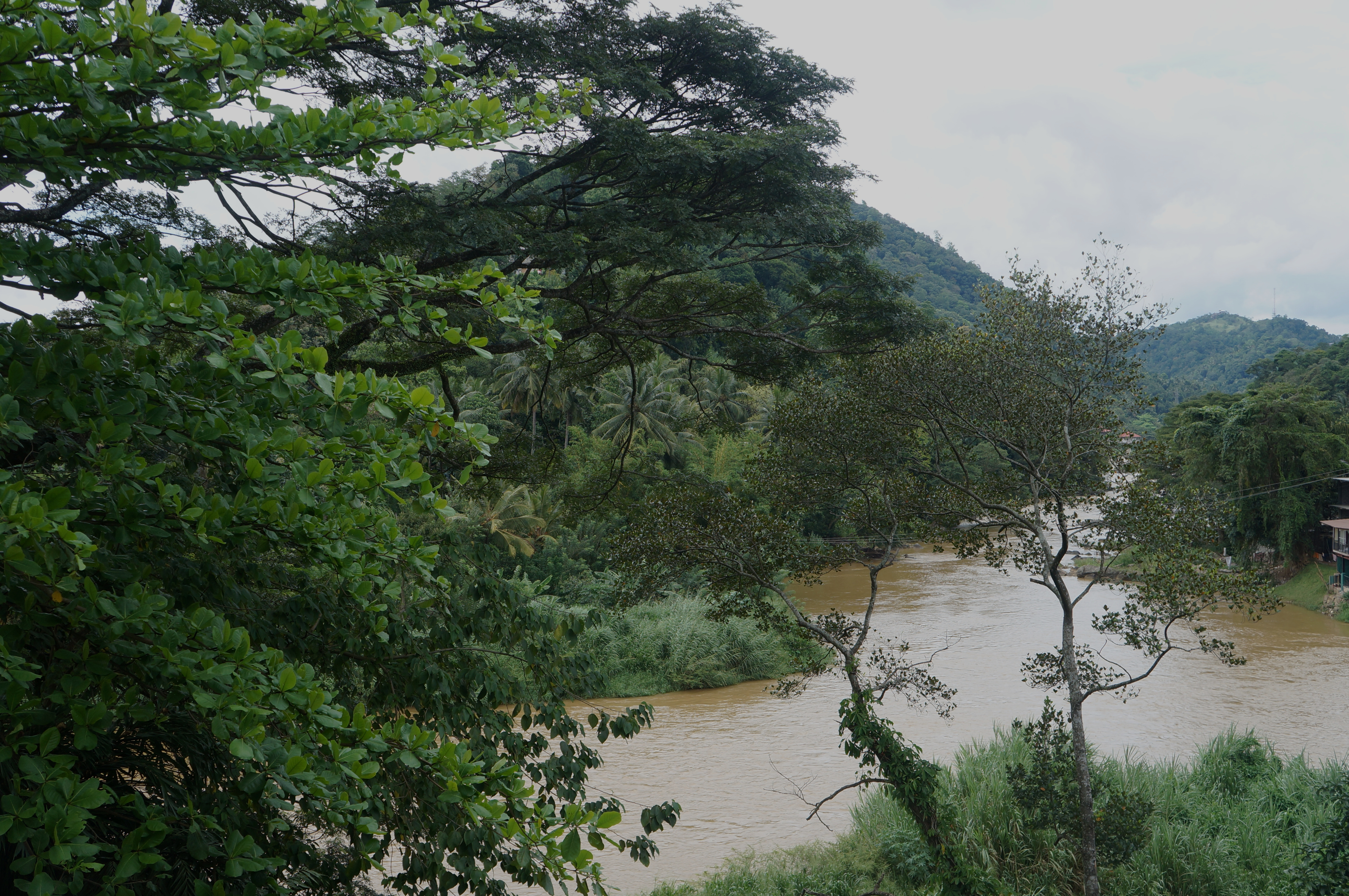
Jardin botanique de Peradeniya.
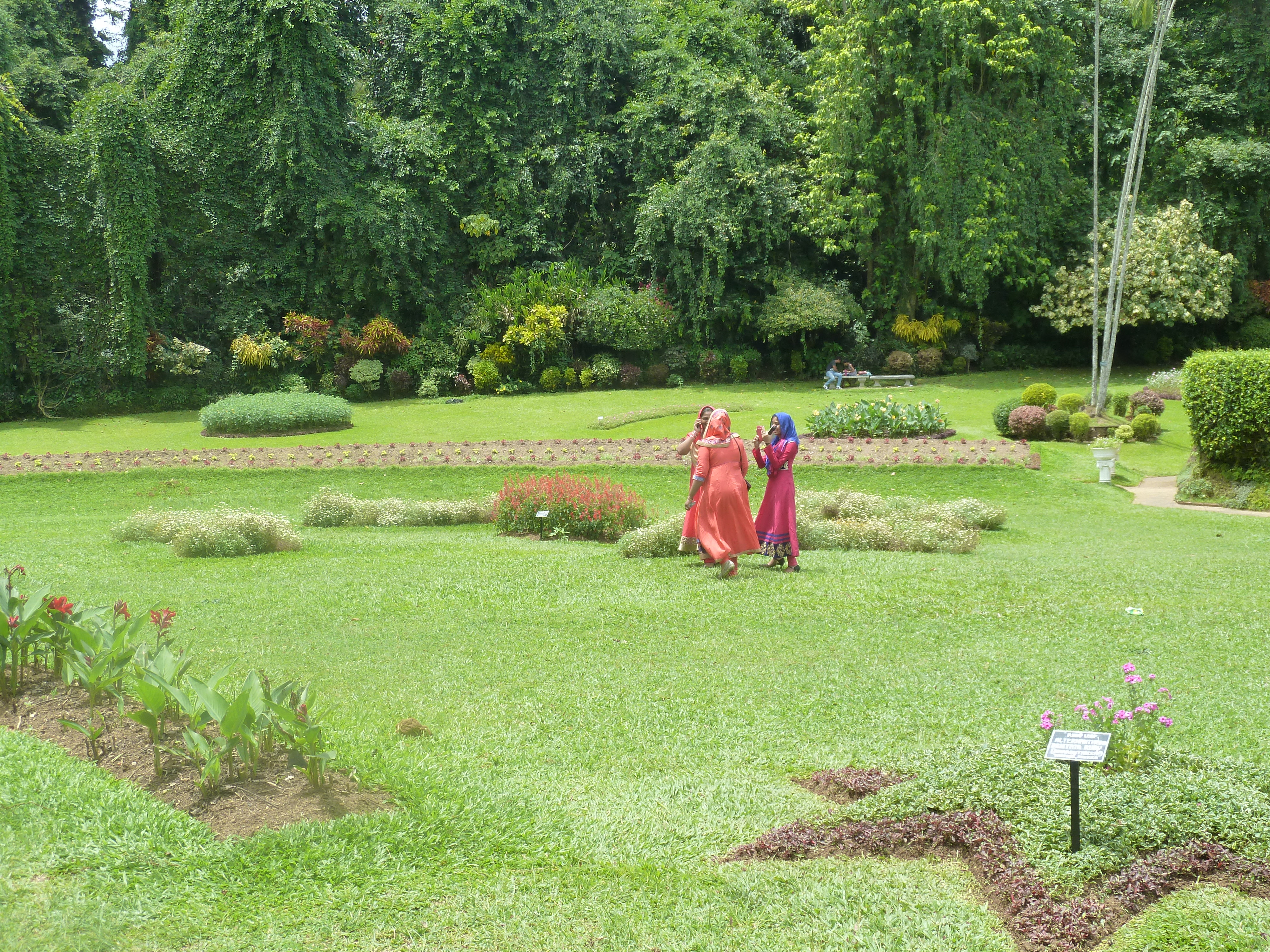
Jardin botanique de Peradeniya.
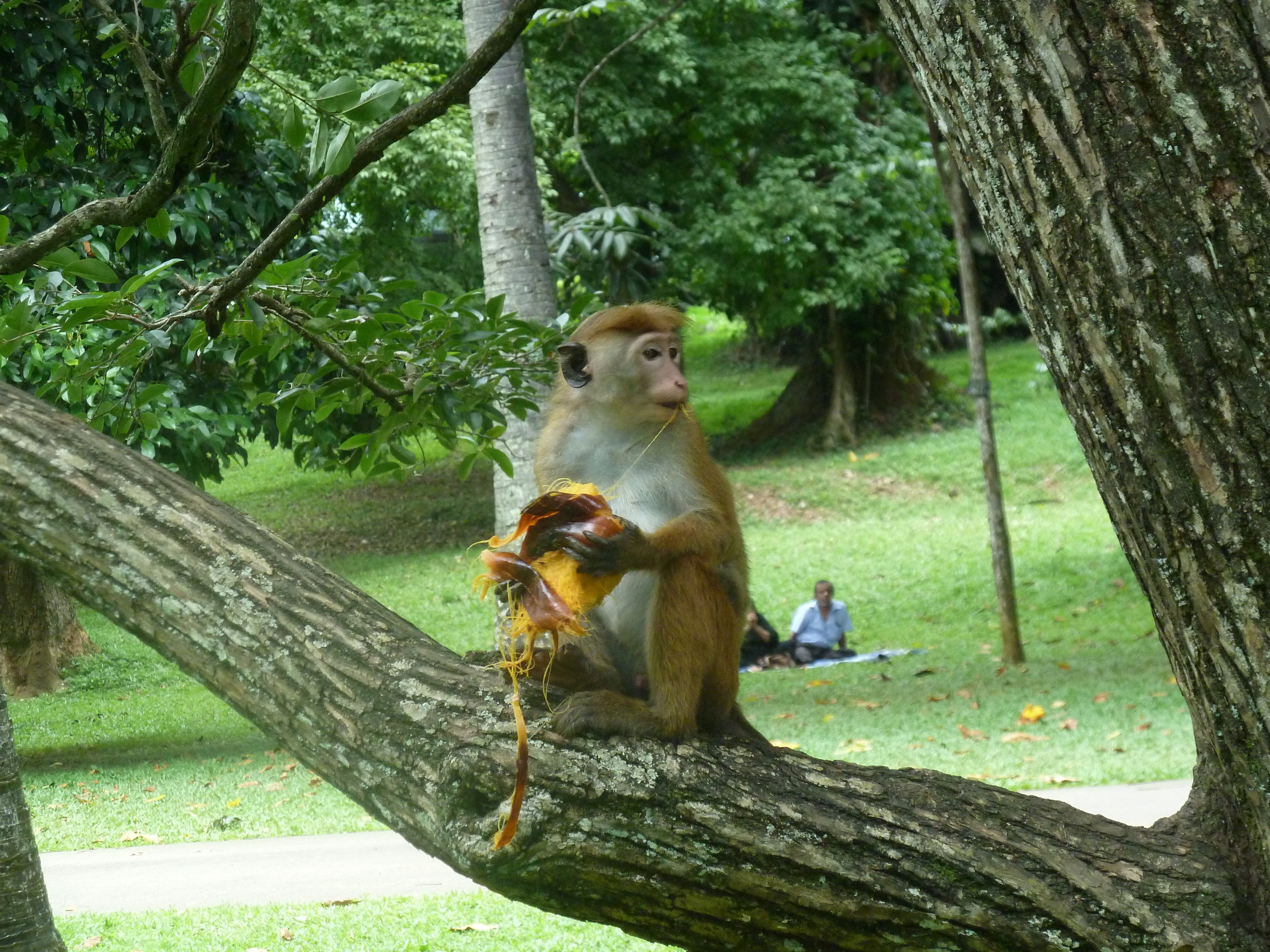
Jardin botanique de Peradeniya.
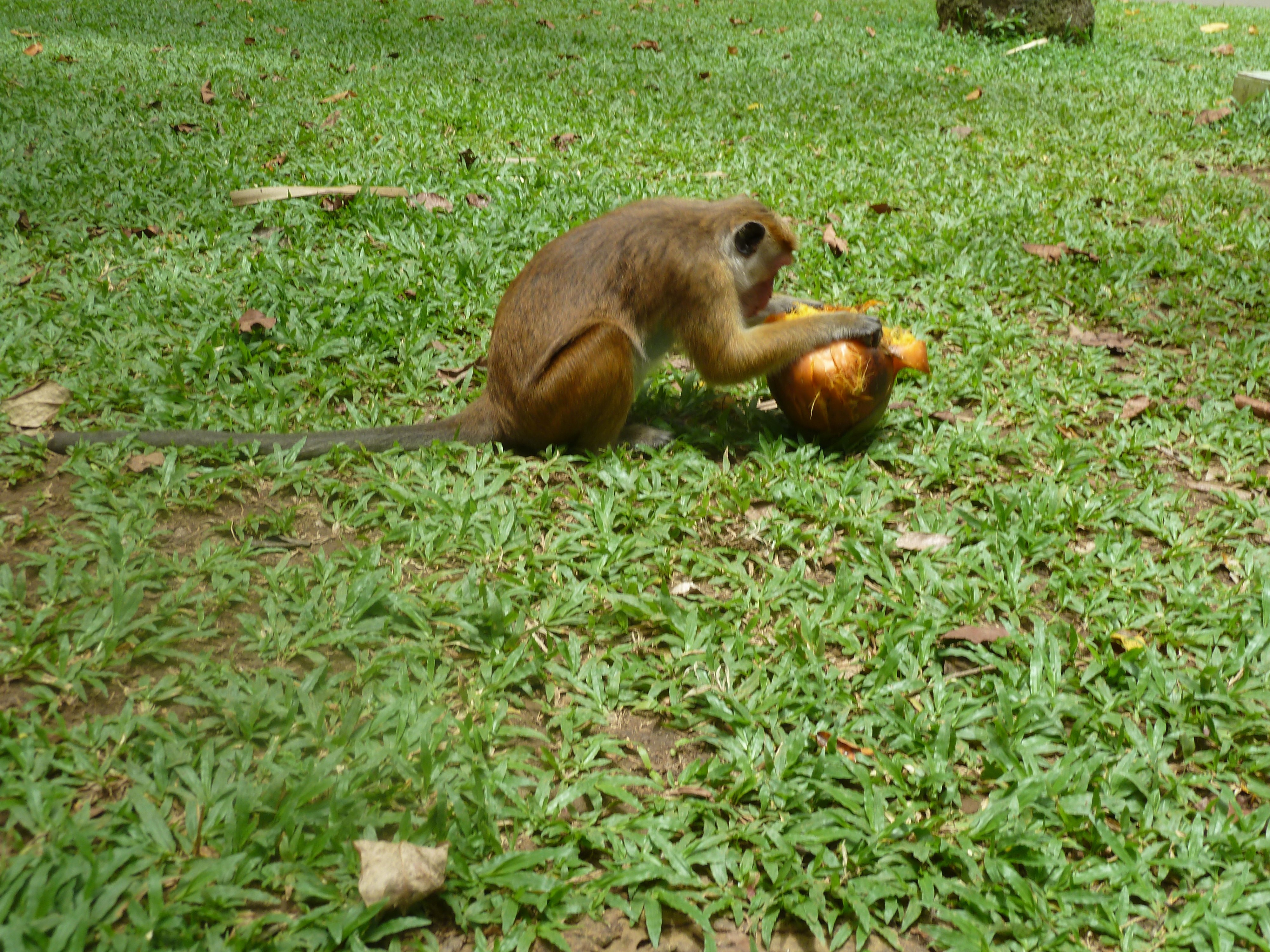
Jardin botanique de Peradeniya.
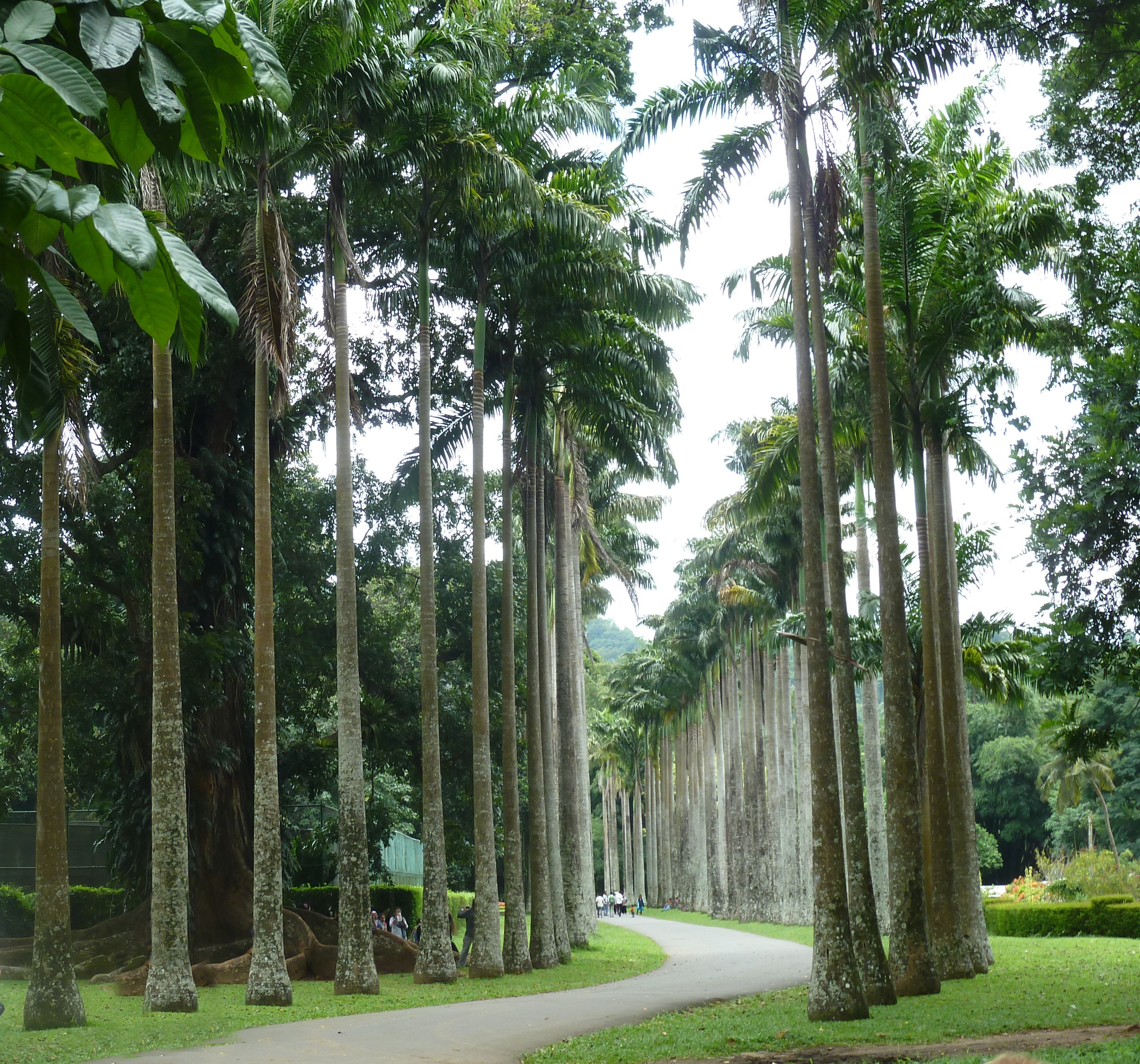
Jardin botanique de Peradeniya.

###### La propagation de la maladie caféière en Asie et Océanie
En voulant fuir la maladie pour créer d'autres plantations ailleurs dans l'océan Indien et l'océan Pacifique, les planteurs de Ceylan l'ont aidé à circuler : elle est rapidement retrouvée en 1872 à Madagascar puis à Java, deuxième producteur mondial, où elle ravage d’abord les plantations des Preanger, puis celles de l’Idjen dans les années 1870-1875,. La rouille du caféier est ensuite détectée dans les colonies du Natal, en 1878, et des Fidji, en 1879. Elle attaque ensuite Bali, puis, le Timor, où nombre de plantations sont ruinées dans la seconde moitié des années 1880, autour de Liquica, Maubara, et Hatolia.
Vers 1878, les régions côtières de Java, devenues très sensibles à la rouille de type Hemileia vastatrix sont abandonnées. La culture se déplace vers d'autres zones de l'archipel indonésien, sous contrôle des Hollandais, qui s'aperçoivent que les jeunes plants de café installés sur des terres caféicoles anciennes sont particulièrement fragiles à la maladie. En 1903, un scientifique de Porto Rico la combat avec succès, en exigeant la destruction d'une cargaison arrivée de Java.
La baisse des cours mondiaux du café aggrave les dégâts pour les plantations. La récolte de La Réunion diminue de 75 % dans les années 1880 et 1890. Celle des Philippines, alors quatrième exportateur mondial (16 millions de livres, environ 32 000 tonnes) est entièrement rayée de la carte entre 1889 et 1892. Dans les parties basses de Java et Sumatra, une saison a suffi à réduire la production de 30 à 50 %. La maladie touche les arbres surtout en dessous de 1 400 mètres d'altitude et les Javanais abandonnent tous ceux situés à moins de 1 000 mètres. L’arabica y est remplacé par le libérica.
Les tentatives de cultiver l'arabica en Ouganda et dans les régions basses du Kenya et du lac Tanganyika sont compromises, on décide de s'attaquer plutôt aux flancs du Kilimandjaro et aux régions du nord et de l'ouest de Nairobi. Dans de nombreuses régions, les plantations abandonnées par les grands propriétaires sont cependant reprises par des autochtones, avec des modes de cultures plus modestes, en particulier à Madagascar ou en Indonésie, même si ailleurs, comme à Ceylan, ce sont d'autres cultures, thé ou sucre, qui prennent le relais.
Vers 1900, la variété Robusta, résistant à la maladie, a été importée du Congo, un peu avant que l’Institut national pour l'étude agronomique du Congo belge ne développe un processus de sélection des robusta africains.

###### En 1880, le "corner" des New-yorkais échoue
Inspirée par la maladie du caféier, la spéculation sur la hausse des cours de l'arabica des années 1870 est menée aux États-Unis par la « Trinité » américaine de gros négociants: le jeune O.G. Kimball, de Boston, associé à deux négociants new-yorkais, Benjamin Green Arnold, le premier « roi du café », et Bowie Dash, issu de la firme Scott & Meiser. En contrôlant les stocks, pour étrangler leurs concurrents dans un " Corner", tous trois ont maintenu artificiellement élevé le prix du café de Java, qui est finalement emporté par le déferlement du café brésilien sur le marché mondial. Sur la fin, les trois négociants ont voulu maladroitement contrôler aussi l'offre latino-américaine mais elle les surprend par son ampleur.
Leurs opérations avaient commencé dès 1869, quand Benjamin Green Arnold s'est enrichi de 1,25 million de dollars grâce à ses achats de café javanais. Il conserve ensuite ses stocks, malgré de doublement des cours, car il spécule sur la diminution des récoltes causée par la rouille du caféier, qui est également détectée en 1876 à Java, deuxième producteur mondial. Vers 1878, les régions côtières de Java, devenues très sensibles à cette maladie sont abandonnées. Mais la production ne chute pas tout de suite : au milieu des années 1870, les planteurs se déplacent vers le nord de Sumatra, à Bali, au Sulawesi et au Timor. La production de café indonésien ne chute vraiment qu'en 1885-1890. Quant à celle de Ceylan, les statistiques d'exportation montrent que la production des petites fermes détenues par les autochtones s'est très vite effondrée après l'apparition rouille du caféier en 1869, mais que la production totale a culminé dans les années 1875 et n'a vraiment beaucoup chuté qu'après 1881.
| Années                                              | 1869 | 1870 | 1871 | 1872 | 1873 | 1874 | 1875 | 1876 | 1877 | 1878 | 1879 | 1880 | 1881 | 1882 | 1883 |
| Exportations caféières totales (milliers de livres) | 1005 | 1014 | 955  | 728  | 988  | 700  | 989  | 689  | 927  | 627  | 824  | 654  | 452  | 564  | 263  |
| Exportation des autochtones (millier de livres)     | 169  | 128  | 140  | 151  | 128  | 191  | 115  | 85   | 76   | 56   | 49   | 43   | 38   | 37   | 14   |

Parallèlement, les caféiers plantés au Brésil ou en Indonésie, pour profiter des cours élevés de 1876, commentent à donner à plein, inondant le marché. Sur les onze premiers mois de 1880, les cours du café ne cessent de baisser, refusant de rebondir, passant à New York de 24 à 16 cents la livre. Le 27 octobre, Risley, maison de négoce active depuis 30 ans, est en faillite avec un manque à gagner de 0,4 million de dollars. Le 4 décembre, O.G. Kimball, 42 ans, décède après une partie de cartes, ce qui désintègre sa société et met en difficulté ses créanciers et associés, constate The New York Times le 8 décembre. Les faillites se multiplient, refroidissant les créanciers pour longtemps. On découvre que "le roi du café" Benjamin Green Arnold a 2,1 millions de dollars de dettes pour moitié moins d'actifs,.
| Années                          | 1871 | 1872 | 1873 | 1874 | 1875 | 1876 | 1877 | 1878 | 1879 | 1880 | 1881 | 1882 | 1883 | 1884 | 1885 | 1886 | 1887 |
| Cours à Ceylan (shilling/livre) | 63,9 | 64,9 | 72   | 88   | 90   | 100  | 106  | 106  | 107  | 107  | 104  | 100  | 81   | 81   | 80   | 80   | 91   |

La relative lenteur avec laquelle la production caféière de Ceylan a diminué s'explique par les investissements des grands planteurs de l'île : la hausse constante des cours du café de Ceylan jusqu'en 1879, et l'amélioration spectaculaire des réseaux de transport à Ceylan les ont aveuglés sur les perspectives caféières et ils ont continué à planter du café dans de nouvelles zones, en profitant de marges plus élevées. La hausse des cours venait de la croissance du marché américain, un nouveau marché pour Ceylan et de récoltes décevantes à Java et au Brésil.
Quelques planteurs lucides, avaient cependant commencé plus tôt à se tourner vers le Cinchona (écorce de quinquina), le cacao et le thé. Parmi eux, George Henry Kendrick Thwaites, directeur du jardin botanique de Peradeniya à Ceylan de 1857 à 1880, qui a signalé que le café n'avait plus d'avenir, mais sans être entendu.

###### En 1884, l'éclosion des marchés à terme, après le krach
Plusieurs des négociants en faillite créent le premier marché à terme du café, afin d'empêcher les spéculateurs d'étrangler le marché, le futur New York Coffee Sugar and Cocoa Exchange. Benjamin Green Arnold héberge les réunions dans ses locaux du 166 Pearl Street à New York et devient le premier président. Neuf types de café arabica, classés et reconnus, venus du monde entier, sont définis, à condition d'avoir des apports en quantités suffisantes. Le neuvième grade est écarté et le septième retenu pour le contrat à terme. Il faudra attendre 50 ans pour la création du premier contrat sur le robusta, lancé au Havre dans les années 1930. En 1928 sera lancé un contrat à 100 % sur le Santos Brésilien, grade 4, base de tous les mélanges, qui sera remplacé en 1886 par un contrat mixant 18 arabicas différents. L'arrivée du marché à terme se produit à une époque où d'autres institutions similaires se multiplient dans le monde des matières premières, en particulier pour le café. Les critères du marché à terme pour définir les contrats génèrent une classification rigoureuse des cafés, mais aussi des contrôles de trésorerie et de qualité, une plate-forme de collecte et de circulation de l'information, et des possibilités de se couvrir, notent Joel, David et Ethal Schapira, des professionnels, dans un livre de souvenirs, "The Book of coffe and tea", en 1975.
"De plus, les câbles, téléphones et liaisons maritimes rapides ont réduit les manipulations de marché : les prix se mettent à refléter l'état des récoltes en cours plus que les stocks dans les pays consommateurs", observent-ils. Le Jornal do Commercio brésilien reçoit les services de l'alliance Havas-Reuters, avec les cours du café à Anvers et le marché des changes européens. Trois lignes de télégraphe relient New York au Brésil à la fin des années 1880, faisant chuter de moitié le prix des télégrammes. Au printemps 1888, la récolte brésilienne moins faible que prévu enclenche des faillites de négociants européens.
Il faudra cependant attendre 1914 pour que le New York Coffee Sugar and Cocoa Exchange négocie aussi du sucre puis la fin des années 1970 pour le cacao. Les échanges sur le café à New York démarrent le 7 mars 1882, l'année de création d'un marché équivalent par la Bourse de commerce du Havre, inauguré le 25 août 1883, qui a institutionnalisé l'accès plus direct aux informations caféières en Europe, en profitant du câble transatlantique reliant Londres à Recife depuis 1874. Une "Caisse de liquidation des affaires en marchandises" est chargée de la Compensation entre acheteurs et vendeurs havrais et leurs clients internationaux.

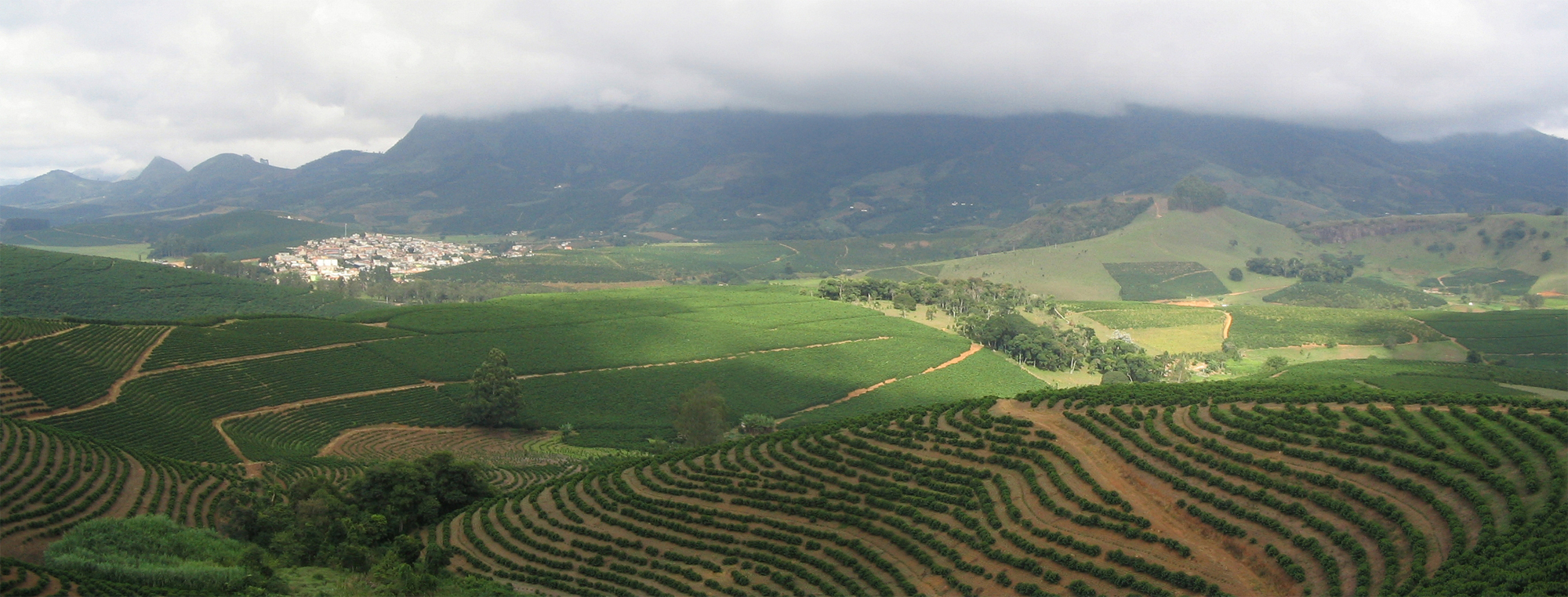
Plantation à São João do Manhuaçu City, Minas Gerais, Brésil.

Baltimore a aussi lancé son propre marché à terme en 1883, qui ne décolle pas. Les cours de l'arabica sont retombés à 11 cents dès 1883, divisés par deux, après la crise de surproduction de 1882, puis ils rebondissent, permettant aux marchés à terme de New York et du Havre de s'épanouir. Londres ne crée qu'en 1888 son "Coffee Terminal Market", une association qui renaîtra en 1858 pour créer un contrat très réussi sur le robusta ougandais "non lavé", puis fusionnera en 1986 au sein du FOX puis du LIFFE. En 1887, Amsterdam et Hambourg, ont aussi leur marché à terme, puis c'est Anvers et Rotterdam en 1890, Trieste en 1905 et Santos seulement en 1914. Pour permettre au Havre de rivaliser, les droits fiscaux d'importation sont supprimés en 1892 pour les cafés coloniaux français, mesure étendue en 1913 à toutes les cultures coloniales.
Les prix de café ayant rechuté au total de 40 % dès 1886 (depuis 1875), la dépréciation de 33 % de la monnaie brésilienne a compensé le manque à gagner des planteurs et la production a progressé de plus de 50 %. L'économiste brésilien Antônio Delfim Netto, ex-ministre de l'agriculture, cité par Frédéric Mauro, dans son Histoire du café, distingue trois cycles caféiers au XIXe siècle (1857-1868, 1869-1895 et 1896-1906) et observe qu'au siècle suivant, les cycles seront plus longs.

###### Le café colombien s'installe, grâce aux cours élevés des années 1870
L’Orénoque illustré, du jésuite espagnol José Gumilla, missionnaire en Colombie, raconte comment furent semées les premières graines dans la mission de Santa Teresa puis à Popayán en 1736. Le café s’est ensuite étendu à la province de Santander depuis le Venezuela voisin, en réponse à la crise de l'artisanat local, supplantant les cultures de cacao et de coton, puis gagne le Cundinamarca et le Tolima vers 1870, en profitant des cours mondiaux élevés.
Les "efforts privés de planification de la part d’entrepreneurs capitalistes très puissants" se conjuguent à des "migrations paysannes" spontanées, "à la recherche de terres et de travail, avec un arrière-plan de relative passivité étatique". Mal payés, ces derniers ne prennent cependant pas bien soin des plants et les rendements sont médiocres. C'est la colonisation de l'Antioquia qui permet à la culture du café de devenir réellement un important produit d'exportation, travaillé par des paysans propriétaires, même si le chemin de fer de l'Antioquia, projet démarré en 1876, est long à terminer. Le Santander fournit encore 90 % de la production nationale (soit 10 000 tonnes par an, vers 1875). Le café ne représente que 7 % des exportations totales du pays dans les années 1870, alors que ce sera 74 % entre 1920 et 1924. La Sociedad de Agricultores de CoJombia (SAC) est fondée en 1872 pour défendre les intérêts des latifundistes d'une économie caféière, où vont cohabiter la production intensive (des paysans) et extensive (des grands propriétaires).
La croissance s'accélère quand des exilés reviennent en 1881, pour coloniser les régions les plus fertiles de l'Antioquia, dont ils sont originaires, en utilisant leur expérience technique acquise au Guatemala. Les cultures de café vont peu à peu se répartir sur les trois ramifications de la cordillère des Andes, entre 1 300 et 1 900 m d'altitude, sur les versants à climat tempéré. Dans la région comprise entre le sud de la vallée d'Aburrá (es), où se trouve Medellín, et le nord de la vallée du Cauca, les sols sont plus fertiles et moins sujets à l'érosion que ceux des cordillères occidentale et orientale, grâce à d'épaisses couches de cendres volcaniques.

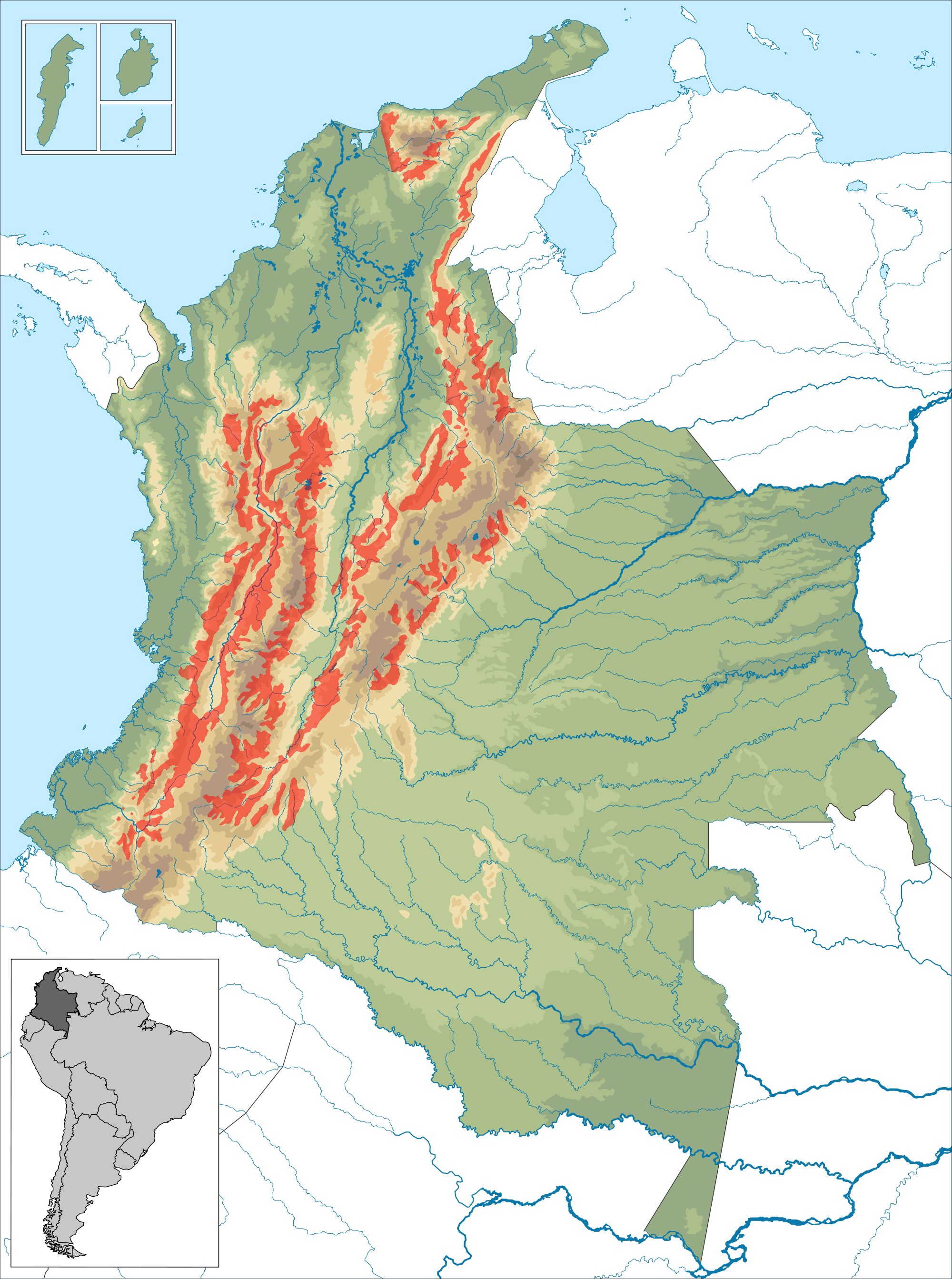
Zones de culture du café en Colombie.

Le café permet de réinvestir les liquidités issues des mines et du tabac. Les familles regroupées dans la société de négoce Ospina, Vasquez, and Jaramillo, dirigée par Julián Vásquez Calle, un ex-leader politique et commercial de l'Antioquia, possèdent ainsi des mines d'or en Colombie, mais doivent fuir au Guatemala face à guerre civile colombienne (1860-1862), rejoindre l'agronome et avocat Mariano Ospina Rodríguez, président de la Colombie entre 1857 et 1861. Installés à Cuajiniquilapa puis à Flores Costa Cuca, ils achètent la propriété "Las Mercedes", première exploitation à grande échelle du Guatemala sous la direction de Leon Ospina Rodríguez, à 20 miles de San Martín Zapotitlán. Ils obtiennent des autorités l'autorisation de construire leur propre route pour éviter le détour par Retalhuleu, qui fait rallonger le trajet en mules pour le transport du café, de 39 à 66 kilomètres, et importent des machines d'Angleterre avant de tout revendre en 1881 pour repartir en Colombie.
La société détient six plantations de café. Ospina Rodríguez et Eduardo Vásquez créent les plus grandes plantations et se montrent très actifs dans les prémices de la fondation de la Federación Nacional de Cafeteros de Colombia. Entre 1888 et 1896, elle plante plus d'un demi-million d'arbres à café sur ses plantations de Fredonia, Amagá et Titiribí.
L'ouest du pays a moins souffert des guerres civiles des débuts de la Regeneración qui ont désorganisé les grandes haciendas fournissant alors l'essentiel de la production, en particulier l'Antioquia qui offre de bonnes conditions climatiques et qui sont disposés à prendre des risques. L'exportation du café par le chemin de fer de l'Antioquia a une expansion d'environ 25 % par an pendant les années 1888-1899, mais son poids dans le commerce mondial est encore marginal. Les propriétaires terriens, qui bien souvent associent le traitement du café aux produits complémentaires d'une économie relativement autosuffisante, dépendent d'entreprises importatrices européennes et américaines qui facilitent le crédit. Des crédits aux taux très favorables sont mis en place par les gouvernements de Rafael Núñez et de ses successeurs.

### Années 1880 et 1890: le Brésil et l'Afrique face à l'effondrement en Asie

#### Cafés précoloniaux d'Afrique appelés à la rescousse
Dans le dernier tiers du XIXe siècle, la demande en café est si forte que l'expansion de l'arabica ne suffit plus, compte tenu de sa fragilité aux maladies (rouille, anthracnose). D'autres espèces de café sont alors repérées. Les améliorer sera plus facile que pour l'arabica, grâce à l'accès à la diversité génétique de la région où elles poussent :
- Coffea liberica, cultivé depuis la fin du XVIIIe siècle près de Monrovia.
- Coffea excelsa, qui pousse en Centrafrique à l’état sauvage.
- Coffea congensis, qui pousse au Congo à l’état sauvage.
- Coffea eugenioïdes.
- Coffea stenophylla, qui pousse en Côte d'Ivoire et en Guinée à l’état sauvage.

##### Implantation du liberica au Congo, en Côte d'Ivoire et en Asie
À la fin du XVIIIe siècle, le botaniste suédois Adam Afzelius a cultivé du Coffea liberica ramené de Sierra Leone, la côte africaine où les Britanniques avaient fondé la ville de Freetown en 1787, pour y installer des esclaves affranchis ou libérés après avoir servi l'Angleterre lors de la Guerre d'indépendance des États-Unis. En 1865, le botaniste Charles Eugène Aubry-Lecomte nomme cette espèce Munrovian Coffee" et en 1870 des plants vivants sont ramenés à Paris, venus d'une plantation européenne sur la côte du Libéria. La première description précise est effectuée en 1872 par l'explorateur et botaniste britannique Joseph Dalton Hooker (1817-1911), directeur des Jardins botaniques royaux de Kew depuis 1865 et protecteur de Charles Darwin. Ce café est identifié dans une pépinière de Chelsea, près de Londres, où V. Bull l'a appelé Coffea liberica. Une enquête des services commerciaux britanniques établit que ses conditions agricoles et climatiques sont proches de celles des zones caféicoles des côtes indonésiennes.
Le jardin botanique de Buitenzorg (aujourd'hui Bogor) dans les Indes néerlandaises (actuelle Indonésie), a importé du Coffea liberica à Java en 1875 ou 1876, selon les sources, mais le calendrier de sa diffusion est mal connu. Aux Philippines, dans les années 1880, la ville de Lipa devient le plus grand producteur de Coffea liberica, la récolte culminera à 7 500 tonnes en 1884 mais a ensuite presque disparu avec la destruction de la quasi-totalité des plants par la rouille du caféier.
La première plantation européenne de café d'Afrique est créée par Arthur Verdier à Elima, village de la région du Sud-Comoé en Côte d'Ivoire, en 1881. Le 7 avril 1880, il obtient d'Amon N’Douffou II, le roi Amatifou, les droits exclusifs de la caféiculture sur la lagune Aby, face à Adiaké. L’année suivante, avec son neveu Amédée Brétignère (1856-1890), Arthur Verdier défriche 100 hectares de forêt vierge, puis 300 hectares six ans plus tard, consacrés au Coffea liberica. Le préfet de La Rochelle lui présente Marcel Treich-Laplène qui rejoint la Compagnie française de Kong, pour laquelle travaillent 60 personnes toute l’année, et 500 lors des récoltes. La France ne revendiquera cette colonie qu'en 1893, près de dix ans après le Togo allemand. En 1889, Arthur Verdier produit 64 tonnes de café, après avoir importé la variété du Libéria. Mais cette culture stagne ensuite, avec moins de 3 000 hectares lors de la Première Guerre mondiale, 25 fois moins que lors de la Seconde Guerre mondiale.

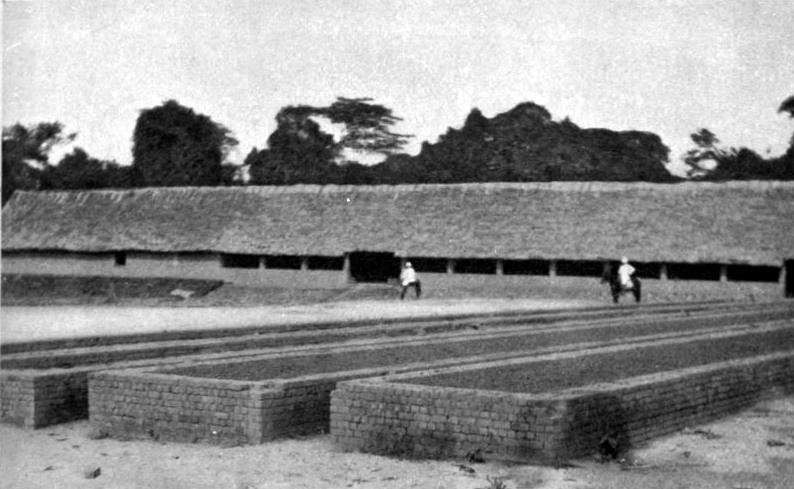
Séchage du café motifs, Coquilhatville, avant 1905.

L'Association internationale du Congo a semé vers 1881 à Léopoldville des graines de café Liberica. De 1885 à 1888, plusieurs consuls de Belgique exerçant en pays tropicaux étrangers, envoIent aussi au Congo des graines de caféiers Marngogipe (Brésil), Liberica, Arabica, Myrtifnliu et d'autres. Le secrétaire d'État Edmond van Eetvelde prescrit en 1892 qu'un million de caféiers soient plantés avant l'achèvement du premier tronçon du chemin de fer du Bas-Congo. L'État indépendant du Congo fait venir des graines partout : Guatémala, Jamaïque, Cap-Vert, Libéria, Sao-Thomé, Mombassa, et Java, afin de déterminer celles qui conviendraient le mieux, mais les semis échouent, la plupart des graines ayant perdu en route leur pouvoir germinatif. Le Coffea liberica et les caféiers dits « sauvages » obtinrent au contraire de bons résultats, vantés à l'Exposition coloniale d'Anvers en 1894.

##### Les explorateurs et missionnaires ramènent des cafés sauvages du Fleuve Congo
Le bassin central du fleuve Congo, de la Centrafrique au Gabon, se révèle particulièrement riche avec dix espèces différentes de caféiers sauvages, surtout dans le nord et le nord-est, le long de l'Aruwimi, selon l'explorateur, botaniste, et administrateur colonial britannique Harry Johnston. Seuls des explorateurs et des missionnaires chrétiens les découvriront.
- En 1887, le Coffea congensis par le missionnaire baptiste anglais George Grenfell franchit le premier les rapides de Bangui[190].
- En mai 1889, François-Romain Thollon (1855−1896) le découvre à son tour sur les bords de l'Oubangui[191]. Il est nommé « Coffea congensis » par Pierre ex A. Froehner en 1897[191], à partir d'un échantillon récolté en janvier 1896 sur les îles du Congo et aux environs de Coquilhatville, par Émile Laurent (botaniste)[191], professeur à l'Institut supérieur industriel agronomique de Gembloux, lors de sa mission d'inspection pour le roi des belges en 1996.
- Entre 1890 et 1895, le Coffea canephora est planté par Cyriaque Gillain autour du fort de Lusambo, le premier de l'État indépendant du Congo pour l'administration du Katanga. Les chefs indigènes le propagent, en plaine, entre le Sankuru et ses collines, sur un sol sablonneux, peu fertile. Ce Coffea canephora deviendra le "Robusta"[170].
- En 1891-1892, le « Coffea Dybowskii »[191] est découvert par l'explorateur Jean Dybowski, qui a aussi retrouvé le Coffea congensis de George Grenfell en mission de sauvetage de Paul Crampel.
- Entre 1902 et 1904, le Coffea excelsa[190], poussant naturellement le long d'un affluent du Tété, dans le pays de Sénoussi[191], en amont de Bangui, par le jeune botaniste Auguste Chevalier (1873-1956), en voyage du bassin du Congo au lac Tchad, qui ramène des échantillons des deux espèces précédentes et[191] le « Coffea sylvatica », présent sur les terres de la Mission St Paul des Rapides, fondée neuf ans plus tôt à Bangui par le Père Prosper Philippe Augouard[192].
- En 1905, le Coffea canephora est redécouvert par l'explorateur Alfred Baudon, près d’Impfondo (Congo)[191]. Ce café est alors cultivé à Libreville par le Père Théophile-Joseph Klaine[191],[193], missionnaire de la Congrégation du Saint-Esprit, passionné de botanique, qui a récolté au Gabon pas moins de 3 559 spécimens d'herbier. Le Père Klaine a sélectionné ces caféiers issus de graines récoltées, en 1885, au bord d’un affluent du fleuve Fernan Vaz, par père Alexandre Le Roy[191], missionnaire au Zanguebar entre 1881 et 1892[191],[194].

Pour pallier la rouille cafeière, des agronomes hollandais implantent au Jardin botanique de Buitenzorg de Java plusieurs de ces espèces, envoyées dans les instituts de recherche belge, français et portugais des années 1910.

##### Le café du Peuple Haya, au sud de l'Ouganda
La culture du caféier existait déjà avant la colonisation européenne chez l'ethnie haya, dans ce qui est de nos jours la région de Kagera, au nord-ouest de la future Tanzanie, sur la rive sud-ouest du Lac Victoria et la région de Bukoba. La région produisait un café à petit grain, que les enfants mangeaient, à titre de friandise, pour ses baies sucrées. Ces caféiers furent signalés par divers voyageurs. Il fut baptisé par le botaniste allemand Andreas Wohltmann du nom de « Coffea arabica var » mais le botaniste français Auguste Chevalier l'a très tôt rangé dans la catégorie des Canephora, famille des futurs robustas.

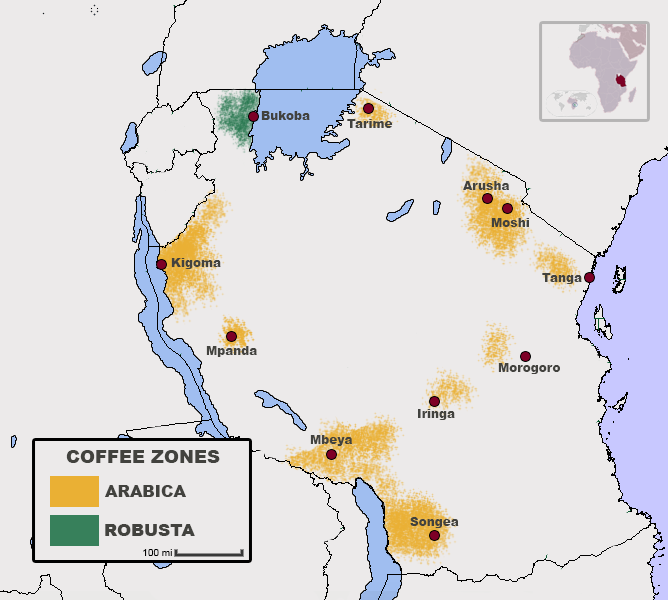
Caféiculture en Tanzanie par variété.

Son seul utilisateur était le peuple Haya. Il faisait bouillir les grains de Robusta et les faisait cuire à la vapeur avec des herbes diverses ; le mélange obtenu servait de stimulant. Les Haya utilisaient également les grains de café comme une forme de monnaie. La culture des fèves était contrôlée par les chefs de tribus.
Le peuple haya a été évangélisé par des missionnaires, les Pères blancs, à la fin du XIXe siècle et ceux-ci plantent dans les années 1880, dans les autres régions de l'arabica, venu de Morogoro dans l'est de la Tanzanie. Les Allemands arrivent quelques années après et adoptent différentes lois qui réduisent le contrôle des chefs de tribus et font pression pour que les Hayas cultivent une nouvelle variante Arabica et d'autres produits tels les bananes et les ananas. Sous la colonisation anglaise, après 1918, le robusta des Haya va percer à l'exportation sous forme de café à l'européenne, mais restera longtemps moins recherché. Des quantités importantes de ce robusta sont plantées à partir de 1919, mais en 1930, les cafés de l'Ouganda se vendent deux fois moins cher que les voisins tanzaniens ou congolais.

#### La domination écrasante du Brésil

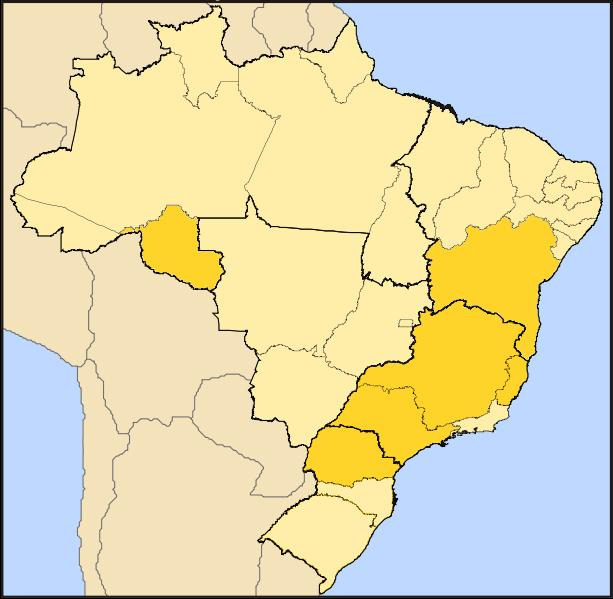
Les zones productrices de café au Brésil (orange foncé) sont situées dans le sud du pays.

Le premier caféier du Brésil a grandi non loin de Rio de Janeiro, dans un couvent franciscain, qui le présenta en 1774 au vice-roi portugais. Après des débuts difficiles dans la région amazonienne du Grão-Pará, le café brésilien est introduit dans le Nordeste, région qui souffre de sécheresse à répétition, ce qui empêche d´obtenir des récoltes constantes, et d'un manque d'infrastructures car la capitale du pays a été déplacée à Rio de Janeiro. En 1779, le Brésil exporte seulement 1,2 tonne puis 120 tonnes en 1806, niveau encore insignifiant.
Alors que les importations de café anglais des Antilles britanniques resteront stables pendant la première moitié du siècle après avoir représenté la moitié de l'offre mondiale en 1800, le Brésil voit sa part de l'offre mondiale de café passer de 18,20 % en 1820 à 40 % en 1840. Dans la région de Rio de Janeiro, les exportations de sucre chutent de 60 % entre 1829 et 1847-1850 tandis que celles de café montent à 83 % du total des exportations, même si les exportations de sucre continuent à progresser un peu dans l'ensemble du pays. La part du café dans les exportations du Brésil double entre 1821-1825 et 1846-1850 et il devance ses rivaux jamaïcains et cubains dès la seconde partie des années 1820, en profitant de l'abolition de l'esclavage en 1825 dans les Antilles britanniques pour doubler le volume de ses exportations caféières.

##### Caféiculture de la région pauliste

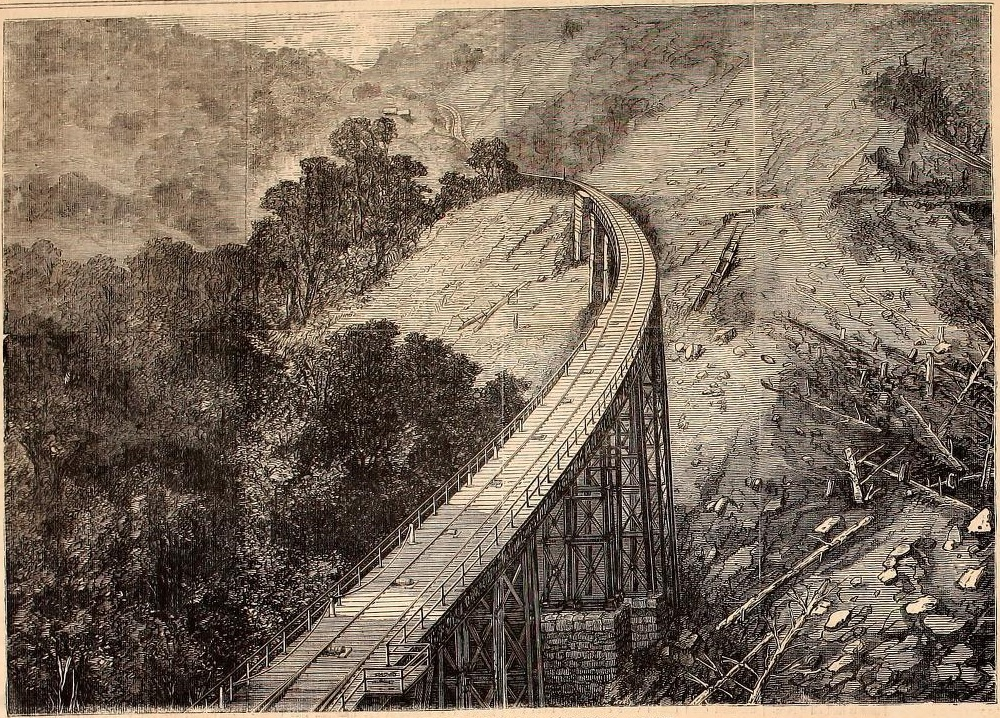
Chemin de fer menant le café de São Paulo au port de Santos (Harper's Weekly,, no 623, 1868).

Si la vallée du Paraíba est partie la première, 100 000 esclaves y travaillant dans le café en 1860, chiffre qui culmine à 129 000 dans la décennie suivante, la région de São Paulo se joint à cette expansion dès les années 1840, lorsqu'elle emploie déjà 25 000 esclaves noirs. Les liens avec l'Europe sont renforcés quand le jeune Théodore Wille (1818-1892) vient au Brésil en 1838, où il a fondé les entreprises de négoce allemandes Wille, Schimillinski and Co, à Rio de Janeiro et Theodor Wille & Co, à Santos, le grand port de la région de São Paulo. Les années 1840 voient arriver encore 400 000 esclaves au Brésil, puis l'abolition en 1850 de traite négrière au Brésil, précédée d'un bond de 30 % du prix des esclaves freine considérablement les arrivées d'esclaves, poussant au développement d'un marché interne.

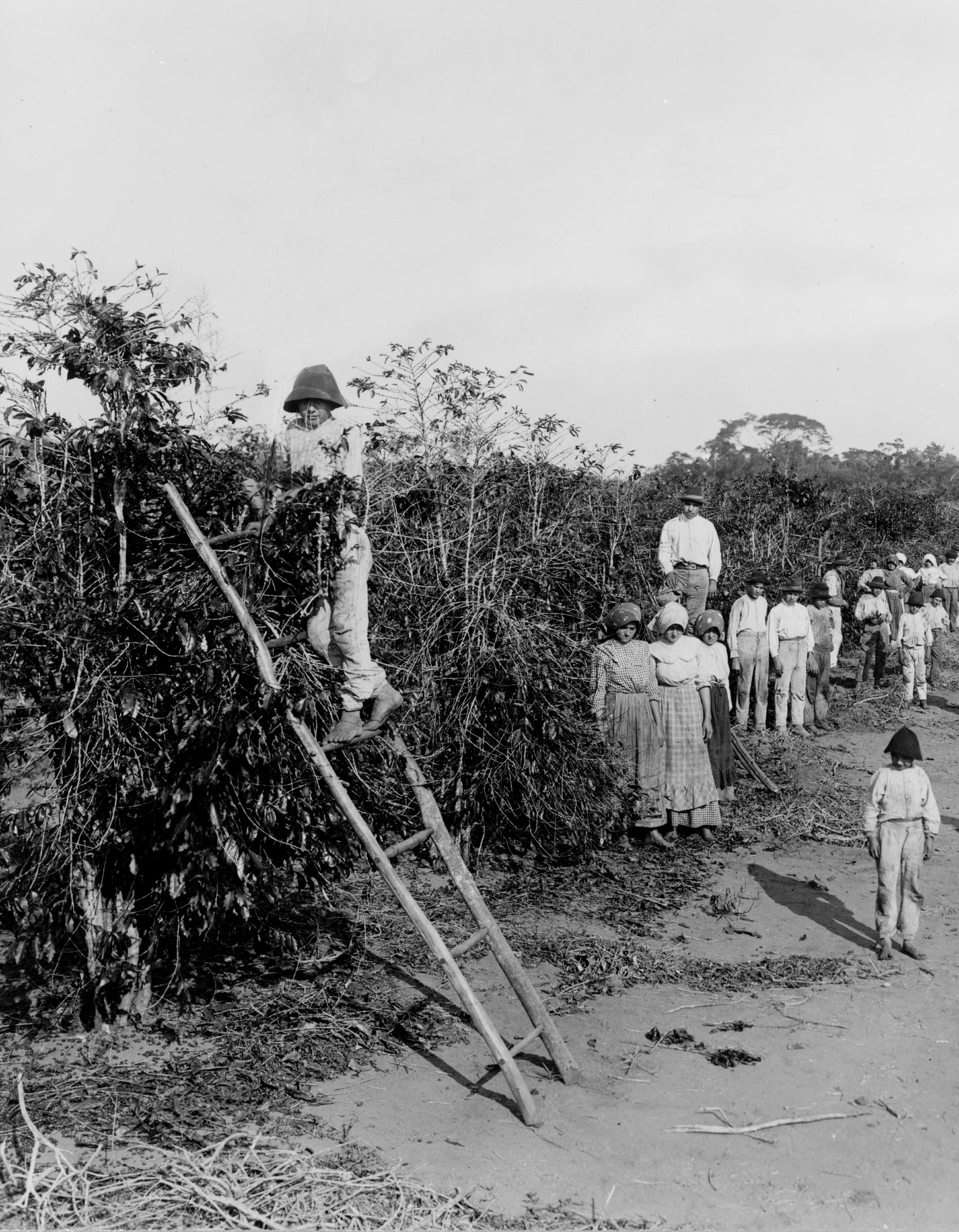
La culture du café dans l'État de São Paulo, vers 1900.

Entre 1846 et 1864, la production caféière du Brésil ne progresse plus, accompagnant les variations des cours mondiaux par des mouvements d'accordéon : 1,5 million de sacs (le sac de café de 60 kg est l'unité de référence) en 1846, puis 2,25 millions en 1854, avant un retour à 1,48 million de sacs en 1864. En 1867 l'ouverture du chemin de fer de la São Paulo Railway, en construction depuis 1859, permet une envolée à 2,65 millions de sacs rien que pour l'exportation, dont 1,43 million en Europe et 1,2 million aux États-Unis. Construit avec des capitaux anglais, ce chemin de fer permit d'écouler le café vers le port de Santos, via Jundiaí, São Paulo, et la ville de Paranapiacaba, bâtie pour l'occasion en pleine montagne, avec une reproduction de Big Ben importée d'Angleterre.
Grâce à ce chemin de fer, la caféiculture atteint peu avant 1870, les terres rouges et fertiles du nord-est de São Paulo, près de Ribeirão Preto, où apparaîtront les plus grandes et plus productives fermes de café du monde. Pour y travailler, le gouvernement encourage l'immigration d'italiens, portugais, espagnols et arabes. La production de cette nouvelle région caféière dépasse celle de Rio de Janeiro dès la fin des années 1870, marquée par des cours mondiaux élevés. Elle bénéficie ensuite de la « politique du café au lait ». Les énormes récoltes de l'État de São Paulo, ont destabilisé les cours mondiaux.
En 1888, la libération de 70 000 esclaves au Brésil fait chuter la production, le cours mondial passe en cinq ans de 18 à 31 cents, puis la production brésilienne se réorganise et repart de plus belle. Les années 1890 voient la population de l'État de São Paulo doubler. On y construit la seconde gare de la Luz et les grands édifices de l'avenue Paulista en 1891.

##### Le Brésil contrôlé par les grands groupes de négoce étrangers
Grâce à l'avancée de la colonisation et la création de grandes plantations dans l'État de São Paulo, le Brésil double sa production en trente ans. Au début du XXe siècle, il fournit 75 % de la production mondiale de café dont la moitié par l'État de São Paulo. Ce sont les bonds de la production brésilienne dans les années 1890 et les années 1910 qui représenteront l'essentiel de la variation de l'offre mondiale. Dès 1880, les fluctuations des prix mondiaux deviennent esclaves des aléas climatiques de la production brésilienne (gelées, au Sao Paulo et Parana, sécheresses, plus au Nord). Les maisons de négoce suivent de très près toutes les informations locales. Le contrôle des stocks leur permet, en plus, d'influencer les prix internationaux et de tirer profit de leurs variations.
C'est un banquier du Brésil, Barão de Mauá, qui a poussé pour la ligne ferroviaire de 79 kilomètres reliant São Paulo au Port de Santos pour transporter le café, et le négociant Lacerda, fondé dans les années 1860 est encore le plus important exportateur de café dans le port de Santos en 1885-1886, avec 0,48 million de sacs. Mais il est suivi par deux maisons allemandes, Zerrener Bülow (0,45 million de sacs) et Berla Cotrim (0,24 million de sacs), puis dépassé par d'autres groupes de négoce étrangers.
L'essor du port de Santos, spécialement outillé pour la manutention du café, attire les grands groupes de courtage et de négoce étrangers. La plupart des dix premiers exportateurs de café brésilien sont allemands et anglais. Neuf d'entre eux sont arrivés après 1870 dans le café, étant d'abord dans le coton et le sucre. Le premier, l'allemand Théodore Wille, concentre 18,5 % des exportations brésiliennes, soit 13,5 % des échanges mondiaux ; les cinq premières firmes contrôlent 53 % (39,75 % des exportations mondiales); les dix premières, 71 % (53,25 %). Les 19 sociétés brésiliennes existantes exportent seulement 6,6 % du café produit dans le pays.
Le palmarès des exportateurs de café brésilien sur une quinzaine d'années à la Belle Époque (1895-1909), en millions de sacs cumulés :
- Théodore Wille (Hambourg) installé au Brésil depuis 1844, fait 16,08 millions de sacs ;
- Neumann Kaffee Gruppe (Hambourg) fait 13,3 millions de sacs ;
- E. Johnson (Angleterre) fait 7,03 millions de sacs ;
- Hard, Rand (États-Unis) fait 5,17 400 millions de sacs ;
- Carl Hellwig (Allemagne) fait 3,99 millions de sacs ;
- Prado Chaves fait 3,37 millions de sacs ;
- Goetz, Hayn fait 3,17 millions de sacs ;
- Zerrener, Bulow fait 2,88 millions de sacs ;
- J.W. Doane fait 2,4 millions de sacs.

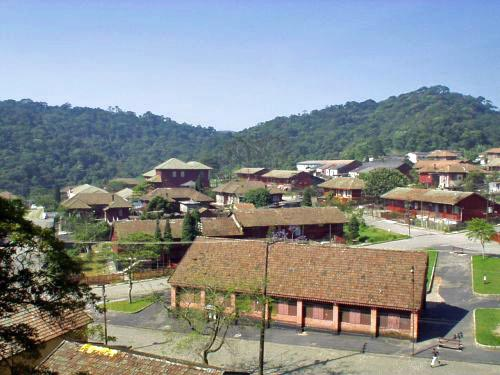
Vue de Paranapiacaba destinée à la culture du café et à l'activité ferroviaire à 40 kilomètres au sud-est de São Paulo, en pleine Serra do Mar.

La banque française De Neuflize participe au financement des opérations commerciales au Brésil des grands négociants de Hambourg. Ces opérations s'étendent à la couverture des achats à terme de café par le négoce redistributeur. Les autres banques françaises sont peu présentes. Les courtiers du marché à terme international du Havre, sont peu présents physiquement au Brésil. Ils jouent plutôt un rôle de plaque tournante : ils réexportent en Europe le café brésilien presque autant qu'ils l'importent en France.

##### Krach de 1896
Le café, qui ne représentait que 40 % des exportations du Brésil dans les années 1830 est passé à 61,6 % dans les années 1880 puis à 64 % dans les années 1890, avant revenir rapidement à 51,3 % dans les années 1900, marquées par une chute des cours dès la seconde moitié de la décennie. L'année 1896 est en effet caractérisée par une grave surproduction caféière du Brésil, à 22 millions de sacs. Le cours mondial chute de 32 cents à 8 cents en deux ans et il stagne à ce niveau ensuite, au cours des deux dernières années du siècle.

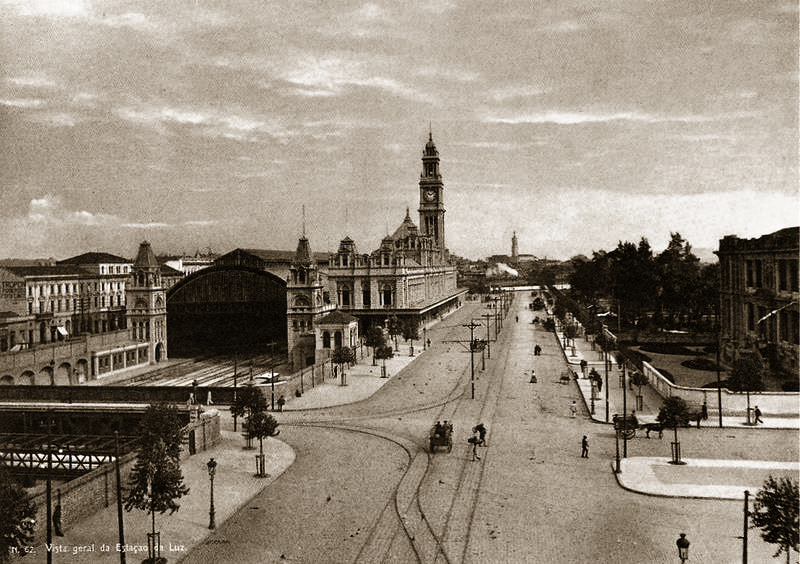
La gare de la Luz vers 1900, bâtie entre 1895 et 1901, pour créer le siège social de la São Paulo Railway.

Le caoutchouc devient plus attractif. Il passe de 15 % des exportations brésiliennes dans les années 1890 à 28 % dans les années 1900.
L'investissement étranger au Brésil a été extrêmement utile, mais s'est retourné contre le Brésil lorsqu'une partie des opérateurs étrangers ont fait faillite, après le krach de 1896.
Pas moins de 8 négociants du port de Santos font faillite au cours du premier semestre de 1896. En 1897, le Groupe Lacerda accuse les États-Unis conspirer contre les intérêts brésiliens pour faire baisser les prix de vente du café et acheter directement le café aux planteurs sur le terrain. Le facteur Honorio Riberiro organise des auditions devant la chambre de commerce et demande la création d'une instance chargée de défendre les prix de vente, idéalement une agence financée par le gouvernement. Ses arguments sont repris devant le parlement par le ministre des finances Bernardino de Campo. Ce dernier rejette cependant l'idée d'un monopole de l'exportation pour une telle agence, et réclame surtout de meilleurs outils statistiques pour anticiper l'évolution des cours mondiaux. La crise s'aggrave en 1898 et une nouvelle loi autorise les planteurs à s'adresser directement aux exportateurs, qui ouvrent pour eux des entrepôts agrandis dans le port de Santos, en échange de faibles commissions. C'est une menace directe pour l'activité des facteurs, qui jouaient jusque-là le rôle d'intermédiaires.

## XXesiècle
La récolte mondiale a augmenté deux fois plus vite dans la seconde partie du siècle. Le géant brésilien en contrôle 73 % à 80 % dès la première décennie et apprend à piloter les cours mondiaux par des "plans de rétention", puis de destruction des caféiers, en 1906, 1917 et 1921 et après le krach de 1929. Du coup, entre 1927 et 1960 sa part de marché ne fait que diminuer, face aux nouveaux grands producteurs en Afrique, Amérique centrale et Mexique.
| Années                  | 1900-1904    | 1925-1929   | 1940         | 1950         | 1953          | 1960         | 1970         | 1982-1984    | 1990       | 2002         |
| Offre mondiale (tonnes) | 1,02 million | 1,8 million | 2,1 millions | 2,1 millions | 2,05 millions | 2,6 millions | 3,8 millions | 5,4 millions | 6 millions | 8,5 millions |

Le Brésil et la Colombie dominaient largement le marché mondial selon les statistiques de 1927 (récolte, en tonnes) :
| Brésil (moyenne 1923-1927) | 1,2 million   |
| Colombie                   | 102 milliers  |
| Indonésie                  | 79 milliers   |
| Venezuela                  | 45 milliers   |
| Pérou                      | 35 milliers   |
| Mexique                    | 34,4 milliers |
| Salvador                   | 33 milliers   |
| Haïti                      | 32,5 milliers |
| Guatemala                  | 23 milliers   |
| Total Zone franc           | {4,9 milliers |
| Madagascar                 | 2,8 milliers  |
| Nouvelle-Calédonie         | 810           |
| Guadeloupe                 | 593           |
| Indochine                  | 398           |
| Côte d'Ivoire              | 187           |

Sur la période 1925-1929, l'Amérique latine hors Brésil et Colombie est la deuxième zone de production au monde avec 260 000 tonnes de café par an, 4 fois plus que le total de l'Asie. Mais le Venezuela et l'Amérique centrale souffriront plus que les autres du krach de 1929. Le Brésil brûle des stocks et se tourne vers le café soluble, tandis que les empires coloniaux voient monter une caféiculture paysanne, comme à Madagascar, où la récolte sextuple, ou en Côte d'Ivoire, où elle sera multipliée par vingt entre la fin de la Seconde Guerre mondiale et 1962, par des défrichements massifs, dans un contexte de cours mondiaux plus porteurs.
L'Afrique et l'Amérique centrale augmentent ainsi fortement leurs récoltes de café dans les années 1950, alors que la production mondiale n'augmente que d'un cinquième, mouvement qui sera amplifié lors de la décennie suivante en Côte d'Ivoire, à Madagascar et en Angola.
| Production, en tonnes       | 1953         | 1960          |
| Brésil                      | 934 milliers | 1,009 million |
| Colombie                    | 398 milliers | 356 milliers  |
| Afrique coloniale française | 107 milliers | 244 milliers  |
| Angola                      | 51 milliers  | 126 milliers  |
| Congo belge                 | 33 milliers  | 90 milliers   |
| Ouganda                     | 72 milliers  | 89 milliers   |
| Mexique                     | 73 milliers  | 83 milliers   |
| Guatemala                   | 57 milliers  | 80 milliers   |
| Salvador                    | 66 milliers  | 71 milliers   |
| Éthiopie                    | 36 milliers  | 55 milliers   |
| Costa Rica                  | 28 milliers  | 46 milliers   |

Brésil et Colombie, voient au contraire leurs récoltes stagner ou reculer légèrement dans les années 1950 et leur part de l'offre mondiale reculer à nouveau lors des années 1960, lorsque la production mondiale progresse de 46 %, rythme inégalé par la suite.
La relative efficacité des actions brésiliennes sur les cours mondiaux encourage à la mise en place en 1962 d'un accord international permettant de planifier une stabilité du marché à long terme, solution remise en cause en 1989, une quinzaine d'années après les terribles gelées de 1975, amputant de moitié la production brésilienne, permettent au robusta de s'y implanter et triplant les cours mondiaux. La dernière décennie voit le retour en force des grands négociants, sur un marché libéré et diversifié par la montée en puissance du robusta du Viêt Nam et de l'Indonésie.

### Années 1900 à 1920: le grand retour du café africain

#### Les années 1900, la valorisation du café émerge, avec le Robusta et les rétentions

##### En 1900: la "République caféière" du Salvador, une caféiculture a gros budgets
En 1895, le général Tomás Regalado (Salvador) président du Salvador, une position qui va lui permettre, à titre privé, lui et sa famille, de commencer à amasser environ 6 000 hectares de plantations de café, réparties entre les terres de six différentes provinces caféières du pays. À la fin du mandat de Thomas Regalado d'autres « barons du café » salvadoriens vont assumer successivement la même fonction présidentielle, pendant près de trois décennies et prendre des mesures qui vont renforcer la domination du café sur l'économie du pays tout en bâtissant d'importantes fortunes agricoles.
Au cours des années 1920 et 1930, les exportations de café représenteront à elles seules environ 90 % du total de ce qui est exporté par le pays. Au milieu des années 1920, le Salvador est devenu le septième producteur mondial de café, profitant de la fermeté des cours mondiaux. Grâce à une caféiculture mécanisée et irriguée, recourant aux engrais et pesticides, il produit 50 % de café de plus que son voisin guatémaltèque d'une superficie cinq fois plus importante.

##### En 1902: l'Indonésie importe son3erobustad'Afrique en trois ans
Trois variétés différentes de « café sauvage » africain sont importées entre 1899 et 1902 en Indonésie, le Coffea stenophylla en 1899, le Coffea canephora en 1900 et le Coffea excelsa en 1902. Ils sont étudiés, travaillés, améliorés, les deux derniers étant ensuite replantés dans les années 1910 au Congo et en Guinée, où ils feront une belle carrière, jusqu'au milieu du siècle pour le Coffea excelsa et jusqu'au XXIe siècle pour le Coffea canephora.
Dès 1896, le Coffea stenophylla, qui sera appelé aussi par la suite « petit Indénié », avait été introduit au Jardin botanique de Bogor, à Java, en provenance des Jardins botaniques royaux de Kew à Londres. Cet envoi est suivi en 1899 par un autre arrivage, plus important en quantités, de la colonie anglaise Singapour, puis une troisième livraison en 1908. Ces trois envois n'ont pas satisfait pleinement les planteurs javanais, par ailleurs mécontents des résultats des espèces anciennes, l'arabica et le Coffea liberica.
Les Javanais essaient aussi en 1901 un caféier congolais, le futur « Robusta INEAC », productif et résistant à la trachéomycose du caféier, connu du botaniste belge Émile Laurent, lors de son expédition de 1895 en Afrique, qui lui avait permis de visiter la plantation indigène protégée du commandant Cyriaque Gillain au fort congolais de Lusambo, créé en 1890 pour l'administration du Katanga. Un agent du botaniste et horticulteur belge Jean Linden, avait ensuite rapporté en Belgique en 1899 des plants de ce café, cultivés en pots dans les serres de Jean Linden.
H. J. Rauwws, secrétaire du Conseil d'administration de la société d'horticulture néerlandaise « Soember Agoeng », basée dans la partie orientale de Java s'enthousiasme pour cette variété, dans une lettre du 15 juin 1900. Il décide d'en importer 150 plants à Java, au prix de 2 francs belges le pied. Une vive propagande fut menée en faveur de ce café africain par le professeur Pieter Johannes Samuel Cramer, qui avait travaillé à l'école agronomique de Gembloux avec Emile Laurent. Trois firmes javanaises hollandaises les plantent, puis d'autres s'approvisionnent directement à Bruxelles.
Ces premiers plants congolais ont d'abord du mal à s'acclimater à Java, selon un rapport daté du 15 novembre 1900 du botaniste suisse Walter Bally, futur directeur de la station expérimentale centrale de Java, mais ils progressent ensuite. Ce Robusta se montra « précoce, vigoureux, résistant et très producteur » et son adoption par les planteurs hollandais fut-elle rapide; détrônant la culture de l'arabica.
Selon le botaniste Auguste Chevalier, la société belge « L'Horticulture coloniale » de Jean Linden a aussi vendu ces graines de Robusta congolais à l'horticulteur et éditeur de journaux français Alexandre Godefroy-Lebeuf, qui militait au début du XXe siècle pour la diversité végétale et contribua à développer la culture de l’hévéa en Afrique, dont la famille avait créé à Paris un jardin colonial, de l’impasse des Brouillards jusqu’à l’actuel maquis de Montmartre. Alexandre Godefroy-Lebeuf les a apportées à Java.
En 1901, les autorités de Java importent des graines de « L'Horticulture coloniale », qu'elles plantent à Bangelan, où le Dr J. Cramer, chercha, à constituer des plantations d'élite, puis en fait la promotion en Hollande.
| Années                       | 1909 | 1915  | 1916  |
| Production de Robusta à Java | 650  | 25000 | 44500 |

Ce café se révélera être le futur Robusta INEAC, très productif et très résistant à la trachéomycose du caféier, ce qui le fait préconiser pour l’ensemble de la Côte d'Ivoire au summum de l'attaque de cette maladie en 1947, après avoir été introduit dès 1935 au Congo belge. C'est le café qui réussira une percée fulgurante dans les quatre décennies suivant la Seconde Guerre mondiale.

##### Février 1906: un "plan de rétention" brésilien, suivi d'autres en 1917 et 1921

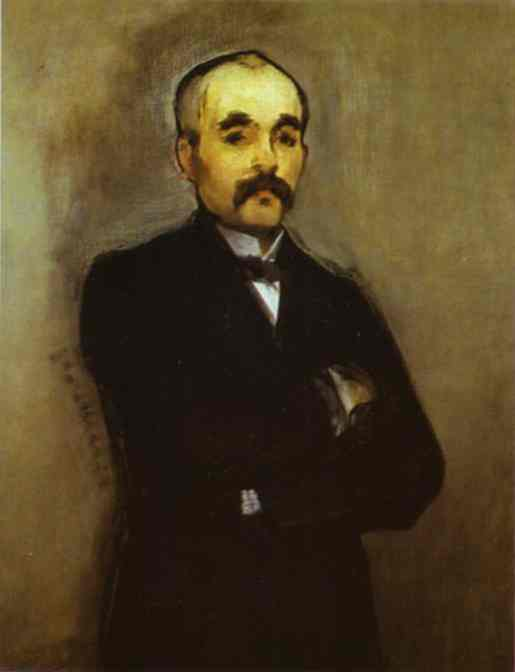
Georges Clemenceau, en visite au Brésil, observe les résultats des "plans de rétention" brésiliens.

La surproduction caféière du Brésil devient manifeste dès 1896, avec 22 millions de sacs. En 1903, l'État de São Paulo fixe des taxes prohibitives sur les nouvelles exploitations caféières, mais en février 1906, les cours du café ne cessent de baisser. Les partisans d'une intervention énergique de l'État et des professionnels sont renforcés: c'est l'Accord de Taubaté, qui prévoit un effort de stockage, la promotion commerciale dans le monde et la lutte contre les ersatz. Il est financé par une taxe de 3 francs par sac de café et un emprunt de 15 millions de sterling auprès de banques françaises et allemandes, en raison des réticences de la Banque Rothschild, principal créancier du Brésil depuis l'indépendance. Les négociants allemands Théodore Wille et Hermann Sielcken l'appuient, en échange d'un droit de regard sur l'état des stocks. Hermann Sielcken finance des pages de publicité dans les journaux brésiliens et américains pour vanter ce plan général de « valorisation » du café brésilien et organise quatre grands prêts aux producteurs de café. Huit millions de sacs de café seront retirés du marché, dont 5 millions encore contrôlés par Hermann Sielcken en 1911, quand les cours sont repartis à la hausse. En 1912, sous le coup d'une procédure judiciaire pour monopole, menacé d'un boycott aux États-Unis, Hermann Sielcken accepte de revendre sur le marché une partie de ces stocks, sur plusieurs années.
Deux autres « plans de rétention » brésiliens sont lancés, en 1917 puis en 1921, financés cette fois par la planche à billet. Dans les trois cas, les cours du café se reprennent, à la grande surprise des économistes, comme le constate Georges Clemenceau, en visite au Brésil. L'expansion brésilienne culminera à 26 millions de sacs produits en 1937, soit les deux-tiers de l'offre mondiale. Le pays revient à 14 millions de sacs dès 1951, car de nouveaux pays producteurs émergent, tandis que la consommation mondiale diminue.

##### En 1906, Auguste Chevalier crée un «jardin-mère», en Guinée
En 1906, Auguste Chevalier et ses amis planteurs et botanistes Octave Caille et James Chillou, à la demande du muséum national d'histoire naturelle, créent à 1 200 mètres d'altitude, à proximité de la gare de Mamou, en plein plateau du Fouta Djallon, dans l'actuelle Guinée, le Jardin d’essais de Dalaba, où le caféier figure en bonne place.
En 1914, au moment de la déclaration de guerre, le Jardin botanique de Dalaba avait rassemblé une des plus importantes collections de caféiers existant dans le monde, qui aurait permis de centraliser la recherche sur le modèle d'un « jardin-mère », mais qui a en grande partie disparu car laissée sans soins pendant des années de guerre.
Le Coffea excelsa, connu plus tard en Guinée chez les caféiculteurs comme un « Excelsa Dalaba », sera cependant introduit en 1917 dans ce jardin botanique, grâce à un envoi de Pieter Johannes Samuel Cramer, botaniste au Centre de recherches agronomiques de Buitenzorg, sur l'île indonésienne de Java.

#### Les années 1910: nouveaux cafés, territoires et négociants

##### Les bonnes surprises des botanistes en 1916-1917

###### La découverte d'un arabusta au Timor encourage les chercheurs du Congo belge
Au Timor oriental « pacifié » par les portugais, le gouverneur Filomeno da Câmara lance la culture forcée du caféier au début du XXe siècle : chaque famille doit planter 600 arbres. En 1911, la SAPT (Société Agricole Patrie et Travail), première de la colonie, créé en 1897 par le gouverneur Celestino da Silva, possède un million de caféiers. La découverte en 1917 d'une très rare population d'arabusta naturels, appelée "Hdt", résistante à la "rouille orangée du caféier", qui avait décimé les plantations dans les années 1870 permet de distribuer plusieurs dizaines de millions de plants. Cette découverte relance aussi l'intérêt des travaux menés au Congo belge pour renouveler la culture du café, réalisés exclusivement dans la station expérimentale publique de Lula, fondée en 1911, qui comptait 113 hectares de café, et à une échelle réduite dans celle de Lemba, à l'altitude de 450 mètres. Une revue technico-scientifique, Le Bulletin agricole du Congo belge, fondée en 1910, est distribuée aux missions et aux colons des stations de recherche privées, comme celles de la SA des Huileries du Congo belge, fondée le 14 avril 1911.
Les espèces et variétés de caféiers cultivées à Lula de 1911 à 1913 comprenaient le Coffea canephora et le Coffea excelsa, même si ce dernier ne représente que 1 500 des 50 000 jeunes caféiers étudiés. La Rouille du caféier y apparut en 1913 sur des caféiers de 16 à 18 mois, touchant en particulier les Liberica, Dewevrei et Abeocuta, mais aussi les espèces du groupe Canephora pourtant réputées prometteuses: Kwiluensis, Sankaruensis, Bobusta (de Java), Uganda, Kouillou. Seuls des dégâts insignifiants touchèrent les Coffea aruivimiensis et Excelsa.

###### L'Excelsa et le Canephora reviennent de Java, en Guinée et au Congo belge
En 1917, le botaniste français Auguste Chevalier a le plaisir de revoir un plant de Coffea excelsa, envoyé par son ami Pieter Johannes Samuel Cramer, botaniste au Centre de recherches agronomiques de Buitenzorg, à Java, qui a fait ses études à la fameuse à l'Faculté des Sciences agronomiques de Gembloux, en Belgique.
Le café envoyé par l'agronome hollandais se révèle une descendance d’un arbre découvert par Auguste Chevalier en Oubangui-Chari (actuelle République centrafricaine quinze ans plus tôt. Entre 1902 et 1904, lors de son grand voyage, qui relie le bassin du Congo au lac Tchad, le jeune Auguste Chevalier avait en effet récupéré des échantillons du très prometteur « Coffea excelsa » : des pieds de caféiers poussant naturellement le long d'un affluent du Tété, dans le pays de Sénoussi. Des agronomes hollandais l'avaient implanté à Java, pour pallier la rouille cafeière, de type Hemileia vastatrix, qui a décimé 90 % des plants de cette île et l'améliorer peu à peu.
À la même époque, vers 1916-1917, Pieter Johannes Samuel Cramer, envoie également en Afrique une autre espèce de café, conservé Centre de recherches agronomiques de Buitenzorg, à Java, le Coffea canephora, ou futur « Robusta INEAC », venu du Congo Belge, qui était passé en 1900 par les serres de Jean Linden et qui fera une carrière encore plus longue et brillante que le Coffea excelsa d'Auguste Chevalier.
Ces envois sont des exemples d’échanges lointains qui soulignent la qualité et l’intensité des rapports, souvent conviviaux, entre scientifiques de l’époque.
Le jardin botanique propose cet « Excelsa Dalaba » au caféiculteurs guinéens et il se répand dans d'autres zones agricoles d'Afrique occidentale, sur le littoral du Cameroun allemand, puis en Guinée,, sur des surfaces d'abord modestes, puis en Centrafrique où il est décimé, au milieu des années 1930, par une maladie du caféier. Entre temps, administrateur de la Chambre de commerce du Havre, Paul Jobin, conseiller du commerce extérieur, estime alors en 1928 que ce café, bien trié et régulier, a une valeur au moins équivalente à celle des Santos brésiliens.

##### Le port du Havre au zénith, avant sa reconversion coloniale
Les courtiers du marché à terme international du Havre jouent un rôle mondial avant 1914, quand les réexportations de café brésilien vers l'étranger atteignent les deux tiers des importations destinées au marché français. Depuis 1860, le café brésilien représentait plus de la moitié des arrivages havrais et le 17 novembre 1866, le « Reine-du-Monde » avait battu un record, le voyage depuis Rio en trente-sept jours ! Puis un traité de commerce avait fait du Havre le premier port européen pour l'importation de café, avec 100 000 tonnes à la Première Guerre mondiale et des courtiers comme Jean-Louis Delamarre, fondé en 1897, source d'information, grâce à leur expérience d'agent de négociants chargeurs brésiliens ou centre-américains.
Mais à la faveur de la Première Guerre mondiale, les financiers new-yorkais ont supplanté les courtiers français dans l'ouverture de crédits aux exportateurs brésiliens. Les réexpéditions havraises vont peu à peu tombet au-dessous de 10 000 tonnes par an, quart du montant de 1913. La ville se dote, entre les deux guerres, d'une juridiction d'exception, la Chambre arbitrale des cafés et des poivres du Havre, mais sans enrayer le déclin.
Le port normand est alors incité à développer l'importation des cafés cultivés à Madagascar. Le Havre et sa place de négoce sont handicapés par une fiscalité élevée : entre 1900 et 1910, les droits fiscaux d'importation du café en France s'élèvent à 128,5 %. Ils sont à zéro depuis 1892 pour les cafés coloniaux, alors quasi inexistants, même si cela favorisera dans les années 1920 l'expansion du café malgache, passée à 3 359 tonnes en 1925 contre 1 435 tonnes en 1919, alors que la production avait été anéantie par les champignons en 1881. En 1924, Le Havre pèse encore 37 % des entrées de café en Europe et la France est le deuxième marché mondial. Administrateur de la chambre de commerce du Havre et conseiller du commerce extérieur, Paul Jobin estime en 1928 que le café Excelsa de Guinée et Centrafrique, a une valeur au moins équivalente à celle des Santos brésiliens.
Ce déclin est aggravé par la disparition, dans la première moitié du XXe siècle, du marché à terme international du Havre, alors le plus important d’Europe, seul au XIXe siècle à pouvoir rivaliser avec New York, capables de fixer les cours mondiaux des différentes variétés de cafés. Les décennies suivantes confirmeront le repli. La Société commerciale interocéanique vend son département café en 1985 aux havrais Raoul-Duval. En 1992, les actionnaires familiaux de Delamare cèdent leurs parts aux salariés qui créent le holding Delcafé et réorientent l'activité vers d'autres marchés à terme que celui du café. À la fin des années 1990, la faillite d'Unidaf, grand négociant dirigé par la famille de Vigan est causé par la chute des cours en Côte d'Ivoire.

##### Les nouveaux caféiculteurs des "hautes terres"

###### En 1910, le café s'implante chez les indiens Totzils au nord du Chiapas

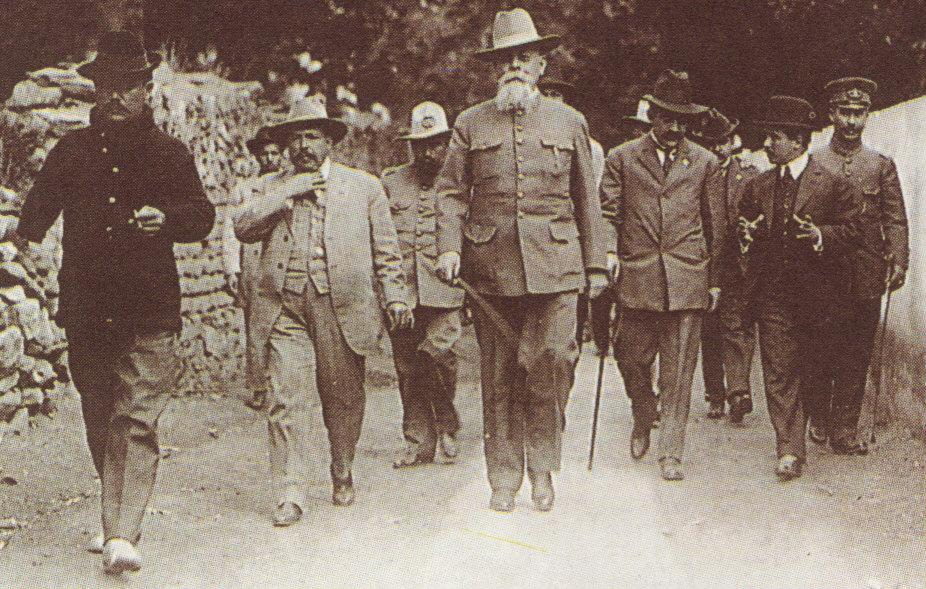
Venustiano Carranza à La Cañada.

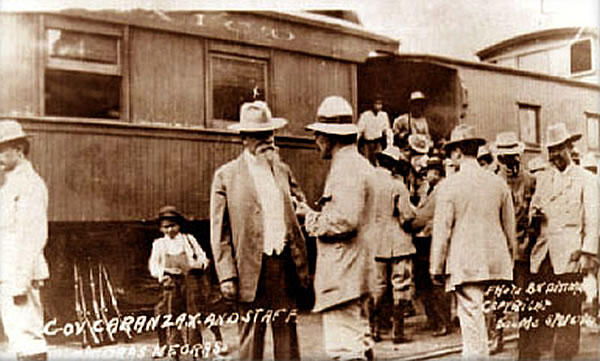
Venustiano Carranza à Piedras Negras.

En 1910, les caféiculteurs mexicains s'implantentdans la région de Simojovel, dans le nord et le centre du Chiapas, après celle du Soconusco, à la frontière du Guatemala, au siècle précédent dans. Des concessions de terres sont accordées à Simojovel et Huitiupán, mais aussi Tila, Yajalón et Tumbalá. Les secteurs de Simojovel et Huitiupán totalisent 167 plantations en 1911. C'est la conséquence, en seulement deux décennies, de la loi du 15 décembre 1893, promulguée par Porfirio Diaz, qui incite les peuples indiens à coloniser les terres voisines des plantations du chiapas et à devenir mexicains en échange de quelques lopins pour le maïs, après la saison de la cueillette du café, souvent loués par leurs propriétaires. La « Company lands and plantations from chiapas » est dotée de 3 millions d'hectares, sur lesquels les caféiers requièrent 18 000 saisonniers, deux fois plus que le reste de l'année. Les indiens tzotzil et tzeltal-chol feront l'affaire et le nombre de plantations est multiplié par sept au Chiapas en trente ans :
| Années                         | 1880  | 1896  | 1909  |
| Plantations privées au Chiapas | 1 000 | 4 500 | 6 800 |

C'est l'époque de la révolution mexicaine, série de soulèvement armés, de coups d'État et de conflits militaires au Mexique entre 1910 et 1920. En 1911, la « Bigada de lsa casas », une armée indienne ralliée par les planteurs de Chamula, est fondée par les planteurs de San Cristobal de las Casas, pour combattre les partisans de Porfirio Diaz dans les basses terres. Mais elle est défaite en trois mois, avec près de 300 morts dans les rangs indiens. Le 19 octobre 1914, le général Castro fait voter une loi instituant un salaire minimum et mettant fin au système de travail obligatoire des endettés par héritage. Les troupes de Venustiano Carranza, président du Mexique de 1915 à 1920 sont présentées au Chiapas comme des troupes d'occupation contre lesquelles les planteurs mobilisent une contre-révolution. En position de force, ceux-ci échapperont aux réformes de la révolution mexicaine, y compris les plus gros, le statut de « petite plantation » peut être obtenu jusqu'à 8 000 hectares.
Cette expansion profite de la construction acrobatique du chemin de fer de l'isthme de Tehuantepec, inaugurée en 1907, qui partait de Ixtepec jusqu’au Chiapas, à la frontière avec le Guatemala. Elle accompagne celle qui se poursuit dans les très grandes plantations allemandes et anglaises du sud et qui s'amplifie dans les années 1920 et 1930. Selon les rapports du consulat allemand au Mexique de la période 1927-1928, citant le géographe allemand Leo Waibel, les 94 plantations caféières du Soconusco produisent 22 000 tonnes de café par an, deux fois plus qu'à la fin du siècle précédent. De très fortes inégalités sociales persistent : un rapport du ministère fédéral des affaires indiennes du 9 mars 1934 décrit des conditions de travail « proches de l'esclavage » pour les Indiens dans les plantations de café.

###### En 1911, le chemin de fer arrive au pied du Kilimandjaro
L'Afrique orientale allemande découvre vite que les sols volcaniques du Kilimandjaro et son petit voisin le Meru sont plus propices au café que les sols acides des Monts Usambara. Le café des Chaga du Kilimandjaro mais aussi celui des populations du mont Meru, les Rwa, au sud-est, et les Arusha, au sud-ouest sera acheminé par le chemin de fer qui mène à la côte de l'océan Indien. La voie ferrée du Chemin de fer de l'Usambara, conçu en 1891 pour relier le port de Tanga, au sud des Monts Usambara, atteignit Moshi sur le versant sud-ouest du Kilimandjaro en 1911, mais ne fut prolongée jusqu'à Arusha qu'en 1930. Ce décalage de dix-huit ans fut l'une des causes de l'essor plus précoce de la caféiculture chez les Chaga que chez les Rwa et les Arusha.

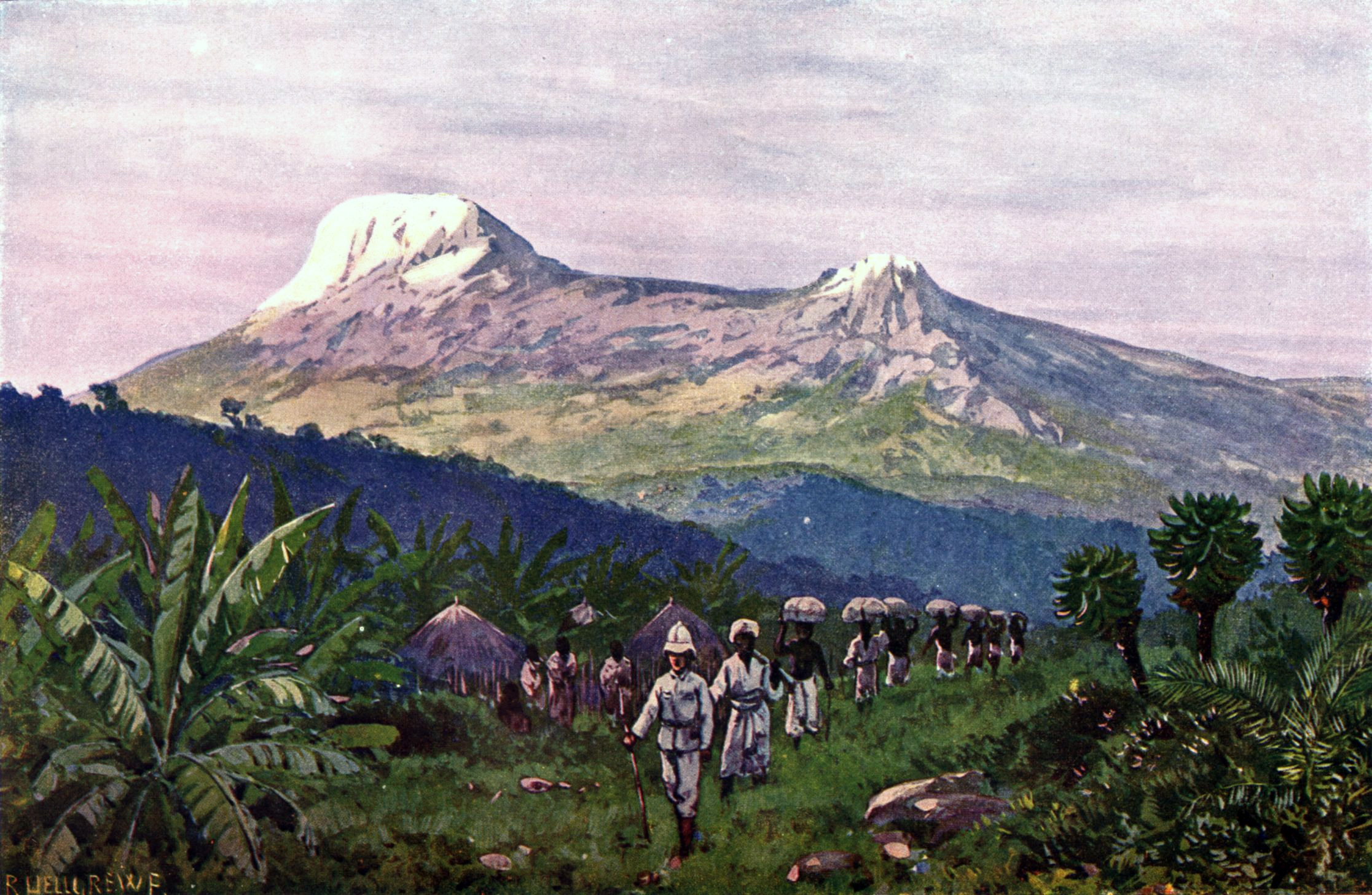
Tableau de 1911 représentant une scène de la colonisation allemande avec pour toile de fond le Kilimandjaro.

Sur les pourtours du Kilimandjaro, banane et café ont chacun leur étage et la région verra naitre en 1925 les premières coopératives. Les Chagga sont alors décrits par la littérature coloniale comme des « gens sédentaires et malléables qui ont adapté leurs cultures, constructions, vêtements, religion à l'influence des missionnaires chrétiens établis chez eux depuis trente ans ». La région a une forte densité humaine, qui exige une production vivrière permanente, dopée au fumier de ferme, et adaptée aux sols en pente. La culture traditionnelle du bananier contribue à les fixer et donne le matériau de couverture des cases.

###### En 1912, les Kanaks prennent le place des colons néocalédoniens

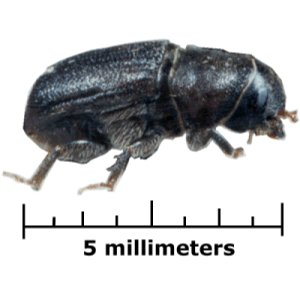
Dendroctonus ponderosae, ou Scolyte, parasite qui ravage les plantations néo-calédoniennes.

Le gouverneur de la Nouvelle-Calédonie, Paul Feillet, avait lancé en 1894 un plan ambitieux : 47 000 hectares, 90 000 tonnes, pour profiter de cours dopés depuis 1890 par les problèmes climatiques subis au Brésil. Il a voulu encourager la venue de familles et de travailleurs étrangers sous contrat, en leur demandant à chacun un capital de départ de 5 000 francs : les « colons Feillet » pour cultiver à la fois le café et les mines de nickel en plein développement.
En 1896, en raison de la rouille orangée et de la disparition du Café Leroy, l'arabica cède la place au robusta, provenant de Java, accompagné par une main-d'œuvre javanaise, dans l'euphorie des colons et de l'administration. Cette politique du « grand cantonnement » (1897-1903) évinça les Kanaks de la côte est, sur les terres les plus propices à la caféiculture. Mais de 1894 à 1905, seulement 6 000 ha ont été effectivement plantés. L'année 1912 marque le réveil à la fin de ce rêve : 6 000 hectares seulement plantés, huit fois moins que prévu, et des colons Feillet qui désertent. L'inspecteur Revel constate l'échec : abandon des concessions et de la colonie pour la moitié des colons du café.
La politique suivante, en Nouvelle-Calédonie, consista au contraire à favoriser la caféiculture kanak, concurrente de celle des colons, les premiers assurant 300 des 541 tonnes récoltées en Nouvelle-Caléodonie en 1939. Au début de la Seconde Guerre mondiale, la production maximale de café fut atteinte avec 2 350 tonnes, dont 2 000 exportées. Mais la guerre provoqua le déclin, les Kanaks travaillant désormais au profit de l'armée américaine. La production européenne s'effondre, la production mélanésienne augmente sur petites surfaces, avec la plantation de 2 000 ha, et s'exporte bien. Ce n'est qu'après les années 1965 que la caféiculture kanak reculera.

###### En 1915, les colons anglais sont15 000autour du Mont Kenya
Créée en 1888 et dirigée par William Mackinnon, la "Compagnie britannique de l'Afrique de l'Est", a l'encouragement du gouvernement britannique, qui la nationalisera dix ans après, en pleine construction du périlleux et difficile Chemin de fer de l'Ouganda. En raison de l'avancée du mahdisme sur le Haut-Nil, les Anglais ont voulu arriver tôt au terminus de Kisumu sur le lac Victoria, d'où une voie ferrée, provisoire, censée être ultérieurement corrigée, sur un tracé très difficile, partant du port de Mombasa avec des tronçons en funiculaires à travers les Monts Kikuyu, à une altitude de 1 660 mètres avant une redescente à 450 mètres dans le fossé du Lac Naivasha puis une remontée à 2 500 mètres sur les Monts Mau, pour redescendre encore rapidement au Lac Victoria, à 1 200 mètres. De plus, une partie importante des terres maasaï est victime de la peste bovine et de la variole. Les animaux utilisés pour les transports de matériel meurent par centaines. L'exceptionnelle Famine de 1899 au Kenya central anéantit aussi la population africaine. Les colons amènent d'Inde plus de 20000 coolies que les maladies déciment.

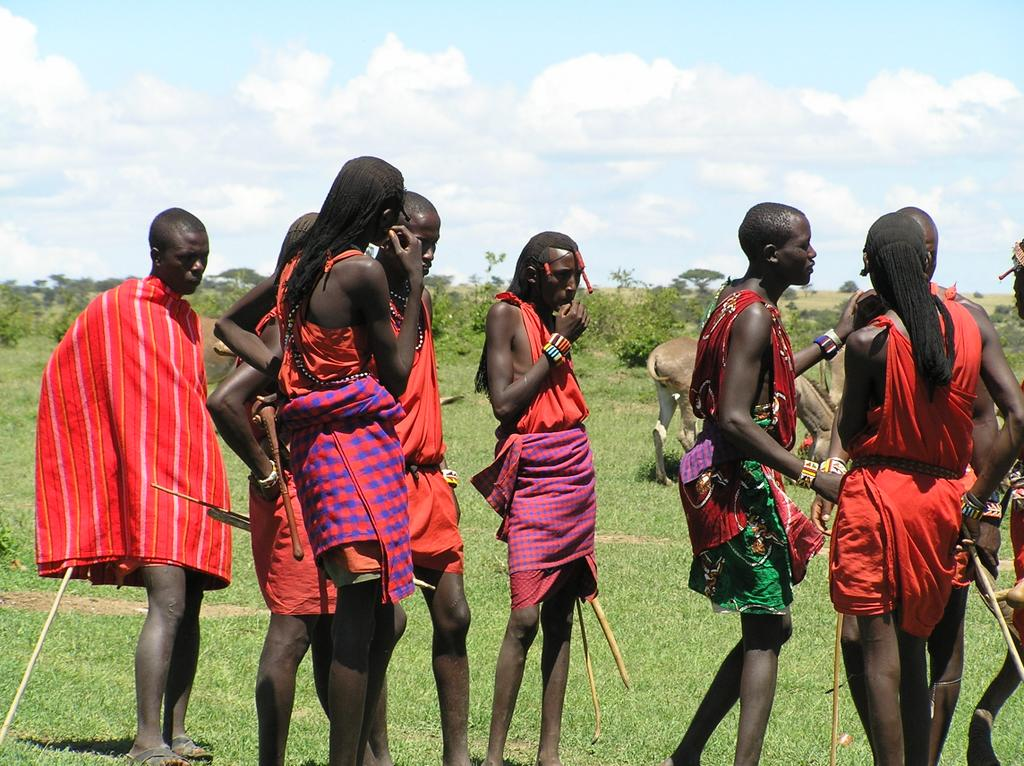
Groupe de Maasaï.

Encore sous le choc de cette Famine de 1899 au Kenya central, les Britanniques ont déjà installé 15 000 familles européennes en 1915 sur le versant oriental du Mont Elgon, créant autour des cadres et techniciens du Chemin de fer de l'Ouganda le pôle agricole des White Highlands, immortalisé par La Ferme africaine, roman autobiographique de Karen Blixen, adapté au cinéma sous le titre Out of Africa.
La caféiculture est localisée sur les versants est du Mont Elgon et du Mont Kenya, puis autour de Nairobi. La durée des concessions augmente en 1897, 1902 et 1915. Les colons obtiennent en 1920 le droit d'élire des représentants au conseil législatif, alors que les populations locales sont confinées dans de réserves, dont certaines entreront plus tard dans la liste des parcs nationaux du Kenya (Amboseli, Nairobi, Masai Mara, Samburu, Nakuru, Manyara, Ngorongoro, Serengeti et Tsavo).

###### En 1919, une campagne massive de plantation en «pays haya»
Les caféiculteurs hayas, les cinq grandes ethnies impliquée dans la culture caféière en Afrique orientale habitent la région dite de Bukoba, au nord-ouest de la future Tanzanie, sur la rive sud-ouest du Lac Victoria. Les missionnaires Pères blancs les ont été évangélisés vers 1885. Les planteurs européens étant localement absents, l'administration coloniale leur est acquise. Dès 1919, elle lance une campagne massive, bien accueillie, de plantations, fixant à chaque cultivateur haya l'objectif de 100 caféiers. Le Robusta était déjà cultivé depuis longtemps par les Hayas, dans la région du Lac Victoria. Il avait un rôle rituel primordial, la puissance du roi et la force vitale des caféiculteurs étant étroitement associées à la prospérité des caféiers.
L'arrivée du Chemin de fer de l'Ouganda complète la navigation sur le Lac Victoria. Elle facilite la sortie du café et l'arrivée de la main d'œuvre saisonnière, qui rapidement vient du Rwanda et du Burundi et s'arrête en chemin en Ouganda, où la récolte se fait un mois plus tôt. L'importance du transport se traduit, de façon tout à fait significative, par le fait que les Hayas expriment en nombre d'« automobiles » et de « camions » le volume de leurs récoltes de café, qui ne vont pas cesser de progresser. Les 8 000 caféiculteurs Haya (peuple) vivant en Tanzanie en 1950 à Kagera (région), produiront chacun une demi-tonne par an, et le quart de la récolte de Tanzanie. Les 10 % les plus fortunés de ce groupe ont le quart des terres,.

#### Années 1920: Madagascar locomotive du Robusta, l'Afrique orientale décolle
Les travaux des chercheurs Dans les années 1920 permettent d’augmenter la productivité du Robusta, qui passe de 250 kg à une tonne de café par hectare en un peu plus de 25 ans, accélérant la diffusion de la culture du robusta. Si la caféiculture du type Coffea canephora se développe dans l’entre-deux-guerres, c'est aussi grâce aux variétés locales spontanées comme le « Kouillou » en Côte d’Ivoire et sa version "Niaouli" du Bénin et du Togo, ou le "Nana", découvert en 1926 en Centrafrique.
Après la Première Guerre mondiale, l'offre de robusta progresse sans à-coups et son cours monte sur le marché d'Anvers, exprimé en francs par kilos, tandis que Le Havre crée en 1937 le premier marché à terme du monde sur le robusta :
| 1919                             | 1920                | 1921                | 1922                | 1923                | 1924                | 1925                | 1926                 | 1927                 | 1928                 |
| 3,50 francs le kilo              | 3,70 francs le kilo | 2,35 francs le kilo | 3,35 francs le kilo | 5,00 francs le kilo | 7,30 francs le kilo | 8,85 francs le kilo | 12,00 francs le kilo | 10,50 francs le kilo | 12,55 francs le kilo |
| Production congolaise, en tonnes | 226                 | 91                  | 154                 | 117                 | 356                 | 414                 | 446                  | 319                  | 517                  |

L'amélioration se focalise sur la productivité, par deux voies :
- la multiplication végétative des meilleurs « clones élite », dont les rendements atteignent 1,5 à 2,5 tonnes/ha de café vert) ;
- la production de semences d'hybrides, aux rendements depuis peu équivalents, lorsque les croisements entre parents sont contrôlés et fiables[5].

##### En 1922, l'Ouganda décolle, la Tanzanie et le Kenya suivent en 1925

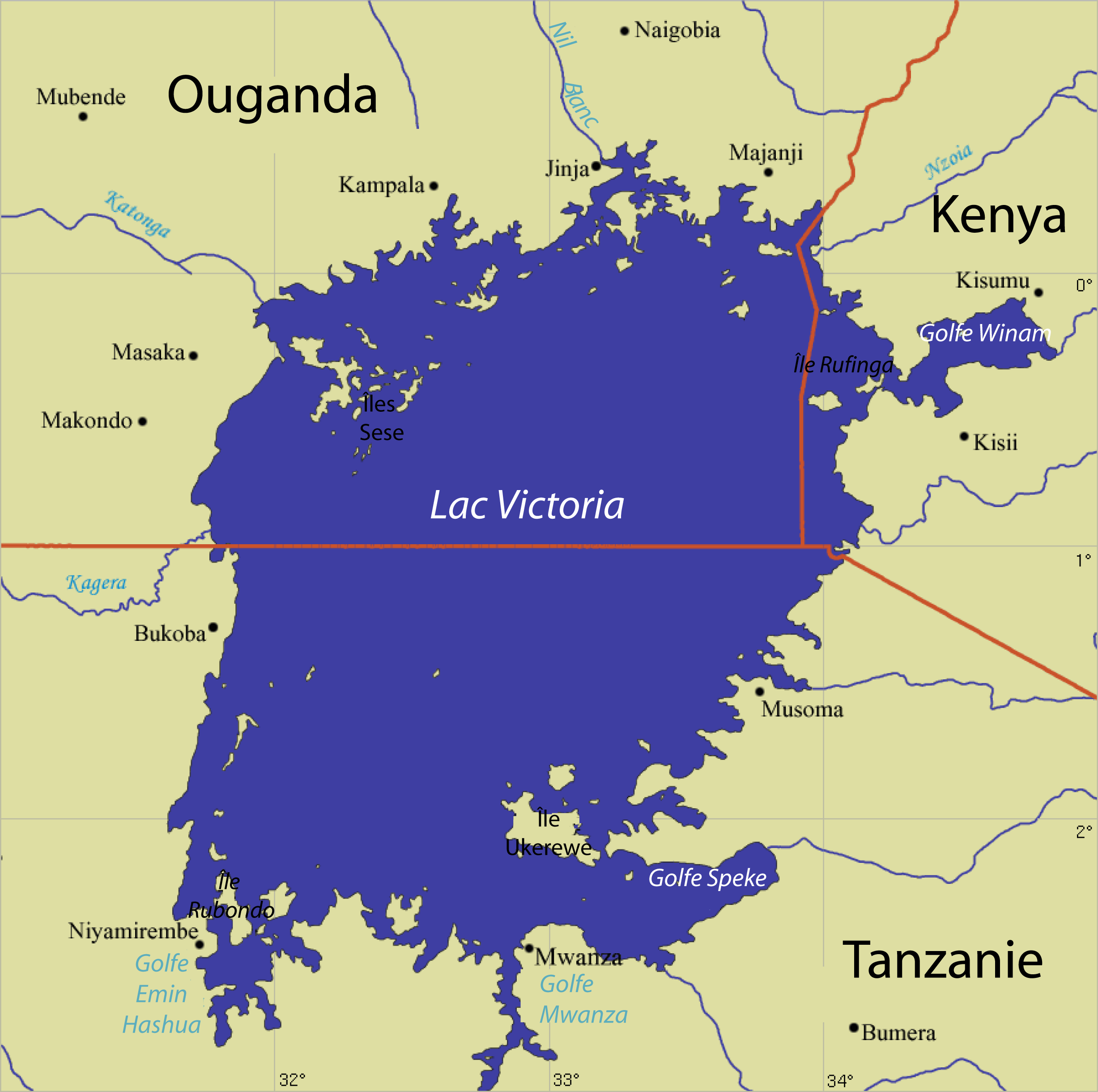
Le lac Victoria à la frontière de trois pays.

L'administration coloniale britannique récupère l'Afrique orientale allemande après la Première Guerre mondiale. Au Kenya, elle s'appuie essentiellement sur les agriculteurs d'origine européenne, en Ouganda c'est le choix inverse dès 1822, tandis que l'administration coloniale britannique du Tanganyka ménagea les deux.
Le décollage de l'exportation ougadaise de café vers 1922 bénéficie de l'expérience d'une expansion rapide de la culture du coton entre 1905 et 1915 permettant d'assumer les coûts de fonctionnement de la ligne de Chemin de fer qui relie le pays à l'Océan indien. Mais aussi des rives du lac Victoria. Dès 1915, l’exportation de coton atteint des recettes de 369 000 livres :
| Années                              | 1905 | 1906 | 1907   | 1908   | 1915    |
| Coton exporté (valeur, en sterling) | 200  | 1000 | 11 000 | 52 000 | 395 000 |

Animation représentant le Kibo en trois dimensions.

Le café s'est engouffré dans cette voie. La paysannerie s'y intéresse après 1910 quand les cours montent. En 1912, dans le secteur de Bugishu, au pied du Mont Elgon, les autorités distribuent des terres et semences aux indigènes, et dispensent une formation à la caféiculture. La récolte de café passe de 1 269 tonnes en 1920 à 7 832 tonnes, en 1928. Le décollage est net en 1922 : quand les cours du caoutchouc s'effondrent et les Ougandais ne peut plus le cultiver mixé avec le café. Dans les années 1920, des pépinières sont installées partout, des graines largement distribuées et une formation dispensée par des instructeurs s'appuyant sur l'autorité des chefs locaux Le café est surtout cultivé dans le district de Masaka et sur les pentes occidentales du Mont Elgon. Entre 1922 et 1930, les surfaces cultivées par des Africains ougandais sont multipliées par 20. Le travail forcé, dû au chef, fut transformé en impôt en 1926, puis supprimé en 1930, afin de permettre aux populations de travailleur leur café personnel.
Exportations de café de l'Ouganda, en tonnes :
| Années         | 1927  | 1932  | 1933  | 1937   |
| Café ougandais | 2 200 | 4 300 | 5 000 | 12 900 |

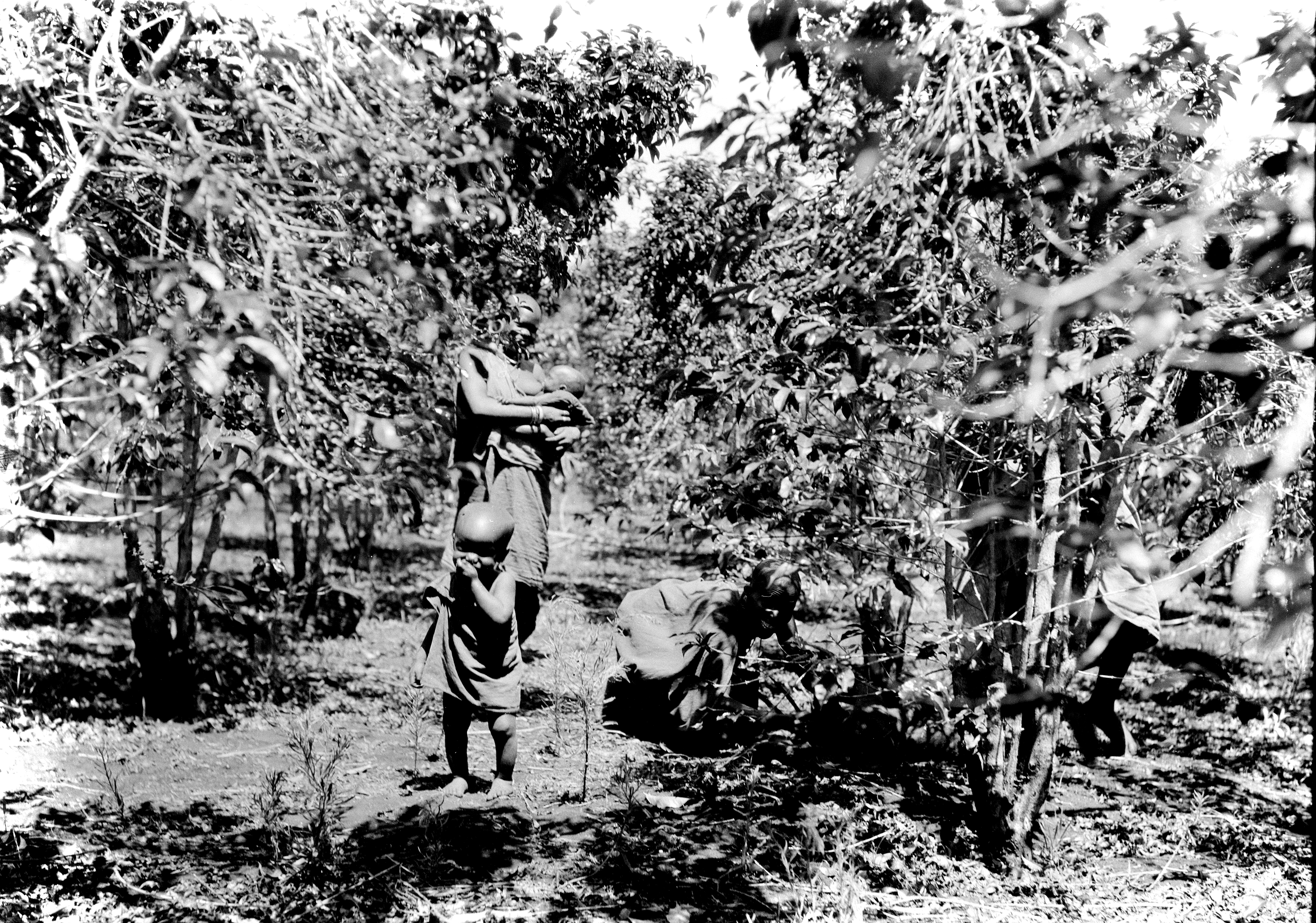
Plantations de café au Kenya, en 1936.

Les autorités anglaises mettent aussi concurrence de grands négociants pour encadrer la récolte et la financer, mais aussi bâtir des infrastructures de traitement sur place. La société Gibson and co approche la compagne Leslie Anderson qui refuse de la rejoindre, du coup Gibson and co s'allie à Bauman and Co et l'emporte sur Leslie Anderson.
La caféiculture chez les Chagga (peuple) du Kilimandjaro progresse fortement après 1825, tandis qu'elle accélère un peu plus tard sur les pourtours du volcan plus petit et tout proche, le Meru. À 50 kilomètres à l'ouest. L'autre grand pôle caféier est le Bukoba au nord-ouest de la future Tanzanie sur la rive sud-ouest du Lac Victoria, secteur qui a été lui aussi évangélisé par des missionnaires, les Pères blancs, à la fin du siècle précédent.

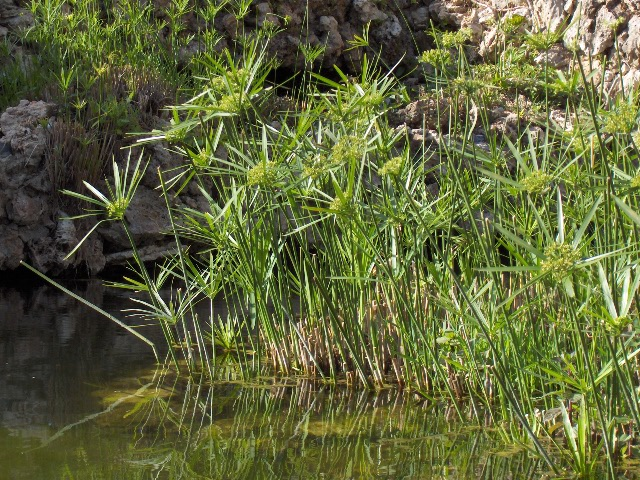
Le Papyrus fait partie de la flore naturelle des rives du Lac Victoria, comme le caféier.

La production de café au Bukoba au nord-ouest de la future Tanzanie, sur la rive sud-ouest du Lac Victoria :
| Récoltes | 1913 | 1917  | 1922  | 1925  | 1929  | 1932   | 1937  |
| tonnes   | 403  | 1 228 | 2 738 | 4 150 | 6 794 | 10 882 | 9 540 |

Au total, le café décolle réellement vers 1925, soit trois ans plus tard qu'en Ouganda, dans les deux principales régions cafeières de la future Tanzanie, avec une production totale qui reste inférieure d'un cinquième à celui du futur Kenya, où elle accélère aussi en 1925, mais à un rythme un peu plus rapide, les caféiculteurs étant habitués depuis plus longtemps à profiter de la voie ferrée pour approvisionner rapidement le marché mondial en période de hausse des cours.

Les axes de transport tanzaniens.
Source : OCDE

La production totale de café en Tanzanie entre les deux guerres mondiales :
| Récoltes | 1903 | 1923  | 1925  | 1930   | 1935   | 1940   | 1945   |
| tonnes   | 377  | 4 115 | 6 096 | 11 786 | 18 898 | 14 681 | 15 140 |

La production de café au Kenya entre les deux guerres mondiales :
| Récoltes | 1914 | 1920  | 1925  | 1930   | 1936   | 1940  |
| tonnes   | 375  | 5 319 | 7 468 | 15 748 | 20 777 | 8 738 |

##### En 1922, Madagascar enquête sur la consommation en France

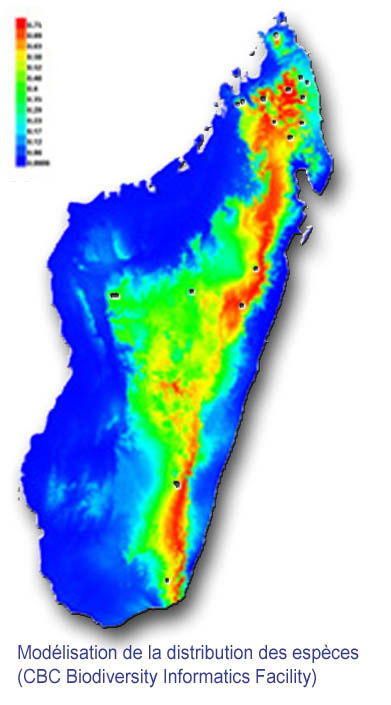
Carte (modélisation) de la répartition de la biodiversité sur l'île de Madagascar.

Jusqu'en 1930, les apports coloniaux ne comptent guère dans les importations françaises de café : en 1913, sur 115 200 tonnes importées, le Brésil en fournit plus de la moitié, 61 447 tonnes, et l'empire colonial seulement 945 tonnes (1 %), de qualités très décriées, dont seulement 65 tonnes pour Madagascar. En 1930, les exportations coloniales n'assurent toujours que 4,6 % des importations françaises de café, mais Madagascar est passé à 6 671 tonnes quatre fois plus que l'ensemble des autres colonies française 1 720 tonnes. Le Cameroun, qui veut relancer la culture caféière, consulte alors les autorités de Madagascar, dont la politique semble avoir porté ses fruits.

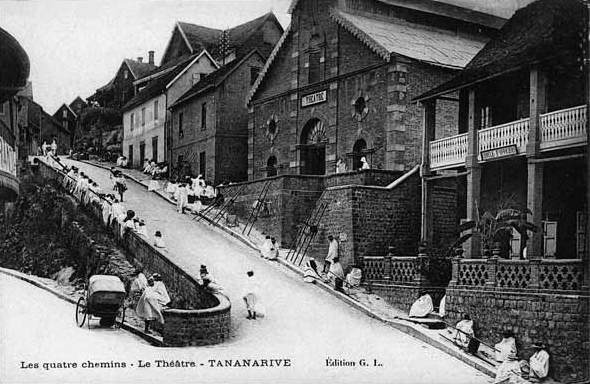
Carte Postale d'Antananarivo en 1905.

En 1922, le gouverneur général de Madagascar, Hubert Auguste Garbit, prônant la « standarisation » dans le domaine de la commercialisation et lancé une enquête auprès des chambres de commerce des grands ports français (Le Havre, Bordeaux, Nantes) et grands centres de consommation (Lyon, Lille) en vue de définir les meilleurs types des trois variétés de café de Madagascar proposées, Libérica, Congo et Arabica: « la plus prisée jusqu'ici est la sorte Congo, vendue plus communément sous le nom de Kouilou de Madagascar ou Bourbon de Madagascar » répondent les questionnés, qui formulent une condamnation sans appel de la variété "Libérica".
La politique de prix élevés du Brésil jointe à la sous-évaluation du franc vers 1926 permettent d'écouler les cafés coloniaux en 1926-1928, même ceux de qualité modeste, « à des prix très rémunérateurs ». Cette aubaine se retournera contre eux quelques années après le Krach de 1929, lorsque le port du Havre reproche à Madagascar la qualité encore insuffisante de son Kouilou.

##### En 1923, invention du café "Kouilou Niouli" et en 1926 l'essor des "Café Nana"
Les années 1920 voient un investissement des administrations coloniales dans l'agronomie caféière. Au Dahomey, le futur État du Bénin, des jardins d'essais agricoles avaient déjà été créés à Porto Novo, Niaouli et Abomey pour acclimater des espèces « nouvelles », utiles au développement économique de l'agriculture. Le jardin botanique de Porto-Novo date de 1901. À Niaouli, la station d'essais agricoles a été créée en 1904 dans une forêt de la colonie du Dahomey puis a été transformée en jardin d'essai et école d'agronomie. On y a introduit, affinée en 1923, la variété « Kouilou Niaouli », un café très proche sur le plan botanique du Kouilou, originaire du Gabon. Le kouilou se voit alors promettre un bel avenir dans la production des cafés néo-calédoniens et il sera implanté avec succès dès les années 1920 à Madagascar puis en Côte d'Ivoire. Il tire son nom du Kouilou, principal fleuve drainant la région côtière de la République du Congo, et le deuxième du pays par son débit après le fleuve Congo, appelé Kouilou dans la région côtière jusqu'aux gorges de Sounda.
À la même époque, le Congo a bénéficié de l'implantation d'une station de recherche agricole, en 1925, dans le Kivu, à 30 kilomètres de Bukavu, qui a étudié la croissance de plusieurs produits tropicaux, parmi lesquels le café robusta. Deux stations de recherches sont aussi créées par l'administration coloniale en Oubangui, d'abord en 1926 à Bossembélé puis plus tard en 1939 à Boukoko, à respectivement 150 km et 80 km de Bangui. Celle de Bossembélé va suivre de près le succès de la variété appelée « Café Nana ». Celle de Boukoko se consacrera d'abord à l'étude du caféier, en développant une variété plus résistante du Coffea excelsa dans les années 1950, puis étendra ensuite ses activités à l’agronomie équatoriale en général.
En Centrafrique, le café poussait à l'état sauvage dans la majeure partie du territoire, sous deux espèces : le Coffea excelsa et une autre très proche du robusta, connue sous le nom de « Nana ». La culture du café est pratiquée en Centrafrique depuis les années 1920, mais sa place est restée modeste par rapport au coton. En 1926, la chute des cours du caoutchouc, devenus moins favorables que ceux du café, entraine un rush vers les régions à cheval entre le Congo Brazzaville, le Congo Kinshasa et la Centrafrique, où de nombreuses plantations de café européennes s'installent pour exploiter les caféiers sauvages.
Le Café Nana est alors cultivé dans les plantations ombragées de Carnot et le long des rivières Nana Bakassa et Nana Barya, cours d'eau d'Afrique centrale, parcourant le Nord-Ouest de la République centrafricaine et bordant le Tchad. La SOCANA (Société des Plantations du Café Nana de Carnot, ex-plantation Collongy), au capital de 15 millions francs CFA, se crée à Carnot, à 550 mètres d'altitude et exploite aussi des plantations de sisal.

##### En 1925, la station de recherche de Bokavu et le futur INEAC congolais
Le Congo a bénéficié de l'implantation d'une station de recherche agricole à Yangambi, fondée peu après la Première Guerre mondiale puis d'une autre en 1925, dans le Kivu, à 30 kilomètres de Bukavu, qui a étudié la croissance de plusieurs produits tropicaux, parmi lesquels le café robusta. Une régie des plantations de la colonie est créée par l'arrêté royal du 3 décembre 1926, pour regrouper les plantations expérimentales publiques, qui donnent un bénéfice de 1,2 million de francs belges, à Gazi, Lula, et Barumbu et Yangambi, où est installée en 1926 une "Station de Sélection", pour l'amélioration des variétés cultivées. Dès 1930, des travaux de sélection sont menées à partir des variétés de café sélectionnées en Indonésie et des caféiers sauvages des forêts congolaises permettant de diminuer la sensibilité du Robusta au scolyte du grain, grâce à une fructification plus groupée. La station de Yangambi devient l’Institut national pour l'étude agronomique du Congo belge (INEAC), créé par l'arrêté royal du 22 décembre 1933 et mis en place le 23 mars 1934, sur le modèle du Jardin botanique de Bogor à Java.

##### En 1927, le Congo belge épinglé par l'OIT pour son travail obligatoire
L'agronome Edmond Leplae (1868-1941), le « père de l'agriculture coloniale belge », directeur général de l'agriculture au ministère des Colonies, puis directeur de l'université coloniale, joue par ailleurs un rôle très controversé. En préconisant l'introduction du et du travail obligatoire dès la Première Guerre mondiale, il s'inspire ouvertement de ce qu'il avait observé à Java, en Ouganda, au Mozambique. Mis en place par l'ordonnance loi du 20 février 1917, le système de Leplae consistait à imposer à la fois des cultures vivrières (comme le manioc et le riz) pour le marché interne et des cultures industrielles (telles que le coton, le café et le thé) pour l'exportation.
En 1927, l'Organisation internationale du Travail, récemment créée, a mis à l'ordre de sa douzième session prévue pour 1929 la question du travail obligatoire, institutionnalisé depuis 1917. Une mission d'enquête est réclamée en Belgique en 1930 par les politiques, polémique dont le journal La Libre Belgique se fait largement écho.

### Années 1930: krach, crise et l'émergence du Robusta par les Africains
Une politique de destruction massives des stocks est lancée par le Brésil en juin 1931 et va culminer en 1933-1934, ce qui permet d'atténuer la baisse des cours mondiaux, tandis que la prime donnée par l'administration coloniale au café de Madagascar joue un rôle d'amortisseur supplémentaire, au moment où la vague de plantation de 1924-1929 dans l'île arrive à maturité.
| Années                              | 1931 | 1932 | 1933 | 1934 |
| Cours mondial par quintal           | 503  | 545  | 445  | 397  |
| Prix planteur Madagascar (Fr/kilos) | 5,06 | 5,45 | 5,15 | 5,06 |

#### La Colombie monte, le Venezuela s'efface, l'Amérique centrale sous le choc
Les cartes sont redistribuées en Amérique latine où la caféiculture du Venezuela se révèle trop dispersée, enclavée et trop peu productive pour faire face à des prix bas et la concurrence africaine tandis que le voisin colombien saisit au contraire l'occasion de mieux desservir ses plantations par les transports. En Amérique centrale, le Salvador perd son statut de leader local du café après une crise économique sociale qui menace de tourner à la guerre civile dans les villages indiens.

##### En 1929, le Venezuela, seul pays à relever le cours de sa monnaie
Au début du XXe siècle, le Venezuela figure encore parmi les premiers producteurs de café et de cacao. Sous le règne de Antonio Guzmán Blanco en tant que gouverneur de quelques états (à partir de 1871) puis à la fin des années 1880, la production de café a augmenté rapidement, profitant d'un soutien supplémentaire sous la forme de prêts en provenance de pays étrangers, qui permettent de développer les réseaux ferroviaires. Ceux-ci sont cependant beaucoup moins développés qu'ailleurs et la plupart des régions caféicoles restent enclavées, tandis que la productivité a baissé depuis des décennies dans la partie centrale du pays, où les latifundios se contentent de prélever chaque année un montant fixe par caféier, les arbustes étant plantés de plus en plus sur des sols non productifs et ensuite laissés à l'abandon.
Puis le Venezuela découvre d’immenses réserves d’or noir… En dix ans seulement, de 1920 à 1930, le secteur pétrolier passe de 2,5 % du produit intérieur brut à près de 40 %, l’agriculture dévissant de 39 % à 12,2 %. La crise des années 1930 provoque la chute des cours du café, incitant la plupart des pays de la région dévaluer leur monnaie pour maintenir la compétitivité de leurs exportations. Le Venezuela cède au contraire à la pression du lobby commercial et organise l’importation de tout ce que le pays consomme : entre 1929 et 1938, Caracas élève la valeur du bolivar de 64 %, fermant les portes du commerce international au secteur agricole. Le Venezuela est ainsi passé d'une économie basée à 96 % sur le cacao et le café, à une économie pétrolière.
La production de café du Venezuela, en tonnes (estimation sur deux tiers des plantations) :
| Années                                | 1874   | 1894    | 1924   | 1934   |
| Café produit au Venezuela (en tonnes) | 30 664 | 106 338 | 56 412 | 62 195 |

Après la Seconde Guerre mondiale, la récolte de café diminue régulièrement et rapidement: le pays sort du palmarès des vingt premiers producteurs mondiaux. Dans les années 1990, elle est effectuée pour moitié dans les États andins. Les fèves lavées, d'un vert bleuâtre très clair, généralement de bonne qualité, portent alors les noms des principales villes maritimes, Porto-Cabello, le Guayra (ou Caracas) et Maracaibo.

##### En 1932, profonde crise économique et sociale en Amérique centrale
La crise de 1929 déclenche un effondrement des prix du café, de plus de moitié entre 1929 et 1933, qui affecte très profondément les pays d'Amérique centrale. Entre 1928 et 1932 (ou 1934 selon les cas), le PIB par habitant a diminué de plus de 20 % au Costa Rica, au Salvador et au Guatemala, ces deux derniers pays produisant respectivement 33 milliers de tonnes et 23 milliers de tonnes, les deux plus grosses récoltes d'Amérique centrale. Il chute même de 30 % au Honduras et de plus de 40 % au Nicaragua, dont le décollage est stoppé net. Dans le secteur caféier, les licenciements d'ouvriers agricoles et les baisses drastiques des salaires font suite aux faillites de fermes qui ne peuvent plus rembourser leurs dettes.

Zone du soulèvement de 1932 au Salvador, à la frontière avec le Guatemala.

Au Salvador, la crise s'ajoute à l'échec de quelques tentatives réformistes désavouées par l'oligarchie sur la période 1927-1931. Le Président de la République Pío Romero Bosque fut obligé d’organiser une élection libre et abandonna le pouvoir au profit du travailliste Arturo Araujo en mars 1931, influencé par les idées sociale-démocrates du parti travailliste anglais, renversé par un coup d’État en décembre 1931, qui voit l’oligarchie salvadorienne installer au pouvoir pour 13 ans le général Maximiliano Hernandez Martinez. Jugeant les élections municipales de janvier 1932 frauduleuses, le mouvement communiste abandonne la voix électorale pour planifier un soulèvement fin janvier 1932. Dans la nuit du 22 au 23 janvier 1932, une insurrection des indigènes s'attaque au bureau des douanes de Sonsonente, l'affrontement fait 40 morts, des agents des douanes sont tués et mutilés. Les insurgés s'emparent de quelques bourgs indiens de la région d'Izalco (Juayúa, Nahuizalco et Izalco, trois villages où les caciques se sont alliés au Parti communiste) et menace plusieurs villes de la région caféière de l'ouest.

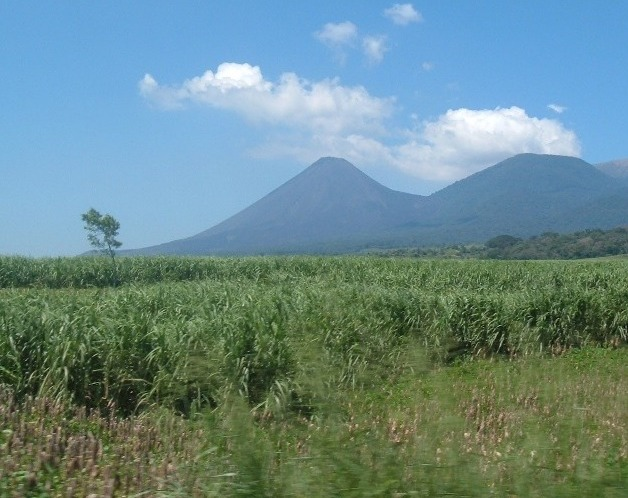
Face Sud-Est du Volcan Izalco, à gauche, et le Cerro Verde à droite.

Au même moment, l'éruption du Volcan Izalco au Guatemala cause celle de deux autres au Salvador, normalement endormis El Fuego et Santa Maria, ce qui entraîne la diffusion d'une fine poussière volcanique sur plusieurs centaines de miles, causant une très faible visibilité et contribuant au climat délétère. Le 22 janvier 1932, le Skeena, navire britannique, reçoit l'ordre d'appareiller pour Acajutla, au Salvador, « afin de protéger les résidents britanniques », et il s'apprête à envoyer à terre une compagnie de débarquement.
La répression est sans précédent : 10 000 à 25 000 personnes massacrées selon les sources. Certaines communautés indiennes ont été entièrement décimées. Selon des témoignages, toutes personnes ayant une machette ou des vêtements indiens et tous ceux ayant des origines indiennes marquées étaient jugés comme subversifs et coupables, ce qui contribue à faire disparaître tous les traits extérieurs de la culture des groupes indiens du Salvador (usage de la langue, port des vêtements traditionnels). En juillet 1932, le journal "El Cafe de El Salvador", de l'Association caféière du Salvador, menée par Augustin Alvara et Henrique Fernandez, deux des principaux producteurs de café du pays, rédige un article qui s'en prend aux "masses primitives" une "classe infiniment basse et retardée", qui n'a "pas de civilisation".
Au Costa Rica, la crise ne donne lieu à aucun débordement majeur. L'Association nationale des producteurs de café, créée en 1932, canalise les revendications des petits planteurs, et au cours des années 1930, des réformes majeures : sécurité sociale, droits sociaux, nouvelles dispositions du code du travail sont menées par une l'alliance politique entre une élite réformiste de l'Église (marquée par le catholicisme social) et un parti communiste plus réformiste que les autres d'Amérique centrale.

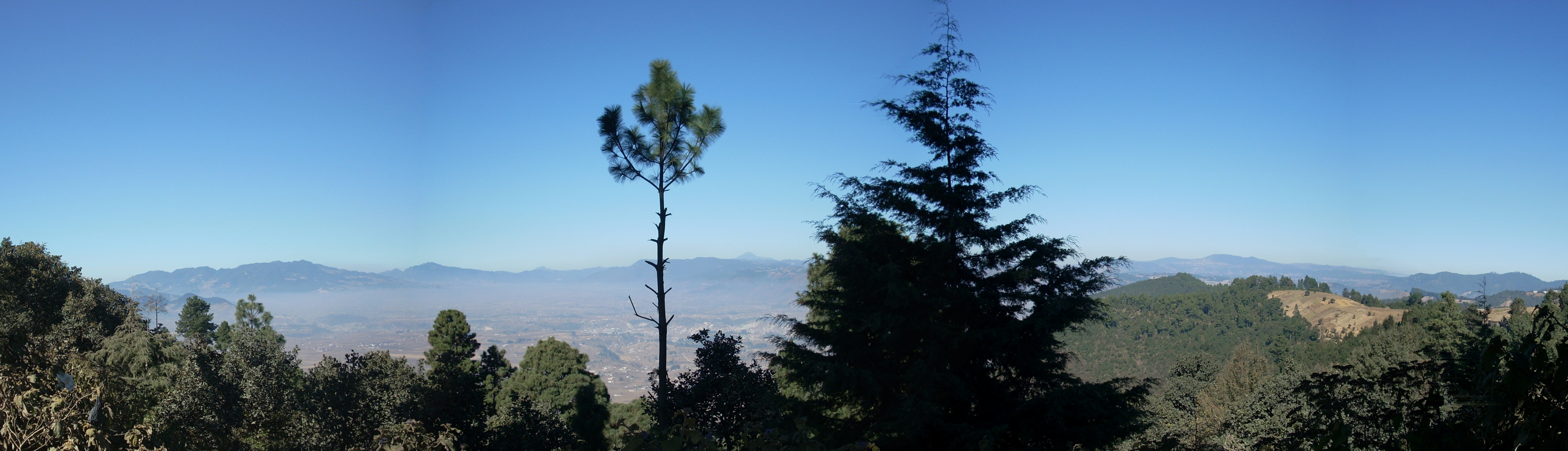
La sierra Madre de Chiapas, qui longe la côte Pacifique du Guatemala, où les Allemands achètent de vastes domaines.

Au Guatemala, la crise de 1929 est également transmise par la baisse des cours mondiaux, et souligne les risques inhérents à la spécialisation extrême dans l’exportation, via les fermes détenues par des Allemands Nottebohm Hnos, Koch & Hagmann, Schlubach & Thiemer, Bulh, Lüttmann, qui avaient acheté d’immenses terrains sur la Bocacosta et sur la Côte du Pacifique et introduit de nouvelles cultures et intensifié l’ensemble du processus de production (semailles, récolte, séchage, conditionnement et stockage). La récolte caféière guatémaltèque était passée de 11500 000 à 23 000 tonnes par an entre 1910 et 1930, dont seulement la moitié pourra être vendue en 1931. Seules les exploitations pouvant compter sur d'autres revenus, fournis par l'élevage ou d'autres cultures, peuvent continuer. Les autres sont vendus et des ingénieurs agronomes, militaires ou administrateurs de plantation, en profitent pour se porter acquéreurs. Un décrEt permet de concéder gratuitement l'usage de terrains nationaux pour des cultures céréalières.
En 1934, le dictateur Jorge Ubico Castañeda fait voter une loi interdisant, en théorie, le travail forcé, mais une autre loi, contre le vagabondage, aboutit à le renforcer dans les faits. Étaient définis comme vagabonds tous les paysans et travailleurs saisonniers qui ne cultivaient pas un minimum de terres. De plus, la loi demandait à tous les paysans sans terre et non plus seulement ceux qui avaient des dettes, de travailler au moins 150 jours par an, pour des exploitants caféiers ou pour l'État, par exemple dans la construction de bâtiments publics.

##### En 1933, le train des montagnes assure à la Colombie 15% du marché mondial

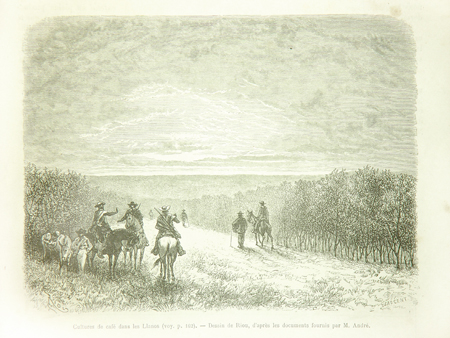
Cultures de café dans les Llanos : croquis d'Édouard André (1869).

En Colombie, les voies ferrées acheminant surtout du café se développent dans les années 1904-1909, une fois la guerre civile terminée. Le Ferrocarril del Pacífico et le Chemin de fer de l'Antioquia furent construits pendant cette période, qui a vu les chemins de fer du café passer de 279 à 783 km, et les autres de 87 à 122 km. Le pays relève ses tarifs douaniers de 70 % en 1907, pour protéger sa caféiculture, qui passe de 9,3 % de la surface cultivée en 1915 à 21,9 % en 1937, employant un million de planteurs sur 150 000 exploitations colombiennes, dont la moitié dans l’Antioquia.
Dès 1920, la Colombie pèse 11,3 % de l'offre mondiale, au deuxième rang après le Brésil, avec un réseau ferré qui passe de 1 480 km en 1922 à 3 362 km en 1934.
| Années                                              | 1905 | 1910   | 1920   | 1933    |
| Part colombienne des exportations mondiales de café | 3 %  | 3,35 % | 7,61 % | 14,57 % |

Le Chemin de fer de l'Antioquia mène au Pacifique, permettant d'embarquer le café vers le port de Buenaventura et le Canal de Panama, qui doit ouvrir en 1914, à destination des marchés de l'Atlantique. Auparavant, les ports colombiens du Pacifique étaient de peu d'importance, le café passant par les ports de la côte nord et, via Cúcuta, par le Golfe de Maracaibo, à destination de l'Atlantique.

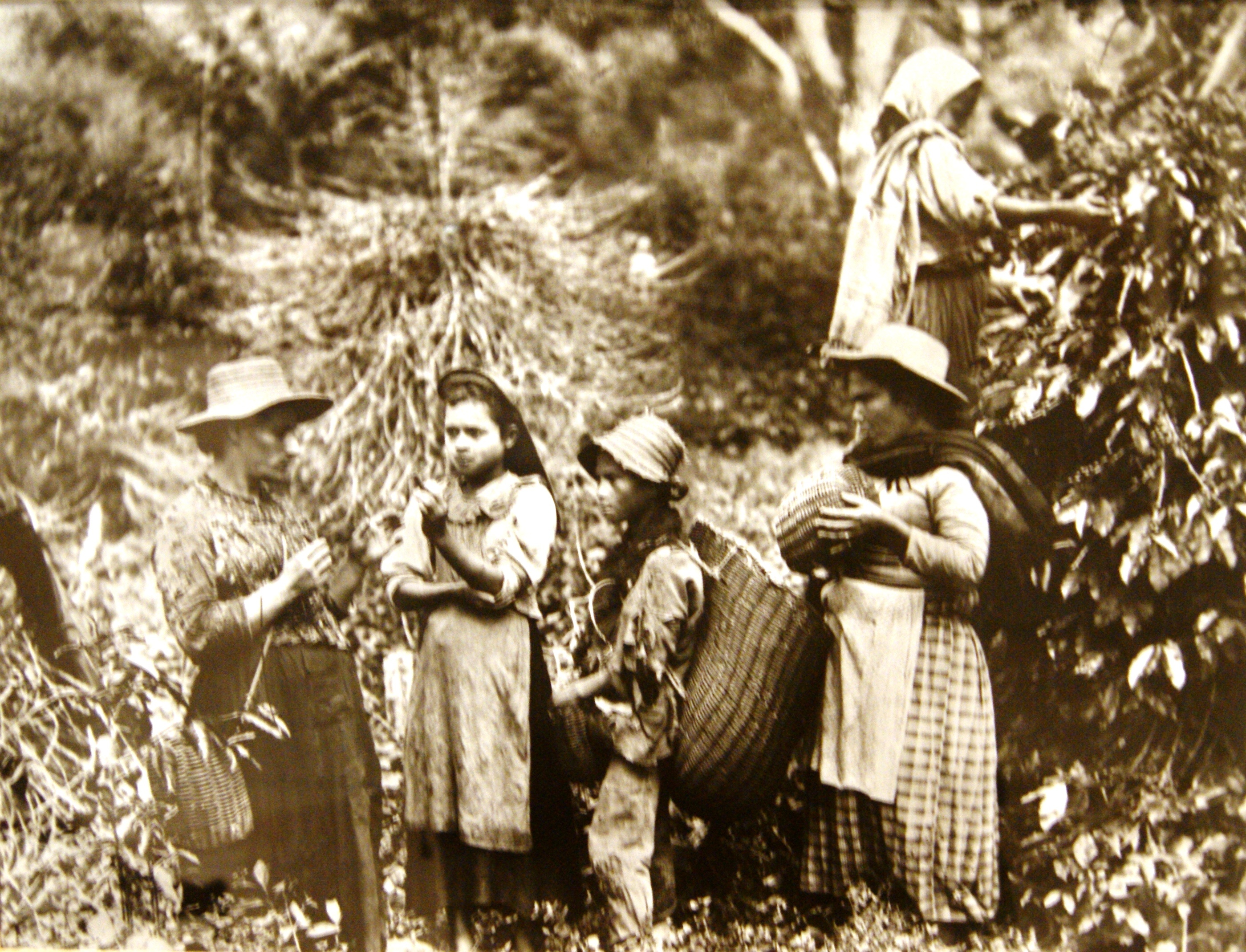
Photographie des frères Rodríguez, intitulée Las Chapoleras (1910).

Les départements d'Antioquia, de Tolima et du Caldas, région globalement appelée l’Eje cafetero, assurent 47 % des exportations de café colombier au début des années 1930 contre 35 % en 1910. Pour la première fois, les petites exploitations agricoles produisent davantage que les grandes, plus de 60 % de la production du café étant issu d'exploitations de moins de douze hectares dans les années 1930.
La Colombie profite aussi du plan brésilien de valorisation du café, un système de soutien des prix mis sur pied pour pallier les fluctuations temporaires des prix du café, et dirigé par le gouvernement brésilien, en 1907. Ceci incitait aussi les producteurs colombiens à établir un prix-plancher incitant à produire plus. L'augmentation des exportations de café a permis la croissance des exportations totales au taux de 11,4 % par an pendant les années 1910, la Colombie augmentant sa part des exportations mondiales de café : 3 % en 1905, puis 3,35 % en 1910, ensuite 7,61 % en 1920 et 14,57 % en 1933.

Carte de l’Eje cafetero, "triangle du café" dans le centre-ouest de la Colombie.

#### Robusta et café soluble, nouvelles solutions
Le processus de sélection et de diffusion du café robusta est accéléré, après que la grande épidémie de Trachéomycose du caféier a détruit les vergers de Coffea excelsa en Afrique centrale, dans les années 1930, puis en Afrique de l’Ouest, dix ans plus tard,. Son arrivée est facilitée par la création d'un marché à terme du Robusta en avril 1937 au Havre en France, où l'État créé aussi l'Orstom, pour la recherche, et par l'invention du café soluble en 1938 par un ex-ingénieur de Nestlé.

##### En 1934, la Trachéomycose détruit les petites plantations de Centrafrique
La culture du café est pratiquée en Centrafrique depuis les années 1920 mais sa place est restée modeste par rapport au coton. Le café s'étend au sud des régions cotonnières, n'empiétant qu' exceptionnellement sur elles, dans une zone forestière et pré-forestière de climat humide.
De 1934 à 1939, la trachéomycose du caféier ravagea complètement les plants de Coffea excelsa, faisant presque totalement disparaître les petites plantations africaines.
L'agronome centrafricain Figuières, directeur de la Station expérimentale du café et du Centre d'apprentissage de Bossembélé, dans l'Oubangui, isola le premier la maladie en partant des tissus de pieds de Coffea excelsa cultivés et infectés à Bangui, sur des sols devenu très acide et pauvre, car la couche d'humus avait été enlevée par le ruissellement. Il écrivit en 1940 un rapport détaillé au ministère des colonies.
Le parasite fut aussi isolé un peu plus tard par René Léopold Steyaert, depuis 1939 chef de la division de Phytopathologie de l'Institut national pour l'étude agronomique du Congo belge, qui le baptisa « Fusarium xylarioides ». À la station de Boukoko, J. Guillemat isola aussi la maladie, en 1946, et ses causes : de mauvaises conditions de culture, jugées « barbares » et trop axées sur la productivité, dans des plantations « en plein vent », taillées sévèrement pour limiter la taille de l'arbre à 2,5 mètres, sans ombrage ni de culture intercalaires de légumineuses, qui épuisent le sol trop vite.
Le désir de valorisation agricole des colonies est alors si important en Europe que le café est considéré comme un produit stratégique, dont la culture est fortement recommandée par les autorités administratives. Elle bénéficie ainsi de mesures particulières: exemption de droits de douane et contingentements. Le projet d’extension des plantations coloniales amène à acheminer aussi de force des travailleurs des régions de savane ou des colonies sahéliennes vers les zones caféicoles, pour répondre aux besoins croissants en main-d’œuvre.

##### En 1935, les agronomes du Congo lancent le «Robusta INEAC»
Le robusta de l'Institut national pour l'étude agronomique du Congo belge est introduit en 1935 pour y faire face. Un soutien financier et institutionnel est accordé à la recherche agronomique avec la création en 1937 en France de l'Orstom. L'Angola, grands producteurs de café bénéfice des liens avec les agronomes du café au Brésil.

##### En 1937, Le Havre crée le premier marché à terme du Robusta
Le marché du Havre se lance dans création du premier marché à terme du robusta en avril 1937, après deux années d'hésitations dues à la diversité de la caféiculture coloniale, sur laquelle l'État français souhaite le recentrer. Londres créera à son tour un marché à terme sur le Robusta en 1958, adossé à un contrat sur le "café de l'Ouganda", qui attire rapidement les fonds spéculatifs spécialisés dans les contrats à terme.
Le marché du Havre conserve cependant des pratiques très défavorables aux cafés coloniaux. Dans un premier temps, le grand port normand dit non au projet, faute d'apports en quantités suffisantes, et correspondant à des types classés et reconnus. De plus, le classement des cafés au Havre, selon une technique lancée à New York dans les années 1880, privilégie les diverses variétés d'Arabica, notamment le "Santos brésilien" considéré par les torréfacteurs comme base de tous les mélanges.
L'administration coloniale relaie parfois le discours des négociants normands. L'ingénieur de l'inspection des stations d'essai et laboratoires écrit dans deux articles du Bulletin économique de Madagascar, en février 1933 et janvier 1934., que l'île, avec son Kouilou, ne produit que «des cafés secondaires de goût neutre», utilisables dans des mélanges, et dans la limite de 15 à 20 % seulement, arguments repris par Édgar Raoul-Duval et Léon Regray dirigeants du syndicat du commerce des cafés du Havre. Ils dénoncent, eux, en particulier l'effet pervers des primes et "taux de protection de 80 % pour le libérica de Côte d'Ivoire et seulement 57 % pour l'arabica de Madagascar" (même si les régions où l'on pouvait cultiver sont fort limitées).
Une fois le marché à terme créé, les autorités veulent pousser aussi le Robusta par l'aide agronomique. L’idée de créer un organisme capable de promouvoir la recherche dans les colonies françaises fut exprimée pour la première fois, en 1937, sous le gouvernement de Léon Blum et les stations de recherche existant sur le terrai, au Dahomey ou en Centrafrique préparent sa création.
Le désir de valorisation agricole des colonies est alors si important en Europe que le café est considéré comme un produit stratégique, dont la culture est fortement recommandée par les autorités administratives. Elle bénéficie ainsi de mesures particulières: exemption de droits de douane et contingentements. Le projet d’extension des plantations coloniales amène à acheminer aussi de force des travailleurs des régions de savane ou des colonies sahéliennes vers les zones caféicoles, pour répondre aux besoins croissants en main-d’œuvre.

##### En 1938, l'invention du café soluble permet de recycler les stocks
Malgré les plans de rétention brésiliens de 1906, 1917 et 1921, le pays recommence à produire massivement dans la seconde partie des années 1920. Le krach de 1929 et le profond ralentissement économique mondiale qui le suit déclenchent un « krach de 1930 » sur le marché du café, dont les effets s'ajoutent à ceux de l'invasion, au Brésil, du scolyte des cerises de café, un minuscule coléoptère parasite de la taille d'une tête d'épingle, de couleur brun foncé, appelé aussi "Stephanoderes", qui avait freiné la production à partir de 1928 au Brésil.

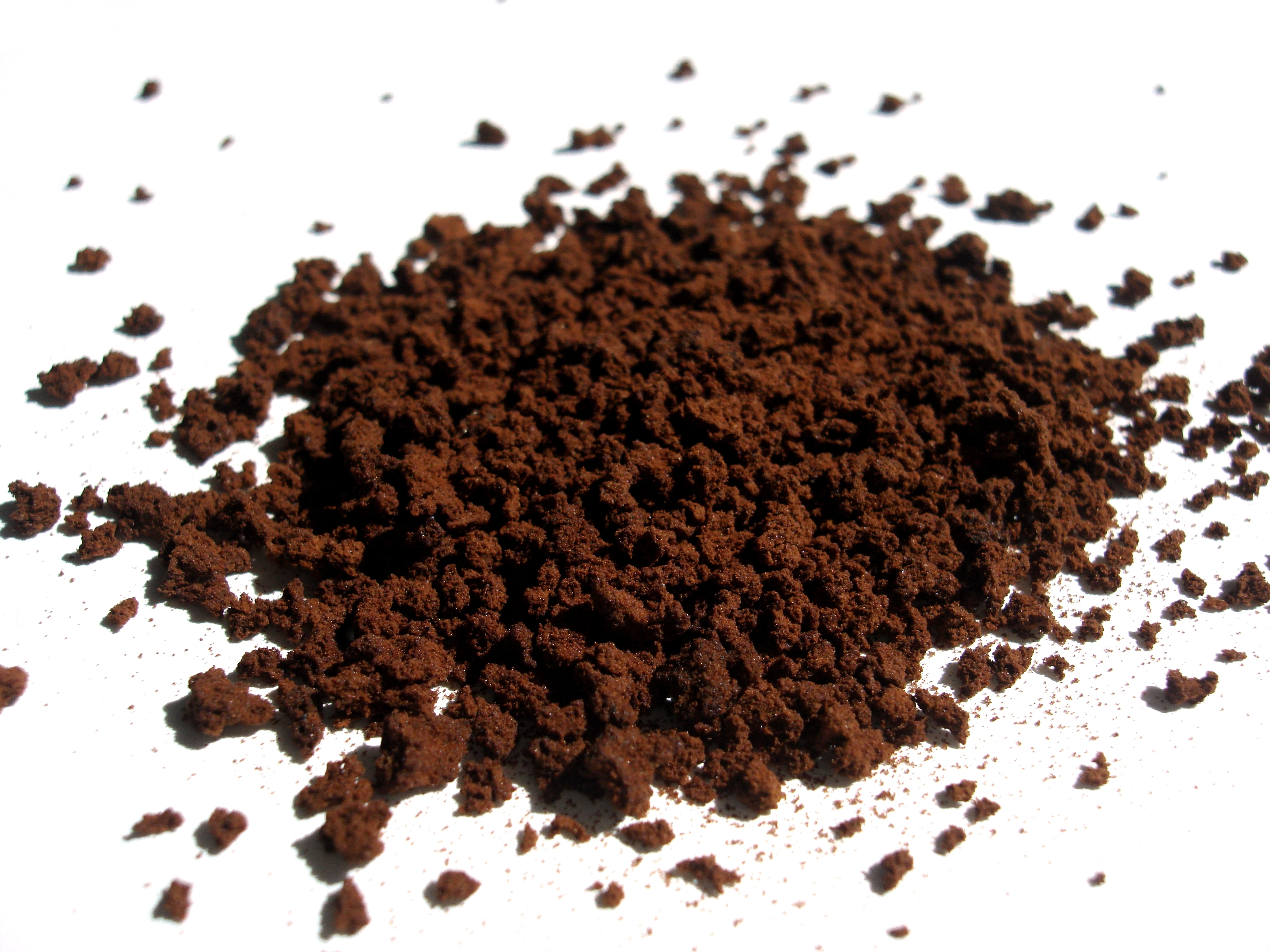
Café instantané

Pour maintenir les prix de vente et empêcher l'effondrement du marché, le Brésil est contraint de non seulement détruire des plantations mais de jeter à la mer ou brûler des stocks considérables de café, de la qualité la plus faible. Sur la période comprise entre avril 1931 et juillet 1944, il détruit 78 214 253 sacs de café, soit près de 5 millions de tonnes, ce qui eut suffi à ravitailler l'Europe en café.D'autres récoltes sont volontairement diminuées dans d'autres pays.
Dans les années 1930, l'office brésilien du café demande aussi à Nestlé, dirigé par Auguste Roussy, de développer des « cubes de café », qui par simple adjonction d'eau chaude devraient permettre d'avoir instantanément un café. Un moyen d'écouler les stocks de café brut. L'invention du café soluble par le Néo-Zélandais David Strang ou l'Américain Satori Kato, en 1901, n'avait jusqu'ici guère réussi. En Suisse, une équipe est créée avec le professeur Paul Dutoit et le chimiste Max Morgenthaler (1901-1980). Les premiers essais ne sont pas concluants et la direction générale demande de les cesser. Mais Max Morgenthaler poursuit ses recherches dans sa maison. Il trouve enfin la formule : le grain est torréfié, moulu et passé dans de grosses cafetières, puis déshydraté. On ajoute ensuite des hydrates de carbone sans goût pour faciliter le séchage. Nescafé, qui perfectionna le procédé, fut créée en 1938. Les procédés de lyophilisation mis au point par le National Research Corp (NRC) lors de la Seconde Guerre mondiale ont indirectement contribué au perfectionnement du café instantané. À l'origine conçus pour la préparation de la pénicilline, du plasma sanguin et de la streptomycine pour l’armée américaine, ces procédés sont recyclés par le NRC.

#### En Afrique, les colons face à la montée d'une caféiculture indigène «libre»

##### À partir de 1929, les colons blancs du Kenya dans le viseur de Londres

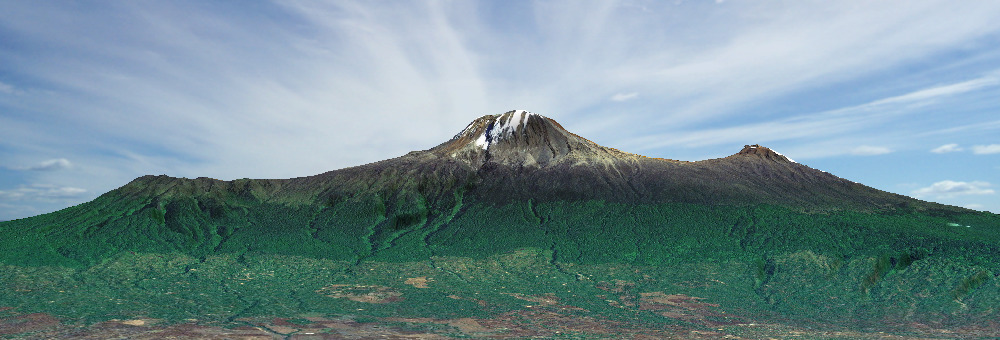
Le Kilimandjaro formé du Shira (à gauche), du Kibo (au centre) et du Mawenzi (à droite).

En 1929, le gouvernement anglais s'étonne des différences de traitement entre caféiculteurs noirs et blancs dans ses trois colonies d'Afrique de l'est, les futurs Ouganda, Kenya et Tanzanie. Il demande que le problème soit examiné de près par les trois administrations coloniales britanniques. Celles-ci s'étaient en effet montrées très soucieuses, dans leurs politiques caféières, lorsque l'Angleterre avait récupéré l'Afrique orientale allemande après la Première Guerre mondiale. Le futur Kenya avait décidé de s'appuyer essentiellement sur les agriculteurs d'origine européenne, pour pallier les catastrophes démographiques qui avaient décimé les populations Kikuyus et Maasaï à la fin du siècle précédent, ce qui s'est traduit par de profondes discriminations dans l'accès à la terre tandis que le futur Ouganda fit le choix inverse dès 1822. Le Tanganyka, colonie allemande moins bien équipée sur le plan ferroviaire, ménagea lui les deux populations.
Dans l'ex-colonie allemande, sur le versant sur du Kilimanjaro, la caféiculture chez les Chagga (peuple) commence à devenir significative, vers 1818-1823. Elle se heurte à des résistances et jalousie des colons européens. Dès 1923, l'association des planteurs du Kilimandjaro, demanda à ce que la caféiculture soit interdite aux Africains, comme c'était le cas sur le versant kényan du grand volcan. Elle fit même pression en 1924 pour que toutes les pentes du volcan soient rattachés à l'administration coloniale du futur Kenya. En 1925, rejoints par les planteurs blancs du Tanganyika, ils obtinrent que leurs concurrents noirs soient cantonnés à la culture moins rémunératrice du robusta.
Face aux demandes de la métropole, l'administration blanche du futur Kenya accepte en 1934 de lancer des cultures par les Africains, dans trois districts éloignés de ceux cultivés par les Européens, le Kisii, le Meru et l'Embu, mais les colons blancs s'y opposent avec virulence. Résultat de ces tensions, la caféiculture au Kenya, jusqu'ici première d'Afrique, plafonne à 20,777 tonnes par an en 1935 puis chute drastiquement, sur une surface totale de 42,317 hectares.

Carte de la répartition des peuples et tribus autour du Kilimandjaro.

##### En 1930, la pétition des colons français de Madagascar
Dans les années 1920 et 1930, les colons français tentent de faire interdire les plantations de café opérées par des indigènes sur la côte est de Madagascar. Une pétition est transmise en octobre 1930 au gouverneur général Léon Cayla, arrivé en mai 1930, évoquant le «danger d'un prolétariat européen, dans une masse indigène qui va se retrouver elle-même réduite à la misère, à la famine et déçue pour avoir voulu imiter l'exemple des Européens». Mais l'administration prend parti pour les indigènes en constatant que leurs cultures sont plus efficaces. En passant de 12 000 à 25 000 km, la longueur du réseau routier double en neuf ans, sous le mandat de Léon Cayla, le "gouverneur du café".
Après le premier effort de plantation des années 1924-1929, le krach de 1929, et la forte baisse des prix se traduit pour les planteurs par des chiffres-chocs : 20 francs le kilo de café à l'âge d'or (juillet 1926), 9 à 10 francs en 1928, considéré comme le juste prix, équivalent à celui de 1915, 5 francs fin 1929, prix qu'ils affirment être le coût de production, et 3,5 à 3 francs fin 1930, prix qui, assurent-ils, les réduit à la ruine, les plantations devant être abandonnées. Léon Cayla demande à Paris des mesures d'exception. Mais le ministère du Commerce, qui veut ménager le Brésil et Haïti, refuse l'incorporation aux droits de douane des taxes de consommation et d'importation réclamée par Cayla. En échange, les colonies obtiennent le système des primes au café institué par la loi du 31 mars 1931 et les décrets du 31 mai 1931, fondé sur la redistribution, aux exportateurs coloniaux, du produit d'une taxe spéciale de 0,1 francs par kilos sur tous les cafés entrant en France.
Léon Cayla s'engage à fond en 1931 dans l'aide aux planteurs, allant jusqu'à prélever sur la caisse de réserve de Madagascar, au point de la vider, les fonds prévus. Le soutien à un niveau élevé des prix du café en 1931-1932, donne un coup de fouet décisif à la production paysanne. D'une année à l'autre, les plantations indigènes passent de 32 000 à 49 000 hectares, alors que celles des colons stagnent autour de 20 000 hectares pendant toute la décennie. Le rapport entre le prix du café vendu et le prix du riz acheté, jugé intéressant par les communautés dès lors qu'il est supérieur à 3, évolue à la faveur de la baisse profonde et continue des cours du riz de 1926 à 1937.
Résultat, dans les années 1930, Madagascar accentue encore sa position de principal exportateur de café dans l'ensemble francophone africain avec 83 % du total, encore un peu plus qu'à l'issue des années 1920. La vague de plantations massives de 1931-1933 fait monter la production à 30 000 tonnes par an en 1937-1939 (six fois le tonnage d'il y a dix ans), essor exclusivement paysan, la production des colons stagnant autour de 7 000 tonnes. La Côte d'Ivoire complète pour faire passer les colonies françaises de 21 000 à 50 000 tonnes.
.

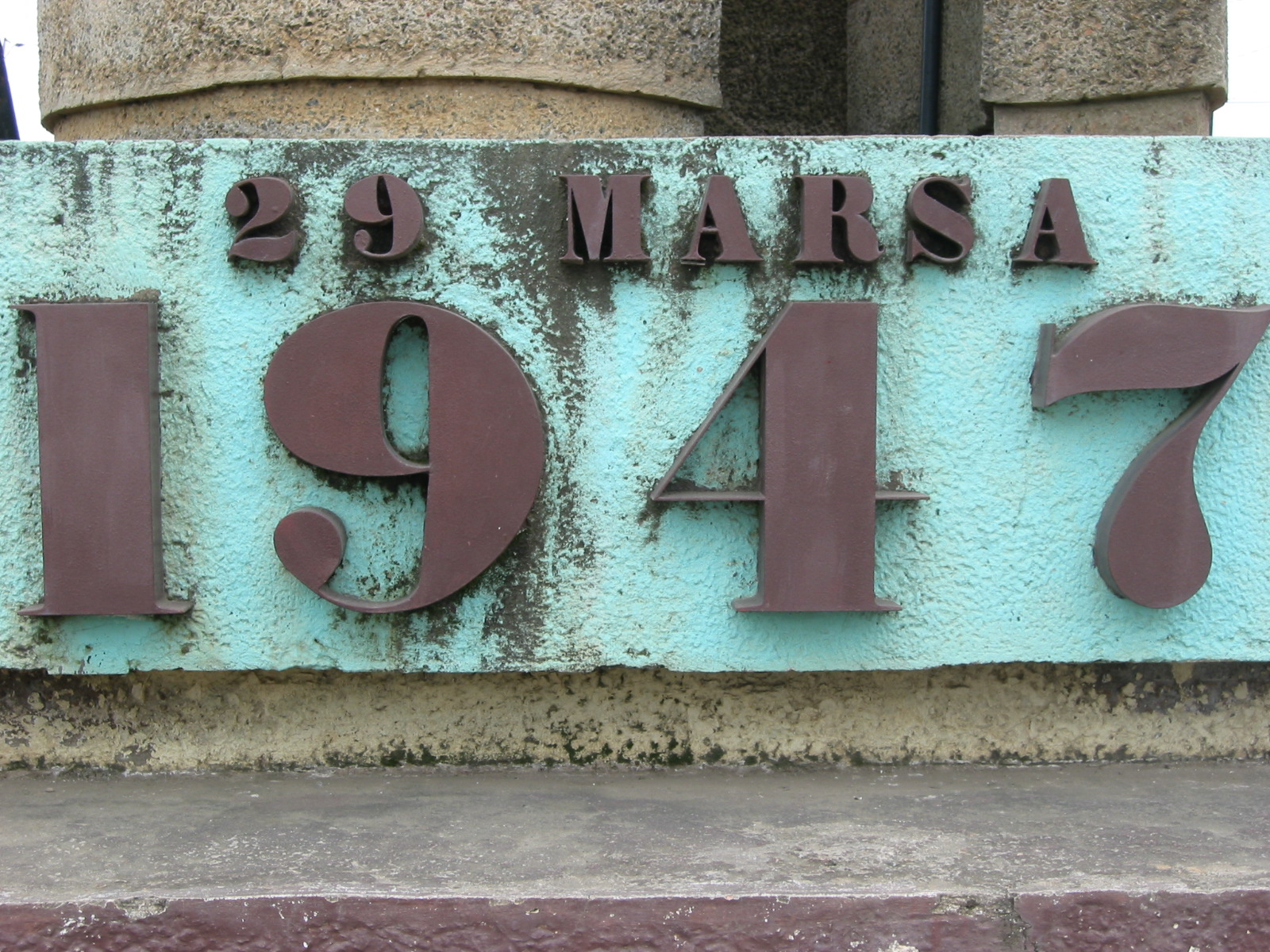
Monument malgache commémorant le soulèvement de 1947-1948.

Pour mettre en valeur sa « grande réussite », l'administration coloniale lance, elle, un grand plan de développement de l'Arabica, qui avait été introduit par les réunionnais mais presque entièremennt détruit par les parasites. L'administration coloniale promeut aussi un encadrement technique des paysans dont l'objectif avoué est la disparition des commerçants asiatiques, tentatives interrompues par la guerre, dont l'issue sera défavorable. Ensuite l'Insurrection malgache de 1947-1948, accompagnée de massacres de colons français et de Malgaches non-indépendantistes, fut suivie d'une terrible répression conduite par l'armée française qui fit plusieurs milliers de morts et d'une baisse de production de café au début des années 1950. Certains négociants français comme la Société commerciale interocéanique, implantée à Manakara, se spécialisent dans le café malgache en 1950, anticipant la reprise, qui va culminer en 1979 à 69 470 tonnes. Les cafés Ancel, autre maison du Havre, sont à Tamatave.

##### En 1931, la brochure "pour le café" des écoles du Rwanda-Burundi

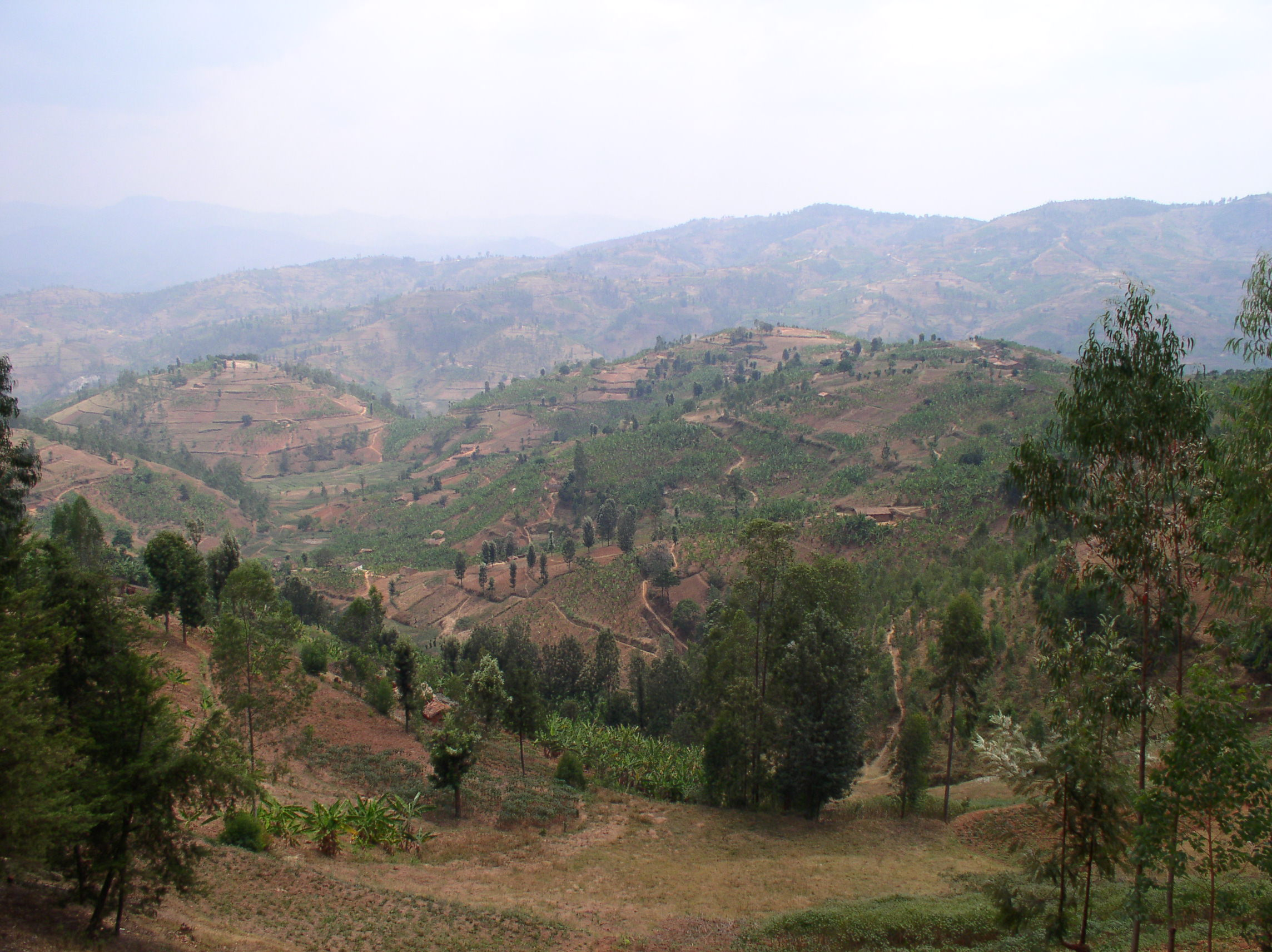
Les mille collines du Rwanda dans la région de Gitarama.

L'ex-Afrique orientale allemande (actuels Burundi, Rwanda et partie continentale de la Tanzanie) cultive un arabica parmi les plus doux du monde, qui s’est développé vers les années 1930 sous la colonisation belge au Ruanda-Urundi. L'extension de la caféiculture, pour laquelle toutes les autorités européennes sont mobilisées dès 1930, via des agronomes et moniteurs-café « indigènes » joue la carte de la pédagogie. Tous les textes parlant du café, à commencer par une fameuse brochure élaborée en automne 1931, devaient être disponibles dans les écoles. Comme à Madagascar, l’essor du caféier, entre 1930 et 1938, a créé un climat de contradiction majeure entre colons et administration, y compris dans la région voisine et non-caféière du Congo, dont les enjeux sont successivement la concurrence économique entre Blancs et Noirs et la question de la rémunération du travail des producteurs africains.
Un "programme-café", soutenu par le vicaire apostolique, Julien Gorju, qui espère que l’argent stabilise des populations enclines à émigrer vers des pays protestants, est donc mis en place vigoureusement en 1938. La cartographie du courant migratoire défavorise les régions à grande densité caféicole (Ngozi et Kitega), du moins avant les années 1950, le caféier devenant ensuite un facteur plus efficace de stabilisation des populations. Dans les années 1940, le traitement des populations africaines change : la Belgique remplace les jeunes techniciens européens par des Africains formés à l’occidentale, les lauréats de l’école d’Astrida (Butare), créée en 1932 au Rwanda. Le cercle des jeunes « Astridiens » acquiert les principes de liberté et d’égalité, mis au service du mouvement d’émancipation politique, au Rwanda ou au Burundi, devenant un foyer de nationalisme moderne.

##### En 1932, une loi foncière au Cameroun, pour la caféiculture Bamiléké
La loi française du 21 juillet 1932 prévoit de transférer des terres aux chefs Bamilékés pour les fidéliser et ils reçoivent des plantations de plus de 5 hectares avec 5 000 à 15 000 caféiers. Comme au Kilimandjaro, le droit de cultiver la terre et la posséder devient central en raison des revenus importants du café. Des coopératives caféières sont fondées en 1932-1933, à Dschang et Foumban.
Entre 1930 et 1950, plus de 100 000 jeunes Bamilékés ont quitté leurs villages de montagne pour aller travailler dans les plantations au sud. Les français décident de mettre en valeur la haute terre volcanique, propice à la caféiculture, alors que les ex-plantations allemandes de la côté sont sous mandat britannique. Mais l'administration française a freiné l'extension de cette culture par crainte de voir le pays bamiléké, déjà très peuplé, souffrir de disette si l'on plantait du café dans des zones réservées aux cultures vivrières,.

##### En 1934, les cultures interdites du Kivu, dans le grand Est du Congo belge
Au Congo belge, le krach de 1929 n'a pas vraiment stoppé l'essor agricole : après un décollage en 1928, la production caféière a été multipliée par vingt en six ans pour atteindre 12,000 tonnes en 1934. Comme à Madagascar cinq ans plus tôt, la discrimination anti-indigènes se déchaine, mais elle est relayée à haut niveau. Paul Charles, ministre des colonies, veut stopper cette progression et Robert Godding, administrateur de sociétés, sénateur d'Anvers et futur ministre des colonies, demande que le planteur congolais ne se pose pas en "concurrent des planteurs européens", favorisés par les autorités: le décrêt du 20 mai 1933 accorde une grosse concession dans l'huile de palme, sous forme de monopole au géant de l'agroalimentaire Unilever, assortie de travail obligatoire.
Pierre Ryckmans, l'ex-commissaire royal du Rwanda-Burundi, devient gouverneur général du Congo belge, le 14 septembre 1934, ainsi que du Ruanda-Urundi qui fut annexé au territoire du Congo. Pierre Ryckmans avait été en 1930 le juriste conseil de la société coloniale anversoise, la Bamboli, qui a planté 200 000 caféiers et se plaint qu'il y en ait un million cultivés par des Congolais en Faradje et Mahaji, territoires de la partie orientale du Congo belge. Il tente de rassurer son ex-société. L'administration cède à la pression de l'Association des Planteurs de Café du Congo belge (APCCB) et présente au Conseil colonial un projet de décret sur les licences d'importation, qui prévoit par ailleurs une limitation des surfaces plantées en café.

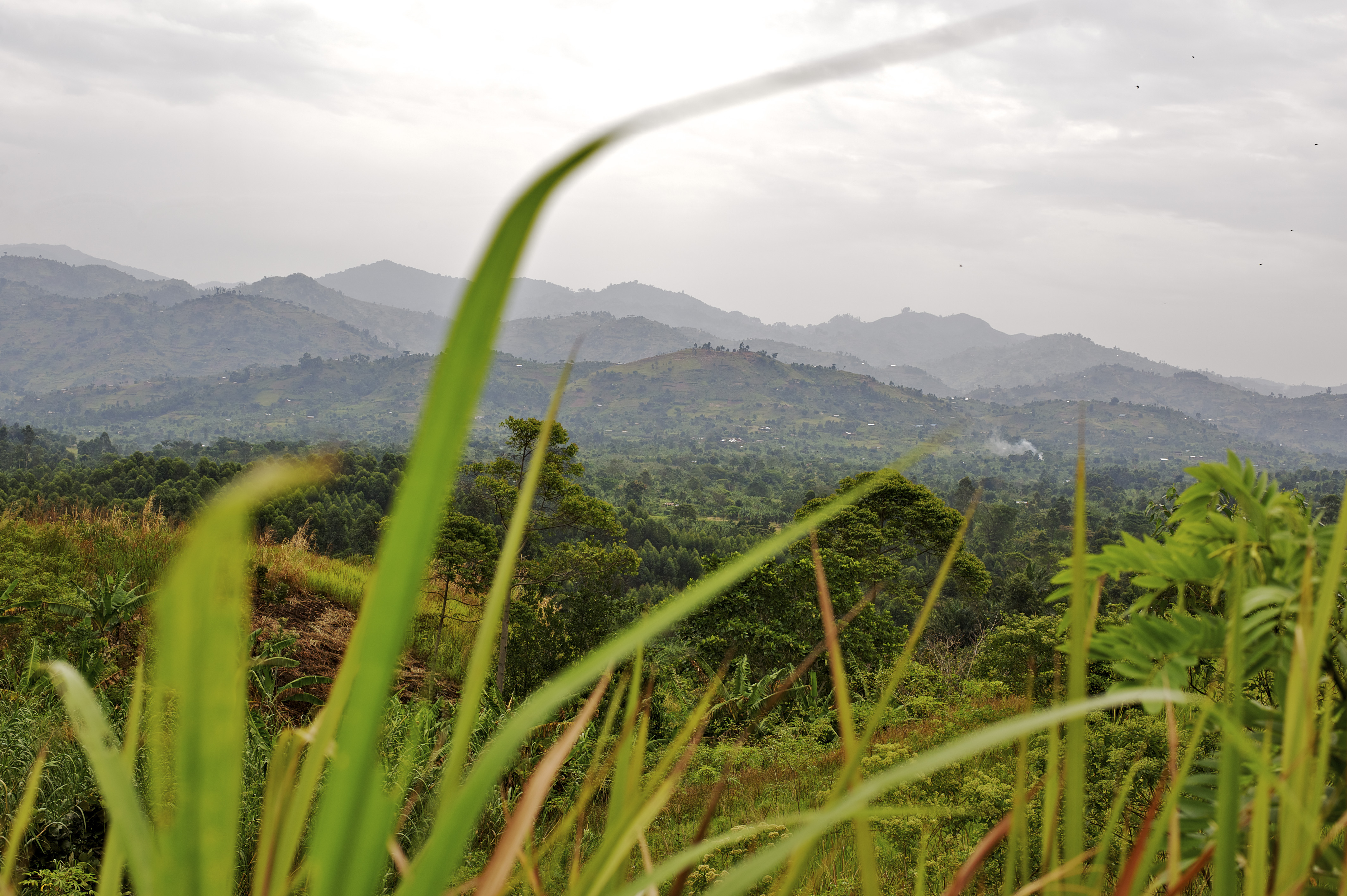
RDC plantation de café.

Du coup, la récolte congolaise progresse finalement peu sur l'ensemble des années 1930 alors que celle du coton est passée" de 220.000 à 370,000 hectares. Malgré leur souhait de participer à l'expansion caféière, les congolais de souche ne cultivent toujours en 1939 que 3,500 hectares de café sur les 56,000 hectares de la colonie. Les années 1937, 1938 et 1939 ont pourtant été fastes pour le café, avec une hausse globale de la récolte de 30 %. Mais nécessité de freiner la culture du café du fait d'un fléchissement des cours mondiaux, se heurte aux injonctions des sociétés bien représentées à Anvers et Bruxelles, comme le comptoir colonial Belgika, fondé en 1894. Dès la période 1928-1929, la multiplication des plantations congolaises avait bénéficié de bienveillance, par les grandes sociétés coloniales comme le montre l'activité de 1929 :
- Le groupe Crégéco — Banque de Bruxelles — était intéressé à trois filiales plantant le café sur des surfaces importantes.
- La Sécia plantait des caféiers intercalés dans des centaines d'hectares peuplés d'hévéas.
- La Socouélé retenait plusieurs centaines d'hectares pour y cultiver le café.
- La Comanco reprenait 300 hectares de caféiers.

La diffusion par les agronomes du tout nouveau Robusta à partir de 1935 rend encore plus difficile à accepter, pour les congolais "indigènes" de l'Est de la colonie. Après 1940, des "comités de défense" sont créés dans l'Est, à Stanleyville, le lieu le plus lointain que l'on peut atteindre par bateau en remontant le fleuve Congo depuis Kinshasa, et à Costermansville, sur la rive sud-ouest du lac Kivu, les planteurs de café et de quinquina se disant victimes « à la fois de la passivité du gouvernement et de sa complicité avec les grandes sociétés ».

### Années 1940: changements botaniques, politiques et sociaux
Les combats de la Seconde Guerre mondiale relâchent la pression dans la plupart des colonies européennes qui fonctionnaient sur des règles très strictes tandis que l'encadrement des plantations est parfois mobilisé. L'une des conséquences de la guerre est l'expropriation des latifundistes allemands du Guatemala, car le pays s'est engagé dans la guerre aux côtés des États-Unis. Lors des Élections législatives allemandes de novembre 1933, la communauté du Guatemala avait voté à 98 % pour le parti nazi d'Adolph Hitler.

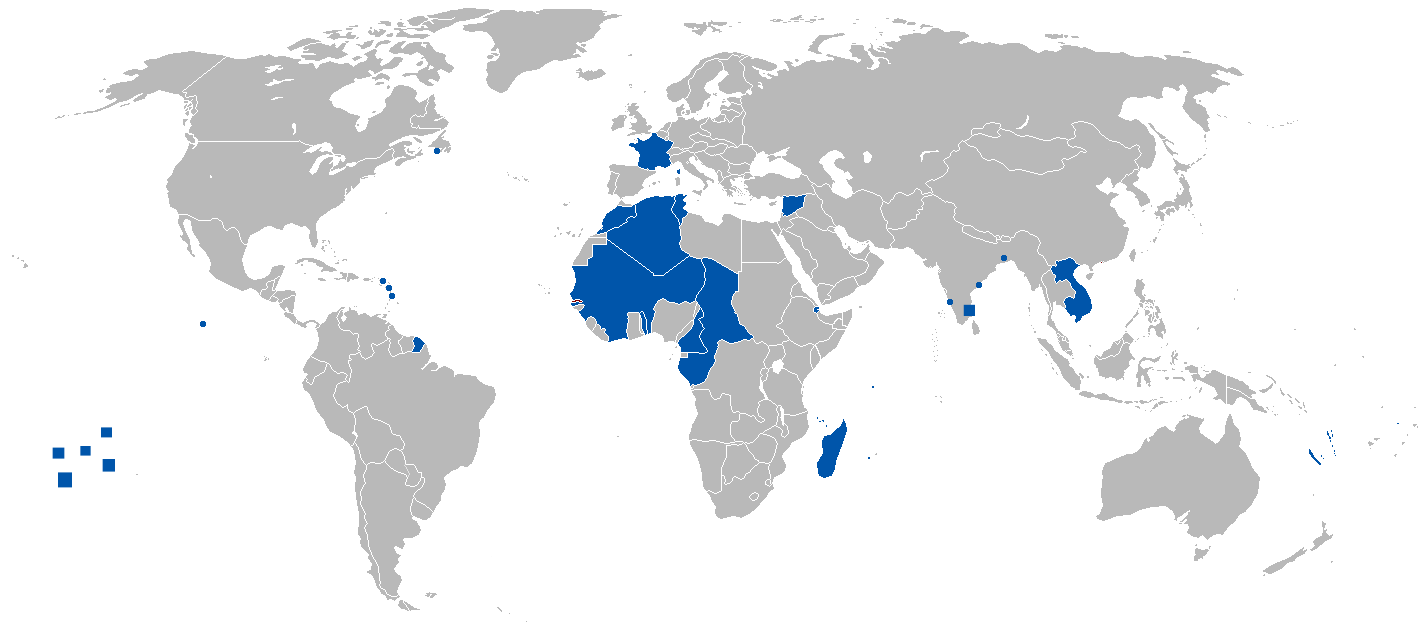
Empire colonial français en 1920.

#### Gestion intelligente par le Brésil des cours et stocks mondiaux
La Seconde Guerre mondiale et les années qui suivent immédiatement donnent au Brésil l'occasion de piloter un triplement des cours mondiaux du café, par la réduction drastique de sa production et surtout des stocks gérés par le gouvernement de Brasilia. Estimés à un demi-million de tonnes en septembre 1945, ils ont diminué à 120 000 tonnes fin 1948 avant d'être épuisés dès la fin de 1949.
En 1948, le café fait partie des sept ou huit produits agricoles valant trois ou quatre fois plus qu'avant-guerre, sans freiner la forte hausse de la consommation aux États-Unis, alors qu'elle reste rationnée dans bien des pays européens, comme la France, où l'écrivain à succès Alphonse Boudard en fait le titre du roman grivois "Le café du pauvre".
| Zones d'Afrique | Afrique orientale | Congo Belge | Afrique occidentale française | Afrique occidentale | Angola | Madagascar |
| Avant-guerre    | 44                | 18          | 8                             | 6                   | 17     | 24         |
| 1946-47         | 47                | 29          | 37                            | 19                  | 53     | 30         |
| 1947-48         | 63                | 22          | 36                            | 16                  | 53     | 28         |

Les importations mondiales de café dépassent pour la première fois le milliard de dollars en 1949 et les 2 millions de tonnes. Le Brésil ne représente alors plus que 50 % de la récolte mondiale contre 60 % avant la guerre, la production du reste du monde ayant parallèlement augmenté d'un quart, volume insuffisant pour compenser le retrait brésilien. Les deux tiers de l'ajustement viennent de l'Afrique anglaise et portugaise, où les récoltes ont plus que doublé au cours de la décennie, ce qui rend d'autant plus spectaculaire le rattrapage opéré ensuite pendant les années 1950 par l'Afrique francophone, décimée par les maladies : la zone équatoriale et le Cameroun ne produisent plus chacun que 7 000 tonnes, tandis que Madagascar a vu sa production baisser d'un quart. La caféiculture de Côte d’Ivoire représente en 1948 environ 175 000 hectares de plantations africaines, de petites surfaces et 25 000 hectares de grands domaines "européens" comme la Société des plantations de l’Afrique occidentale (SPAO) et ses 1 000 hectares de caféiers Indénié à Eloka, près de Bingerville.
La politique brésilienne, dans le droit fil des rétentions de 1906 et 1917 ou de celle de 1933 joue astucieusement sur le manque d'informations en provenance des territoires isolés par le conflit mondial, les conflits liés à l'indépendance ou les parasites. Ensuite, en 1950, la FAO publie son premier rapport annuel qui consacre un chapitre entier à l'offre et la demande de café, permettant de se faire une idée plus précise et d'anticiper la tendance des cours mondiaux, qui reste alors résolument orientée vers une hausse ample et durable.

#### En 1947, la Trachéomycose du caféier frappe les plantations de Côte d'Ivoire
Cette maladie avait déjà causé des dégâts considérables sur Excelsa en République Centrafricaine, de 1937 à 1939, mais avait également été soupçonnée de méfaits dès 1937 dans la région d’Agboville. C'est à partir de 1947 que ses attaques deviennent le plus préoccupant. Certaines études régionales précises réalisées dans les années 1948-1950 soulignent le caractère foudroyant de l’épidémie : 80 % de la récolte est anéantie. La maladie y frappe surtout les plantations les plus étendues, créées par les immigrants Malinké, Baoulé ou européens, dont la surface peut atteindre plusieurs dizaines d’hectares. Les plantations des Bété autochtones dépassent rarement un hectare.
À la suite des dégâts causés par cette maladie, dès 1955 les Indéniés ne représentaient pas plus de 2 % de la production totale ivoirienne, 98 % étant constitués par le Robusta et le Kouilou. Plus généralement, la maladie provoque une remise à plat du verger ivoirien. La production caféicole ivoirienne était surtout constituée de « gros Indénié » et de « Kouilou » peu productifs. Les Excelsoïdes et les Libéroïdes disparaissent, les premiers brutalement éliminés par la Trachéomycose du caféier, les seconds par simple vétusté. Les planteurs préfèrent enrichir le patrimoine génétique des caféiers par des prélèvements sur la flore sylvestre environnante, surtout en canephoroïdes, et des vagues d’introductions effectuées du Congo belge, le « Robusta INEAC », productif et résistant à la trachéomycose.
Les agronomes se sont en effet rapidement aperçus que tous les Kouilou et Indéniés étaient très sensibles à la maladie, selon les expertises de Henri Jacques-Félix, qui avait parcouru le Cameroun d'octobre 1938 à mai 1940. En avril 1956, une conférence internationale s’est tenue à Yangambi, réunissant des phytopathologistes qui ont conclu que la seule méthode de lutte réellement efficace consiste en l’élimination systématique des caféiers atteints, dès l’apparition des premiers symptômes externes. Par ailleurs, la conférence conclut que l’abandon des caféiers Indénié ne parait. pas souhaitable. En 1956, la Côte d’Ivoire n’a exporté que 500 tonnes d‘Indénié.
En 1947, la maison de négoce havraise Soyer Devaux recevait encore d'importantes quantités d'Indénié de Côte d'Ivoire.

#### En 1944 au Guatemala, les réformes agraires après le départ des Allemands
Pendant la guerre, le départ des Allemands est réclamé par les États-Unis, auxquels le pays s'est joint pendant le conflit militaire. Entre 1944 et 1954, la caféiculture au Guatemala change de visage, à la suite d'une série de réformes agraires et d'une nouvelle vague d'expropriation de planteurs allemands.
En 1944, un groupe d'officiers de gauche renverse le dictateur Jorge Ubico. Parmi eux, le nouveau président Juan José Arévalo et son futur successeur, nommé ministre de la Défense. Leur objectif est de réformer un pays où 2 % de la population détient 72 % des terres arables, principalement de café, dont 12 % seulement utilisées. Une première vague de réformes est lancée par Juan José Arévalo Bermejo. Une seconde vague de réformes agraires au Guatemala aura lieu en 1951, dans le sillage d'une alternance politique.

#### En 1948, la "Violencia" en Colombie
Les travaux de la commission officielle mise en place par le premier gouvernement colombien dit « de Front National ont mis en évidence, pour la partie centrale de la Colombie, l'importance du rôle joué par les spoliations de terres caféières dans "La Violencia", période de guerre civile de 1948 à 1960 qui provoqua la mort de près de 300 000 Colombiens sur une population estimée à 15 millions d’habitants. Les conservateurs et libéraux modérés continuent à coexister au sein d' organismes économiques comme la Fédération nationale des caféiculteurs de Colombie mais la guerre civile fait rage dans l'Eje cafetero.
Le président libéral Alfonso López Pumarejo avait promu en 1934 une réforme agraire assurant des droits aux métayers et exigeant la restituion des terres non productives à l’État. Les plus grands propriétaires terriens, réunis dans l’Association Patriotique Économique Nationale, lancent alors l’offensive militaire, qui s'aggrave sous le conservateur Mariano Ospina Pérez (1946-1950) par des assassinats politiques.

#### En 1949, les conséquences de la guerre d'indépendance en Indonésie
La proclamation de l'indépendance de l'Indonésie, le vendredi 17 août 1945, deux jours après la fin de la Seconde Guerre mondiale marqua le début d'une lutte diplomatique et d'un conflit armé avec les Pays-Bas. Le pays colonisateur ne reconnut qu'en 1949 l'indépendance de l'Indonésie. Le long conflit, que les Indonésiens appellent Revolusi, a eu pour effet de réduire à seulement 20 000 tonnes par an la récolte caféière d'un des plus grands producteurs mondiaux, qui ne se rétablira que quelques décennies plus tard.

### Le début des années 1950: révoltes et réformes agraires
De 1947 à 1956, le cours du café passe de 25 cents à 70 %, presque un triplement en dix ans, ce qui favorise la croissance de l'offre dans de nombreux pays, mais de manière très différente selon les continents: Le Brésil n'exporte plus en 1962 que 40 % du café dans le monde contre 50 à 60 % avant la Seconde Guerre mondiale alors qu'avant 1914 sa part atteignait 80 % du café consommé. Inversement, les pays africains de la zone franc exportent désormais environ 10 % du café consommé dans le monde, alors que leur part n'était que de 2 % avant la Seconde Guerre mondiale. En 1939, le volume de la production africaine représentait 1,6 million de sacs sur une production mondiale de en 1956. En 1956, c'est 8,2 millions sur un montant quasi inchangé de 42,2 millions de sacs, principalement répartis entre Côte d'Ivoire, Cameroun, Madagascar, Guinée, Éthiopie, Ghana, Libéria, les colonies espagnoles et le Congo belge.

#### En 1949, les dégâts humains de l'insurrection à Madagascar
L'insurrection de 1947 a eu lieu dans toute l'île mais avec une intensité particulière dans les zones de culture du café de la côte est. La révolte est matée par une violente répression qui cause la mort de 8 000 à 12 000 personnes environ et qui servira de prétexte à la dissolution du MDRM, formation politique légale qui milite pour l’indépendance dans le cadre de l’Union française et a trois députés au parlement français. Certaines estimations, allant de 80 000 à 100 000 morts, ont été récemment contestées, alors qu'elles sont issues d'une estimation militaire française de 89 000 morts, dont 75 000 tués par les insurgés datant de 1949 et reprise par le principal spécialiste de la question en 1974, Jacques Tronchon. Selon l'historien Jean Fremigacci le bilan s'établit ainsi :
- jusqu'à deux mille civils tués par les insurgés ;
- mille à deux mille civils tués par des soldats français ;
- cinq à six mille insurgés tués au combat ;
- vingt à trente mille insurgés morts de malnutrition ou de maladie.

Le conflit se poursuit en 1948 et l'activité économique est ralentie jusqu'en 1949. La terrible répression fut suivie d'une baisse de production de café au début des années 1950. Certains négociants français comme la Société commerciale interocéanique travaillent à la relance du café malgache en 1950, anticipant la reprise progressive de la production. Elle est implantée à Manakara, tandis que les cafés Ancel, autre maison de négoce du Havre, sont à Tamatave. Les deux tiers de l'activité de la maison Rufenacht proviennent de cafés coloniaux et son chiffre d'affaires décuple entre 1947 et 1953. Elle est approvisionnée par l'Industrielle et commerciale de l'Émyrne en arabica des hauts plateaux malgaches.

#### En 1950, le "Meru Land Case" autour d'un volcan de Tanzanie
Au début des années 1950, l'histoire de la caféiculture est marquée par l'expropriation très conflictuelle des Rwas, qui vivaient, à l'est du Mont Méru, en contrebas de la montagne, en Tanzanie, à la suite d'un conflit foncier qui les rendit célèbres : le Meru Land Case. Les Britanniques administraient alors le Tanganyika sous mandat de l'ONU. Afin d'harmoniser la répartition des terres entre colons et agriculteurs africains autour du Kilimandjaro et du Mont Méru, ils nommèrent un expert, le juge Mark Wilson. Son rapport, remis en 1947, préconise l'expropriation des territoires pastoraux des Rwas, pour y installer des colons anglais.
Les Rwas s'opposèrent à leur expropriation, au cours d'un mouvement mené par les premiers lettrés luthériens. L'un d'eux, l'émissaire Kirilo Japhet, est envoyé à New York en 1952 pour défendre la cause de son peuple devant le Conseil de tutelle des Nations unies. Kirilo Japhet est alors le dirigeant du mouvement Meru Citizens Union Freemen, mais aussi un leader d'un nouveau parti politique, la Tanganykan African Association (TAA). La TAA est alors aussi très active, depuis 1949, chez les planteurs de café à l'autre bout de la Tanzanie, où ils ont contribué à la création de coopératives.
Lors de son séjour aux États-Unis, Kirilo Japhet noua des contacts avec ses coreligionnaires luthériens. Grâce à ces liens d'amitié, deux ans plus tard, un autre jeune luthérien, américain cette fois-ci, Anton Nelson, « volontaire du progrès » avant la lettre, fut invité par les Rwas à venir les aider à développer leur coopérative et leur caféiculture.

#### En 1952, la revendication des terres par les Kikuyu, autour du Mont Kenya

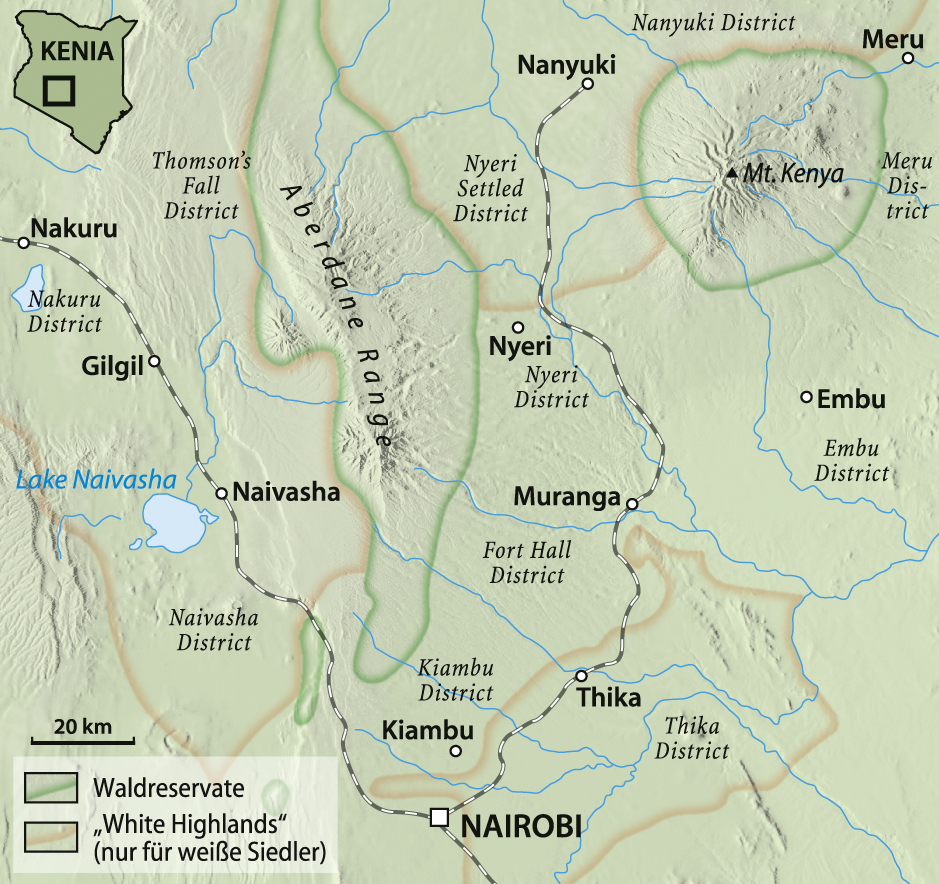
Réserves africaines et White Highlands.

En octobre 1952, après une campagne de sabotages et d'assassinats imputée à des terroristes Mau Mau, le pouvoir colonial anglais déclare un état d'urgence et organise des opérations militaires. Fin 1956, selon l'historienne Caroline Elkins plus de 100 000 rebelles et civils ont été tués au cours des combats ou dans les massacres qui caractérisent la répression et plus de 300 000 autres Kikuyu sont détenus dans des camps. Ce violent conflit anticolonial est appelé révolte des Mau Mau, mouvement insurrectionnel d'un groupe qui agit au nom des Kikuyus.
Dans cette Afrique orientale britannique, des missionnaires français avaient apporté en 1901, près de Nairobi, l'arabica cultivé par le père Alexandre Le Roy dans la Mission des Pères du Saint-Esprit, à Morogoro, qui fut le point de départ des grandes plantations au Kenya, où l'implantation de colons anglais fut très importante. Une production de café par des africains a émergé en 1927, localisée à 83 % autour de Nairobi, mais les colons encaissent 80 % des recettes agricoles totales de ce qui est depuis 1920 « protectorat du Kenya ». Des squatters des Hauts Plateaux, laissés en friche par leurs propriétaires blancs, sont expulsés à partir de 1937 et les Britanniques placent des chefs à leur solde brisant la solidarité, l’alternance générationnelle, et le respect d'institutions comme les conseils. Ils choisissent comme chef indigène du Kiambu un chasseur et riche propriétaire terrien, activité pourtant négligeable dans le cadre de la société Kikuyu. En 1944, les colons blancs créent un parti à la sensibilité proche de l’Apartheid, nommé « l’Electors Union ».
Jusqu'en 1951, les blancs monopolisent la caféiculture au détriment des Africains, pourtant en pleine expansion démographique. Lié à l’agriculture jusque dans ses légendes, le peuple Kikuyu subit une pénurie de terres, d'où la surexploitation des sols et une chute de la productivité agricole. La moitié d'entre eux n'ont aucune terre, et la rétention des meilleures par les colons blancs, y compris dans des zones d'altitude sous-exploitées, fait monter la tension.
Après la Révolte des Mau Mau, le Foreign Office prend conscience de la nécessité de prévoir des élections, avec un collège électoral réduit, à la suite des pressions de dirigeants syndicalistes comme Tom Mboya. La Constitution Lyttelton de 1954 autorise à nouveau les partis politiques africains, engage un dialogue avec les meneurs et constitue un Conseil des Ministres avec trois Européens, deux Indiens et un Africain.
En 1956, huit Africains occupent des sièges au Conseil législatif contre quatorze Européens. Ils engagent très vite un boycott de l’institution qui mène à la rédaction d'une nouvelle constitution. En 1960, deux partis nationaux se constituent : le Kenyan African National Union (KANU) de Kenyatta héritier direct du KAU et le KADU ; la répartition des terres est au cœur de la campagne, électorale qui a mené à l’indépendance, entérinée par la Conférence de Lancaster House en 1962.

#### En 1954, le coup d'arrêt aux réformes agraires dans les cafèières du Guatemala
La première vague de réformes agraires au Guatemala datant de 1944 est suivie d'une seconde en 1951. En mars 1951, Jacobo Árbenz Guzmán succède à Juan José Arévalo Bermejo comme président de la République à la suite de la première élection au suffrage universel et la première transition pacifique de l'histoire du Guatemala. Réformateur et populiste, instruit par des lectures, des discussions avec plusieurs experts, le frère de sa femme, spécialiste en agriculture, et par son expérience dans son exploitation agricole, il obtient 60 % des votes. Jacobo Árbenz Guzmán s'appuie d'abord sur un groupe, formé de trois leaders communistes du Parti guatémaltèque du travail (PGT), Fortuny, Silva Jonama, et le dirigeant syndical, Víctor Manuel Gutiérrez, pour la première ébauche du projet, puis a constitué un second groupe de travail, constitué de Fortuny, Pellecer, et Gutiérrez, rejoint par Leonardo Castillo Flores, secrétaire général du CNCG et non-communiste, qui a mis en place le projet final, achevé en avril 1952.
L'objectif est de donner 90 000 hectares de parcelles de terre non cultivée aux plus pauvres, d'exproprier l’United Fruit Company américaine, qui détient d'énormes bananeraies inexploitées mais aussi le chemin de fer, et d'instaurer une taxe d’importation sur les produits. Les propriétaires furent dédommagés sur la valeur déclarée, par eux-mêmes, de leurs terres lors du calcul de l'impôt en mai 1952. Le 17 juin 1952, le congrès guatémaltèque vote la loi de réforme agraire, sur le modèle de l'Homestead Act de 1862 aux États-Unis, qui permet d'exproprier uniquement les parties en friche des grandes plantations. Les grands planteurs de café ont peur d'être expropriés mais aussi des nouvelles lois légalisant les syndicats, ils licencient des milliers de familles travaillant parfois le café depuis trois générations. La récolte de café de 1953-1954, fut la deuxième plus haute de toute l'histoire du Guatemala, mais les États-Unis se sont montrés très inquiets craignant que la redistribution des terres n'entraîne une baisse de la production de café et un retour à la culture du maïs.
La production caféière guatemaltèque, en quintaux, et le prix par quintal, en cents, à New York :
| Années                                          | 1954-55 | 1955-56 | 1956-57 | 1957-58 | 1958-59 | 1959-60 | 1960-61 | 1961-62 |
| Production caféière guatemaltèque (en millions) | 1,16    | 1,17    | 1,34    | 1,63    | 1,63    | 1,94    | 1,66    | 2,02    |
| Prix par quintal, à New York (en cents)         | 58,8    | 64,6    | 66,6    | 52,2    | 42,8    | 43,2    | 40,8    | 37      |

Les manifestations de violence entre petits paysans et grands planteurs, assiégés et défendus par les militaires, sont alors très fréquentes. Le refus, par la violence, du « Printemps Guatémaltèque » a provoqué une guerre civile puis le Coup d'État au Guatemala en 1954, mené avec l'aide de la CIA américaine.
Les nouvelles contraintes issues d'une dizaine d'années de réforme obligent aussi les planteurs à tester de nouveaux engrais, nouvelles variétés de café, nouvelles façon d'ombrager les caféiers, avec des budgets consacrés aux expérimentations agricoles en forte hausse. La production caféière se maintient, entre 1944 et 1954, à 21 000 tonnes, avant de décoller, sur fond de hausse des cours mondiaux. En 1959, la production monte à 44 000 tonnes, un doublement en quelques années.

### Fin des années 1950: la forte expansion en Afrique

#### En 1953 en Côte d'Ivoire, les fronts pionniers et une récolte multipliée par 20
Entre la fin de la guerre et 1962, la production de la Côte d'Ivoire est multipliée par 20 et celle du Cameroun par 15. Ce bond gigantesque est dû essentiellement à la politique de soutien de la France qui absorbe la majeure partie de la production, alors que l'accession de ces pays à l'indépendance se dessine et risque d'influer sur les débouchés qu'ils peuvent trouver au cours des années qui suivront. Madagascar a comparativement beaucoup moins progressé : seulement 60 % environ.
Dans le département d'Adzopé, dans le sud-est de la Côte- d'Ivoire, région la plus riche et la plus prospère du pays, d'où est partie l'économie de plantation, la grande culture du café n'a véritablement démarré qu'à partir de 1954: des documents anciens montrent qu'en 1954 le café couvrait 33 % des superficies plantées et le cacao 67 %, tandis que des enquêtes faites en 1963 révèlent qu'un tiers des superficies plantées en cacaoyers sont antérieures à 1944 contre 5 % seulement pour le café. Les mêmes enquêtes montraient que, toujours en 1963, 32 % des plantations de cacaoyers avaient moins de 10 ans, mais que 66 % des surfaces couvertes par le café étaient postérieures à 1954. Le café a donc profité de cette évolution beaucoup plus que le cacao, qui prendra sa revanche bien plus tard. Le prix de vente du café est privilégié par les autorités, car l'Afrique pèse moins sur le marché mondial que pour le cacao et risque donc moins d'alimenter une surproduction. Encourager le café permet aussi de diversifier les risques agricoles.

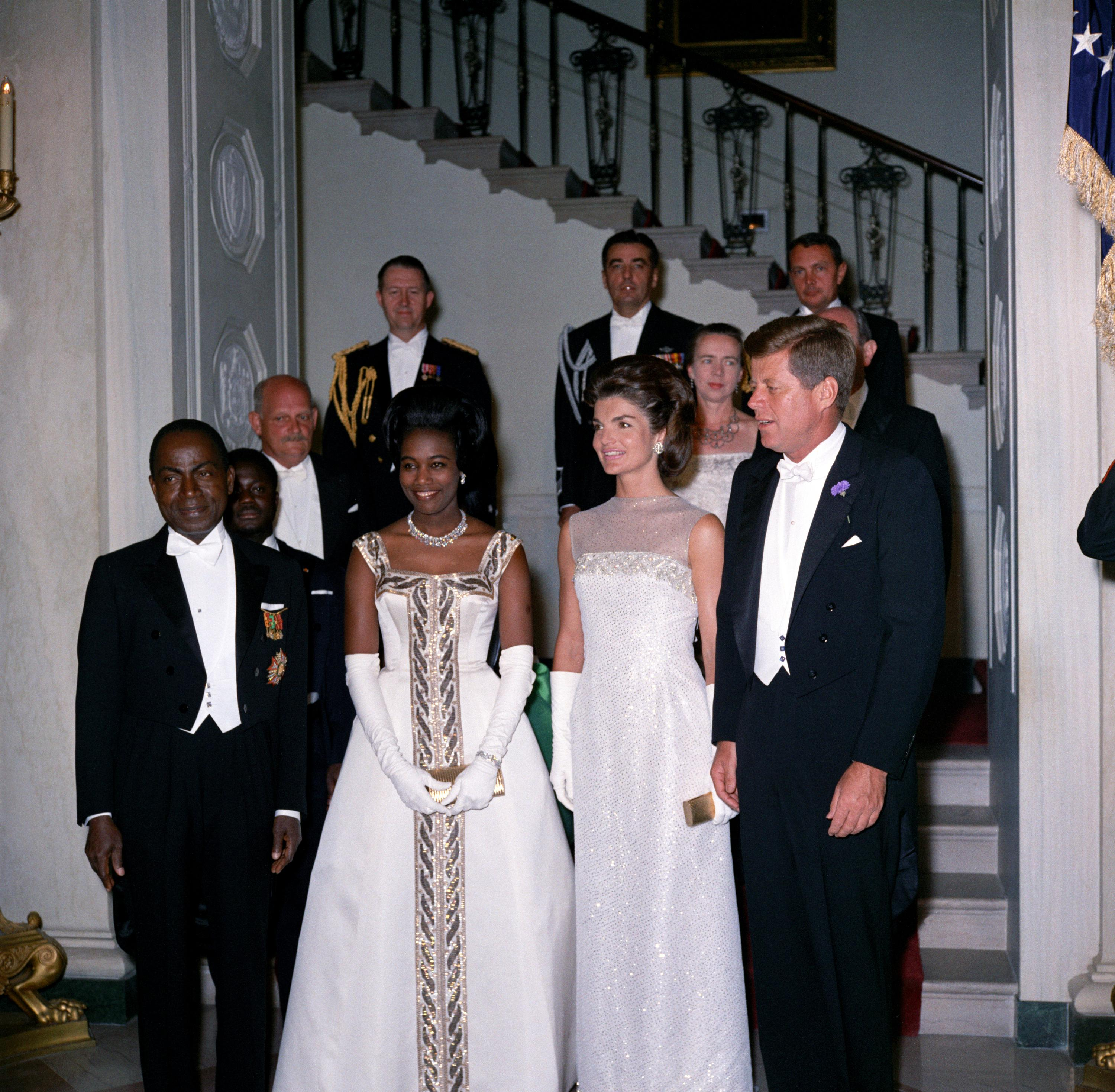
Le président ivoirien Félix Houphouët-Boigny et son épouse Marie-Thérèse Houphouët-Boigny avec John F. Kennedy et Jackie Kennedy en 1962

C'est en 1954-1955, lors du déclenchement de la Guerre d'Algérie dans une autre partie de l'Empire colonial français, que le prix d'achat au kilogramme du café a connu une hausse extraordinaire : plus de 200 francs CFA. Il déclenche le « boom café », qui a consisté à défricher le maximum de forêts possible suivant une stratégie bien particulière : à partir d'une piste d'exploitation forestière, en compagnie de parents ou d'amis sûrs, le planteur ouvre un layon, afin d'isoler la portion de forêt qu'il veut mettre en valeur. Suit le défrichement de plusieurs parcelles à la fois, situées chacune à chaque coin de l'îlot. Cette marche pionnière a été favorisée par les exploitants forestiers qui avaient ouvert de nombreuses pistes, dans des zones forestières qui ont souvent échappé à l'emprise foncière traditionnelle, la terre appartenant de fait à celui qui le premier la met en valeur, même si de nombreux conflits ont opposé les défricheurs entre eux. Certains défrichements touchent des forêts de l'État, appelées « forêts classées », où se situent à plus de 20 kilomètres des villages, obligeant les planteurs à occuper temporairement un habitat secondaire. Ils recourent à d'une main-d'œuvre complémentaire venue de la Haute-Volta.
En 1956 sont créées 11,5 % des parcelles plantées en café en 1963, soit plus de 7 000 hectares. L'ampleur de ces déforestations fait vite craindre une surproduction : dès 1961 des mesures visent à mettre un terme à la création de nouvelles plantations de café. En 1961, les défrichements dans département d'Adzopé n'ont porté que sur 1 % des parcelles plantées, soit 620 hectares. Dès l'indépendance de 1960, le président ivoirien Félix Houphouët-Boigny a privilégié le secteur primaire, mais en souhaitant défendre les prix de vente, à l'image de ce qui avait été fait un demi-siècle plus tôt au Brésil, mais encore plus vigoureusement, en créant la Caisse de stabilisation et de soutien des prix des productions agricoles (Caistab), garantissant chaque année un prix d’achat minimum aux planteurs. Entre 1960 et 1970, la production ivoirienne de cacao triple, atteignant 312 000 tonnes. Celle de café double, passant de 185 500 à 275 000 tonnes, progressions qui renforcent encore celle d'avant l'Indépendance.

#### En 1954, la caféiculture togolaise dopée par un haut niveau d'éducation
Au Togo, la région du nord-ouest compte 30 000 hectares de canephora (robusta et niaouli), l'essentiel de l'exploitation restant cantonnée vers le centre-ouest du pays, sur 20 000 hectares, dans un triangle rectangle dont les côtés mesurent quelques dizaines de kilomètres, traversé par la route Kpalimé-Atakpamé. Le taux de scolarisation élevé dans certaines zones, 85 % à Palimé, capitale du café et du cacao togolais, contre 10 % à 30 % dans d'autres régions rurales, facilite l'apprentissage caféicole. Autre soutien, « ligne du café et du cacao», chemin de fer construit en 1907, à l'époque allemande, sur 119 km entre Lomé et Kpalimé. Les années 1930 puis l'après-guerre ont ainsi vu au Togo l'émergence d'un petit capitalisme noir, possédant et valorisant la rente foncière caéicole, avec l'aide d'une main-d'œuvre originaire tant du Togo que de la Gold Coast.
Le relèvement significatif des cours du café en 1947 et les efforts de l'administration coloniale ont entraîné un accroissement appréciable de la production de café, passée à 2 368 tonnes et qui a ensuite quasiment triplé en neuf ans. Mais en raison de maladies végétales et d'attaques répétées d'insectes foreurs, la place du café est toujours restée très modeste comparativement à celle du cacao, où si on la ramène à l'autre ex-colonie allemande de la région, le Cameroun.
| Années                                          | 1947 | 1948 | 1953 | 1954 | 1956 |
| Production de café au Togo (milliers de tonnes) | 2,3  | 1,7  | 2,8  | 4,1  | 6,4  |

La production caféière togolaise, revenue à 1 700 tonnes en 1948 remonte à 2 843 tonnes en 1953 puis 6 406 tonnes en 1956, pour se stabiliser aux environs de 10 000 tonnes, bon an mal an, au milieu des années 1970, et stagner ensuite à ce niveau, sur des plateaux mollement ondulés ou sur des piémonts bénéficiant de bons sols, où la pluviométrie dépasse tout juste 1 000 mm annuels les bonnes années, d'une altitude moyenne de 700-800 mètres, insuffisante pour permettre la culture viable de l'Arabica. Les caféiers togolais sont donc essentiellement constitués d'un hybride d'arabica et de kouilou, la “variété Niaouli”.

#### En 1956 en Centrafrique, les agronomes remodèlent le café excelsa
En 1951, la plupart des Caféiers cultivés en Afrique tropicale (Côte d'Ivoire, Togo, Bénin et Centrafrique) sont des « Coffea canephora Pierre ». Cette variété est proche du « Petit Indénié », cultivé en Côte d'Ivoire et du « Caféier Nana », cultivé dans les plantations ombragées de Carnot (République centrafricaine) et le long de la Nana Bakassa (rivière) et la Nana Barya, cours d'eau d'Afrique centrale, parcourant le Nord-Ouest de la République centrafricaine et bordant le Tchad. Le botaniste Auguste Chevalier observe que la culture de la variété de Café Nana se "répand dans l'Oubangui ". En 1951, la culture du Coffea liberica, avait complètement disparu en Afrique équatoriale. La culture du « Gros-Indénié », espèce originaire de Côte d'Ivoire, initialement propagé par les services agricoles, a aussi été abandonnée partout. La culture du Coffea excelsa fut abandonnée, et on lui substitua le robusta.
Le renouveau des plantations familiales en Centrafrique à partir de 1956 vient de la mise au point d'une variété Excelsa résistant à cette maladie. Albert Saccas, chef du laboratoire de Phytopathologie - Entomologie de la station expérimentale de Boukoko, dans l'Oubangui, spécialiste de la phytopathologie (les maladies cryptogamiques du caféier) avait étudié au Cameroun « la rouille américaine » du maïs et la « maladie du dessèchement des branches » du cacaoyer. Il a ensuite obtenu vers 1956 des plans de Coffea excelsa qui se sont avérés trachéomyco-résistants. Sous sa direction, le centre d'études et de recherches agronomiques de Boukok s'est orienté à partir de 1952 sur les questions caféières oubanguiennes, pour un travail de sélection de lignées résistantes à la trachéomycose. Il a effectué ces travaux sur l'excelsa et le robusta, via une succession de tests sévères, qui ont rendu possible, à partir de 1956, d'envisager un programme de replantation de l'excelsa dans les régions Est, seul caféier pouvant croître normalement en savanes et galerie forestières, à l'abri de la trachéomycose. Cependant, à partir de 1958, l'attaque massive de chenilles a ralenti l'extension du robusta. Le scolyte des grains de café est un autre parasite redoutable qui a amené les petits planteurs africains à plébisciter les coopératives. Celles-ci vont se développer dans les années suivantes. Lors de la campagne 1964-1965, elles ont vendu 1 488 tonnes de café sur un total de 7 648 tonnes de café centrafricain, un peu moins du quota de 9 000 tonnes par an accordé au pays par l'accord international sur le café de 1962,.

#### En 1958, l'immigration portugaise en Angola bat son plein

Réseau ferroviaire de l'Angola (version interactive)
Écartement de 1067 mm
Écartement de 610 mm

En 1959, en plein « boom caféier », 1 821 plantations de colons portugais, desservies par chemin de fer de Luanda vers l'intérieur, produisaient 65 772 tonnes sur 257 962 hectares, faisant travailler 86 360 Africains, surtout des Ovimbundus recrutés de force, sur des terres expropriées et spoliées aux Bacongos. La Compagnie angolaise d'agriculture et la Société agricole de Cassequel détiennent les plus grandes plantations.
Dans les années 1950, la main d’œuvre est partie vers les fronts pionniers, sur fond de hausse des cours mondiaux du café, au service d'entreprises caféières petites et moyennes dans les districts du Congo et du Cuanza Norte, et de grandes sociétés se trouvant surtout dans le Cuanza Sud.
Les plantations indigènes sont moins marginalisées au profit des exploitations européennes, qui se multiplient, par des immigrants portugais arrivés le plus souvent sans capitaux ni formation. En 1958, la région compte 435 planteurs qui sont quasiment tous des nouveaux venus. De 1937 à 1961, la production du café est passée de 16 000 à 120 000 tonnes en Angola, mais une étude approfondie de 1958 montre que la productivité de l'ensemble de la caféiculture en Angola est beaucoup plus faible que dans les autres pays caféiers, avec des rendements ne dépassant pas 400 kilos à l'hectare, les achats d'intrants et d'équipements rares, et les techniques agricoles anciennes, reposant essentiellement sur une main d'œuvre très bon marché.
Lors de la grande révolte du printemps 1961, de nombreux Bacongos et sans doute aussi des guérilleros du FNLA massacrent non seulement des Portugais blancs et métis, mais aussi de nombreux Ovimbundus. L'Angola devient premier producteur africain en 1966, mais les guerilleros continuent à sillonner la région du café, provoquant un exode rural — non seulement vers les villes à majorité umbundu, mais également vers tous les autres centres urbains, Luanda Lubango et Malange et les villes plus petites —.

#### Fin 1958, Londres crée à son tour un marché à terme sur le Robusta
Le London Commodity Exchange (sucre, café et cacao) succède en 1954 à la London Sales Room créée en 1811. L'un de ses premières initiatives est de créer en 1958, un marché à terme sur le Robusta, où l'activité moyenne représentera cinq fois la production mondiale de Robusta en 1997. Ce marché a intégré la London Cocoa Terminal Market Association, créée en 1928 sur le même modèle, puis été rebaptisé London Futures and Options Exchange en 1987, pour moderniser le London Commodity Exchange (LCE) et ensuite intégrer le London Rubber Exchange, avant d'être racheté par le London International Financial Futures and options Exchange.

### Années 1960 à 1980, la croissance après la fin de l'Accord international sur le café
Des signes de pilotage du marché mondial par les États apparaissent dans les années précédant le premier Accord international sur le café, entre les pays producteurs de café et les pays consommateurs de café. Ainsi, une conférence internationale du café s'est réunie à Rio de Janeiro du 20 au 27 1958, à la demande des pays d'Amérique Centrale et de la Colombie, membres de la FEDECAME (Féderacion cafetera de America). Le Brésil attachait à cette réunion la plus haute importance. L'Éthiopie et le Liberia en étaient absents, tandis que l'Espagne et les pays ou territoires dépendants du Royaume-Uni n'avaient qu'un observateur.

#### En 1961, le trou d'air passager de l'Indépendance au Rwanda et au Burundi
Le Rwanda et le Burundi voient leur récolte progresser régulièrement dans les années 1950 puis chuter au début de la décennie suivante, avant de se reprendre. Le Burundi produisait 7,842 tonnes de café marchand en 1948, puis quatre fois plus en 1959, à 27 279 tonnes mais il retombe à 8 060 tonnes en 1963, juste après l'indépendance. Ensuite, malgré l'exiguïté des terres, un programme de relance entrepris à partir de 1977 a permis d'augmenter le nombre de caféiers de 60 millions en 1976 à 102 millions en 1982.
Au Rwanda voisin, dès l'indépendance qui a été obtenue au même moment, la paysannerie délaissa aussi la caféiculture, assimilée à l'ancien système, dans l'euphorie de la victoire contre le colonisateur belge. La production tomba de 19 000 tonnes en 1959 à 8 089 tonnes en 1964. Le nouveau pouvoir, qui avait besoin de ressources pour asseoir sa légitimité toute récente mit en place des structures d'encadrement omniprésentes et une politique de prix attractifs: la production fut multipliée par quatre ou cinq en 20 ans, passant de 9,979 tonnes en 1965 à plus de 40 000 tonnes en 1987, sans intensification des modes de production, mais plutôt par la multiplication des planteurs, dont le nombre passa de 284 896 en 1964 à 713 537 en 1989, ce qui permit aux recettes du café de constituer plus de 60 % des rentrées en devises.

#### En 1962, signature du premier «Accord international sur le café»
Le premier Accord international sur le café est signé en 1962, deux ans après l'indépendance de la Côte d'Ivoire. Il est institué pour une période de cinq ans. Plusieurs autres accords internationaux suivent, en 1968, 1976, 1983, 1994, 2001, pour contingenter les exportations, avec des fourchettes de prix révisées annuellement pour chaque type de café et un fonds de diversification à qui l'accord confie la délicate mission de financer la reconversion des cultures en cas de très forte surproduction.
L'accord est le résultat d'un consensus entre les acteurs engagés dans la production, l'exportation, et la transformation du café : il assure aux consommateurs un approvisionnement suffisant et régulier et aux producteurs des débouchés et des prix rémunérateurs. Cet accord a "bien fonctionné, en partie grâce au Brésil qui a adopté des politiques de stockage", et à "un accord tacite avec les pays importateurs et consommateurs".

#### En 1963, le «rush» du diamant en Centrafrique met fin à la culture du «Café Nana»
Un « rush » du diamant est survenu dans la région de Carnot et Berbérati en 1963 quand le droit de prospection a été accordé à tout citoyen centrafricain, et a porté un grave préjudice à la culture du café de la variété dite, « Nana », apparentée au Robusta, mais moins exigeante pour l'ombrage, cultivée dans cette région. Elle a alors été délaissée au profit de la course à la fortune diamantaire. Dès le milieu des années 1960, le Robusta, variété de forêt ayant besoin de terres riches et d'un demi-ombrage, assure 98 % de l'offre de café centrafricain, le « café nana », étant ramené à 4 %.
Le Nana et l'Excelsa, variété pouvant être cultivée en savane, existaient à l'état spontané sur le territoire sont alors quasi abandonnés : 157 tonnes seulement pour ces deux variétés en 1966, surtout dans le Haut-M'Bomou.

#### En 1964 et 1966, des missions internationales pour enrichir la génétique de l'Arabica
En 1953, l'introduction d'une vingtaine de souches éthiopiennes révéla qu'une variabilité importante des caractères végétatifs existait dans le pays d'origine de l'Arabica. D'autres travaux confirment ces observations et en 1964, la FAO lance une mission internationale de prospection. Les pays producteurs d'Arabica d'Amérique du Sud, d'Afrique de l'Est, et d'Asie y participèrent. Plusieurs collections furent enrichies de ces origines nouvelles et conservées: au Brésil, en Colombie, au Costa Rica, au Kenya et en Inde. Dans la même optique l'Orstom organisa une autre prospection en Éthiopie, pour étudier les arabicas mieux adaptés à la basse altitude, effectuée en 1966. Les botanistes Guillaumet et HaIlé ont collecté des graines, pied par pied, sur 70 origines dans les provinces de Kaffa et d'Illubabor, mises ensuite en collection en Côte d'Ivoire, au Cameroun, et à Madagascar.
Pour la création de variétés améliorées, les agronomes sélectionnent ainsi de nouveaux arabicas, diffusés partout : Éthiopie, Kenya, Brésil, Costa Rica, Côte d'Ivoire et Colombie, via un réseau international de collections, établies dans de nombreux pays, et ouvertes à tous. Parmi les critères de sélection, le rendement, la résistance aux maladies et à la sécheresse, et l'adaptation à une culture plus respectueuse de l'environnement.

#### En 1965, l'Arabica prend enfin vraiment pied sur les hauts-plateaux du Cameroun
Entre 1970 et 1990, la récolte du Cameroun passe de 50 000 tonnes à 90 000 tonnes, soit un quasi doublement, qui fait suite aux périodes de croissances antérieures. C'est pourtant un des pays à coûts élevés car les lieux de production du café sont éloignés de la côte et le très mauvais état des pistes rurales alourdit le coût de la collecte. Mais dans les années 1980, le café camerounais est moins taxé par l'État qu'en Côte d'Ivoire, ce qui le rend plus compétitif.

Vallée du Moungo. La rivière et les montagnes forment la frontière anglophone-francophone du pays.

La production camerounaise de robusta est très concentrée dans le « bassin du Moungo », qui a bénéficié d'une forte croissance jusqu’en 1974/75, grâce à l’extension des surfaces cultivées, avant d'arriver à une relative saturation foncière et l'épuisement des flux migratoires. Le rendement moyen était dans les années 1980, à 500 ou 600 kg/ha, ce qui a permis de produire en moyenne 95 000 tonnes par an, avant de chuter à 300–400 kilos par hectare trente ans plus tard, avec une récolte moyenne ramenée autour de 65 000 tonnes par an. La caféiculture est plus extensive dans l’est, qui profite d'une plus grande disponibilité foncière, mais dispose de moins de main d’œuvre : les rendements de la caféiculture du robusta n'y dépassent pas 200 à 250 hectares.
La culture de l’arabica au Cameroun a également connu une très forte croissance (environ +10 % par an) dans les années 1960, grâce à la création en 1959 de l'Union des coopératives de café arabica de l'Ouest (UCCAO), « la plus grande entreprise agricole du Cameroun » qui fédère 50 000 planteurs, sur les hauts plateaux de l’Ouest et du nord-ouest, à plus de 1 000 mètres d'altitude. Elle a pris le relais de coopératives plus anciennes, de Dschang et de Foumban, fondées en 1932-1933, et fédère, à sa fondation, les sept coopératives de café arabica existantes : deux à Dschang, et une dans chacun des autres départements de l'Ouest, à Foumban, Bafoussam, Mbouda, Bangangté et Bafang. À l'Indépendance, l'UCCAO obtient le monopole du café arabica pour le Cameroun oriental, conjointement avec la COOPAGRO, qui regroupe les grandes plantations dites « européennes », à Foumbot et Babadjou, et le financement par l'État de 50 % d'une usine de triage électronique, qui complète six usines de décorticage. Au port de Douala, la maison Frank Cavannagh, du Havre, agent général de l'UCCAO assure le transit. Le marché international a été assaini par l'accord de 1958 entre pays acheteurs et pays producteurs et ses quotas d'exportation assez stricts. En 1967-1968, qui a près de 13 000 tonnes à vendre mais son quota est limité à 9 000.
L'arabica va ainsi s'étendre jusqu’à 100 000 hectares, répartis dans près de 200 000 exploitations, selon le recensement agricole de 1984. Mais environ 80 % des arbres ont plus de 25 ans, un vieillissement général causé par l’arrêt des plantations au cours des années 1970. Montée à 32 000 tonnes par an, elle a subi une chute rapide depuis 1973, d'environ 5 % par an, qui l'a divisée par trois, à seulement 10 000 tonnes par an.

### Les années 1970, les cours mondiaux chahutés

#### Janvier 1974, une petite "OPEP" du café
La chute des cours de 1971 amène des dissensions entre pays producteurs et consommateurs de café. Parmi les premiers, 14 se réunissent à Genève et décident de s'allier pour réduire l'offre mondiale, après la chute du dollar en décembre 1971. Un an après, ce sont les 41 pays producteurs qui s'unissent pour plafonner l'offre à 11,1 millions de sacs par trimestre, puis encore un an après, pour retirer plus de 5,5 millions de sacs du marché mondial, créant un déficit de 4 millions de sacs sur la saison 1972-1973.
Brésil, Colombie, Côte d'Ivoire et Portugal, les 4 leaders mondiaux créent ensuite en janvier 1974, lors de la réunion de Puntarenas, au Costa Rica, un fonds commun de 400 millions de dollars, sous la forme d'une société nommée Café Mondial Ltd, chargée d'acheter du café sur le marché de New York, aux moments opportuns, pour défendre leur position commerciale commune. Costa Rica, Mexique, Guatemala et Salvador font la même démarche avec la société "Otros suavores", en juillet 1974. Le Venezuela, enrichi par le Premier choc pétrolier, promet son aide, et un 3e fonds, de 115 millions de dollars, principalement alimenté par le Brésil est destiné à permettre aux producteurs centro-américains de stocker leurs récoltes.
En septembre 1974, 20 % de l'offre mondiale est retirée du marché, mais début 1975, la récession créée par le Premier choc pétrolier a déprimé la demande de café et l'effet sur les prix est jugé décevant. Finalement, les signataires de l'Accord international parviennent en décembre 1975 à se mettre d'accord sur son renouvellement, sous une nouvelle version : 70 % de l'offre est répartie sur la version initiale et le reste au prorata de la répartition des stocks mondiaux entre pays producteurs, ce qui permet de "récompenser" ceux qui ont fait un effort pour soutenir les prix.
Les quotas sont de plus désormais conditionnés à la baisse des cours mondiaux, selon deux critères :
- qu'ils soient restés pendant 20 jours sous la moyenne de 1975
- qu'ils soient inférieurs de 15 % à la moyenne de l'année précédente (sauf si cette moyenne dépasse de 22,5 % celle de 1975).

Ces quotas sont suspendus dès que les cours ont dépassé pendant 20 jours la moyenne de 1975, ce qui se réalise très rapidement en raison de la flambée des cours causée par les gelées au Brésil durant l'été 1975.

#### Juillet 1975, le gel au Brésil quadruple les cours et déclenche des migrations

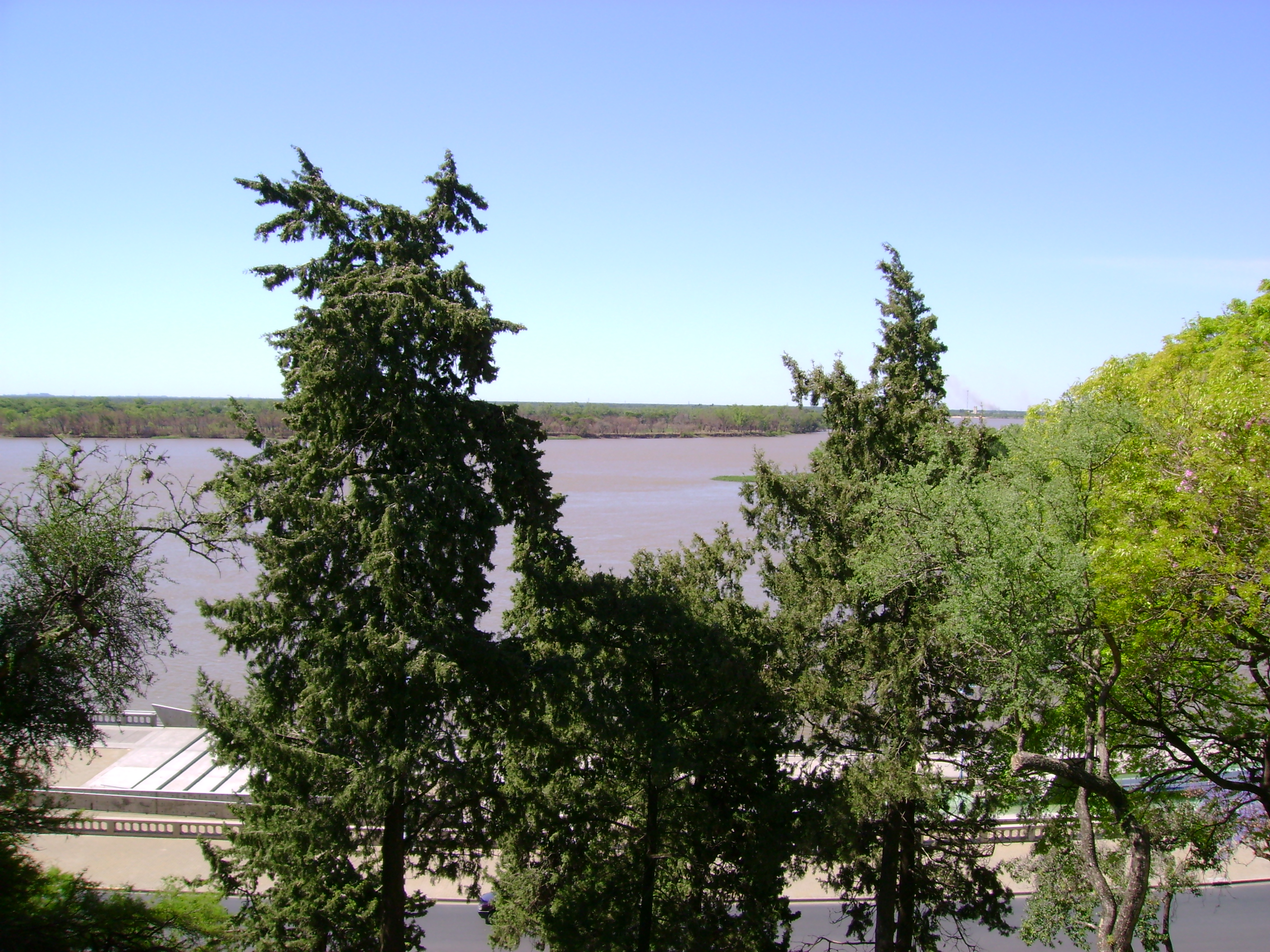
Vue du río Paraná depuis les hauteurs du parc Urquiza, dans la ville de Paraná.

De nombreux producteurs africains profitent de l'envolée des cours mondiaux de 1976-77, provoquée par la grande gelée qui a décimé la récolte de café du Paraná (État), au Brésil en juillet 1975, pour se développer dans le café : Kenya, Burundi, Ouganda, Cameroun et Côte d'Ivoire, où le chemin de fer arrivant du Burkina Faso permet le stockage et le transport des précieuses cerises.
L’étendue des dégâts provoqués par le gel dans le Paraná, imposant des cours mondiaux très élevés en raison d'énormes ponctions opérées sur les stocks de café pour y faire face, n’est enregistrée que l’année suivante : en 1976, la production de café au Brésil a chuté de 1 380 000 tonnes à environ 558 000 tonnes, plus que divisée par deux. En 1976, le cours mondial du café a ainsi atteint la valeur record de 300 cents par livre, puis en 1994 et 1997 il est encore monté à 160 cents/livre.
Les points hauts et bas des cours du café à New York depuis 1969 :
| Point haut ou bas         | 2 juin 1969 | 18 avril 1977    | 7 septembre 1981 | 16 décembre 1985 | 10 août 1992    | 25 juillet 1994  | 19 mai 1997      | 15 octobre 2001 | 7 mars 2005     | 9 mars 2009 | 2 mai 2001      | 4 novembre 2013 | 13 octobre 2014 |
| Cours de la livre de café | 37,25 cents | 3,30 dollars     | 1,10 dollar      | 1,85 dollar      | 37 cents        | 1,99 dollar      | 3,03 dollar      | 38,5 cents      | 1,15 dollar     | 1 dollar    | 2,80 dollars    | 1,01 dollar     | 2,08 dollar     |
| Amplitude du mouvement    | NC          | plus 886 %       | moins 66 %       | plus 66 %        | moins 80 %      | plus 537 %       | plus 51,2 %      | moins 80,2 %    | plus 298,7 %    | moins 13 %  | plus 180 %      | moins 63,9 %    |                 |
| Durée du mouvement        | NC          | 7 ans et 10 mois | 4 ans et 4 mois  | 4 ans et 3 mois  | 6 ans et 8 mois | 1 ans et 11 mois | 2 ans et 10 mois | 4 ans et 5 mois | 3 ans et 6 mois | 4 ans       | 1 ans et 2 mois | 3 ans et 6 mois | 9 mois          |

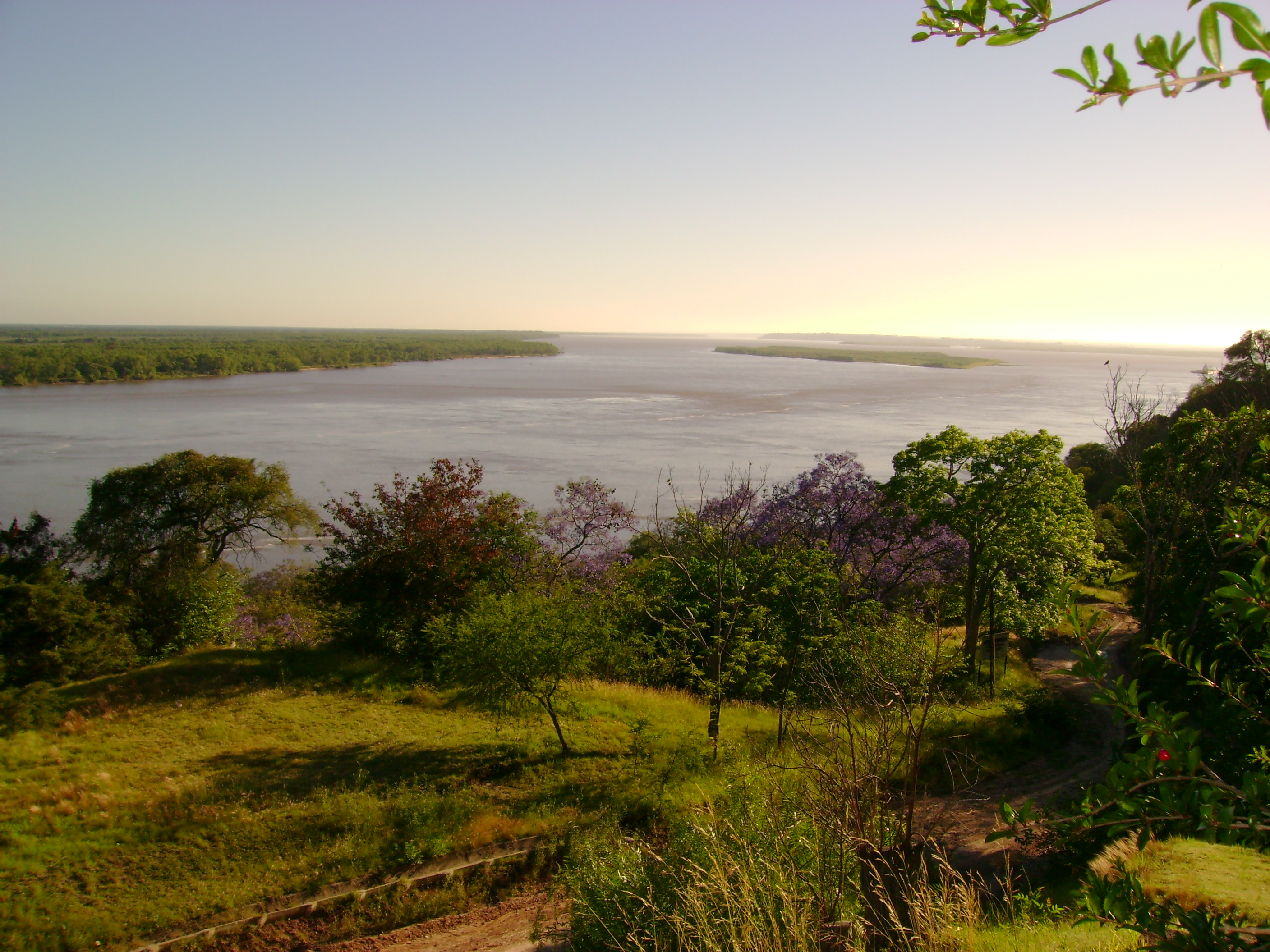
Vue du río Paraná à hauteur de la ville de Paraná.

Avant le gel de 1975, les agriculteurs du Paraná (État) se partageaient entre la production de café et la culture du soja. Après le gel, les caféiculteurs ont tout perdu. Ceux qui ont encore de l’argent se tournent vers le soja, tandis que ceux qui n’en ont plus ont vendu leurs terres et migrent vers les centres urbains proches ou vers les autres États du pays.
Dans la deuxième moitié des années 1970, le paysage du nord-ouest du Paraná (État) a brusquement changé. Le café a laissé la place aux cultures commerciales, de sorte qu’à la fin des années 1970, le Paraná (État) devient le plus grand producteur de blé et un des plus grands producteurs de soja du Brésil, ce qui a donné une nouvelle impulsion aux centres urbains de ces régions. La canne à sucre commence aussi à occuper le nord-ouest du Paraná (État), dans les régions de sols plus sableux, où le soja et le blé ne réussissent pas bien. La monoculture de la canne à sucre a dès lors pris une importance stratégique, l’augmentation des surfaces étant stimulée par l’État, ce qui explique l’arrivée et l’expansion de la canne à sucre dans le nord-ouest du Paraná.

#### En 1977, le chaos en Angola portugais, quatrième producteur mondial
En 1975, le premier ministre sud-africain John Vorster hésite entre une implication minimum des forces armées sud-africaines pour installer un gouvernement pro-occidental en Angola tandis que Pieter Willem Botha, ministre de la défense, et le chef des armées, Magnus Malan craignent la prise de pouvoir par les soviétiques de l'Afrique du Sud, et réclament une invasion de l'Angola par les troupes sud-africaines. En août 1975, avec le soutien du président américain Gerald Ford, les troupes sud-africaines envahissent le sud de l'Angola jusqu'à la banlieue de la capitale Luanda. En décembre, le congrès des États-Unis retire son aide financière à l'UNITA de Jonas Savimbi, les sud-africains apparaissent alors comme les seuls coupables de l'invasion et se retirent. La guerre civile se poursuit et dévaste les régions caféières. Quand les cours du café rechutent vers 1976-1977, la production ne se relève pas.
Quatrième producteur mondial de café à l'indépendance en 1974, l'Angola voit sa récolte ensuite s'effondrer : la guerre civile a durablement rendu improductif les équipements ses zones caféières et beaucoup d'agronomes du café ont émigré vers le Brésil, les plantations ne tardant pas à devenir des buissons sauvages.

### Les années 1980 et la mort lente de l'accord international
D'octobre 1980 à octobre 1989, l'essentiel des discussions au sein de l'accord international sur le café tournent autour des exportations « hors quota », c'est-à-dire vers des pays qui ne sont pas signataires de l'accord, en Afrique du Nord, au Moyen-Orient, dans les pays de l'Est, mais aussi au Japon, où le café fait une percée. Entre 1980 et 1984, ce second marché, où les prix sont cassés, double de taille, atteignant 15 % de celle du premier et semant la zizanie chez les pays producteurs. L'Indonésie récupère en général un cinquième de ce second marché. Des assouplissements sont effectués, pour tenir compte des gelées au Brésil.
Le scandale du Corner sur l'étain de 1982 a par ailleurs amené le président des États-Unis, le très libéral Ronald Reagan, à sortir de l'Accord international sur l'étain, et à prendre ses distances avec ce type d'accord.
Compte-tenu de la nouvelle carte des exportateurs mondiaux, et du souhait des consommateurs d’acheter à des prix bas, l'Accord international sur le café a été suspendu en 1989. "La critique majeure adressée a été que cet accord maintenait artificiellement des prix à un niveau trop élevé". Dans les années 1980, la production mondiale de café a finalement très peu progressé.
Les principaux producteurs de café dans le monde (milliers de tonnes) en 1974, 1984 et 1994 :
|               | 1974    | 1974   | 1984    | 1984   | 1994    | 1994   |
| ------------- | ------- | ------ | ------- | ------ | ------- | ------ |
| Brésil        | 1 615,3 | 33,9 % | 1 420,3 | 27,2 % | 1 307,3 | 22,8 % |
| Colombie      | 470,0   | 9,9 %  | 807,8   | 15,5 % | 721,9   | 12,6 % |
| Mexique       | 220,8   | 4,6 %  | 239,9   | 4,6 %  | 324,5   | 5,7 %  |
| Ouganda       | 199,1   | 4,2 %  | 146,0   | 2,8 %  | 198,4   | 3,5 %  |
| Côte d'Ivoire | 195,9   | 4,1 %  | 85,2    | 1,6 %  | 145,6   | 2,5 %  |
| Guatemala     | 157,4   | 3,3 %  | 196,6   | 3,8 %  | 213,9   | 3,7 %  |
| Éthiopie      | 153,4   | 3,2 %  | 145,3   | 2,8 %  | 207,0   | 3,6 %  |
| Indonésie     | 149,8   | 3,1 %  | 315,5   | 6 %    | 450,2   | 7,9 %  |
| Inde          | 86,4    | 1,8 %  | 105,0   | 2 %    | 208,0   | 3,6 %  |
| Costa Rica    | 84,3    | 1,8 %  | 136,9   | 2,6 %  | 148,0   | 2,6 %  |
| Madagascar    | 80,9    | 1,7 %  | 81,4    | 1,6 %  | 70,0    | 1,2 %  |
| Pérou         | 69,9    | 1,5 %  | 83,4    | 1,6 %  | 91,3    | 1,6 %  |
| Viêt Nam      | 6,0     | /      | 4,8     | /      | 180,0   | 3,1 %  |
| Honduras      | 45,3    | 0,9 %  | 72,5    | 1,4 %  | 126,2   | 2,2 %  |
| Chine         | 6,0     | /      | 9,0     | /      | 3,2     | /      |
| Laos          | 2,1     | /      | 5,8     | /      | 9,0     | /      |
| Nicaragua     | 41,0    | 0,9 %  | 51,3    | 1 %    | 40,6    | 0,7 %  |
| Philippines   | 53,0    | 1,1 %  | 116,8   | 2,2 %  | 123,6   | 2,2 %  |
| Venezuela     | 45,9    | 1 %    | 60,9    | 1,2 %  | 68,4    | 1,2 %  |
| Tanzanie      | 59,5    | 1,2 %  | 56,9    | 1,1 %  | 34,2    | 0,6 %  |

Après 1989, l'accord n'est plus que symbolique : sa durée réelle aura été d'un peu plus d'un quart de siècle. Dans les années qui suivent, plusieurs initiatives l'ont remplacé, avec pour but d’équilibrer l’offre et la demande mondiales grâce à des plans de restrictions des exportations, comme ceux lancés en 1994 et en juillet 2000 par l’Association des pays producteurs de café (APPC), créée en 1993 et qui s'est sabordée en février 2002.

#### Montée rapide de la culture des espèces de type Robusta

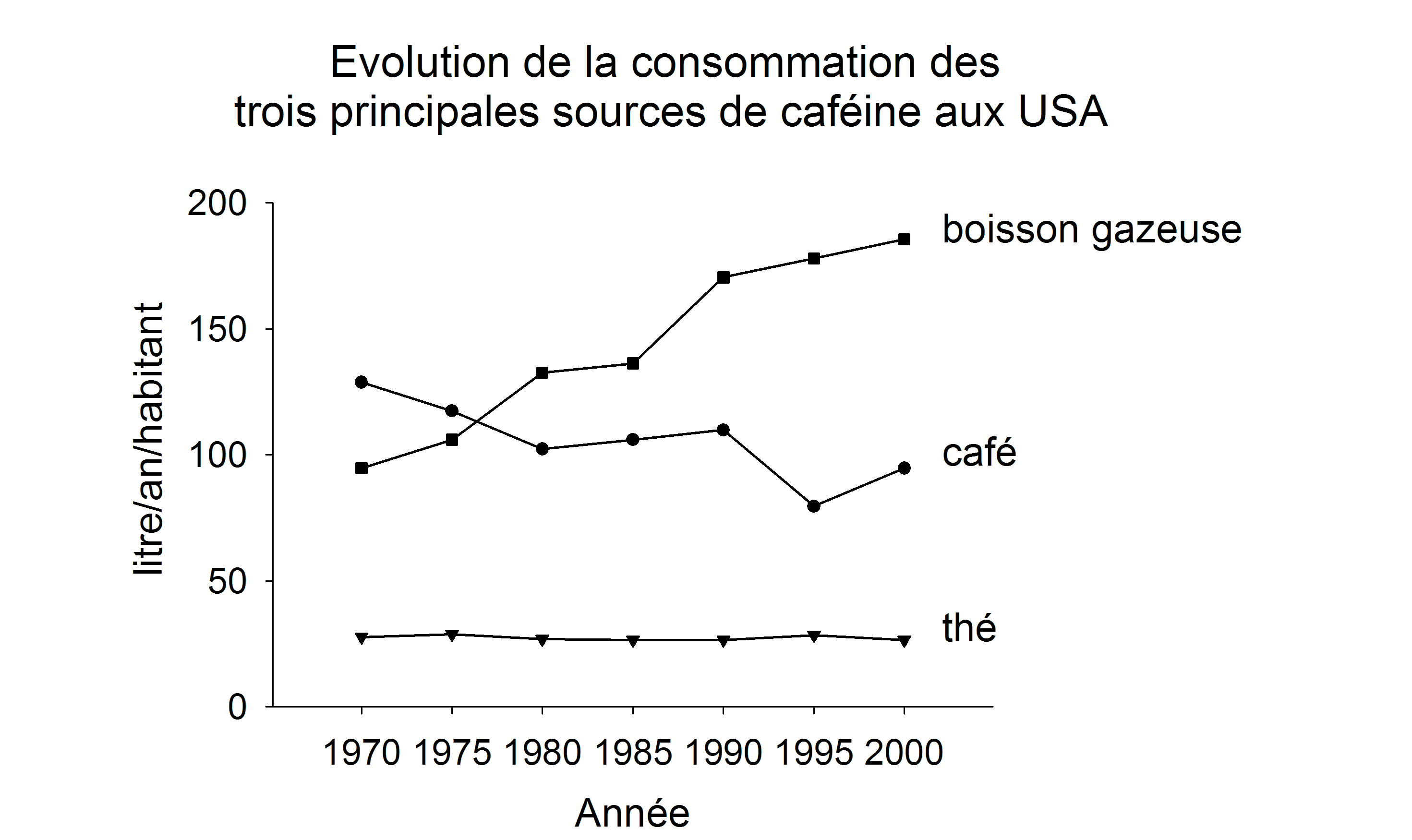
Consommation de caféine aux États-Unis.

L’arabica a vu sa part diminuer lorsque les producteurs de robusta d'Asie et d'Afrique l'ont concurrencé et quand le Brésil s'est lui-même partiellement tourné vers cette culture après les terribles gelées de l'été 1975. Entre 1964 et 2004, la production mondiale a progressé au rythme de 1,4 % par an, passant de 3,1 à 6,3 millions de tonnes. En progression beaucoup plus faible que le robusta (0,9 % contre 2,7 %), l’arabica voit sa part passer des 4/5 aux 2/3 de la production mondiale en 40 ans. Le différentiel de prix entre le robusta et l’arabica est relativement faible jusqu’au milieu des années 1980 car la demande de robusta pour l’industrie du soluble reste soutenue.
Jusque-là, le prix attractif du robusta par rapport aux arabicas naturels incite les pays comme le Brésil et le Viêt Nam à produire ce type de café avec pour conséquence un impact des crises plus fort dans les pays producteurs de robusta, dont le prix baisse plus que celui de l'arabica.

Répartition géographique des différentes cultures :
r : robusta, a : arabica, m : robusta et arabica.

À partir des années 1970, la production brésilienne de robusta croît puis se stabilise au début des années 1990. Le relais est alors pris par l’entrée du Viêt Nam sur le marché mondial, ce qui entraîne une baisse significative de la part des arabicas dans l’offre mondiale. La forte progression asiatique et sud-américaine s’accompagne d’une relative stagnation, voire d’un déclin, de la production des autres régions du monde, conséquence de coûts de production élevés.

#### Retour au marché libre à la fin des années 1980

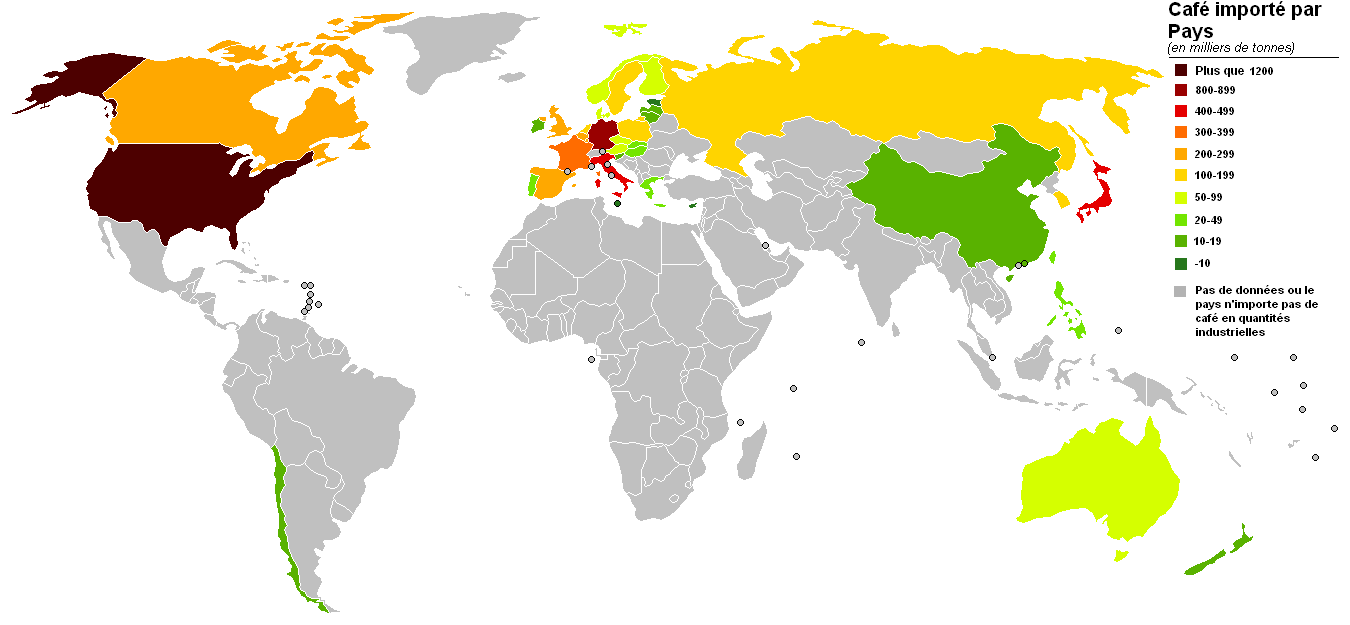
Café importé par pays en 2005 (USDA). Cette carte détaille les importations brutes, quelle que soit l'utilisation faite du café importé. Certains pays réexportent une grande partie du café importé.

Les bouleversements du marché du café à la suite de la disparition de l'Accord international sur le café entraînent une réorganisation de toute la filière dans les années 1990: l'effondrement des prix qui suit la suspension du système de quotas entraîne des faillites spectaculaires. Les États qui avaient centralisé l'offre, déplaçant les grandes maisons internationales de négoce, se désengagent. Les négociants tendent à réapparaître, moins nombreux et adossés aux géants de l'agro-alimentaire, tandis que le marché à terme devient le centre de fixation des cours internationaux.
Les grands négociants en café jouent à nouveau un rôle central en permettant aux producteurs de se tenir au courant des évolutions du marché mondial et de ses prix de vente, afin de pouvoir anticiper la rentabilité à moyen terme de leurs exploitations et de tirer profit de leurs variations. Ils amassent dans bien des cas des fortunes importantes mais aussi fragiles, car liées aux aléas d'un marché mondial difficile à prévoir en raison du grand nombre de pays producteurs et de la volatilité des récoltes, d'où la montée en puissance des multinationales de l'agro-alimentaire dans le négoce.
Les quotas d'exportation en fonction des volumes de café produits par chaque pays ont encouragé la surproduction et pas stimulé la recherche de qualité. La suppression remet la question de la qualité au premier plan et incite les négociants à diversifier leur offre, avec l'aide de la grande distribution et des multinationales qui dominent la collecte (sept d'entre elles, dont Nestlé, Sara Lee, Mondelēz International, Lavazza, achetant plus de 50 % de l'offre mondiale). Objectif, favoriser la consommation dans les pays où elle est moins forte : environ 5 kilos par personne et par an en France contre 6,5 kilos en Allemagne et 9 à 13 kilos dans les pays nordiques.
La Colombie augmente de 14 % ses surfaces cultivées dans les années 1980, ne s'arrêtant même pas lorsque les prix chutent après l'abandon de l'Accord international sur le café, pour arriver à 1,2 million d'hectares en 1991, la Fédération des caféiculteurs colombiens jouant un rôle de négoce sur le marché mondial, où elle veut peser. La chute des prix des années 1990-1993 est ainsi liée à la constitution, pour des raisons spéculatives, d'un énorme stock global de 20 millions de sacs de café dans les pays consommateurs, malgré les déficits dans plusieurs pays producteurs.

### Les années 1990, crise en Afrique et croissance en Asie
Les années 1990 sont marquées par crise de la production de café en Afrique, en particulier sur la première partie de la décennie, mais qui est plus que compensée par la forte croissance en Asie, particulièrement forte après les réformes agricoles structurelles au Viêt Nam. Le résultat est une baisse continue des prix moyens, pour le robusta mais aussi pour l'arabica à New York :
| Année | Cours d'une livre de café (cents) |
| 1996  | 131,23                            |
| 1997  | 198,92                            |
| 1998  | 142,83                            |
| 1999  | 116,45                            |
| 2000  | 102,60                            |
| 2001  | 72,22                             |
| 2002  | 65,26                             |
| 2003  | 67,31                             |

#### En 1992, le repli caféicole s'aggrave en Afrique francophone et lusitophone
Entre 1984 et 2004, la production africaine décline. De 900 000 tonnes au début des années 1960, elle culmine à 1,2 million de tonnes en moyenne sur 1980-84 puis régresse à 865 000 tonnes au début des années 2000, pour ne plus représenter que 12,3 % de la production mondiale contre 23 % dans les années 1960, malgré 26 pays producteurs. L'Angola, premier caféiculteur africain et au 4e rang mondial lorsque le pays gagne son indépendance sur les colonisateurs portugais en 1974 sombre ensuite dans le chaos et les guerres civiles.
Encore principal exportateur de café africain en 1930, Madagascar a elle subi une grave crise de la caféiculture à la fin des années 1990, avec une division par quatre de sa production, car ses « caféiers sont trop vieux » et ont mal subi la baisse de leur entretien causé par la baisse des prix de vente du café, selon Auguste Paraina, vice-président de l’Assemblée et ancien ministre. Selon lui, en 1994, un agriculteur vendait 1 kg de café pour se procurer 3 kg de riz — qui est la base de l’alimentation malgache —, et en 2000, il devait vendre 8 ou 9 kg de café.
En Afrique de l'Ouest, la baisse du dollar contre le franc français et donc contre le Franc CFA pénalise les exportations car les coûts de production africains deviennent plus élevés que ceux des autres régions du monde. Principale victime, la Côte d'Ivoire voit sa production de café décliner fortement, celle de cacao résistant mieux car elle est soumise à une concurrence moins dure et bénéficie de meilleurs cours mondiaux. Le 12 janvier 1994, la dévaluation à hauteur de 100 % du franc CFA entraine dans son sillage la signature d’un nouveau programme agricole.

#### En 1993 en Inde, des réformes face aux rouilles caféières de la Mousson
Le café indien, cultivé principalement au sud du pays sous des conditions de mousson, est également désigné comme « Indian monsooned coffee ».
L'arabica fut cultivé sur les pentes du Baba Budan Giri (en), montagne du Karnataka, au XVIIe siècle en 1670, par des Indiens de souche et la première plantation établie en 1840. Le café est ensuite cultivé dans deux autres régions caféières traditionnelles de l'Inde, Kerala et Tamil Nadu, de l'Inde du Sud. L'essor de ces trois régions dans les années 1990 est spectaculaire.
La caféiculture a aussi essaimé dans de nouvelles zones de Andhra Pradesh et Odisha, sur la côte orientale du pays, et dans les États d'Assam, Manipur, Meghalaya, Mizoram, Tripura, Nagaland et Arunachal Pradesh, au Nord-Est de l'Inde, connues populairement comme les « Seven Sister States of India » (littéralement depuis l'anglais les « sept états sœurs ») mais sans percer.
Un "India Coffee Board" est créé en 1907 pour remédier aux problèmes des parasites apparus à la fin du XIXe siècle, via des mesures d'éducation paysanne. Dans les années 1920, la variété d'arabica "Kent", adaptée au climat local très humide, se développe grâce à résistance à la rouille des feuilles du caféier, mais celle-ci mute, s'adaptant. L'Inde est le pays dans le monde où cette maladie a le plus grand nombre de souches biologiques différentes. Le S795, autre variété résistante est lancée en 1945, avec des notes de Moka dans sa saveur, mais ces cultivars sont réservés au tiers des plantations indiennes situées le plus en altitude.
En 1991, la mise en place de mesures de libéralisation économique permet à l'activité caféière de bénéficier de coûts de production plus bas qu'ailleurs. Près de 250 000 personnes cultivent le café dans la région de Karnataka, et 98 % le font sur des petites plantations familiales. En 1993, l'Internal Sales Quota (ISQ), nouvelle réglementation permet aux caféiculteurs de vendre 30 % leur production à l'intérieur de l'India.[2] Puis elle est amendée en 1994, devenant le Free Sale Quota (FSQ), qui autorise les plus modestes d'entre eux à céder 70 % à 100 % de leur récolte à qui ils souhaitent, exportateurs ou grossistes sur le marché intérieur. Le dispositif est parachevé en septembre 1996, ces libertés étant accordées à toute la filière, sans distinction de taille.
Accompagnant cette politique, la production de café indienne double entre 1984 et 1994, passant de 105 000 à 208 000 tonnes,, pour s'inscrire au 5e rang des principaux producteurs de café dans le monde, à égalité avec le Guatemala, un rang que le pays va ensuite conserver dans les décennies qui suivent. Les petits planteurs travaillant sur moins de dix hectares cultivent 75 % des 347 000 hectares consacrés au café Inde, tandis que la récolte nationale se répartit entre 30 % d'arabica et 70 % de robusta.
Pour s'adapter à la mousson, les planteurs indiens ont utilisé les dérivés de l'« Hibrido de Timor », un arabusta, ou hybride naturel d'arabica et de robusta qui ressemble à l'arabica. Ils ont planté du Cauvery, variété de Catimor un croisement de Caturra (Brésil, Colombie) et d'Hibrido de Timor, résistant à la rouille des feuilles (Hemileia vastatrix)[réf. nécessaire].

#### En 1994, le cocktail indigeste des gelées brésiliennes et du plan de rétention
Plusieurs décennies après le drame, qui a permis à la Colombie de devenir premier producteur mondial en 1975, le scénario de la vague de gel de 1975 au Brésil reste en permanence une menace pour le marché du café. La migration des zones de culture de café vers des zones plus chaudes, effectuée par les petits planteurs, appauvris par les gelées répétées de la période 1975-1985 a modifié les structures du négoce brésilien mais sans nom plus les bouleverser.
En 1994 et 1997, le gel a détruit à nouveau au Brésil de nombreux caféiers arabica. En juin et juillet 1994, deux nuits de gelées ont touché les plantations du Brésil. Plusieurs mois après, la récolte a été réduite de moitié, mais les prix ont flambé en l'espace de vingt-quatre heures, dès l'annonce par les agences de presse du gel chez le premier producteur et exportateur au monde. Après la deuxième nuit de gelée grave, ils ont atteint plus du triple de leur niveau de juillet 1993.
En juin et juillet 1994, deux nuits de gelées ont touché les plantations du Brésil, le premier producteur et exportateur au monde. Plusieurs mois après, la récolte a été réduite de moitié, mais les prix ont flambé en l'espace de vingt-quatre heures, dès l'annonce du gel par les agences de presse. Après la deuxième nuit de gelée grave, ils ont atteint plus du triple de leur niveau de juillet 1993. Ces plus fortes gelées enregistrées au Brésil depuis 1961 viennent s'ajouter à un recul de la production en Colombie et à un plan de rétention de l'offre de café mis en place unilatéralement par une partie des pays producteurs, dès la première partie de l'année 1994, afin de prouver que les stocks revendiqués par les torréfacteurs sont pour une bonne part trop anciens pour être commercialisables.
Fin mai 1995, les cours mondiaux avaient déjà atteint leur plus haut niveau des sept dernières années. Ce plan de rétention, pour tenir en respect le marché du café et mettre les spéculateurs dans leur camp, prévoyait de moduler la quantité de café retirée du marché en fonction du niveau des cours mondiaux. Réunis à Bogota en 1995, ils ont annoncé une nouvelle réduction de leurs exportations pendant l'été, puis ont renoncé à la rétention une fois les cours à un niveau jugé suffisant.
Cette période de brutale remontée des cours mondiaux, sur fond de reprise économique rapide en Europe, après les longues crises monétaires des années 1990 à 1993, a redonné le goût de la valorisation des origines aux torréfacteurs. Les marques mettent en valeur leurs origines à partir du milieu des années 1990. Si le commerce équitable représente moins de 0,1 % du commerce mondial (avec un chiffre d'affaires de 4,5 milliards d'euros, dont 84 % de denrées alimentaires), le café en occupe la première place. En France, parmi les produits labellisés, sa part est de 41 %, devant le coton et le cacao (13 %-14 %), les bananes et le thé (8 %).

#### En 1995, l'expansion du Viêt Nam et de l'Indonésie

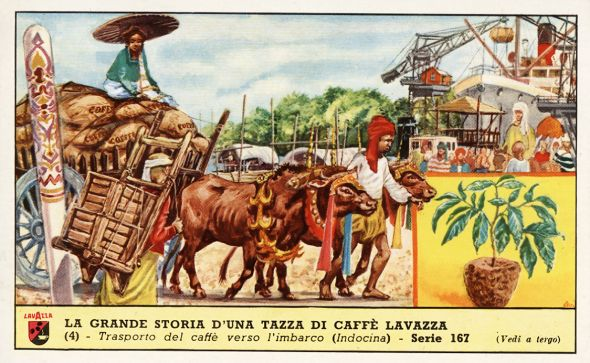
Transport du café en Indochine, vers 1900.
Publicité de Lavazza.

Au Viêt Nam, la culture des caféiers remonte à bien avant 1975, les Français ayant exploité dès le début du XIXe siècle des plantations de l'Indochine française, capitale de la province de Đắk Lắk dans les Hauts Plateaux du Centre. En 1925, la maison de négoce de Georges Ancel, du Havre, achète pour une valeur de 54 000 francs des actions de la Compagnie agricole des thés et cafés du Kontum. Mais la caféiculture de cette colonie n'existait que de manière embryonnaire, comme celle tout l'empire colonial français, et elle reste extrêmement faible ensuite, sans avoir jamais prospéré.
Au Viêt Nam, la caféiculture prend surtout son essor dans les années 1990, en particulier quand les cours remontent brutalement, en 1994, sur fond de nouvelles gelées au Brésil. L’insertion de l’économie vietnamienne dans les échanges mondiaux de café permet une ouverture commerciale croissante de ce pays, décidée à la suite de l’effondrement en 1991 du Comecon, qui fédérait les pays communistes. Le Vietnam a été alors incité par la Banque mondiale à diversifier ses pôles de compétitivité. Le démantèlement des fermes d'État et la libéralisation de l'agriculture amène des centaines de milliers de paysans à coloniser les terres du plateau central, afin de créer chacun une exploitation familiale, le mouvement le plus puissant et le plus rapide de l'histoire de la caféiculture : pratiquement une décennie.
En 2004, le pays devient le deuxième producteur mondial, avec 0,83 million de tonnes, devant l'Indonésie (0,7 million de tonnes) et la Colombie (0,66 million de tonnes). Dans le cas du Viêt Nam, la croissance des surfaces plantées résulte entièrement d’une volonté politique, encouragée par la Banque mondiale, qui a amené le pays à devenir le premier producteur mondial de robusta, alors qu’il n’était que le 31e en 1987.
L'Indonésie, autre producteur de robusta, voit ses récoltes monter à la même époque, mais pas aussi vite. Parmi les nombreux cafés locaux, le "kopi luwak" implanté à l'époque de la Compagnie néerlandaise des Indes orientales sur l'île de Java, qui avait connu un nouvel essor dans les années 1980, malgré la baisse des cours mondiaux, via le développement de petites exploitations familiales où il est exploité sans recours aux engrais, en plus de cultures vivrières, sur le « front pionnier » ouvert dans la forêt équatoriale.

## XXIesiècle
Entre 2000 et 2001, les excédents de l’offre mondiale amenèrent les cours du café sur le marché de New York à chuter à leur plus faible niveau depuis un siècle, en tenant compte des ajustements pour inflation. Les prix externes du café, en dollars constants, n'ont jamais été aussi bas depuis 1821, a même calculé l'économiste colombien Ernesto Samper Pizano, qui a été président de la Colombie de 1994 à 1998.
Les caféiculteurs qui montent, classés par leur taux de croissance annuel moyen de la récolte caféière entre 2000 et 2013 :
| Chine | Angola | Birmanie | Guyana | Népal |
| 17 %  | 17 %   | 14 %     | 13 %   | 13 %  |

Dans de nombreux pays en développement, ils passent en dessous du coût de production. Les travailleurs des plantations furent mis à pied et les plus petits producteurs laissèrent leur production pourrir sur pied. Selon la Banque Mondiale, près d'un demi-million d'emplois furent perdus pour l’Amérique Centrale et le Mexique uniquement en 2000-2001, comme résultat direct de cette crise caféière. En Colombie, les surfaces cultivées ont subi une forte baisse, et sont revenues en 2006 à 15 % de moins qu'en 1991, malgré la hausse des rendements et la mise en place de machines à vendanger. Au Brésil, les récolte sont en dents de scie.

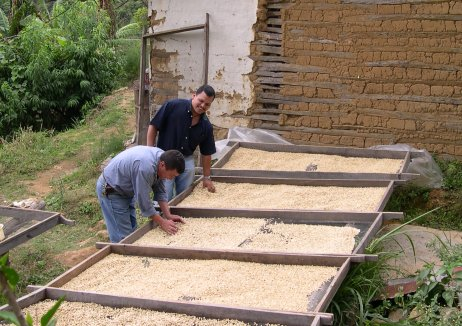
Le séchage du café bio produit à San Juancito, au Honduras.

D'autres pays latino-américains, le Pérou et le Honduras, ont au contraire augmenté fortement leurs surfaces cultivées en café :
| Surfaces cultivées en café | 1991             | 2005             |
| Pérou                      | 163 000 hectares | 301 000 hectares |
| Honduras                   | 146 000 hectares | 238 000 hectares |

Au début du XXIe siècle, trois des six premiers producteurs mondiaux, Viêt Nam, Indonésie et Inde sont asiatiques, une revanche éclatante sur les épidémies de parasites qui avaient relégué l'Asie à seulement 5 % de la production caféière mondiale exactement un siècle plus tôt, comme le montrent les statistiques de production sur 2002-2004 :
| Brésil        | 2 367 000 tonnes de café |
| Viêt Nam      | 760 000 tonnes de café   |
| Indonésie     | 701 000 tonnes de café   |
| Colombie      | 691 000 tonnes de café   |
| Mexique       | 312 000 tonnes de café   |
| Inde          | 289 000 tonnes de café   |
| Guatemala     | 229 000 tonnes de café   |
| Ouganda       | 187 000 tonnes de café   |
| Éthiopie      | 220 000 tonnes de café   |
| Honduras      | 170 tonnes de café       |
| Pérou         | 172 000 tonnes de café   |
| Côte d'Ivoire | 138 000 tonnes de café   |
| Costa Rica    | 133 000 tonnes de café   |
| Philippines   | 115 000 tonnes de café   |
| Salvador      | 92 000 tonnes de café    |

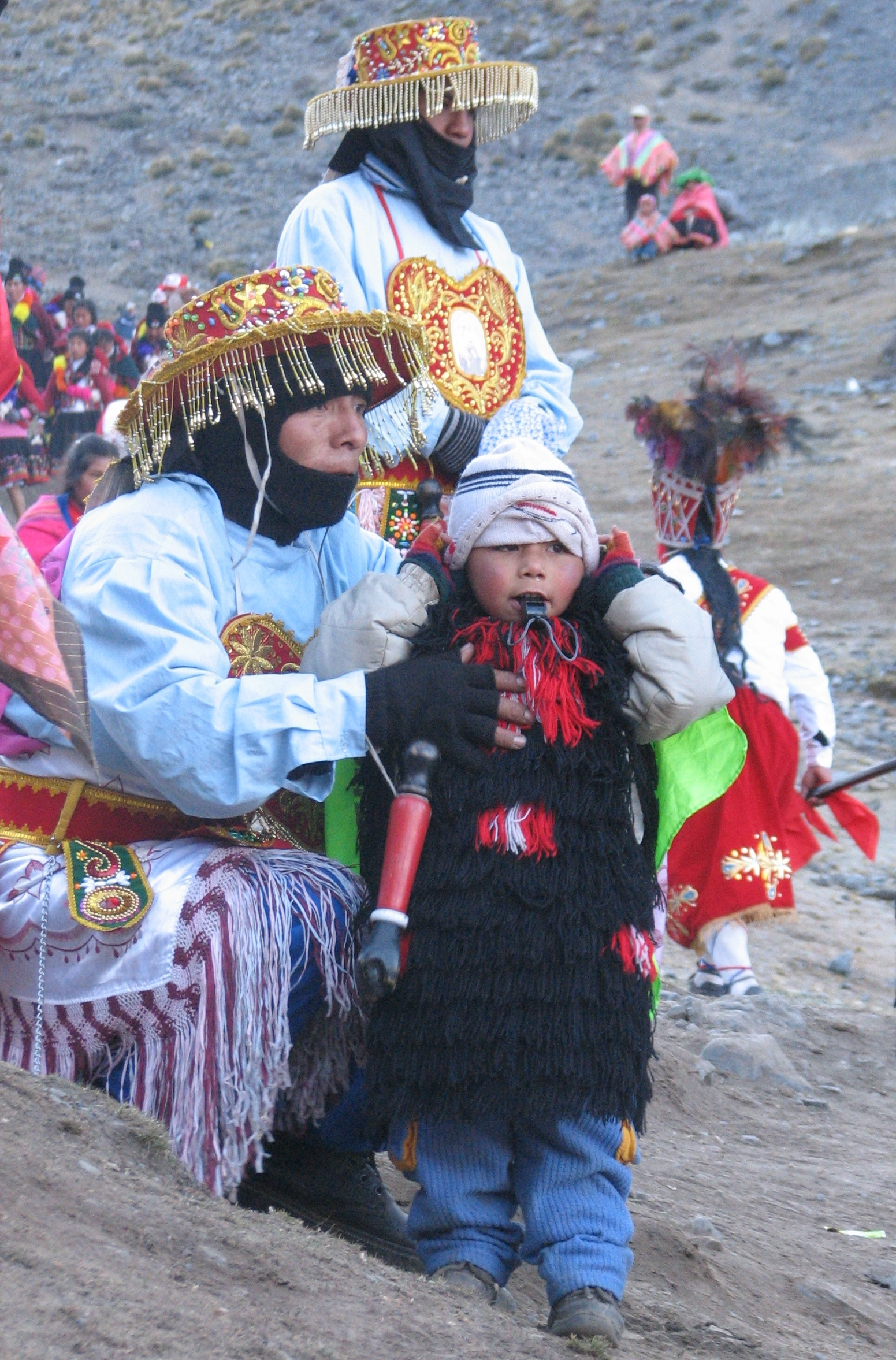
Fête du Qoyllur Rit'i ou Étoile des neiges (Cuzco au Pérou).

En 2005, quatre grands torréfacteurs dominaient le marché mondial du café. Le plus grand est Nestlé, qui contrôle plus de la moitié du marché mondial du café instantané. Kraft, propriété de la Philip Morris, représente 14 % des ventes mondiales de café à travers des marques telles que Maxwell House, Kenco, Kaffee HAG et Jacobs. Sara Lee, propriétaire de la marque Douwe Egberts et de la marque américaine Superior, compte pour 11 % des ventes total de café à la consommation, tandis que Procter & Gamble occupe 8 % du marché, offrant ses produits principalement en Amérique du Nord.

### Le Pérou joue la carte du café bio et gagne
Dans un contexte plutôt marqué par les gains de parts de marché des pays asiatiques, le Pérou a réussi à passer de 11e à la 8e place des producteurs mondiaux de café en une décennie, entre 2004 et 2016. Dès le début des années 2000, le pays devient le troisième exportateur sud-américain avec plus de 3,1 millions de sacs d’arabica en 2004, près de 30 % de plus qu’en 2003. Les péruviens voient leur récolte de café progresser à une vitesse accélérée, devenant"réussissant à augmenter leur production de manière considérable alors que les cours mondiaux étaient inférieurs aux coûts de production", selon leurs détracteurs, qui craignent que le pays ne contribue, tout comme le Vietnam une décennie plus tôt à une surproduction mondiale.
Premier pays exportateur de café équitable au monde et second pour le café biologique, le Pérou a réformé sa culture du café. Le gouvernement a encouragé une forme de reforestation sous forme de caféiculture, pour donner - via les coopératives - des perspectives aux cultivateurs volontaires, dans certains cas rémunérés au nom de la protection du climat. Le programme lancé en 1998, visant à augmenter la rentabilité de la culture de 15 % à travers la réduction des effets des pestes et maladies à partir des moyens de prévention et d’amélioration de la qualité génétique se révèle efficace, en quantité comme en qualité.
Dans la vallée des fleuves Apurimac, Ene et Mantaro, région montagneuse et boisée, le narcotrafic avait développé la production de feuilles de coca - traditionnellement mastiquées et infusées contre la fatigue - et les agriculteurs ont décidé de miser sur d'autres cultures, via une coopérative formée par des indiens Ashaninkas d'Amazonie. En 2017, l'objectif du gouvernement péruvien est de réduire de moitié, dans cette région du Vraem, les surfaces de culture de la coca d'ici 2022. Durant l'été 2017, l'Organisation internationale du café a annoncé une révision importante de ses prévisions pour la production caféière du Pérou, estimée à 4,2 millions de sacs.

### L'Éthiopie et ses5 000 variétéscaféières revient au cinquième rang mondial
Grâce à une spectaculaire croissance caféière, l'Éthiopie s'est hissée en 2005 à la 5e place mondiale, même si son poids dans les exportations reste relativement faible du fait d'une consommation locale absorbant la moitié de la récolte des caféières.
L'équivalent de 3,6 millions de sacs de café ont été consommés à l'intérieur du pays, ce qui représente 71,6 % de toute la consommation de café en Afrique et 8 % de celle de tous les pays exportateurs. TO.MO.CA, la marque la plus connue, appartient à la même famille depuis 60 ans et a ouvert sa première succursale au Japon, à Tokyo, Japan, en mai 2015.
"Les Ethiopiens aiment socialiser et rencontrer leurs partenaires d'affaire dans les magasins de café", a expliqué Wondwossen Meshesha, 28 ans, petite fille du fondateur. Il y a 5 000 variétés différentes de café en Éthiopie et 80 % du café du pays est produit dans des petites fermes sans vraie vocation commerciale, dans les régions forestières. Dans les forêts, le rendement moyen à l'hectare des caféiers éthiopiens est de 225 kilos, la moitié des 450 kilos obtenus en système agricole semi-forestier.
Le gouvernement éthiopien essaie de promouvoir ce produit pour faire progresser les exportations du niveau de 190 837 tonnes en 2013-2014 jusqu'à 200 000 tonnes.
La récolte éthiopienne a progressé avec régularité à partir de 1961, passant de 75 000 tonnes à plus 111 000 tonnes en 1972. Elle a continué sur sa lancée après 1974, augmentant d'un tiers dans les vingt années qui suivent, puis continuant à monteur en puissance, solidement adossée à un grand marché intérieur bien approvisionné malgré les conflits.
Les plantations paysannes sont situées à proximité des habitations, surtout au sud et à l'est du pays, tandis qu'une route de 890 km relie Addis Ababa au port d'Assab, qui peut transborder un million de tonnes de marchandises par an. Environ un tiers de la production est qualifiée de sauvage ou semi-sauvage, car exploitée dans le cadre de forêts très diverses. L'expansion du khat, à la deuxième place des exportations éthiopiennes en 2005, reste cependant une concurrence car les prix payés aux producteurs sont certains plus élevés que ceux du café.

### Le Salvador retrouve un couvert forestier, avec le café ombragé
La crise de surproduction caféière du début des années 2000 a conduit le pays à choisir un mode de développement plus écologique qu'au siècle précédent. Entre 1951 et 1962, le Salvador avait quadruplé sa capacité de production hydro-électrique, grâce à la construction sur le Lempa du plus puissant complexe hydro-électrique d'Amérique centrale, ce qui a permis pays de devenir en 1965 le troisième exportateur de café d'Amérique latine. Revers de la médaille, une déforestation intense, qui l'a ensuite amené, à la fin de du siècle, à privilégier une caféiculture ombragée, quitte à se fixer des objectifs de rentabilité plus modestes.
L'ombre de la canopée primaire diminue le rendement caféier mais assure la biodiversité : 224 espèces végétales, presque toutes indigènes, ont été recensées comme associées à la culture du café au Chiapas, où les scientifiques ont relevé 23 à 26 espèces différentes de chauve-souris dans les plantations de café, presque autant que les 37 de la forêt primaire voisine, ces plantations jouant un rôle de corridor biologique et conservant 30 % de la capacité forestière comme puits de carbone. Au Salvador, 90 % des forêts primaires ont disparu, mais de vastes surfaces caféières ombragée de café représentent 80 % de la couverture forestière restante. De plus, les arbres assurant la couverture d'ombre réduisent aussi l'érosion des sols.
Le café ombragé bénéficie de labels de certification de la Rainforest Alliance selon une stricte classification :
- surface ombragée de plus de 70 % dans le « Modèle rustique » ;
- la polyculture traditionnelle, ombragée à 40-70 % ;
- monoculture ombragée à moins de 30 % ;
- monoculture non ombragée.

L'ombrage peut provenir des bananiers avec un important complément de revenus au cultivateur, comme c'était le cas en Amérique centrale avant l'arrivée des grandes bananeraies commerciales. La Cooperative "Ciudad Barrios" opère par exemple dans les montagnes Cacahuatiques du Salvador sur la base labels de certification de la Rainforest Alliance et elle a été suivie par de nombreuses autres coopératives bio.

### L'évolution des grands producteurs mondiaux sur la décennie 2010

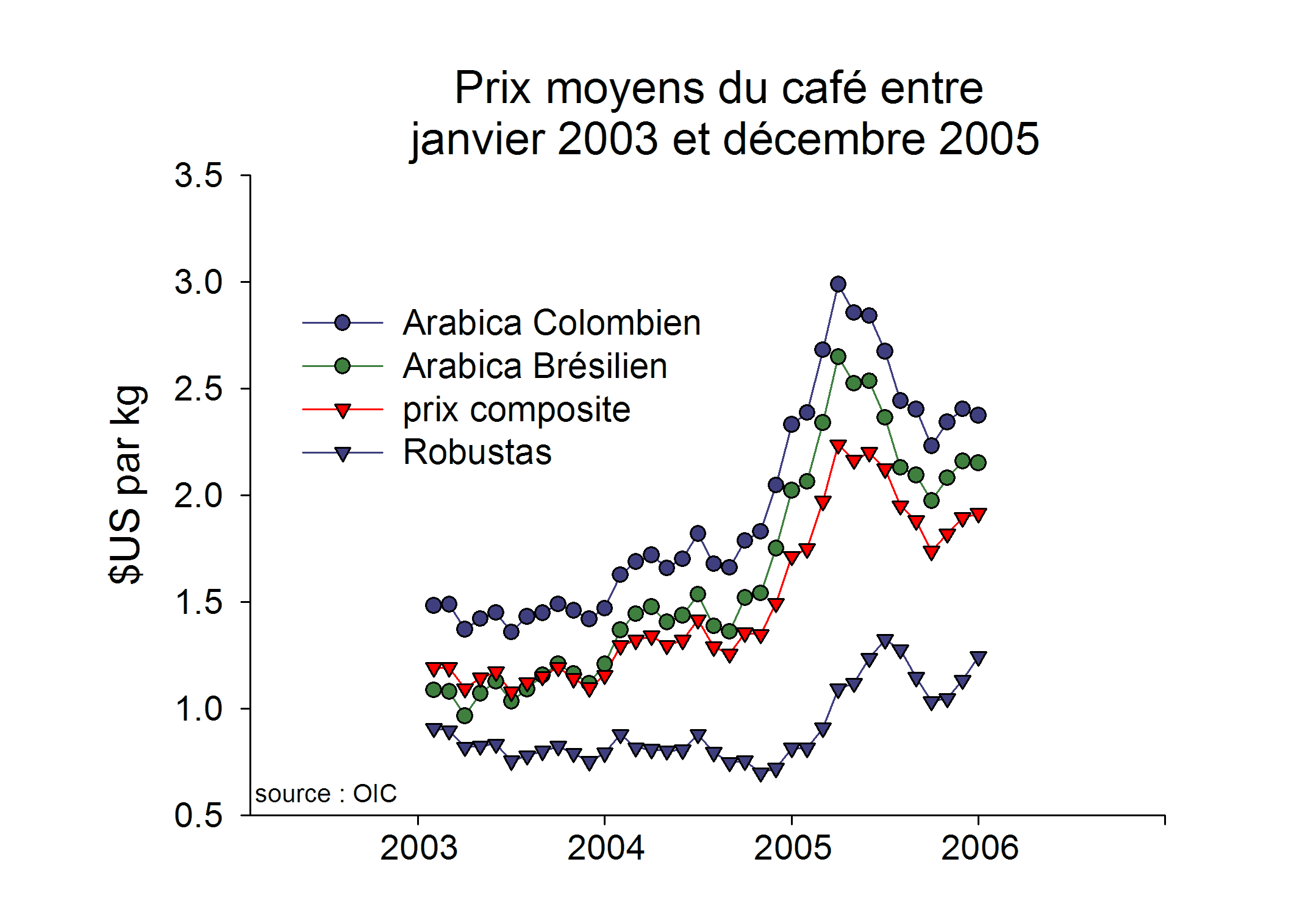
Évolution du prix du café sur les marchés internationaux entre 2003 et 2006.

L'évolution des grands producteurs mondiaux de café sur les années 2010 reste dominée par le géant brésilien, et plus largement par les producteurs d'Amérique latine, la Colombie, le Mexique, le Pérou et quatre pays d'Amérique centrale figurant parmi les quinze premières récoltes caféicoles au monde, soit près d'une sur deux.
| Production en millions de sacs de 60 kilos | 2011 | 2012 | 2013 | 2014 | 2015 | 2016 |
| Brésil                                     | 39,4 | 50,8 | 54,7 | 52,3 | 50,3 | 55   |
| Viêt Nam                                   | 17,8 | 25   | 27,6 | 26,5 | 28,7 | 25,5 |
| Colombie                                   | 8,1  | 9,9  | 12,1 | 13,3 | 14   | 14,5 |
| Indonésie                                  | 11,4 | 13   | 11,2 | 11,4 | 12,3 | 10   |
| Éthiopie                                   | 6,9  | 6,2  | 6,5  | 6,6  | 6,7  | 6,6  |
| Honduras                                   | 3,6  | 4,5  | 4,6  | 5,2  | 5,8  | 5,9  |
| Inde                                       | 4,8  | 5,3  | 5,1  | 5,4  | 5,8  | 5,3  |
| Pérou                                      | 3,3  | 4,4  | 4,3  | 2,9  | 3,3  | 3,8  |
| Mexique                                    | 4,1  | 4,3  | 3,9  | 3,6  | 2,8  | 3,1  |
| Guatemala                                  | 3,8  | 3,7  | 3,2  | 3,3  | 3,4  | 3,5  |
| Ouganda                                    | 2,8  | 3,9  | 3,6  | 3,7  | 3,6  | 3,8  |
| Nicaragua                                  | 1,9  | 1,9  | 1,9  | 1,9  | 2,1  | 2,1  |
| Côte d'Ivoire                              | 1,8  | 2    | 2,1  | 1,7  | 1,9  | 2    |
| Costa Rica                                 | 1,3  | 1,6  | 1,4  | 1,4  | 1,6  | 1,5  |
| Salvador                                   | 1    | 1,2  | 0,5  | 0,7  | 0,5  | 0,6  |

Pour la saison caféière 2016-2017, l’ICO a relevé sa prévision de production à 153,9 millions de sacs, contre 151,6 millions précédemment, en hausse de 1,5 % par rapport à la campagne précédente, pour atteindre un record historique grâce à une production plus abondante en Indonésie à 11,5 millions de sacs et au Pérou. La production d’Arabica est estimée par l’ICO à 97,3 millions de sacs, en hausse de 10,2 %, et celle de Robusta à 56,6 millions de sacs, en baisse de 10,6 %.

## Chronologies thématiques: cadre géopolitique, social, commercial et logistique de la caféiculture

### Cadre géopolitique et social

#### Indépendances des ex-pays caféiers colonisés
- 1804 : Haïti indépendant.
- indépendances de 1821-1822 en Amérique latine, l'Empire espagnol conservant Cuba jusqu'en 1900.
- 1830 : la Belgique indépendante.
- 1900 : Cuba indépendant.
- 17 août 1945 : l'Indonésie indépendante.
- 15 août 1947 : l'Inde et Ceylan indépendantes.
- 1960 à 1963 : indépendances au Cameroun, Côte d'Ivoire, Congo, Rwanda, Burundi, Kenya, Tanzanie et Ouganda.
- 1974 : l'Angola indépendant.

#### Travail forcé, traites négrières et esclavage
- 1792 : interdiction de la traite négrière sur les territoires de l'État danois et du royaume de Norvège.
- 1794 : la France abolit l'esclavage une 1re fois, le rétablit en 1802.
- 1804 : victorieuse, la révolution haïtienne abolit de fait l'esclavage.
- 1807 : interdiction de la traite négrière sur les territoires anglais.
- 1808 : interdiction de la traite négrière en France et aux États-Unis.
- 1833 : l'Angleterre abolit l'esclavage. La Jamaïque à 17 millions de livres de café en 1834, deux fois moins qu'en 1814.
- 1838 : l'Indonésie hollandaise institue le travail forcé.
- 1848 : la France abolit l'esclavage une seconde fois.
- 1848 : Ceylan institue le travail forcé.
- 1850 : le Brésil abolit les traites négrières (1888 pour l'esclavage).
- 1854 : le Venezuela abolit l'esclavage.
- 1867 : fin des traites négrières à Cuba, (1886 pour l'esclavage).
- 1917 : la Belgique institue le travail forcé, déjà en pratique au Congo.

#### Présidents planteurs de café
- Braulio Carrillo Colina, président du Costa Rica de 1838 à 1842.
- Justo Rufino Barrios, président du Guatemala du 4 juin 1873 à sa mort en 1885.
- Tomás Regalado (Salvador), président du 14 novembre 1898 jusqu'au 1er mars 1903.
- Félix Houphouët-Boigny, président de la Côte d'Ivoire de 1960 à 1993.

#### Peuples caféiculteurs
La première caféiculture libre émerge en Haïti et au Venezuela après l'indépendance, puis lors des distributions de semences par les missionnaires Pères blancs des années 1880 en Afrique orientale, où s'organisera au début du siècle suivant un développement coopératif qui s'épanouira surtout après la Seconde Guerre mondiale. D'autres peuples caféiculteurs ont récupéré une culture lucrative, autrefois imposée par la violence et les expropriations.
- En Amérique latine : les Andinos du Venezuela, les Mayas du Guatemala enbrigadés dans les plantations des années 1870, les Tzotzils du Chiapas impliqués dans la révolution de 1915, les Chubs privés de terre lors de l'annexion du Soconusco, et les habitants du « País Paisa » en Colombie[9], qui créent en 1927 la puissante Fédération nationale des caféiculteurs.
- En Afrique : les Baoulés acteurs de l'explosion caféière Côte d'Ivoire, les Bamilékés du qui ont massivement défriché le Cameroun, les Kikuyus du Mont Elgon en révolte en 1952 contre la pénurie de terres au Kenya. Les Haya (peuple) très tôt artisans du développement caféicole du Lac Victoria (Ouganda et Tanzanie), ou encore les Chaggas du Kilimandjaro, créateurs des premières coopératives en 1925 en Tanzanie[9]. Les Rwas (peuple) et les Arusha (peuple), qui cultivent chacun un des deux versants du Mont Méru, également en Tanzanie, et font avancer leur cause à l'ONU dès 1950.
- En Asie : les Tamouls, main d'œuvre caféicole mobilisée en 1840 par les Anglais à Ceylan et les Kanaks de Nouvelle-Calédonie, qui reprennent les cultures abandonnées des colons français en 1912.

### Répartition et historique des cafés produits

#### Les grandes étapes de la botanique des gènes du caféier[303]
- 1706 : le Café Typica arrive de Java en Europe puis part en Amérique, via la Martinique.
- 1715 : le Café Bourbon arrive du Yemen en Europe et part plus tard en Amérique.
- Années 1870: la rouille caféière arrive à Ceylan puis en Indonésie.
- 1875 : le Coffea liberica cultivé en Asie, comme substitution.
- 1881 : le Coffea liberica cultivé sur le littoral ivoirien et congolais.
- 1900 : le Coffea canephora du Congo belge replanté à Java.
- 1902 : le Coffea excelsa découvert en Centrafrique et replanté à Java.
- 1916-1917 : les Coffea canephora et Coffea excelsa cultivés à Java, reviennent en Afrique.
- 1917 : découverte de l'hybride de Timor.
- 1916-1917 : le "Kouilou Niaouli" découvert au Dahomey, planté en Guinée et au Togo.
- Années 1920 : l'Inde créé le "Kent" adapté au climat local très humide.
- 1934 : la trachéomycose du caféier se déchaine en Centrafrique puis en 1947 en Côte d'Ivoire.
- 1935 : le Coffea canephora de l'INEAC introduit, contre la Trachéomycose du caféier.
- Années 1940 : création au Brésil du "Mundo Novo"[304], hybride entre Café Bourbon et Sumatra.
- 1959 : le Catimor créé au Portugal, en mariant Cattura et hybride de Timor.
- 1970 : rouille caféière au Congo, déploiement plus large du robusta.
- 1970 : rouille caféière au Brésil, les chercheurs améliorent le Catimor.
- Années 1980 : le Portugal collabore avec la Colombie ("Colombia") et le Kenya ("Ruiru11").
- 1981 : création du Catuai, hybride entre le Mundo novo et le Catura[305].

#### La répartition mondiale entre arabica et robusta
Le robusta pèse 38 % de la production mondiale au XXIe siècle. Sa teneur en caféine, qui dépend plus du génotype que des facteurs environnementaux, est d'environ 2,5 % contre 1,5 % dans l'arabica.
- L'Amérique centrale, la Colombie et le Venezuela récoltent de l'arabica.
- Le Brésil aussi mais avec 20 % de robusta, depuis les grandes gelées de 1975.
- L'Asie produisait de l'arabica jusqu'à la fin du XIXe siècle, du robusta depuis.
- L'Afrique de l’Ouest cultive presque exclusivement du robusta, sur deux bassins caféiers : autour de la Côte d'Ivoire (Guinée, Liberia, Sierra Leone, Ghana, Togo) et l'ensemble Cameroun-Nigeria.
- L'Afrique de l'Est produit essentiellement de l’arabica, exception faite de l’Ouganda et Madagascar.
- L'Afrique centrale, en déclin rapide en raison du contexte politique en Angola (1977), République centrafricaine et République démocratique du Congo (1992) produisait du robusta.

### Cours mondiaux, cartels et organisations de marché

#### Cinq leaders mondiaux successifs du café
- avant 1727 : Yemen et Éthiopie
- 1727 à 1750 : Java
- 1750 à 1770 : Suriname
- 1770 à 1802 : Saint-Domingue
- 1802 à 1826 : Jamaïque
- depuis 1826 : Brésil

#### Grandes périodes de l'économie mondiale
- Croissance économique mondiale des années 1830 interrompue par la Panique de 1837.
- Croissance économique mondiale des années 1850, interrompue par le Krach de 1857.
- Grande Dépression (1873-1896) dans le sillage de la Crise bancaire de mai 1873.
- Forte croissance mondiale des années 1900, interrompue par la Première Guerre mondiale.
- Très forte croissance mondiale des années 1920, interrompue par le Krach de 1929.
- Grande Dépression dans le sillage du Krach de 1929.
- Forte croissance mondiale des années 1945 à 1974, interrompue par le Premier choc pétrolier.

#### Organisations de marché successives
- En 1736, les monopoles du Yémen et des diverses Compagnies des Indes sont balayés.
- À partir de 1884, la création des marchés à terme sur le café apporte transparence et liquidité.
- Des années 1875 à 1930, le quasi-monopole brésilien favorise les cartel et ententes privées.
- Dès 1906, l'État fait son entrée, via l'accord de Taubaté, entre les trois principales provinces brésiliennes, pour réguler le marché par le soutien des prix. Le Brésil réitère en 1917, puis 1921 et 1932.
- En 1962, l'Accord international sur le café crée des quotas de production par pays et un soutien des prix.
- En 1989, l'Accord international sur le café est vidé de sa substance, l'offre de plusieurs pays producteurs est soumise aux directives de la Banque mondiale.

#### Ports et places de négoce
- Amsterdam domine Le Caire et Marseille XVIIIe siècle grâce à système d'enchères.
- Bordeaux monte à la fin du siècle grâce à la révolution du café de Saint-Domingue.
- Hambourg et Londres défient Amsterdam, dans la première moitié du XIXe siècle.
- New York dépasse Londres et les autres ports américains dans la seconde moitié du XIXe siècle.
- Santos devient un port dominant à partir de 1867.
- Le Havre domine l'importation européenne à la fin du XIXe siècle.

#### Grandes infrastructures ayant contribué à la caféiculture
- En 1855, le chemin de fer du Panama est achevé et la Norddeutscher Lloyd fondée en 1857, amenant en Europe le café des zones pacifiques (Costa Rica, Guatemala et Salvador).
- 1859, Barão de Mauá, plus gros banquier du Brésil convainc son gouvernement de lancer le São Paulo Railway (ouvert en 1867).
- Lancements des années 1870 : chemin de fer du Costa Rica (1871), chemin de fer de l'Antioquia (1871), chemin de fer du Guatemala (1876) et chemin de fer nicaraguayen de Grenade à Corinto (1880).
- Vers 1890, chemin de fer de l'Ouganda anglais et le chemin de fer de l'Usambara cinglent vers les grands lacs africains. Le premier cause la famine de 1899 au Kenya central, le second bute sur l'échec de la caféiculture des Monts Usambara.
- La construction acrobatique du chemin de fer de l'isthme de Tehuantepec, inaugurée en 1907, qui partait de Ixtepec jusqu’au Chiapas, à la frontière avec le Guatemala.

#### Quelques négociants historiques
Georges Ancel (Le Havre), Benjamin Green Arnold (New York), Rieper Augener (Brème et Guatemala, Prado Chaves (Santos), Famille Delamare (Le Havre), Famille Delius (Brème), famille Dieseldorff (San José (Costa Rica)), Louis Drouin (Nantes), Famille Jobin (Le Havre), Hockmeyer & Rittscher (Hambourg et Guatemala, Groupe Lacerda (Santos), Charles Latham (Le Havre), Neumann Kaffee Gruppe (Hambourg et Santos), Ospina, Vasquez, and Jaramillo (Colombie et Guatemala), famille Rufenacht (Le Havre), Jacques Siegfried (Le Havre), George Stiepel (Valparaiso), Hermann Sielcken (New York et Baden-Baden), Caspar Voght et Georg Heinrich Sieveking (Hambourg), Théodore Wille (Hambourg et Santos).

#### Cours du café, à chaque époque

##### Première moitié duXVIIIesiècle
- Trois premiers quarts du XVIIIe siècle : Java, La Réunion puis le Suriname font baisser les cours, évincent le Yémen.
- 1736 : Java a triplé sa récolte en douze ans.
- 1735 à 1744 : le café Bourbon passe de 0,1 à 2,5 millions de livres annuelles.

##### 2emoitiéduXVIIIesiècle
- 1739 à 1790 : fin du monopole à Amsterdam, la consommation européenne décuple[104].
- 1770 puis 1779 : hausse des cours, la « révolution du café de Saint-Domingue » (passée de 7 à 77 millions de livres (37 000 tonnes)[29] évince le Suriname et Java.

##### 1remoitiéduXIXesiècle
- 1800 à 1821 : la révolution haïtienne créée une pénurie mondiale, plaçant la Jamaïque en monopole, et lançant la renaissance des colonies hollandaises, le passage du cacao au café au Venezuela étant entravé par la guerre d'Indépendance.
- 1826 : le Brésil exporte 21 000 tonnes, quasi triplement en six ans[306].
- 1821 à 1847 : Caraïbe, Brésil, Venezuela et Asie nourrissent ensemble la surproduction mondiale pèse sur les cours, qui finissent par toucher des plus bas historiques au milieu des années 1840. De 26 cents en 1821, le café haïtien à Philadelphie tombe à 6 cents en 1844 à Philadelphie.
- 1835 : fin du monopole caféier aux Philippines espagnoles[104].

##### 2emoitiéduXIXesiècle
- 1858 : les cours ont rebondi de 50 % en quinze ans.
- 1861 : les cours ont repris 18 % en trois ans.
- 1876 : les prix ont doublé (de 12 à 23 cents la livre) en six ans, puis ils retombent à 11 cents dès 1883, après la crise de surproduction de 1882[145].
- 1882-1883 : trois marché à terme du café créés en Europe à la suite du corner de 1880 sur le café[200].
- 1896 : surproduction caféière du Brésil, à 22 millions de sacs[202].

##### 1remoitiéduXXesiècle
- 1906 (Accord de Taubaté), 1917 puis 1921 : plans de rétention brésiliens, les cours se reprennent, à la surprise des économistes.
- 1928 : sur le marché d'Anvers, le kilo de Robusta est passé de 3,50 à 12,55 francs belges, sur fond d'inflation générale.
- Années 1930 : chute des cours, les pays d'Amérique du Sud dévaluent, sauf le Venezuela. Le Brésil fait remonter les cours en 1933, en brûlant des stocks.

##### 2emoitiéduXXesiècle
- 1954 : le prix d'achat relevé de 200 francs CFA dans les colonies françaises.
- 1956 : le cours mondial quasi triplé depuis dix ans
- 1958 : conférence de Rio réunissant presque toute l'Amérique latine.
- 1962 : signature de l'Accord international sur le café. La production vient d'être multipliée par 20 en dix ans en Côte d'Ivoire, par 15 au Cameroun.
- 1974 : « mini-opep » du café, dans le sillage de celle du pétrole.
- 1989 : signature de l'Accord international sur le café vidé de son contenu.
- 2001 : le Viêt Nam et l'Indonésie font tomber le café au plus bas depuis 150 ans.

### Sources d'informations publiques et parapubliques

#### Agences de presse
L'agence de presse Reuters a un correspondant à Rio de Janeiro dès 1860 et son directeur local à Ceylan en 1868, à l'arrivée du premier câble sous-marin, est le principal associé d'un négociant en café. Début 1874, un câble sous-marin transatlantique relie Londres à Recife puis dessert neuf villes sud-américaines, dont cinq brésiliennes. Des services commerciaux sur les matières premières et de dépêches privées sont confiés par des négociants, étrangers pour la plupart, aux agences de presse européennes Havas et Reuters, associées,.
La Telegraphic Journal and Electrical Review du 15 avril 1874, observe que le câble, en ouvrant avec un mois de retard, a manqué un important trafic sur « la chute des cours du café, aussi bien sur le nouveau câble que sur les anciennes lignes entre marchés du Brésil, d'Angleterre, d'Amérique, de Ceylan et autres places, en Orient ». Une erreur dans les services de télégrammes privés amène Reuters à se désengager d'Amérique latine après deux ans. D'autres câbles seront posés par la Gesellschaft Kabelgramm et l’Agence Continentale allemande lance des services gratuits en 1909.

#### Statistiques de l'USDA américain
Les statistiques du département de l'Agriculture des États-Unis, dont les données font référence sur les marchés de matières premières, sont en parties gratuites et accessibles sur son site et celui de Globaltrade.net, issu d'un partenariat avec la Fédération des associations du commerce international.

#### Marché à terme américain
Fondé en 1984, le marché à terme américain sur le café s'est chargé très tôt de centraliser et diffuser des statistiques, non seulement sur les cours du café mais aussi sur les stocks disponibles en plusieurs places de négoce et sur la production, à une époque où ces chiffres sont rares et privés, et où, sur un marché proche, les nouveaux statisticiens du sucre comme Franz Otto Licht et Julius Caesar Czarnikow ont prouvé l'intérêt et la valeur de ces chiffres, tant pour les spéculateurs que pour les pays producteurs.

#### Bibliothèque de l'ICO
L'Organisation internationale du café s'est constituée une bibliothèque de publications sur le café, jugée la plus complète du monde sur les aspects économiques, dont le catalogue est informatisé depuis 1982 (Coffeeline) avec une importante collection de publications contenant des informations agronomiques, scientifiques et culturelles.

#### Séries statistiques historiques de la FAO depuis 1946
L'FAO a mis en accès libre ses archives centrales de statistiques, plus vaste base de données au monde sur les produits alimentaires. Depuis 1950, son rapport annuel consacre un chapitre complet à l'offre et la demande mondiale de café, avec les estimations pour l'année suivante, sous le titre The state of food and agriculture.

#### «Arche de Noé» de René Tourte
« L'arche de Noé » de l'agronome français René Tourte, qui a vécu trente ans en Afrique, est une encyclopédie historique du travail des centres de recherche botanique en Afrique, dont les cinq volumes sont en accès libre sur le site de la FAO,.

### Arts, littérature et publicités

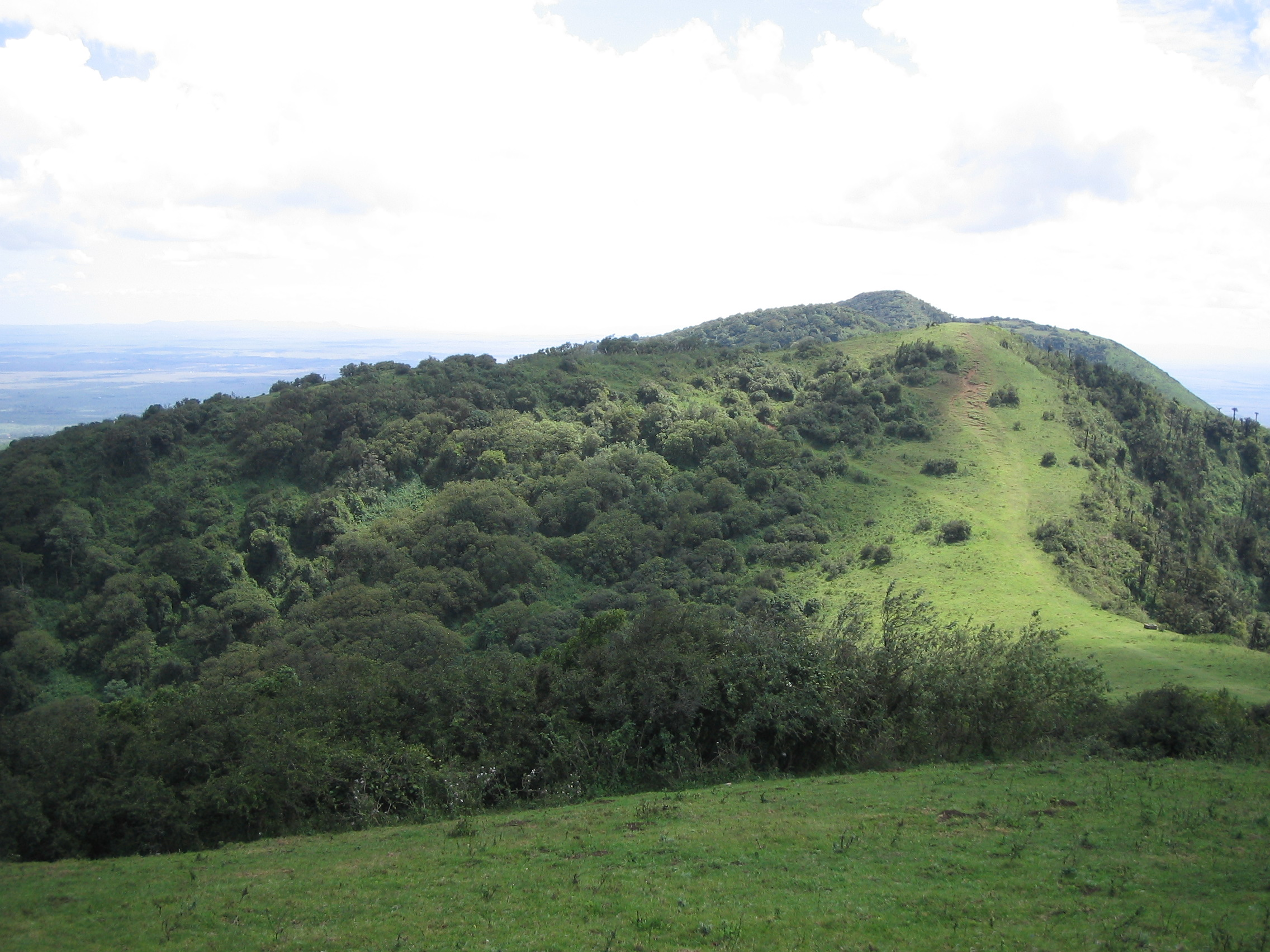
Les monts Ngong, où chassaient Denys Finch Hatton et Karen Blixen, au Kenya.

- La Ferme africaine, est un roman autobiographique de Karen Blixen, écrit en 1937 et adapté au cinéma sous le titre Out of Africa, film de Sydney Pollack, sorti en 1985. Il raconte l'histoire d'une jeune aristocrate danoise qui rejoint le Kenya - à l'époque, colonie britannique - au début de la Première Guerre mondiale et s'acharne à faire pousser des caféiers sur les terres nues et désolées de sa ferme, dans l'espoir de protéger la tribu africaine qui y vit.
- Les Aventuriers du Kilimandjaro, film en coproduction britannique et américaine, de Richard Thorpe, sorti en 1959 a pour héros un ingénieur la Mombassa Railroad Company, en voyage vers le lac Victoria, confronté à une tribu hostile, des esclavagistes arabes et "Gunther", qui construit une ligne de chemins de fer concurrente.
- Le Moine de Moka (2018), biographie, récit de Dave Eggers.
- Ixcanul, film dramatique franco-guatémaltèque, écrit et réalisé par Jayro Bustamante, sorti en 2015, introduit le spectateur dans le quotidien, puis dans le drame d'une famille de paysans ne parlant que le cakchiquel, vivant hors du temps sur le flanc d'un volcan, travaillant dans une plantation de café emploie des paysans pauvres et sans terre pour des salaires misérables. Tourné avec des acteurs non professionnels pour la plupart, le film reçu l'Ours d'argent « prix Alfred-Bauer » au 65e festival international du film de Berlin (2015)[314].
- Le Café du pauvre est un roman autobiographique et grivois d'Alphonse Boudard publié en 1983 raconte sa jeunesse dans le Paris d' après-guerre[315], où le rationnement alimentaire fait du café un luxe lié au marché noir.
- Publié en 1860, Max Havelaar, le roman presque autobiographique de Multatuli eut un écho retentissant aux Pays-Bas, car le premier à dénoncer une caféiculture qui accablait 30 millions de Javanais, dans ce qui deviendra plus tard l'Indonésie. Dans la seconde édition (1875), l'auteur ajoute des Notes et éclaircissements où il parle à la première personne.
- Les romans du colombien Manuel Mejía Vallejo, originaire de l'Antiquoia, mettent en scène la caféiculture.
- Juan Valdez est le logotype et le personnage fictif du label de qualité « Café de Colombia, créé par l'agence de publicité DDB Worldwide en 1960.
- La colegiala, chanson composée en 1975 par Walter Leon Aguilar, leader du groupe de cumbia péruvienne Los Ilusionistas fut le support des spots télévisés du café Nescafé.
- The Corner in Coffee, est un roman dramatique et sentimental, écrit en 1904 par un journaliste et historien américain, Cyrus Townsend Brady, après des interviews avec les négociants et courtiers du port et du marché à terme de New-York.
- Nombre d'œuvres littéraires mettent en scène les buveurs de café, à la suite de l'Ambassade de Soliman Aga auprès de Louis XIV, en 1669, qui entraîne une vogue pour ce produit[316].
- En 1746, l'écrivain mondain Jacques Rochette de La Morlière dénoue la trame d'un Conte qu'il situe « dans l'Arabie Heureuse » en mettant en œuvre « une liqueur mystérieuse qui a la force de venir à bout des assoupissements les plus opiniâtres »[316], alors que de 1713 à 1746, les auteurs n'écrivaient sur le café que pour discuter de sa nocivité présumée.